# St. Josef und St. Wendelin (Diefflen)

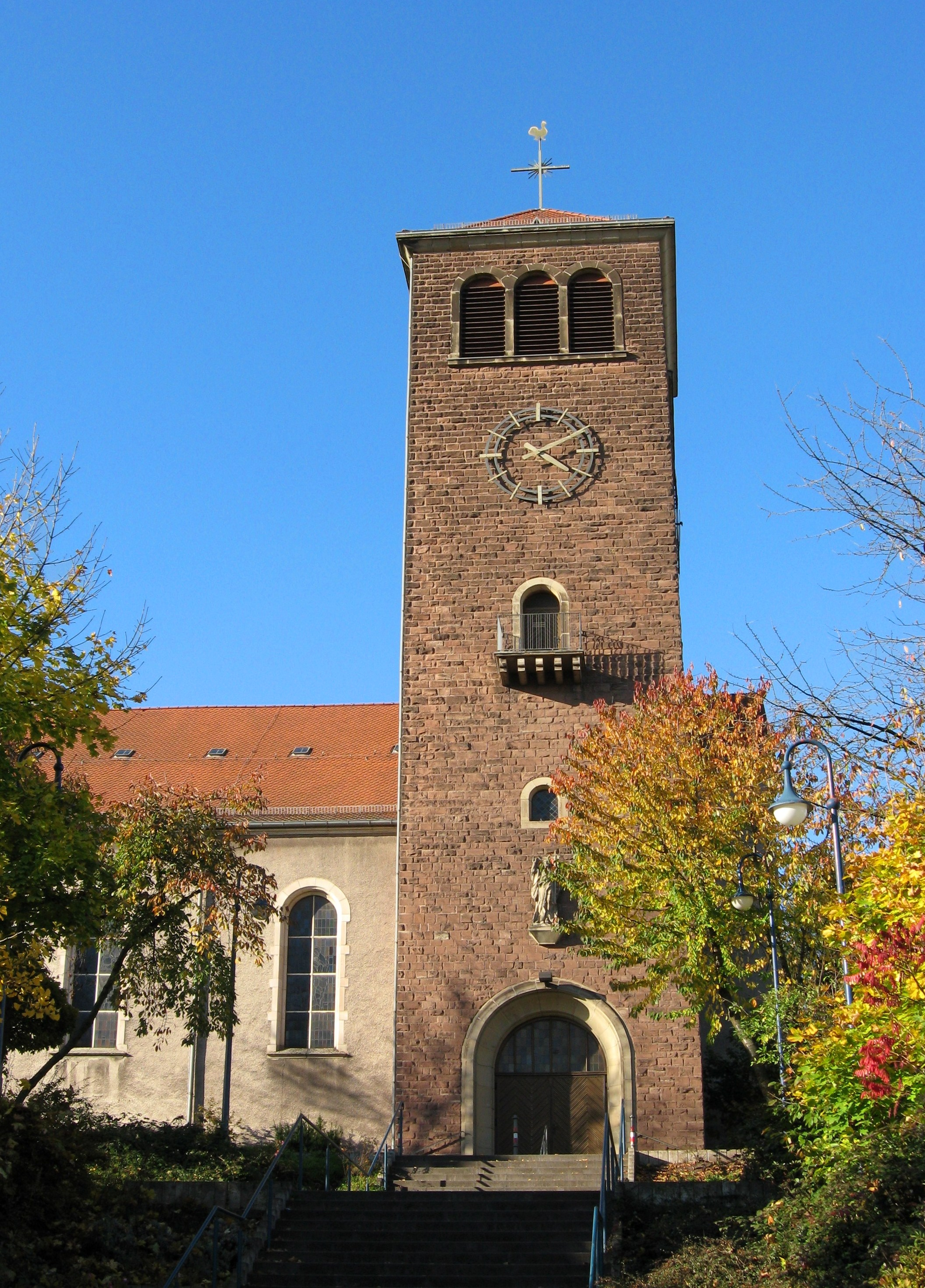
St. Josef und St. Wendelin (Diefflen), Blick von der Dillinger Straße

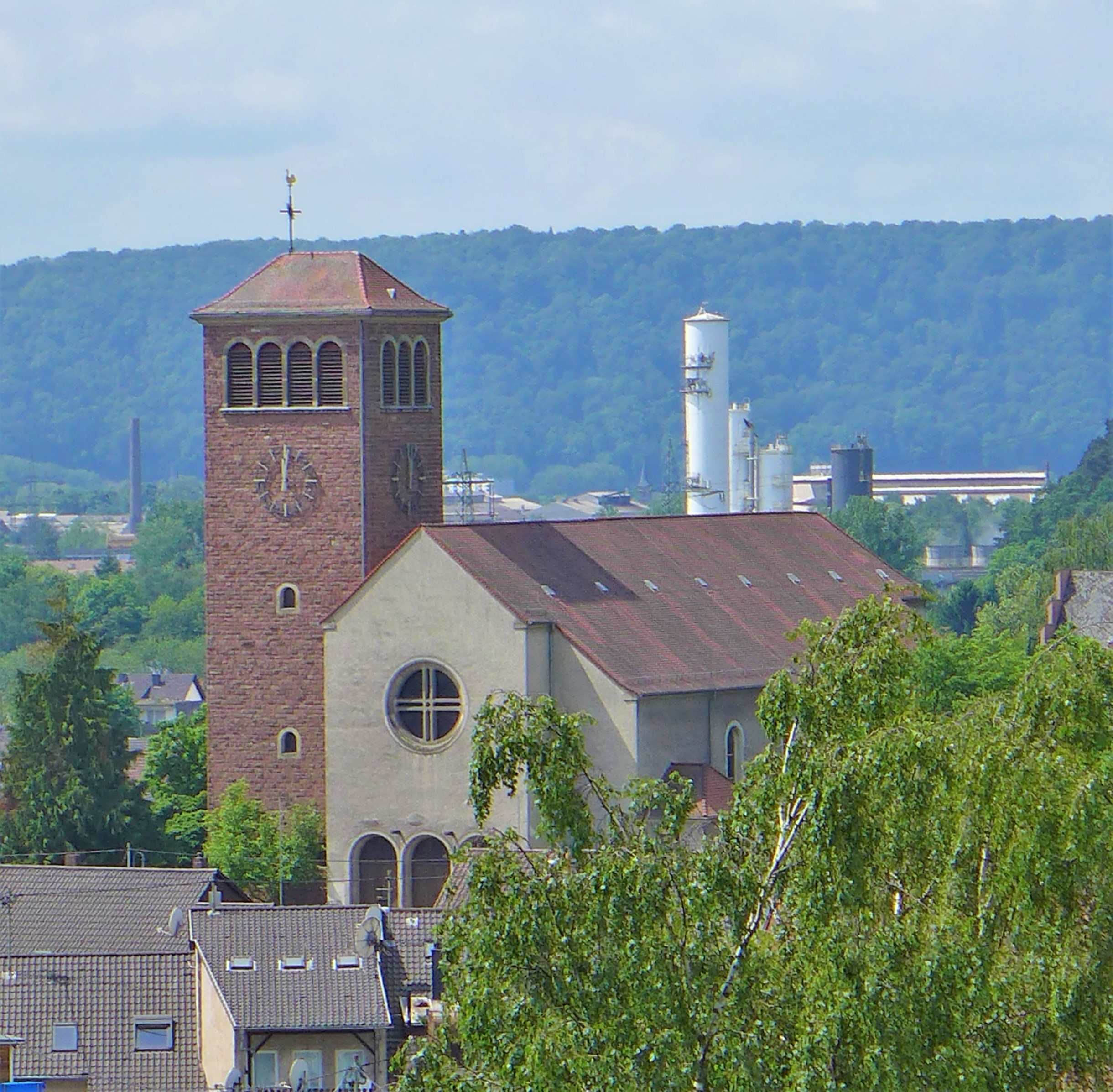
St. Josef und St. Wendelin (Diefflen), Ansicht von der Zipp, dahinter der 360 m hohe Limberg

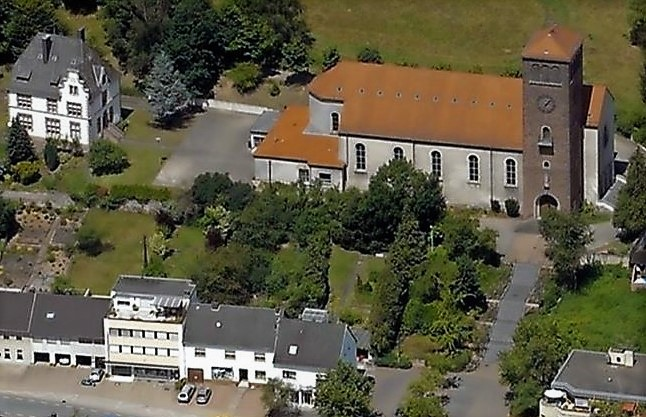
Ansicht von Kirche und Pfarrhaus von oben

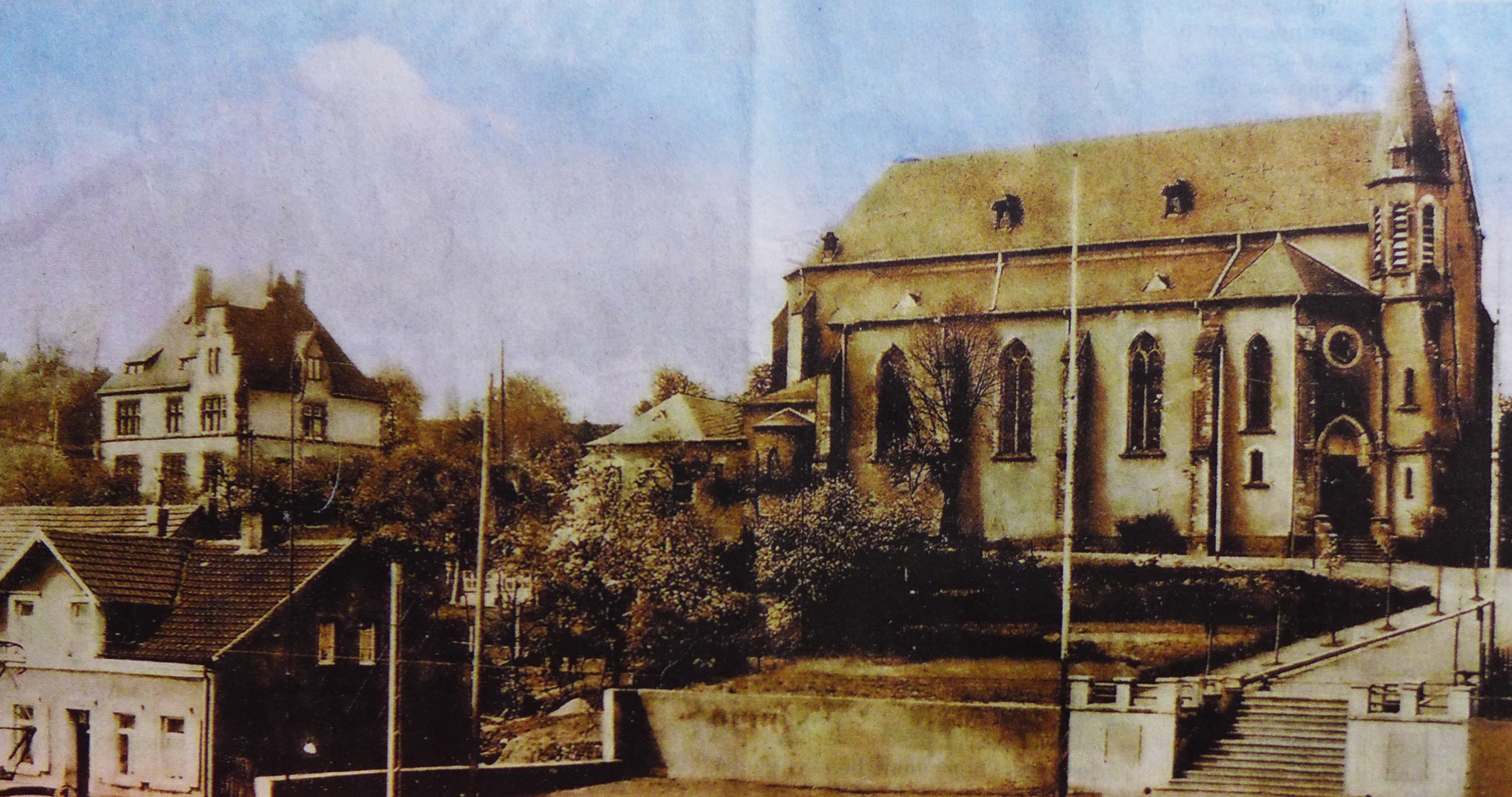
Historische Aufnahme der neogotischen Pfarrkirche und des Pfarrhauses

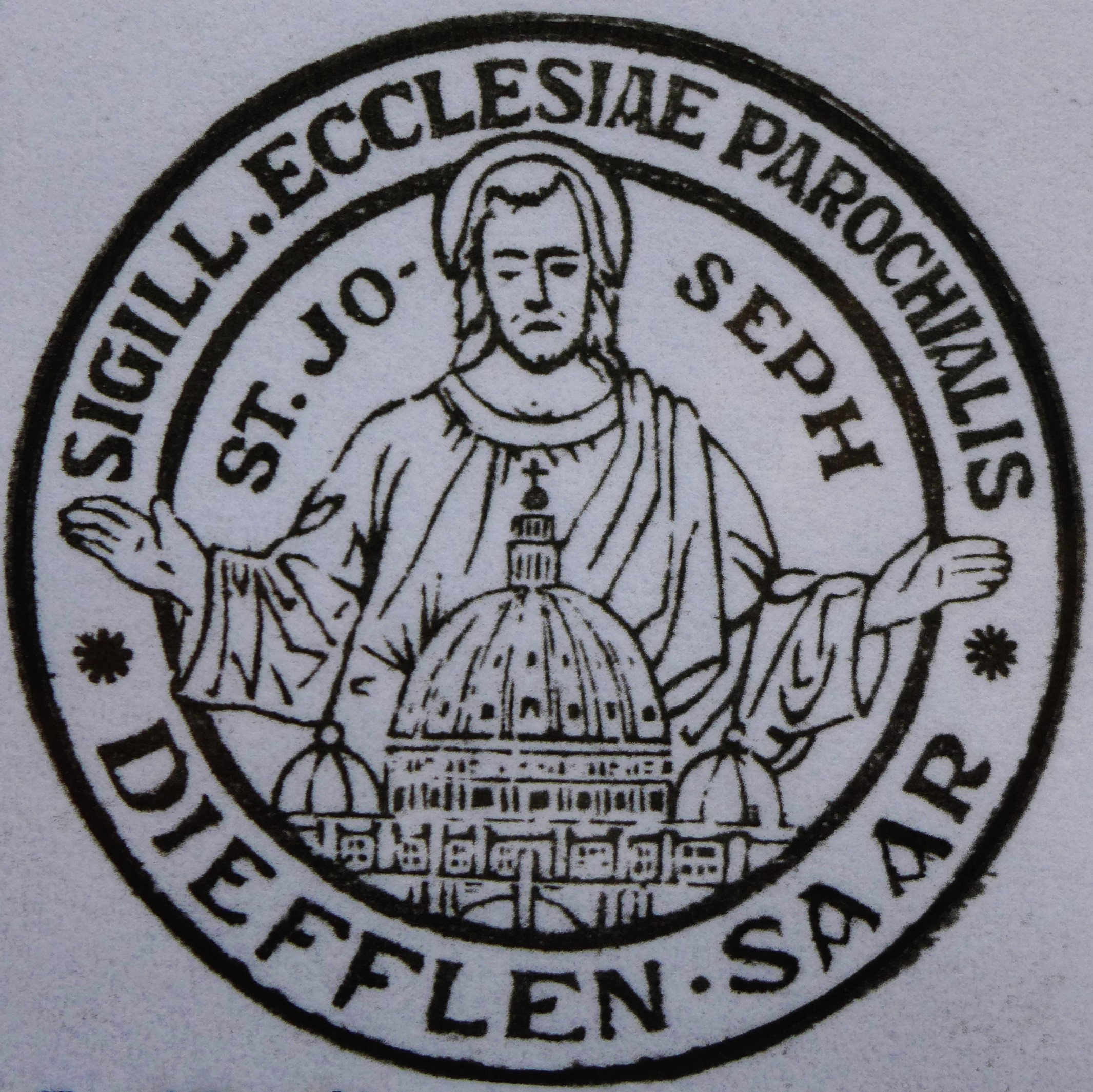
Historisches Siegel der Pfarrei mit dem heiligen Josef als Schutzpatron der katholischen Kirche

St. Josef und St. Wendelin ist die katholische Pfarrkirche von Diefflen, einem Stadtteil von Dillingen/Saar. Die Pfarrei gehört zur Pfarreiengemeinschaft Hl. Sakrament, St. Johann, St. Josef, St. Maximin, Maria Trost. Die Kirche ist dem Bistum Trier zugeordnet. Patroziniumstag ist das kirchliche Hochfest des heiligen Josef von Nazaret (19. März, Josefstag). Der zweite Patroziniumstag ist der Gedenktag des hl. Wendelin (20. Oktober).

## Geschichte

### Zugehörigkeit Diefflens zur Pfarrei Nalbach

#### Mittelalter

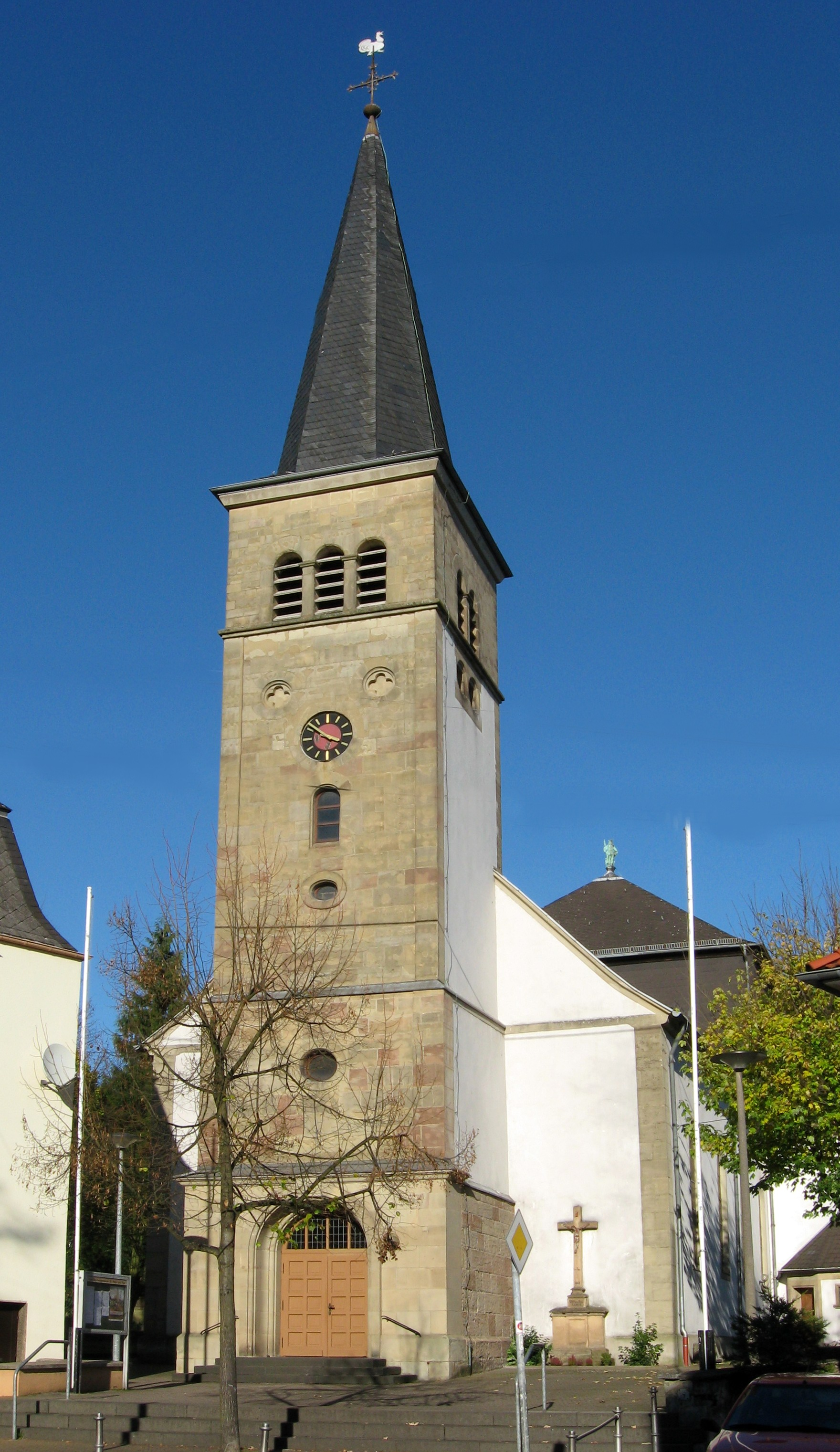
Nalbach, Kirche St. Peter und Paul
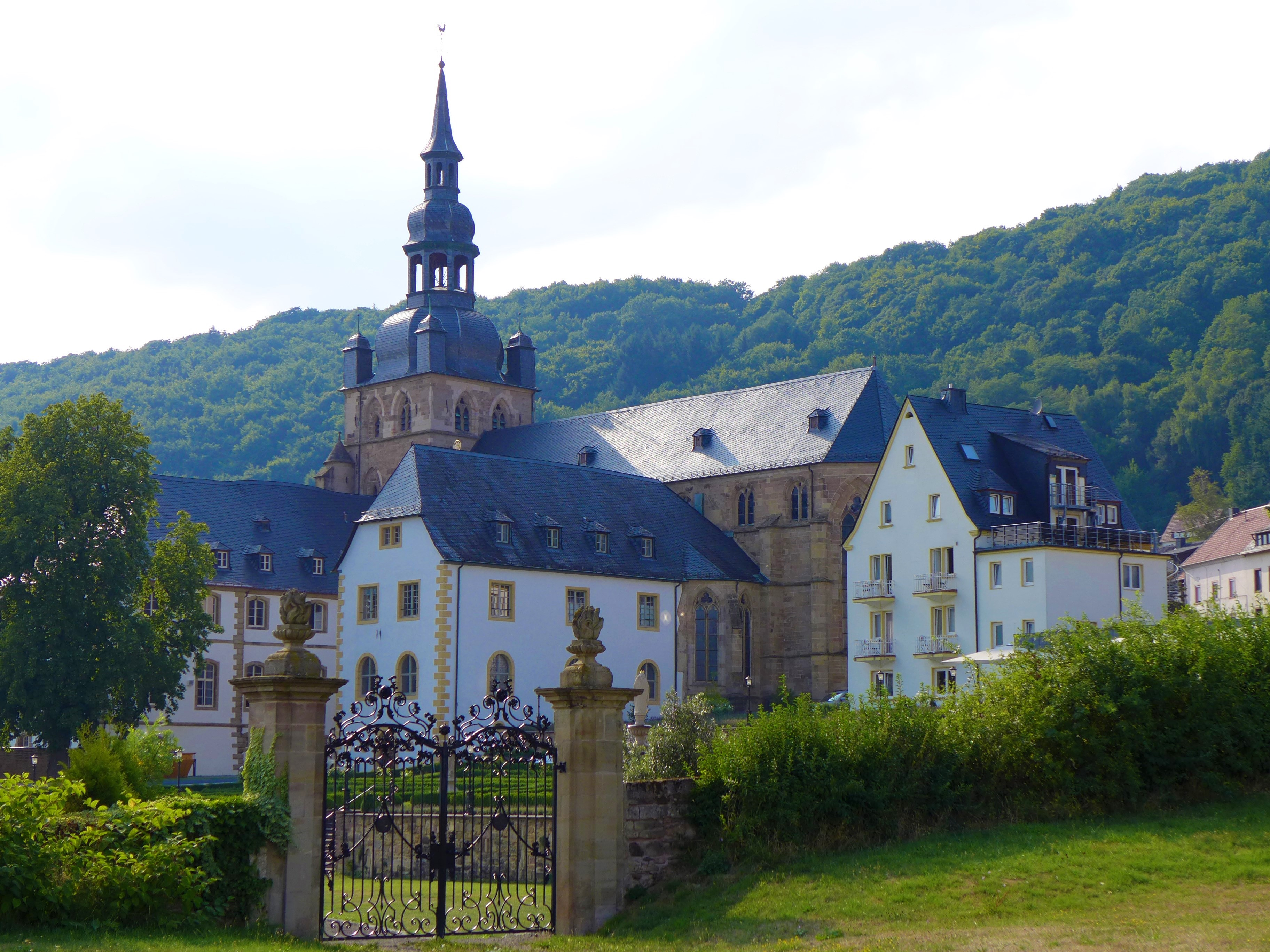
Benediktinerabtei St. Mauritius in Tholey
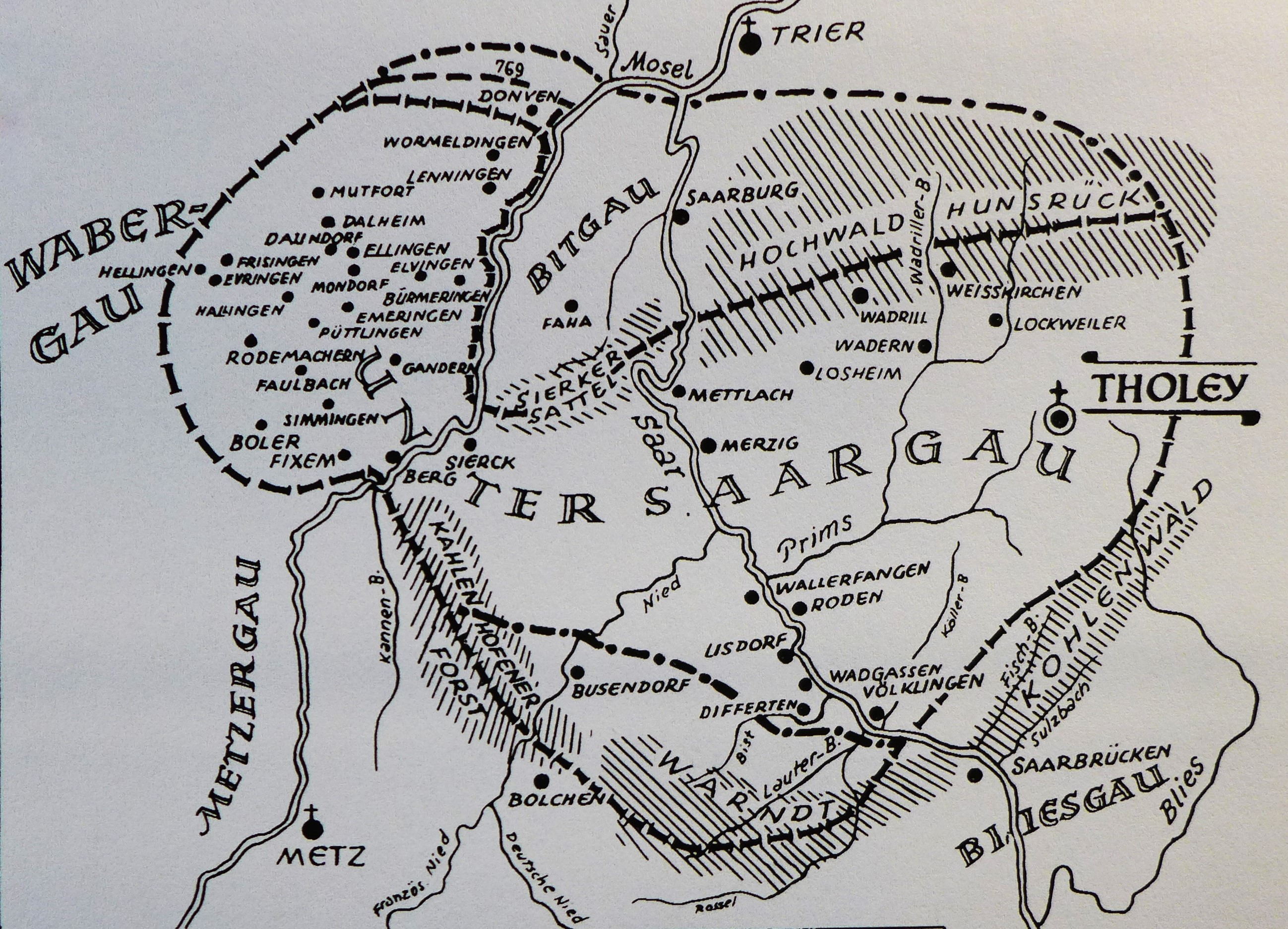
Archidiakonat Tholey; Die gestrichelte Linie gibt die ungefähren Grenzen des Untersaargaues an; Die strichpunktierte Linie gibt die Grenzen des Archidiakonates Tholey an, soweit sie von den Grenzen des Untersaargaues abweichen
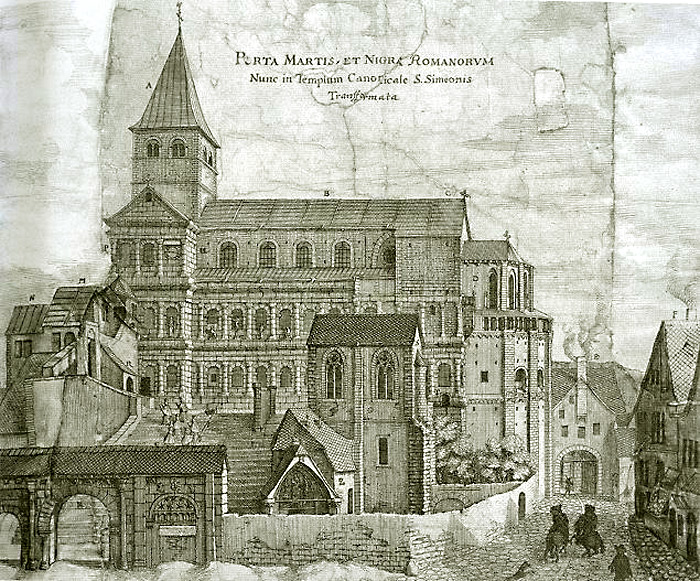
Stift St. Simeon in der Porta Nigra, Trier, Stich von Caspar Merian 1670

Die erste urkundliche Erwähnung des Ortes Diefflen datiert auf das Jahr 1324. Der Name, der über die Jahrhunderte verschieden geschrieben wurde (Dieffendail, Diffendahl, Tiefenthal) bedeutete ursprünglich „Siedlung im tiefen Tal“. Die heutige Schreibweise geht auf eine Festlegung im königlich-preußischen Erlass vom 16. Juni 1858 zurück.
Seit seiner mittelalterlichen Gründung bildete Diefflen mit dem Nachbarort Nalbach bis zum Jahr 1858 eine politische und bis 1919 eine kirchliche Einheit. Die Nalbacher Pfarrkirche St. Peter und Paul ist die Mutterkirche der umliegenden sechs Dörfer des Nalbacher Tales: Diefflen, Piesbach, Bettstadt, Bilsdorf und Körprich.
Nalbach, das als Pfarrei erstmals im 11. Jahrhundert erwähnt worden war, gehörte im Mittelalter zum Archidiakonat St. Mauritius Tholey und zum Dekanat bzw. Landkapitel Merzig im damaligen Erzbistum Trier. Das Gebiet des Nalbacher Tales war ursprünglich Reichsgebiet, bevor es zum Kurfürstentum Trier kam. Das Nalbacher Petrus-Patrozinium (Fischerpatron) könnte auf die Entstehung Nalbachs als Fischersiedlung an der damals fischreichen Prims hindeuten. Ebenso ist ein Bezug zum Petrus-Patrozinium des Trierer Domes denkbar. Das Petrus- bzw. Petrus-und-Paulus-Patrozinium zählt zu den typischen fränkischen Patrozinien des Saarlandes.
Durch eine Schenkung des Trierer Erzbischofes Eberhard aus dem Jahr 1048, einen Schutzbrief Heinrichs III. von 1098 und einen Schutzbrief des Papstes Hadrian IV. von 1155 sowie durch Erwerbung der Rechte des Nalbacher Rittergeschlechtes im Jahr 1331 besaß das Stift St. Simeon in Trier im Nalbacher Tal die Grundgerichtsbarkeit, das Steuererhebungsrecht und das Recht zur Besetzung der Pfarrstellen. Das Trierer Erzstift hatte allerdings noch immer die Mittel- und Hochgerichtsbarkeit inne. In der Ausübung der Gerichtsbarkeit ließ sich das Erzstift durch die Freiherren von Hagen zu Motten vertreten.

#### Frühe Neuzeit
Die Umwälzungen der Reformationsepoche führten zur Hinwendung eines Nalbacher Pfarrers zum neuen Bekenntnis. Allerdings konnte er nur für kurze Zeit in Körprich heimlich seinen Dienst tun. In den Wirren des Dreißigjährigen Krieges musste ein Nalbacher Pfarrer flüchten und die Gemeinden wurden stark verheert. Ein Bericht an den Kurfürsten von Trier für die Zeit von 1664 bis 1665 über das Nalbacher Tal besagt: „In Friedenszeiten ist das gesamte Nalbacher-Thal mit seinen zugehörenden Dörfern 130 Haußgefäß stark gewesen, jetzt sind derselben mehr nicht den 47.“

#### Von Frankreich zu Preußen
Im Jahr 1747 wurde in Nalbach an alter Stelle eine neue Kirche errichtet. Das Nalbacher Tal kam in der Französischen Revolution im Jahr 1794 unter französische Herrschaft und wurde Teil des Saardepartements. Durch das von Napoleon Bonaparte mit der katholischen Kirche geschlossene Konkordat vom 15. Juli 1801, ergänzt durch die Organischen Artikel vom 8. April 1802, gelangten die Dörfer des Nalbacher Tales pfarrlich zur neugegründeten Diözese Trier und wurden damit der Erzdiözese Mecheln im heutigen Belgien zugeordnet. Mit dem Wiener Kongress kam das Nalbacher Tal zum Königreich Preußen und wurde kirchlich in der Bulle „De salute animarum“ am 14. Juli 1821 wieder der Diözese Trier zugewiesen. Zuerst war die Pfarrei dem Dekanat Saarlouis (St. Ludwig (Saarlouis)), dann ab 1869 dem Dekanat Lebach (Heilige Dreifaltigkeit und St. Marien (Lebach)) zugeteilt. Die Pfarrei Nalbach war um 1800 mit 1540 Menschen größer als die der Nachbargemeinde Dillingen/Pachten mit 1150 Menschen.
Diefflen, das zur Bürgermeisterei Nalbach gehörte, war durch den ersten Pariser Frieden nicht mehr Teil Frankreichs. Es unterstand einer österreichisch-bayerischen Landesadministrationskommission, die am 16. Januar 1814 installiert worden war. Dies war als Provisorium gedacht, da noch nicht abschließend geklärt war, welcher Macht Diefflen als Teil der zurückgewonnenen linksrheinischen deutschen Gebiete zufallen sollte. Das bedeutete, dass die östliche Banngrenze von Dillingen und Pachten und die westliche Banngrenze von Diefflen für mehr als ein Jahr zugleich Staatsgrenze war.
Diefflen, als Teil des Nalbacher Tales, kam unter preußischer Verwaltung am 1. Juli 1816 vom Kreis Ottweiler zum Kreis Saarlouis. Laut Volkszählung des Jahres 1821 hatte Diefflen 83 Häuser, 89 Haushaltungen und 455 Einwohner.
Von 1821 bis 1829 wurde Diefflen von der Bürgermeisterei Fraulautern aus in Personalunion verwaltet, da die aus sechs Dörfern bestehende Samtgemeinde Nalbacher Tal (als Rechtsform 1815 gegründet) die Verwaltungskosten für das Bürgermeisteramt nicht aufbringen konnte. Ab 1830 ging die Bürgermeisterverwaltung des Nalbacher Tales von Fraulautern an Saarwellingen (Personalunion) über und dauerte bis zum 31. Dezember 1899 an.

#### Gemeindetrennung
Am 25. April 1854 kam es durch die drei Dieffler Mitglieder des Samtgemeinderates der Samtgemeinde Nalbacher Tal zur Beantragung der Auflösung der Samtgemeinde und die Trennung ihrer Ländereien. Ebenfalls wurde dies durch ein Gesuch an den Regierungspräsidenten in Trier begründet: „Die Armut der Ortschaften ist zum Spott und Sprichwort der Umgegend geworden. Weil alles noch gemeinschaftlich ist, erfolgt keine Veredelung des Landes und der Gewinn sei daher sehr gering, auch ruhe kein Segen darauf (…) Weil Reichtum der höchste Segen des Lebens ist, würde durch ihn die Armut aus dem Lande gejagt und dadurch Moral und Sittlichkeit veredelt und der Ort Diefeln (sic!) in die Situation gestellt, sich aus dem Staube zu erheben“.
Die Gemeindetrennung wurde daraufhin am 1. September 1854 mit 7 gegen 2 Stimmen der Nalbacher Samtgemeinderatsmitglieder beschlossen und am 16. Juni 1858 durch den König von Preußen, Friedrich Wilhelm IV., auf Schloss Babelsberg genehmigt. Die bürgermeisteramtliche Verwaltung blieb allerdings in Nalbach bzw. bis 1899 in Saarwellingen. (Erst 1969 erfolgte die bürgermeisteramtliche Trennung von Nalbach und die Angliederung an die Stadt Dillingen Saar.)

### Erste Kapelle in Diefflen

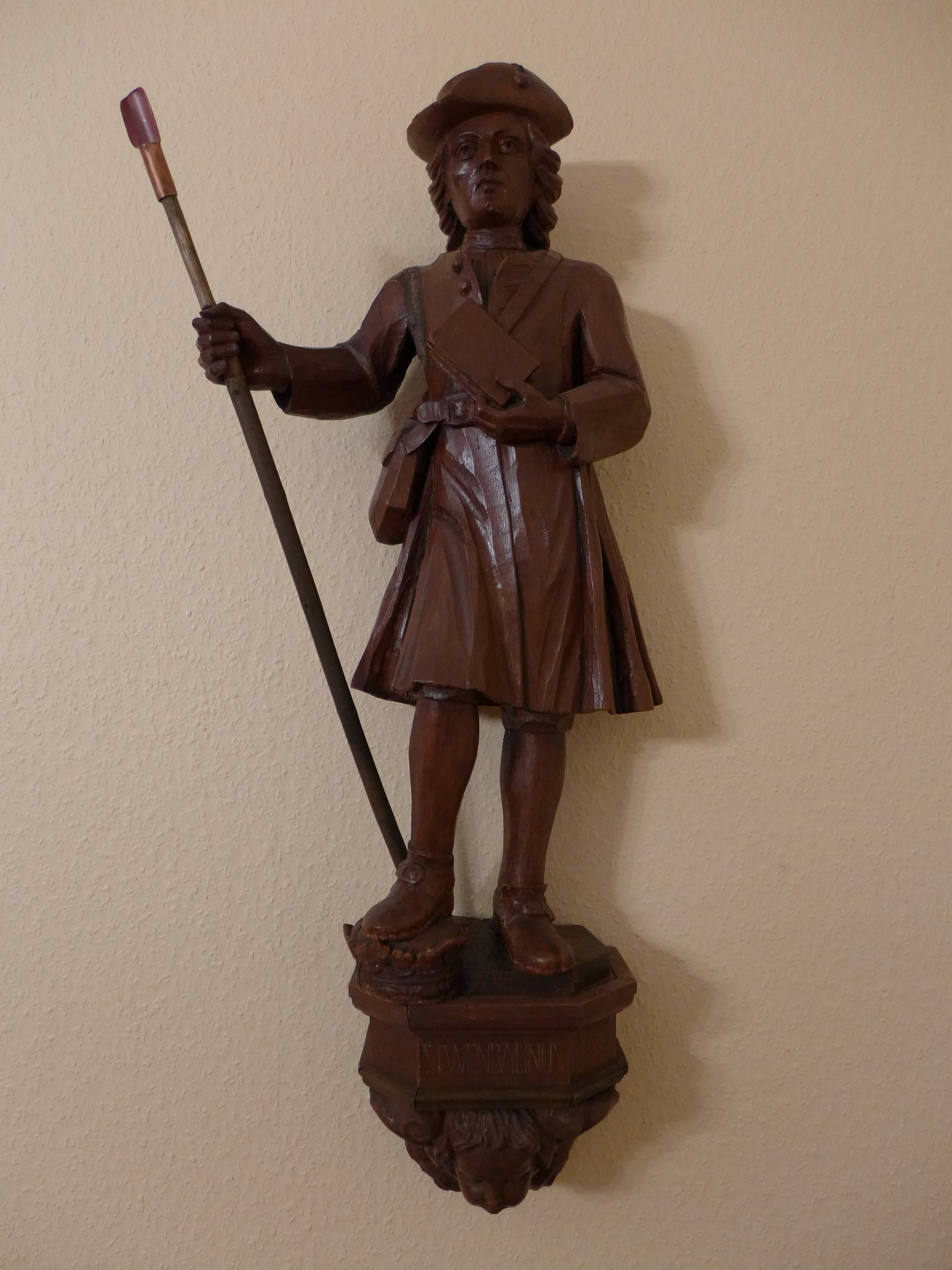
Barocke Statue des heiligen Wendelin aus der ehemaligen Wendelin-Kapelle am Kirchenweg (heute Nalbacher Straße)
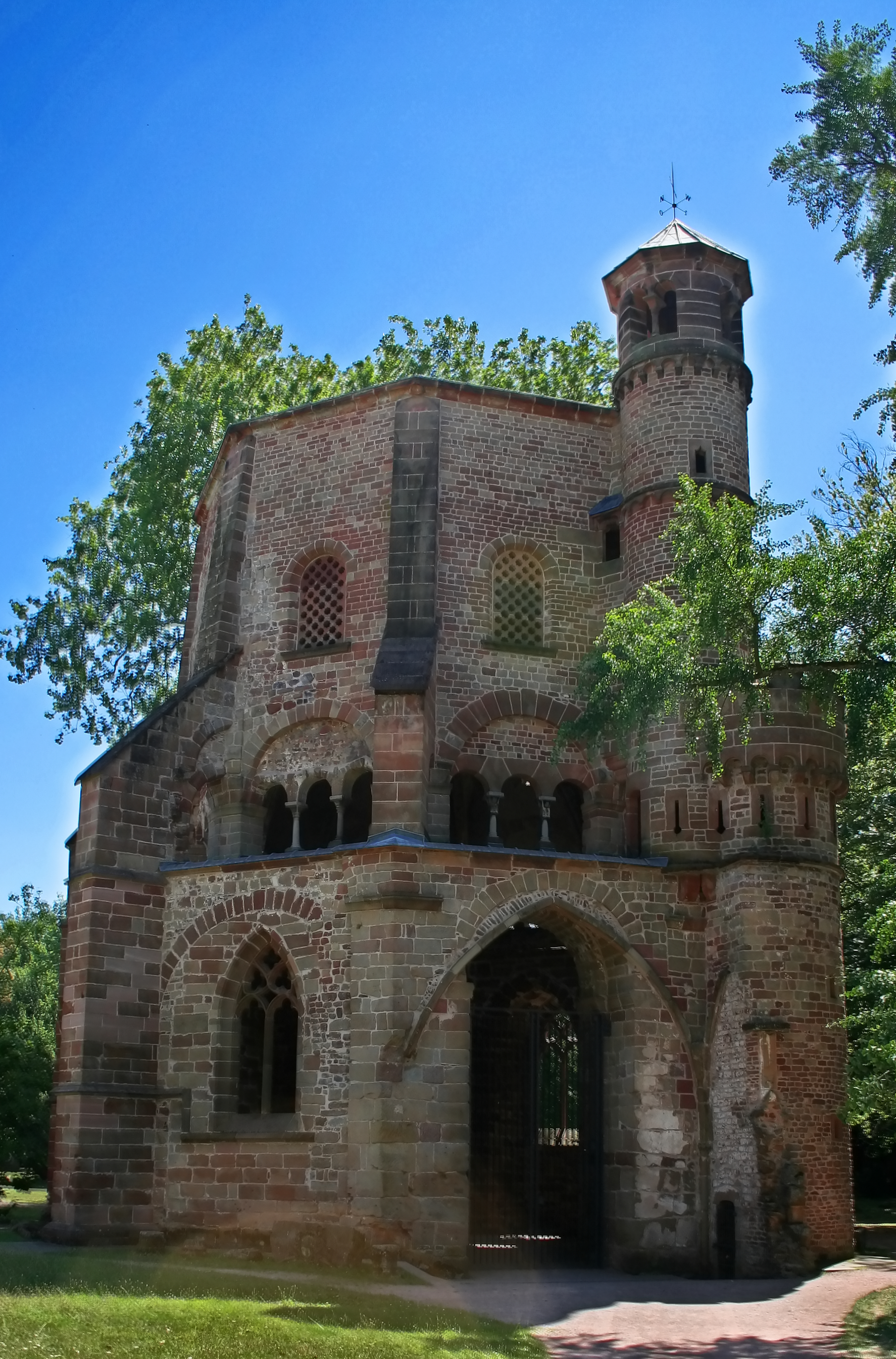
Der Alte Turm der Abtei Mettlach, Ehemalige Grabkapelle des heiligen Lutwinus
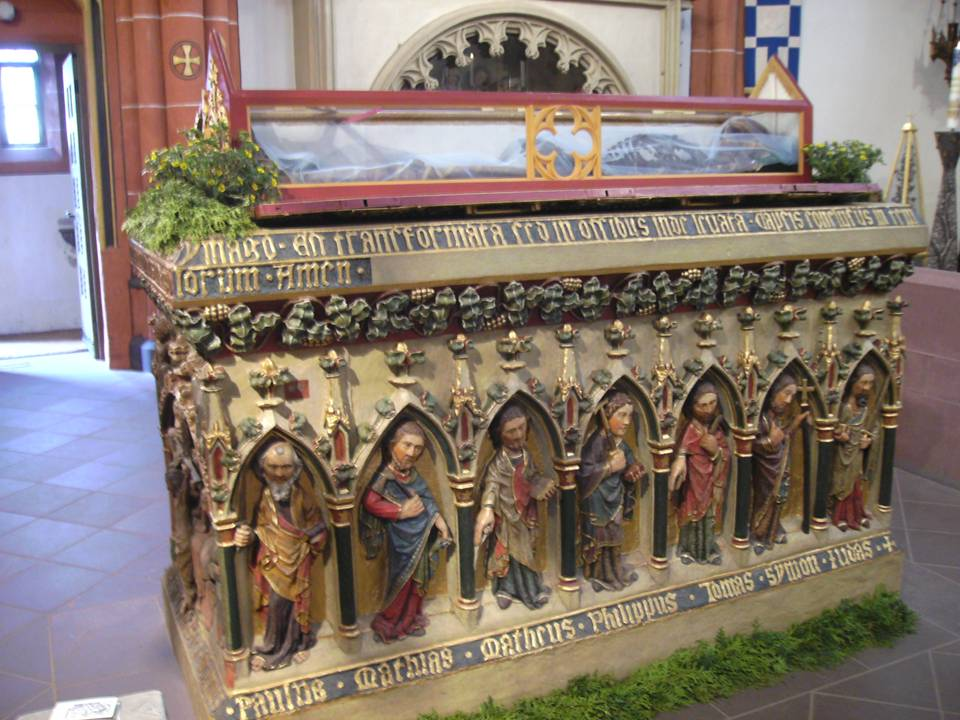
Wendalinusbasilika, Tumba mit den Gebeinen des heiligen Wendelin

Diefflen verfügte über eine eigene kleine Kapelle, die sich am Kirchenweg nach Nalbach befand (heute: Nalbacher Straße Nr. 103). Hier versammelten sich die Einwohner des kleinen Dorfes zum Gebet und gelegentlich wurden auch Messen gelesen. Das Alter dieser Kapelle ist ungewiss. Schutzpatron war der hl. Wendalinus. Eine Urkunde der Abtei Mettlach aus dem Jahr 1488, die selbst eine Abschrift einer Urkunde aus dem Jahr 1460 ist, nennt Papst Pius II., der die Abtei Mettlach unter ihrem Abt Wilhelm von Helmstett, von Senis auf Sardinien aus, mit der Bestellung des Geistlichen für den Ort Diefflen beauftragte:
„Papst Pius II. billigt und bestätigt dem Kloster Mettlach alle Kollationen von Kirchen und Kapellen, die uns (gemeint ist die Abtei Mettlach) angeschlossen sind, ferner Dörfer und Zehnten, Höfe und Güter, welche in der Bulle aufgezählt sind. Gegeben zu Senis im zweiten Jahr unseres Pontifikates 1460.“
Das Kollationsrecht bezeichnet das Vorschlagsrecht für einen Kandidaten bei der Neubesetzung eines geistlichen Amtes. Häufig besaßen Klöster oder Stifte das Kollationsrecht für Pfarrstellen in ihrem Seelsorgebereich. Üblicherweise musste dieser Vorschlag von einer oder mehreren übergeordneten Instanzen bestätigt werden, meist vom jeweiligen Bischof oder Landesherrn. Ebenso konnte der Kollator nicht über eine endgültige Investitur entscheiden. Das Kollationsrecht war an weitere Verbindungen zu der jeweiligen Pfarrstelle gebunden. So war der Kollator oft verpflichtet, für den baulichen Unterhalt des betreffenden kirchlichen Gebäudes Sorge zu tragen.
Die Urkunde von 1460 war auf Bitten des Mettlacher Abtes Wilhelm von Helmstett verfasst worden, der mit Adelsherren um Zehnte und Besitzrechte im Streit lag.
Neben Diefflen wurden weitere 13 Orte mit Kirchen oder Kapellen genannt. Es bleibt allerdings unklar, ob die Abtei Mettlach den Gottesdienst in Diefflen in einem Wohnhaus, einer Scheune oder in einer bereits bestehenden Kapelle abhielt.
Aus der alten Wendalinuskapelle sind noch ein Christus-Korpus aus dem 19. Jahrhundert (heute Privatbesitz), eine Statue des heiligen Wendalinus um 1750 (heute im Dieffler Pfarrhaus) und eine aus der Zeit zwischen dem 15. bis 17. Jahrhundert entstammende Pietà (heute im Saarland Museum in Saarbrücken) erhalten. Die Kapelle diente auch den Schulkindern Diefflens als Unterrichtssaal.

### Anwachsen der Gemeinde im 19. Jahrhundert
Nachdem im 19. Jahrhundert im Zuge der Industrialisierung die Bevölkerung Diefflens und der umliegenden Dörfer stark angewachsen war, wurde die Nalbacher Kirche mehrmals (1828 und 1890) umgebaut und vergrößert. Eine weitere Vergrößerung der Nalbacher Pfarrkirche war nicht mehr ohne Weiteres möglich, da um die Kirche herum ein Friedhof lag und auch umliegende Wohn- und Geschäftshäuser von einer eventuellen Erweiterung betroffen gewesen wären.
Im Jahr 1895 war die Dieffler Wendalinuskapelle nochmals gründlich renoviert worden und erhielt dabei eine neue Glocke. Erst nach Fertigstellung der Dieffler Pfarrkirche wurde sie im Jahr 1904 abgerissen.

### Planungen zum Kirchenneubau

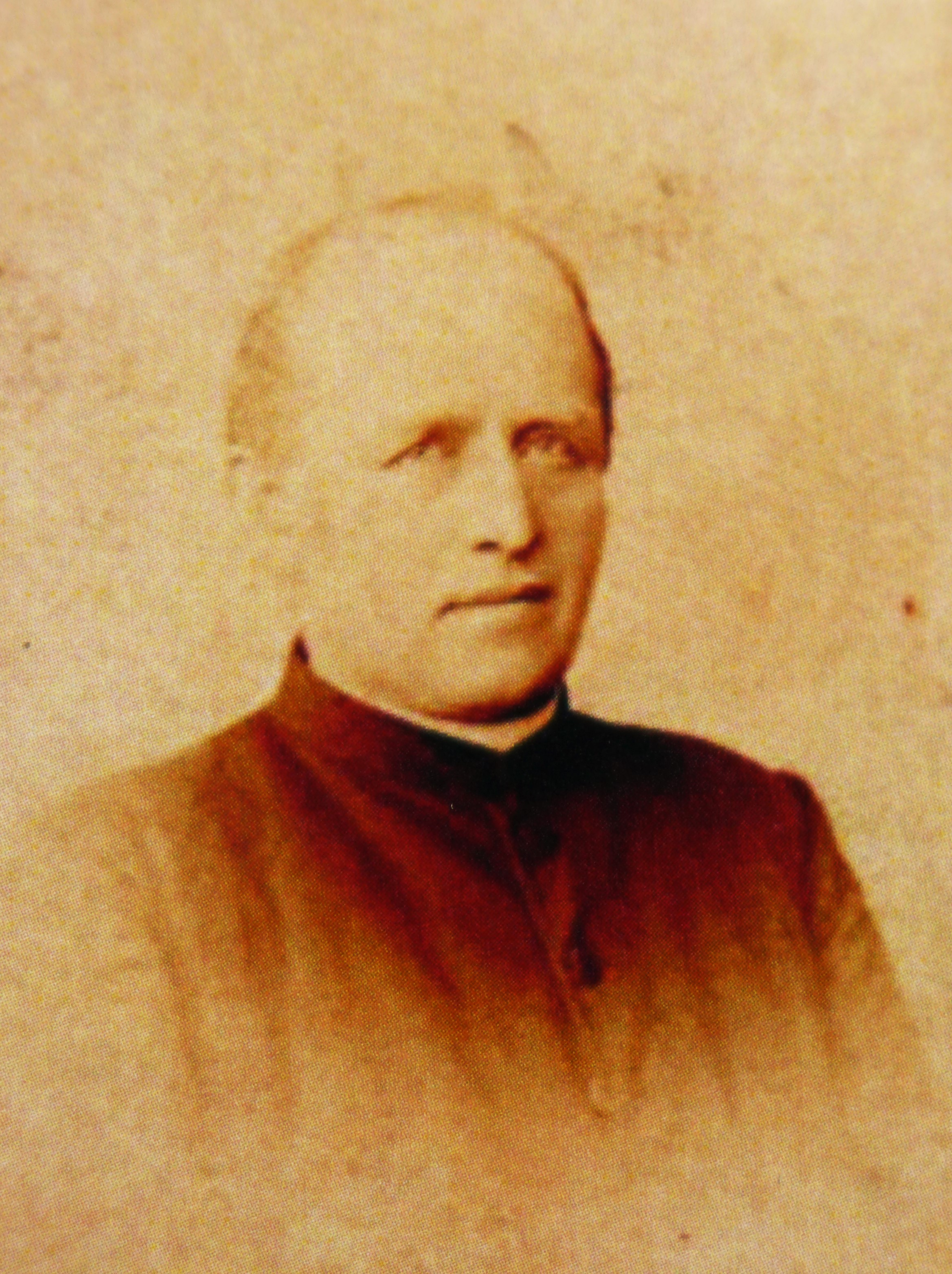
Pfarrer Johann Lamberty (9. November 1857 in Metterich – 2. März 1928 im Kloster Ettal, Pfarrer in Nalbach von 1897 bis 1901, von 1901 bis 1902 in St. Lutwinus (Mettlach))

Am 4. Juni 1865 befasste sich der Nalbacher Kirchenrat mit dem Vorhaben, in Diefflen eine eigene Kirche zu bauen. Als Diefflen mit über 1700 Einwohnern neben Nalbach selbst die zahlenmäßig stärkste Gemeinde des Nalbacher Tales geworden war, wurde das Anliegen immer drängender.
Nach einer großen Besprechung aller Dieffler Haushaltsvorstände am 7. November 1897 beschloss der Kirchenvorstand dann unter Pfarrer Lamberty am 14. November den Ankauf eines Bauplatzes für die neue Dieffler Kirche und das neu zu errichtende dazugehörige Pfarrhaus. Zum schnelleren Bewerkstelligen des Anliegens wurde ein Kirchenbauverein gegründet und den aus Diefflen stammenden Nalbacher Kirchenvorstandsmitgliedern Johann Bach und Johann Thiery eine Generalvollmacht für den Kirchenbau übergeben.
Am 1. Januar 1898 beschloss der Kirchenvorstand in Nalbach den Kaufakt über 63 Ar Bauland für 2.515,96 Mark. Am 20. Januar 1898 genehmigte die bischöfliche Behörde in Trier das Bauvorhaben. Genau einen Monat später, am 20. Februar war der Prüfungstermin der verschiedenen Baupläne. Dabei wurde ein Kirchbauprojekt des aus dem Dieffler Nachbarort Roden stammenden Architekten Wilhelm Hector ausgewählt, der zu dieser Zeit zahlreiche Kirchen in der näheren und ferneren Umgebung baute. Hector war der meistbeschäftigte Kirchenbauarchitekt des Historismus im Saarland und legte zahlreiche Entwürfe um die Wende vom 19. zum 20. Jahrhundert vor. Hector hatte bereits in nahezu allen Ortschaften, die an die Gemarkung Diefflens angrenzen, Kirchen gebaut:
- in Nalbach die Kirche St. Peter und Paul mit einer Querschifferweiterung und einer Turmerhöhung (1891–1892)
- in Dieffler Nachbarort Pachten die Kirche St. Maximin (1891–1892)
- im nahegelegenen Düppenweiler die Kirche St. Leodegar (1897–1899)
- in Roden die Pfarrkirche Mariä Himmelfahrt (1898 bis 1900)

So lag es nahe, ihn auch mit den Planungen für die Dieffler Kirche zu beauftragen.
Die Pläne wurden der Trierer Bezirksregierung übergeben, die allerdings erst auf nochmalige Erinnerung vom 6. November 1898 reagierte. Am 20. November 1898 erfolgte die Vergabe der einzelnen Gewerke und am 8. Januar 1899 wurden die Verträge mit den jeweiligen Firmen unterzeichnet.

### Bau der Pfarrkirche

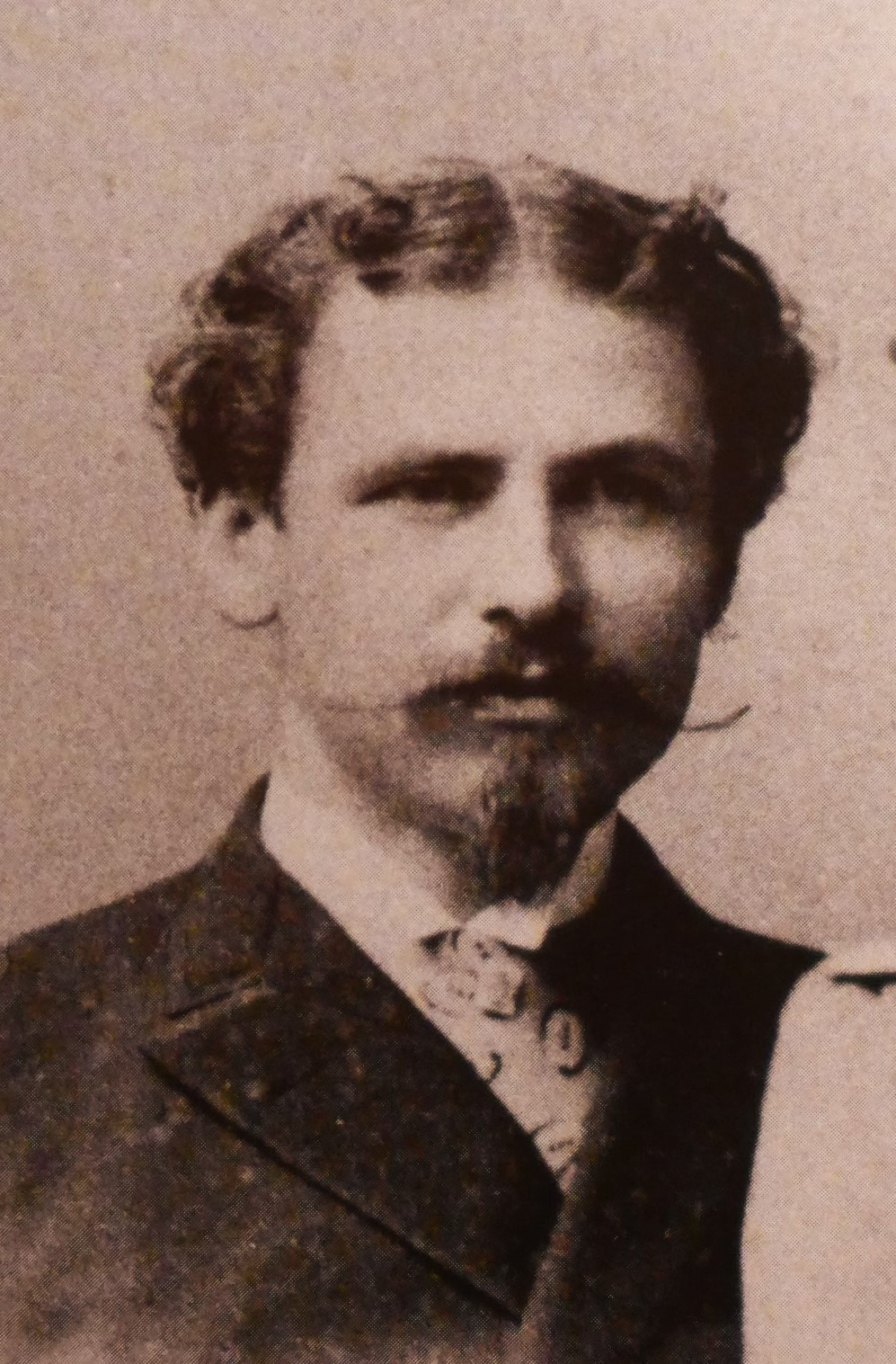
Architekt Wilhelm Hector (um 1890)

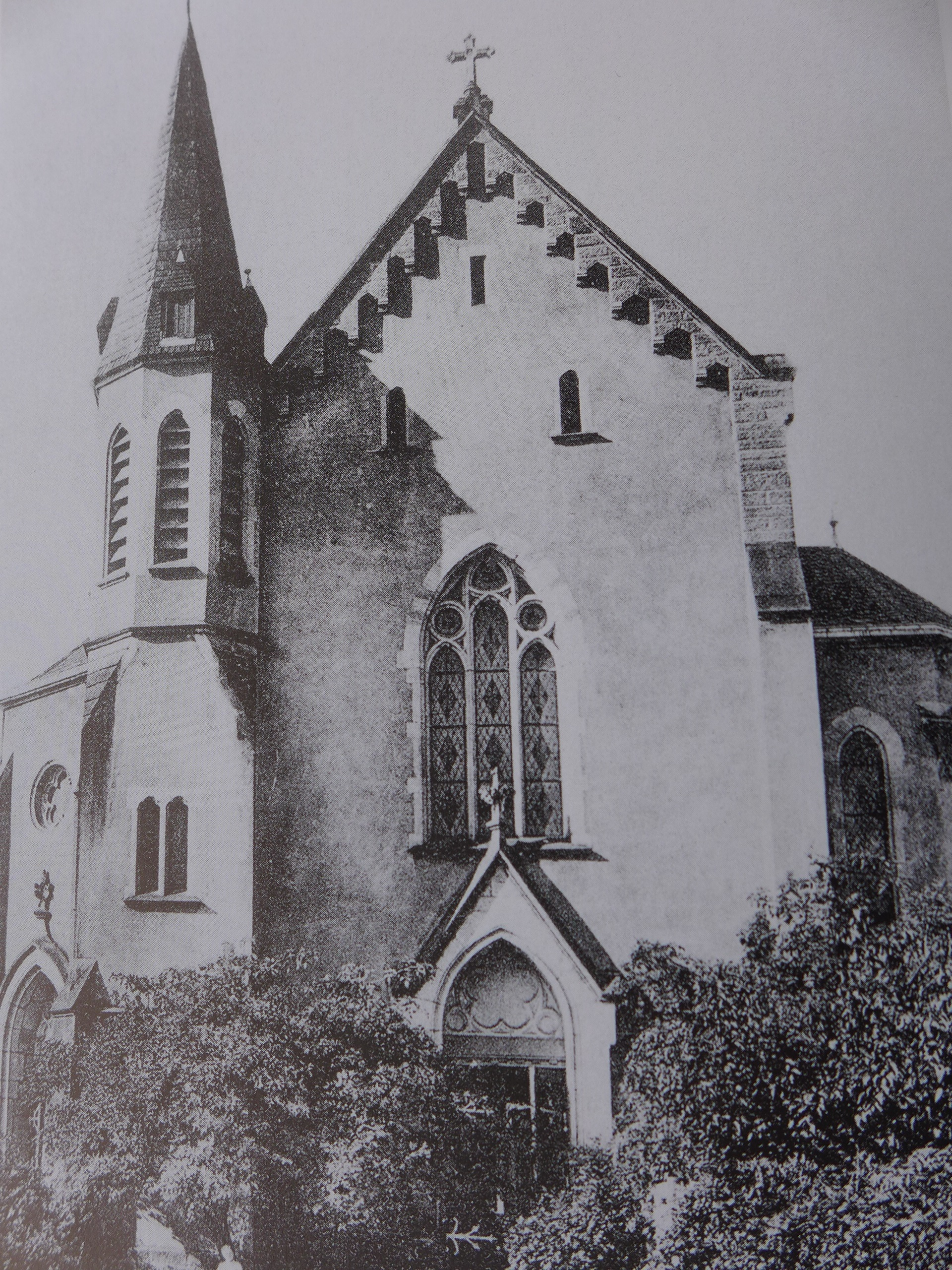
Neogotische Pfarrkirche St. Josef und St. Wendelin, Diefflen, um 1900

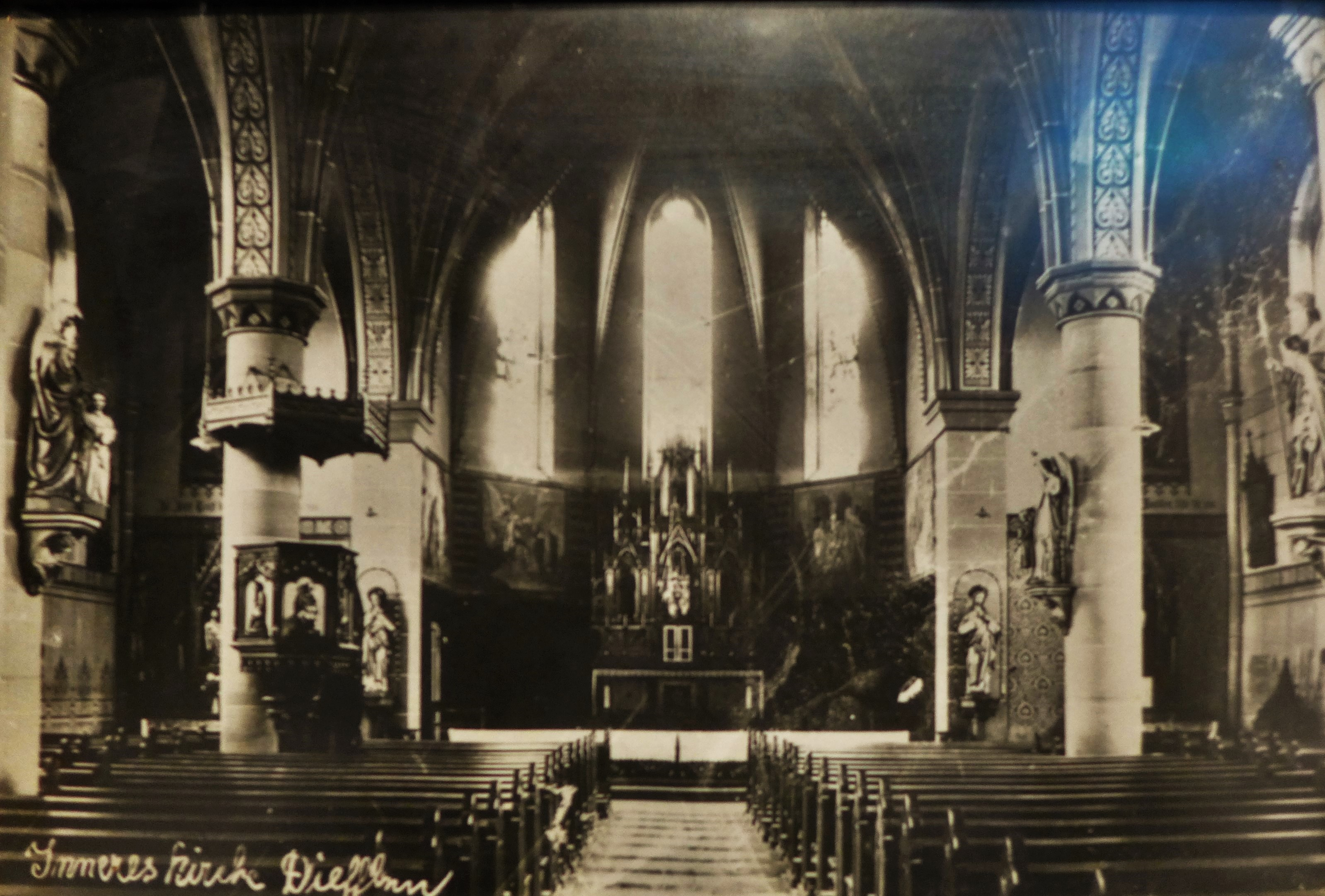
Kircheninneres mit Blick zur Apsis zu Beginn des 20. Jahrhunderts

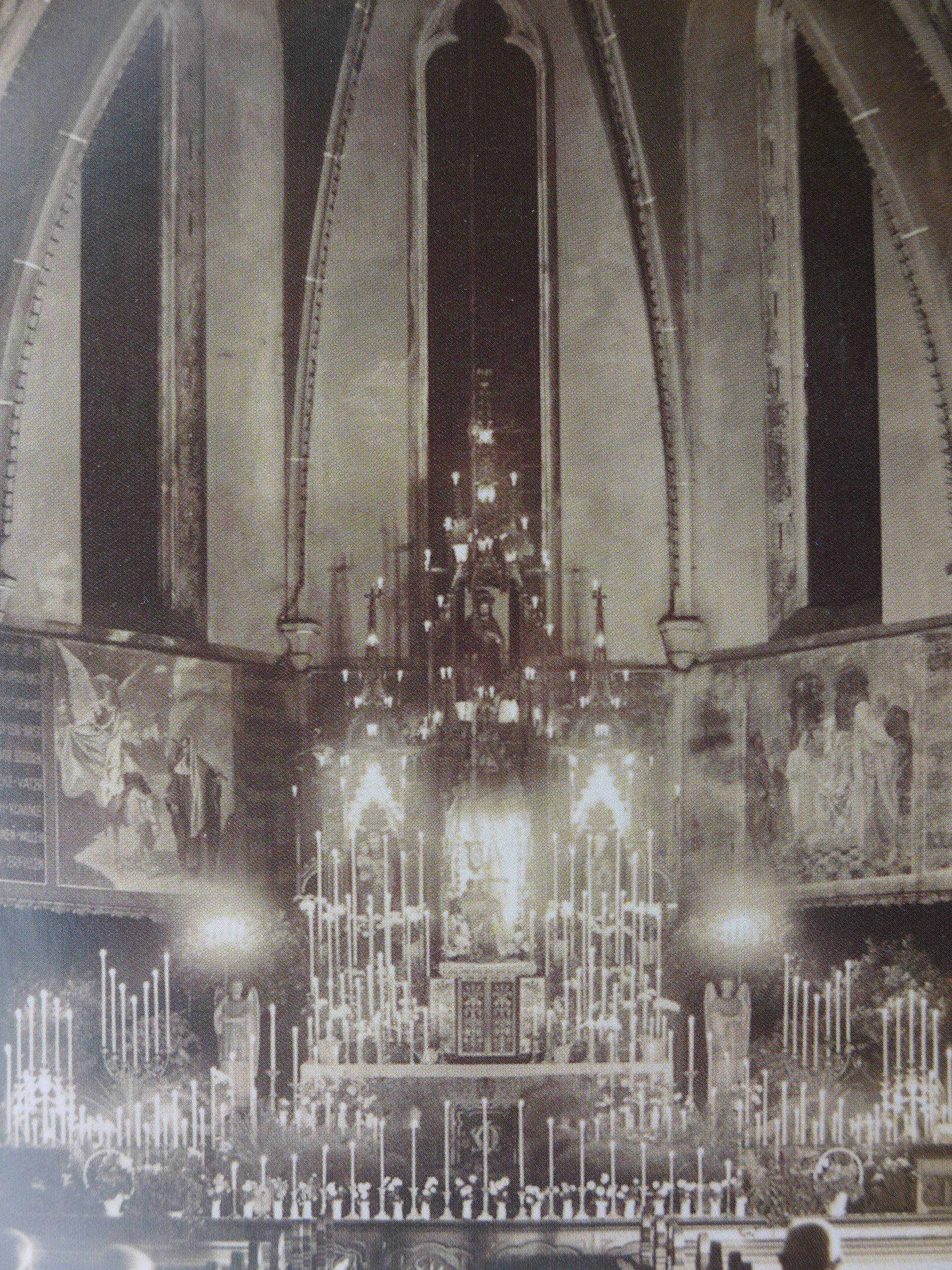
Apsis

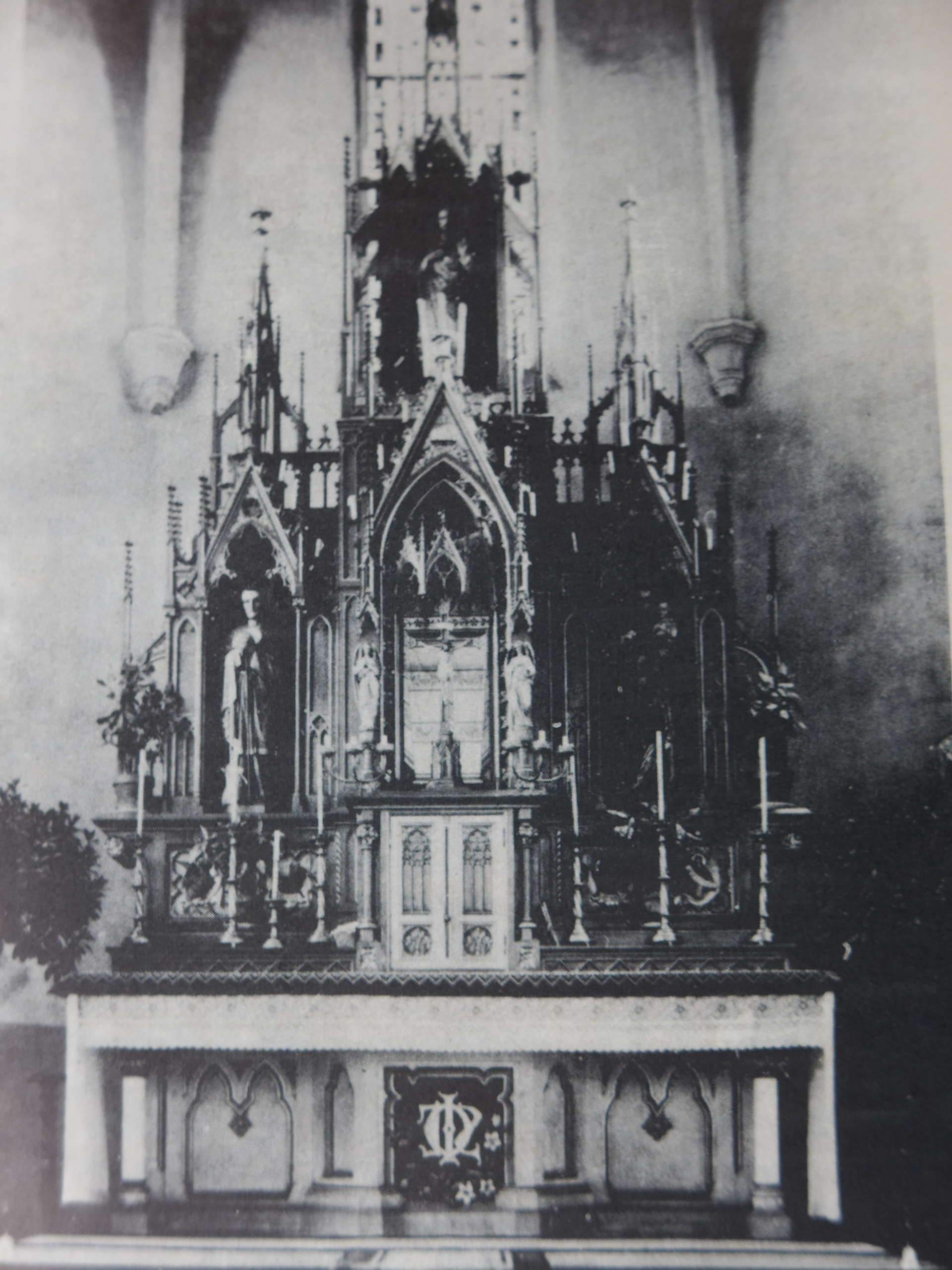
Neogotischer Hochaltar

Mit den Aushubarbeiten wurde am 16. Januar 1899 begonnen und in feierlichem Rahmen am 13. März 1899 auf dem Baugrund der rituelle „erste Spatenstich“ zu Ehren des heiligen Josef vorgenommen.
Am 4. Mai erfolgte dann im Rahmen einer großen Feierlichkeit die Setzung des Grundsteines. Dabei wurde der zu errichtenden Kirche vom Nalbacher Pfarrer Lamberty der Titel „Patrocinium Sancti Josephi“ (Schutz des heiligen Josef) verliehen. Den heiligen Josef hatte man aus mehreren Gründen als ersten Schutzpatron der neuen Kirche ausgewählt. Papst Pius IX. hatte den heiligen Josef bereits am 8. Dezember 1870 im Gefolge des Dogmas von der Päpstlichen Unfehlbarkeit (dogmatischen Konstitution Pastor Aeternus auf dem Ersten Vatikanischen Konzil am 18. Juli 1870) in der Zeit des beginnenden Kulturkampfes im soeben neugegründeten und stark protestantisch geprägten Deutschen Reich zum Schutzpatron der katholischen Kirche erklärt. Papst Leo XIII. würdigte in seiner Enzyklika Quamquam pluries vom 15. August 1889 nachdrücklich die hervorragende Verehrung des heiligen Josef als dem himmlischen Beschützer und Verteidiger der Kirche Christi.
Gerade in dem von der Industrialisierung geprägten Bauerndorf Diefflen sollte der heilige Josef den Nebenerwerbsbauern, die in immer zunehmenderem Maße ihren Lebensunterhalt in der Stahlindustrie und im Bergbau erwirtschafteten, als Identifikationsfigur an die Hand gegeben werden. Der heilige Josef sollte als Vorbild der Arbeiter dienen, die in der Sicht der Kirche in ständiger Gefahr lebten, den Verlockungen des atheistischen Sozialismus und Kommunismus anheimzufallen. Folgerichtig führte Papst Pius XII. im Jahr 1955 als kirchliches Pendant zum weltweit begangenen Tag der Arbeit (1. Mai) den Gedenktag Josef der Arbeiter ein. Josef war in der biblischen Überlieferung als Bauhandwerker tätig und gilt so traditionell als Patron der Arbeiter, insbesondere der Zimmerleute und Holzfäller. Die Einfügung des Gedenktags in den liturgischen Kalender war eine Reaktion der Kirche auf den sich ausbreitenden Sozialismus und die soziale Bewegung. Darüber hinaus war der katholischen Josefsverehrung auch nach dem Ende des Kulturkampfes in gewisser Weise ein antipreußisch-antiprotestantischer Charakter inhärent. Die Josefsikonographie spielte im Historismus eine bedeutende Rolle: So wie der Nährvater Jesu durch die Flucht nach Ägypten das Jesuskind vor dem Tod gerettet hatte (Mt 2,13-21 ), so wurde er auch als Retter der in Bismarcks Kulturkampf gefährdeten katholischen Kirche gedeutet.
Als zweiten Patron übernahm man das Patrozinium des heiligen Wendalinus von der alten Dieffler Kapelle. Wendelin ist der Schutzpatron der Hirten und der Landleute, Bauern, Tagelöhner und Landarbeiter. Der Legende nach soll der aus Irland oder Schottland stammende Königssohn im 6. Jahrhundert im Bistum Trier missionierend tätig gewesen sein. Das Grab Wendelins befindet sich in der Wendalinusbasilika in der nach ihm benannten Stadt St. Wendel, die in nordöstlicher Richtung etwa 35 km von Diefflen entfernt liegt.
Das neu zu errichtende Dieffler Sakralgebäude sollte eine Länge von 27 m und eine Breite von 17 m aufweisen. Auf Einspruch der staatlichen Behörde musste die Länge der geplanten Kirche gekürzt werden und aus Kostengründen sollte man ganz auf einen Turm verzichten. Im Laufe der Bauarbeiten entschloss man sich dann doch, wenigstens einen kleinen Glockenturm zu errichten. Im Falle der Notwendigkeit einer Vergrößerung der Kirche sollte die Apsis abgebrochen und ein Querhaus mit neuem Chorraum angefügt werden.
Die Wahl hinsichtlich der verwendeten mittelalterlich-frühgotischen Stilformen war nicht nur ästhetischer Natur, sondern sollte Bedeutungsträger sein, der das Selbstbewusstsein der Gemeinde stärken und daran erinnern wollte, auf welche jahrhundertealte Tradition die katholische Kirche im Nalbacher Tal zurückblicken konnte. Mit seinen nach oben, zum Himmel, strebenden Formen sollte der Kirchenneubau in seiner Symbolkraft keinem Betrachter entgehen. Bei ihren auf das Wesentliche reduzierten gotischen Formen und hinsichtlich des Verzichtes auf Bauplastik orientierte sich der Architekt Wilhelm Hector in Diefflen und bei vielen seiner anderen neogotischen Kirchen an mittelalterlichen Bettelordenskirchen. Allerdings wölbte Hector die Dieffler Kirche und ebenso seine übrigen neogotischen Kirchen nicht nur im Chorbereich, sondern auch im Kirchenschiff, stets ein, was bei den ursprünglichen Bettelordenskirchen aus Sparsamkeitsgründen oft unterblieb.

#### Architektur der neogotischen Kirche
Äußeres
Hector plante die neue Dieffler Kirche als dreischiffige Staffelhalle in den Formen der frühen Gotik. Während die Wandflächen verputzt waren, bestanden Strebepfeiler, Gesimse sowie die Gewände aus Buntsandstein. Die Dächer waren schiefergedeckt. Die Mittelschifffassade mit ihrem hohen Giebel trat leicht vor die Seitenschiffe. Sie öffnete sich in ihrer Basis zum wimperggeschmückten Hauptportal. Darüber befand sich ein dreibahniges Maßwerkfenster. Der Fassadengiebel wurde durch einen Mauerbalken aus Werksteinen gebildet, der auf gestuften Konsolen auflag. An der Giebelspitze erhob sich ein Kreuz.
Bei den Portalfassaden der Seitenschiffe waren die Ecken zur Aufnahme von Seitenportalen polygonal abgeschrägt. Dem vorderen Abschluss des linken Seitenschiffes war auf quadratischem Grundriss ein kleiner Treppenturm vorgelagert. In der Höhe der Traufe der Seitenschiffe ging der Treppenturm ins Oktogon über. Dieses öffnete sich in lanzettförmigen Schallfenstern, hinter denen ein kleiner Glockenstuhl lag. Die Turmbekrönung bestand in einem spitzen achtseitigen Pyramidenhelm mit drei Dachgauben.
Der Gliederung der Außenwand durch Strebepfeiler entsprach im Inneren die Jocheinteilung. Die Wände der Seitenschiffe öffneten sich in schlanken zweibahnigen Maßwerkfenstern. Die Seitenschiffe begannen an der Eingangsfront mit polygonaler Abschrägung und schlossen zum Chor hin flach. Sämtliche Gebäudeecken waren mit Strebepfeilern besetzt. Während die drei hinteren Seitenschiffjoche mit Pultdächern überdeckt waren, wiesen die beiden portalseitigen Joche links und rechts Abdeckungen mit einem niedrigen Walmdach auf.
Die Dächer der Seitenschiffe endeten oben unterhalb der abgesetzten Traufe des Mittelschiffes. Der Chor mit drei einbahnigen Lanzettfenstern an der Stirnmauer sowie an den beiden Schrägmauern war als 5/8-Polygon gestaltet und nahm die Breite des Mittelschiffes ohne verringernden Absatz auf. Eine erste Sakristei befand sich im Winkel zwischen Apsis und linkem Seitenschiff.
Inneres
Das Langhaus wies vier querrechteckige Joche auf. Die drei hinteren, chorseitigen Joche waren längsrechteckig überwölbt. Sämtliche Joche verfügten über Rippengewölbe. Bis auf den sechsstrahlig gewölbten Chor und die fünfstrahligen Gewölbe der portalseitigen Seitenschiffjoche war der übrige Raum kreuzrippengewölbt. Das Gewölbe ruhte auf Rundpfeilern mit Spitzbogenfries-Kapitellen, deren Arkaden Mittelschiff und Seitenschiffe voneinander schieden, sowie auf Pilastern an den Außenwänden. Die chorseitigen Spitzbögen der beiden Scheidarkaden ruhten in Richtung der Polygonapsis auf Eckpilastern. Der Chorbereich öffnet sich unter einem Gurtbogen. In der Höhe der Sohlbänke der Chorfenster befanden sich Konsolen, von denen aus die Rippen der Apsis aufstiegen.

Mögliche Endausbauphase der Dieffler Kirche am Beispiel Herz-Jesu (Besseringen)
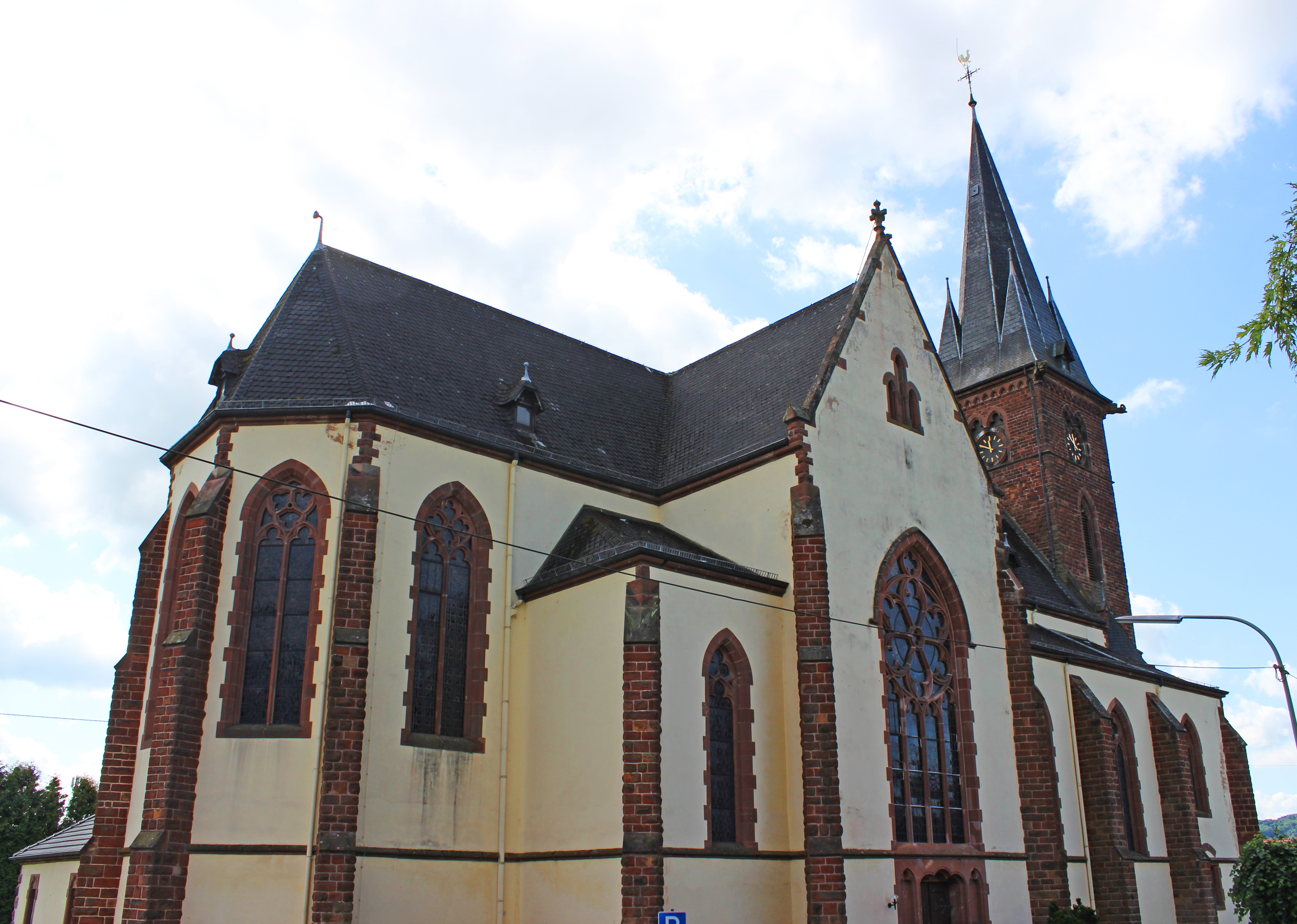
Von Hector angedachte äußere Endausbauphase der Dieffler Kirche am Beispiel der Herz-Jesu-Kirche in Besseringen
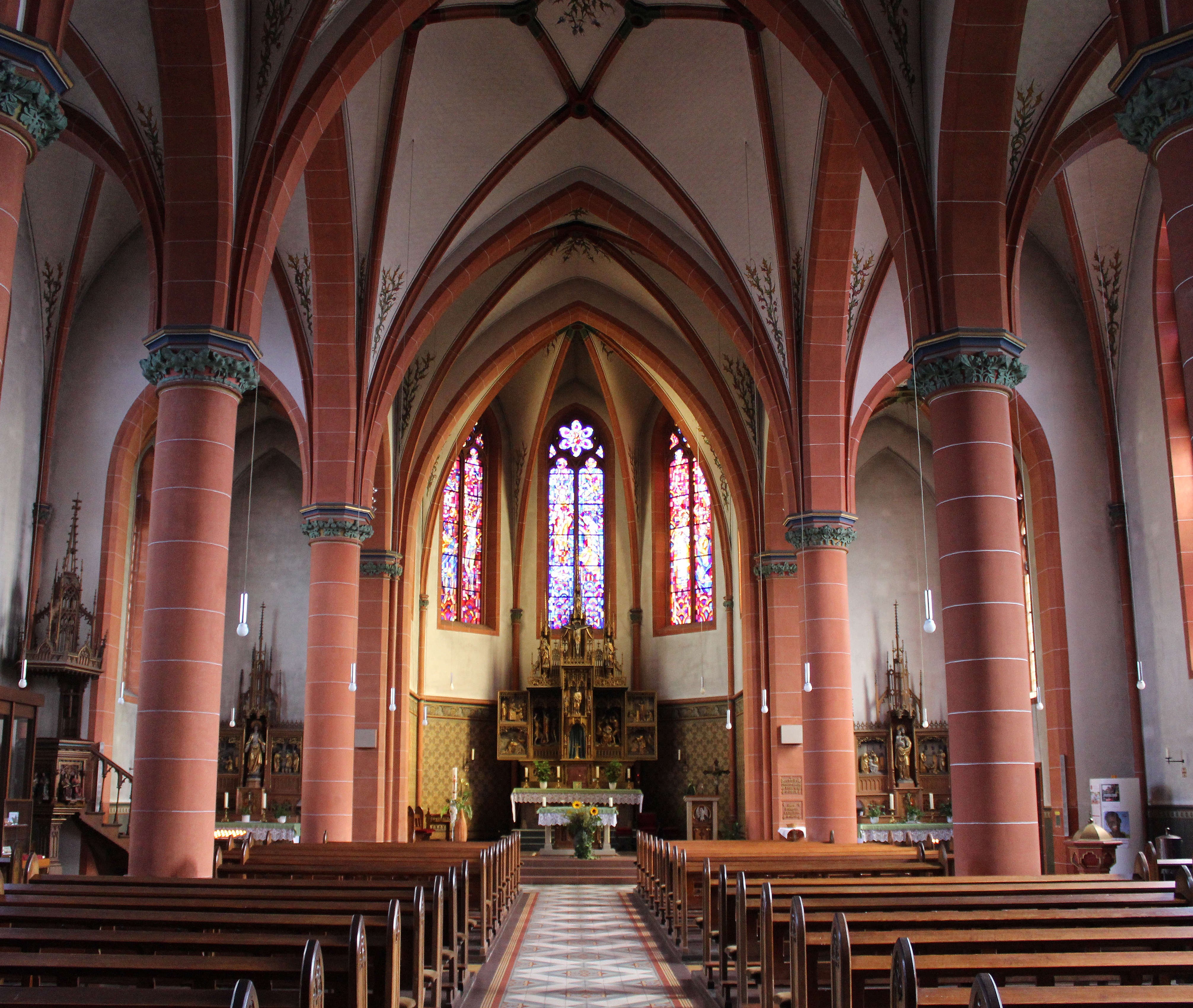
Von Hector angedachte innere Endausbauphase der Dieffler Kirche am Beispiel der Herz-Jesu-Kirche in Besseringen

Das Dieffler Sakralgebäude war von Architekt Wilhelm Hector auf eine spätere Vergrößerung angelegt. Dabei hätte man den Chorbereich und die Stirnmauern der Seitenschiffe abgerissen, um eine Vierung mit Querhäusern sowie eine neue Apsis anzubauen. Vor die Portalfassade wäre dann ein größerer Kirchturm zu stehen gekommen. In der Endausbauphase hätte dann die Dieffler Josefskirche starke Ähnlichkeit etwa mit der architektonischen Gestaltung der neogotischen Hectorschen Herz-Jesu-Kirche in Besseringen gehabt.

### Erste Ausstattung
Der Dieffler Kirchenbau erhielt drei Altäre (Hochaltar und zwei Nebenaltäre für Privatmessen), eine Kanzel mit der Darstellung der vier lateinischen Kirchenväter Gregor, Hieronymus, Augustinus sowie Ambrosius auf dem Kanzelkorb, eine maßwerkgeschmückte Kommunionbank, einen Taufstein, einen Beichtstuhl, Heiligenstatuen an den Pfeilern sowie einen Kreuzweg mit 14 Stationen. Die Kosten dafür betrugen 60.923,56 Mark.
Der reich mit gotischen Gesprenge geschmückte Hochaltar hatte einen steinernen Altarunterbau mit Säulen und Arkaden, einer Predellazone mit Medaillons und Tabernakel. In der Retabelzone war mittig eine Expositoriumsnische; darin ein Kruzifix flankiert von anbetenden Engeln. In den beiden Seitennischen befanden sich Statuen des heiligen Josef mit Kind und des heiligen Wendelin als Hirten. In der darüber liegenden Nische stand eine Herz-Jesu-Statue. Links und rechts des Hochaltares standen leuchtertragende Engelsstatuen.
Am 6. Mai 1900 wurden zwei Glocken den beiden Schutzpatronen der neuen Kirche, St. Josef und St. Wendelin, geweiht und im Turm aufgehängt. Die Glocken waren in Saarburg bei der Firma Mabilon gegossen worden.
Am 25. Mai 1900 wurde die Kirche durch den Trierer Bischof Michael Felix Korum konsekriert. Fast alle Kosten waren durch Spenden der Dieffler Bevölkerung getragen worden, die bereits auf 2000 Seelen angewachsen war. Der bisherige Kaplan von Nalbach Richard Brenner wurde durch die Trierer bischöfliche Behörde zum Vikar in Diefflen ernannt.
Im Jahr 1903 konnte man eine Orgel der Firma Gombert in Trier installieren. Aus Kostengründen hatte man sie aus alten Werkteilen zusammengesetzt. Bereits wenige Jahre später musste im Jahre 1912 die Orgel ausgebaut und durch eine neue ersetzt werden.
Am 21. August 1904 kaufte die Zivil-Gemeinde Diefflen ein Grundstück auf dem Babelsberg oberhalb der Kirche, um dort einen konfessionellen Friedhof anzulegen. Für verstorbene Nichtkatholiken, Ungetaufte und Selbstmörder wurde ein Sonderbereich eingerichtet. Der Friedhof wurde am 4. Oktober 1905 eingeweiht und am selben Tag die erste Diefflerin dort beerdigt.
Am 27. November 1907 wurde der Vikarie Diefflen von der bischöflichen Behörde in Trier der Status einer Kapellengemeinde mit eigener Vermögensverwaltung zuerkannt, was am 4. Dezember 1907 durch die königlich-preußische Regierung in Trier genehmigt wurde.

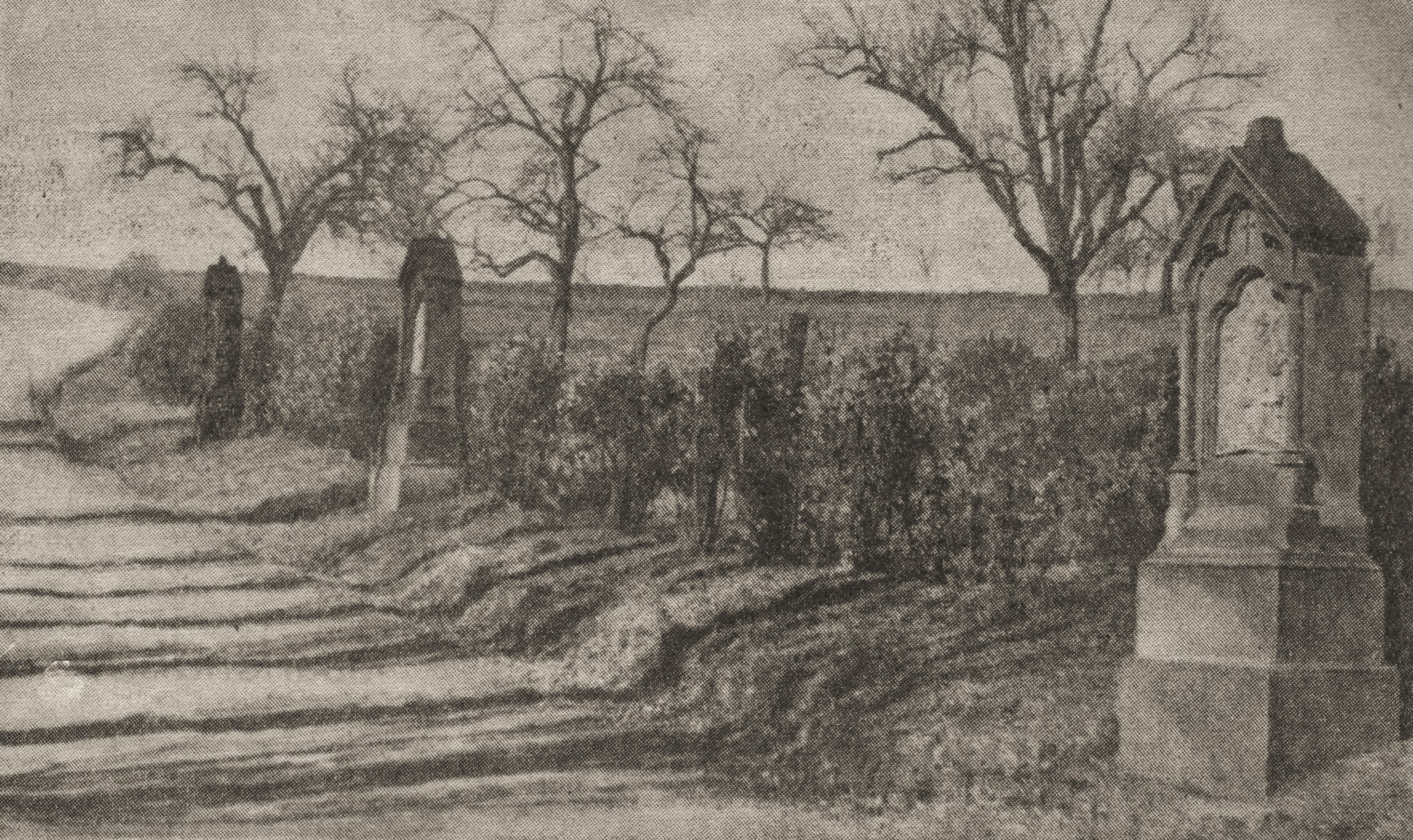
Kreuzweg von der Dieffler Kirche zum Friedhof auf dem Babelsberg

Am Weg zwischen Kirche und Friedhof konnte am 2. Mai 1909 ein von Johann Scherer-Schamper und anderen Donatoren gestifteter Kreuzweg aus Sandstein aufgestellt und feierlich eingeweiht werden. Die Stationen hatte der Bildhauer Josef Hewer aus Haustadt geschaffen.
Im Jahr 1915 wurde die Kirche und das Pfarrhaus an das Stromnetz angeschlossen (Kosten 855 Mark). Im selben Jahr wurde eine Herz-Jesu-Statue und eine Herz-Mariae-Statue vom Trierer Holzbildhauer Karl Frank (1868–1942) für 900 Mark geschnitzt und farblich gefasst.

### Erster Weltkrieg und Erhebung zur selbständigen Pfarrgemeinde
In Folge des Ersten Weltkrieges musste die Pfarrei ihre große Glocke abliefern. Sie wurde für Kriegszwecke eingeschmolzen. Als Vergütung erhielt die Pfarrgemeinde 1.367 Mark.
Am 17. Dezember 1918 erhob der Trierer Bischof Michael Felix Korum urkundlich die Kapellengemeinde Diefflen mit Wirkung des Neujahrstages 1919 zur selbständigen Pfarrgemeinde. Die Regierung in Trier bestätigte dies am 27. Dezember 1918. Interessanterweise ist das Schreiben der jungen Weimarer Republik noch mit dem Wappen des Königreichs Preußen gesiegelt und mit der Umschrift „Königlich Preussische Regierung zu Trier“ versehen.
Der Antrag zur Umwandlung der auf über 3000 Seelen angewachsenen Pfarrei Diefflen war bereits am 30. Juli 1915 vom Trierer Bischof an das Kultusministerium in Berlin gestellt worden. Mit Verweis auf die Kriegssituation des Ersten Weltkrieges erteilte das Ministerium aber dem Ansinnen des Bischofs eine Absage. Im Ersten Weltkrieg wurden 112 Pfarrangehörige getötet.

### Weitere Ausgestaltung bis zum Zweiten Weltkrieg

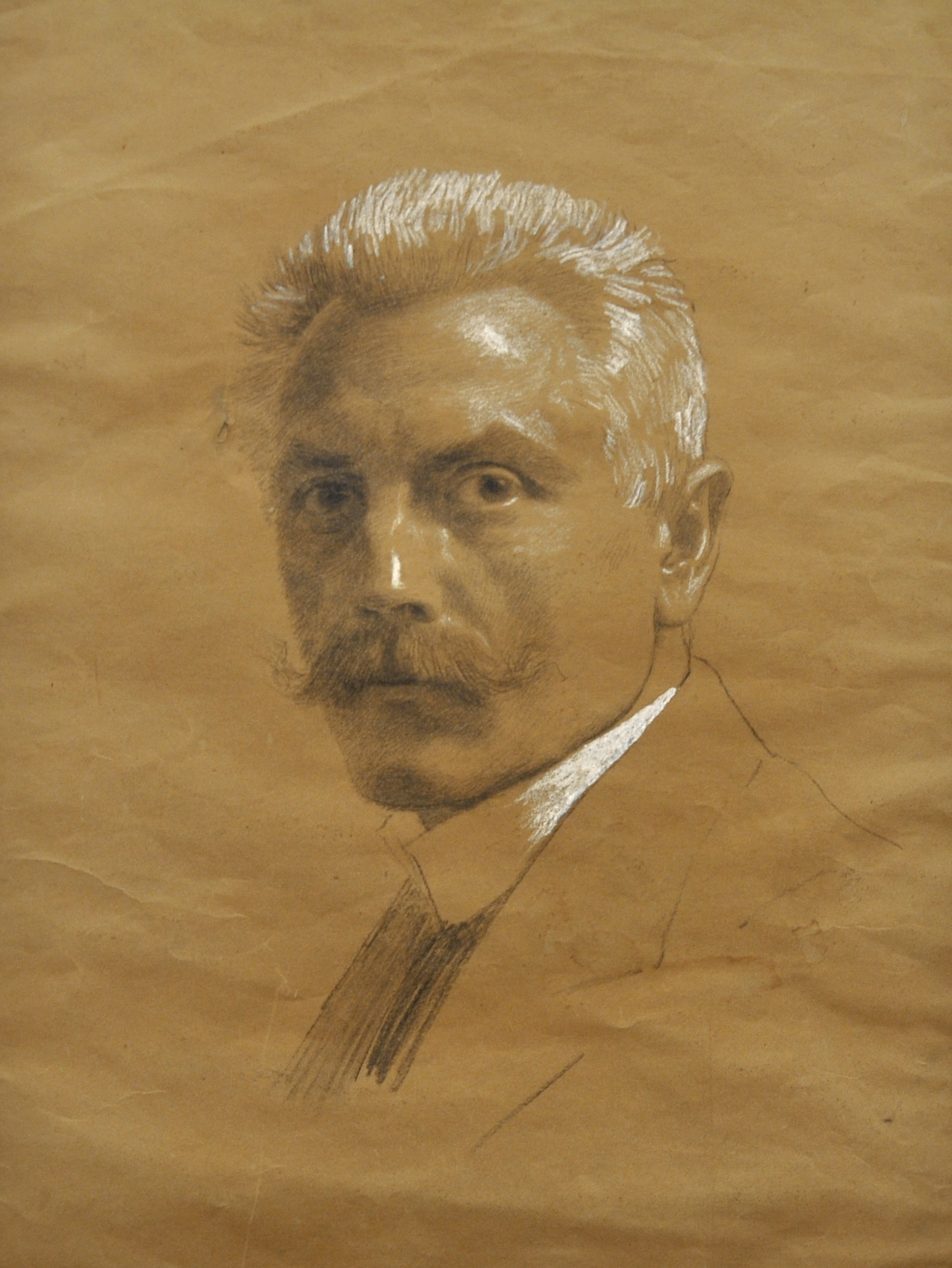
Gebhard Fugel, Selbstbildnis 1903, Schöpfer des Josefszyklus

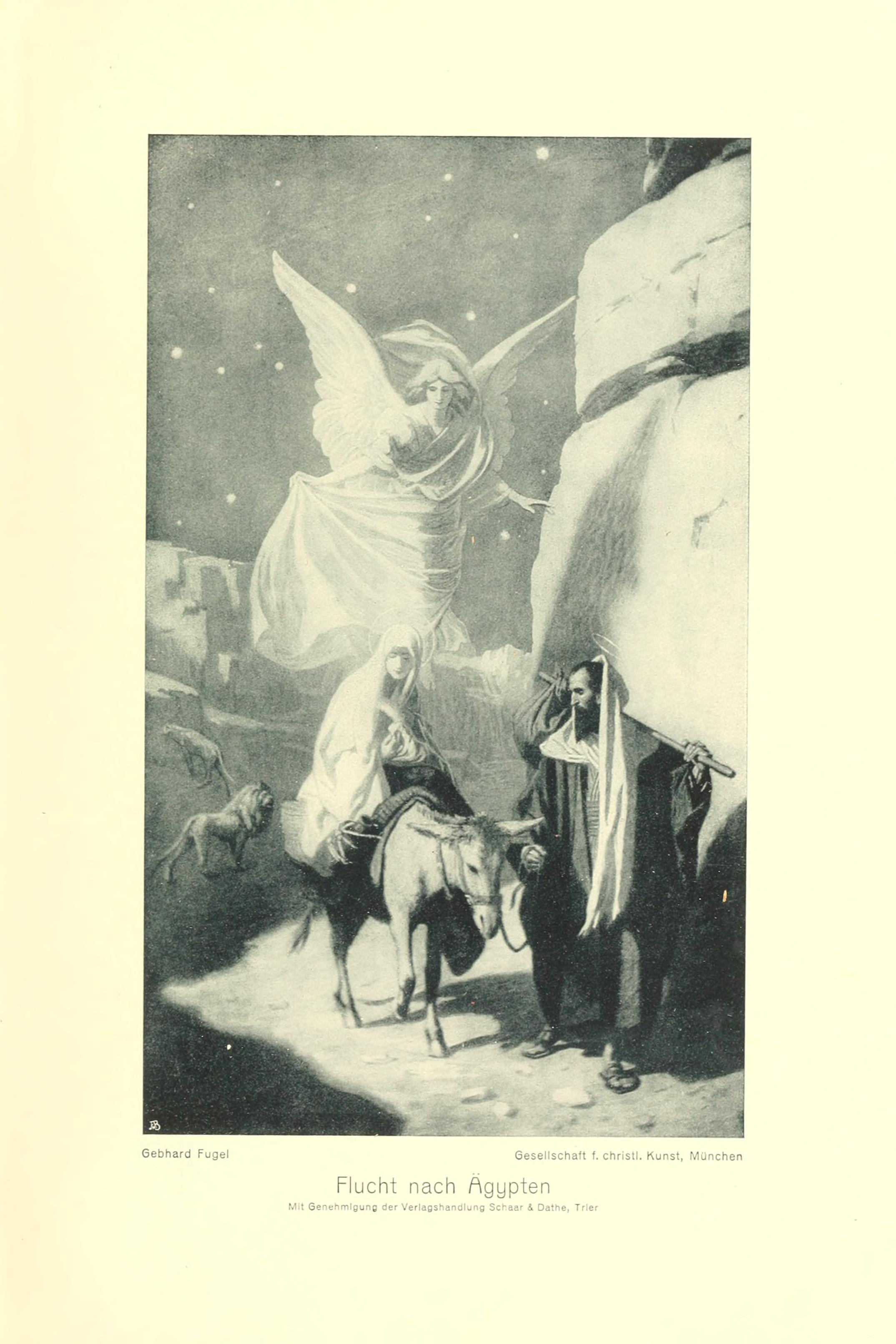
Gebhard Fugel: Tafel "Flucht nach Ägypten", Vorlage für den Dieffler Josefszyklus

Da die Kirche seit ihrer Erbauung nur mit einem grauen Zementputz versehen war, bemühte sich Pfarrer Nikolaus Klein um eine künstlerische Gestaltung des Kircheninneren. Im Jahr 1921 wurde daraufhin der Innenraum von Malermeister Geyer aus Fraulautern zum Preis von 48.000 Mark ornamental ausgemalt. Die Ausmalung des Chores mit Szenen aus dem Leben des heiligen Josef im Nazarener-Stil besorgte ein Maler der Fugelschen Schule aus München. Die Entwürfe zu den Bildern lieferte Gebhard Fugel, der Mitbegründer der Deutschen Gesellschaft für christliche Kunst. Darüber hinaus wurde das Langhaus mit Symbolen der acht Seligpreisungen geschmückt.
Zeitgleich mit der Ausmalung wurden neue Fenster eingesetzt, die von der Glasmalerei-Atelier Binsfeld aus Trier entworfen und gefertigt worden waren. Die Langhausfenster waren Stiftungen von Dieffler Vereinen.
Im selben Jahr konnte am 29. November 1921 die im Krieg beschlagnahmte Glocke ersetzt werden. Die neue Glocke wurde dem „Heiligsten Herzen Jesu“ geweiht. Ihre Inschrift lautete: „Heiligstes Herz Jesu erbarme dich unser und unserer in Irrtum geführten Brüder.“ Die Inschrift kann im Zusammenhang mit den politischen Wirren im Deutschen Reich nach dem Ersten Weltkrieg und mit dem Aufstieg der aggressiv-atheistischen Bolschewiki unter der Führung Lenins nach der Oktoberrevolution in Russland gedeutet werden.
Wegen des Anwachsens der Dieffler Bevölkerung begann unter Pfarrer Johannes Rath die Planung einer Erweiterung der Kirche. Während die Trierer Bischofsbehörde ihre Zustimmung erteilte, lehnte die vom Völkerbund eingesetzte Regierung des Saargebietes wegen der überaus schlechten Wirtschaftslage und der steigenden Arbeitslosigkeit den Erweiterungsbau ab.
Eine im Jahr 1902 neben dem Haupteingang zur Kirche errichtete Marienkapelle wurde 1929 abgerissen und durch eine Kriegergedächtniskapelle für die im Ersten Weltkrieg als Soldaten getöteten Dieffler Männer im Stil des kristallinen Expressionismus für 40.000 Franken ersetzt. Nach dem Zweiten Weltkrieg wurde der Baugrund der Kapelle in die Verlängerung der Kirche einbezogen. Der Auferstehungschristus aus der Kapelle wurde neben dem Kirchenportal auf einem Altar wiederaufgestellt.
Der Zugang zur Kirche von der Beckinger Straße wurde 1929 verbreitert und neu gestaltet, der Zugang von der Dillinger Straße erhielt 1932 eine breite Freitreppe mit Stützmauern. Im Jahr 1937 wurden durch den Dillinger Architekten Prior (Bruder des Saardom-Pfarrers Mathias Joseph Prior) die Seitenaltäre in Nischen zurückverlegt. Links entstand eine Taufkapelle, rechts eine Herz-Jesu-Kapelle.
Eine neue Sakristei und ein Pfarrsaal mit Bibliotheksraum wurden ebenfalls von Architekt Prior neu errichtet.

### Die Gründung des Herz-Mariae-Klosters
Auf Initiative von Pfarrer Brenner wurde im Jahre 1909 das Herz-Mariae-Kloster in Diefflen durch Stiftung des Pfarrangehörigen Johann Schamper gegründet. Das Kloster wurde durch die Missionsschwestern vom Kostbaren Blut besiedelt. Durch Stiftung des Pfarrangehörigen Franz Schwarz (* 1871) konnte im Jahr 1914 ein größeres Klostergebäude bezogen werden. Im Jahr 1914 wurde auch die Klosterkapelle eingeweiht und durch zahlreiche Stiftungen Dieffler Bürger ausgestattet.
Das Kloster war die erste Niederlassung des Missionsordens im Deutschen Reich und versah von 1914 bis 1921 das deutsche Postulat des Missionsordens. Die Ordensschwestern waren sozial-karitativ tätig. Das Kloster betrieb eine Landwirtschaft, eine Hostienbäckerei und eine hauswirtschaftliche Fortbildungseinrichtung. Durch den Neubau einer neuen Niederlassung des Ordens in Bous (Saar) („Haus Bergfriede“) wurden die Ordensschwestern im Jahr 1972 aus dem Dieffler Herz-Mariae-Kloster abgezogen. Nachdem eine Initiative der Pfarrei zu einer Neubesiedelung des Klosters durch andere Schwestern gescheitert war, wurde das Klostergebäude mit dazugehörigen Ländereien an die Stadt Dillingen verkauft. Das Klostergebäude wurde umgehend abgerissen.

### Auswirkungen des Zweiten Weltkrieges

#### Glockenbeschlagnahmung
Wie viele andere Kirchenglocken in Deutschland und in von Truppen des NS-Staates besetzten Gebieten wurde am 27. Februar 1942 auch die 160 kg schwere Glocke der Kirche in Diefflen beschlagnahmt um Buntmetall für Kriegswaffen zu gewinnen, und die Gemeinde musste sich mit der verbliebenen kleinen Glocke zufriedengeben.

#### Evakuierungen
Die Dieffler Bevölkerung musste sowohl zu Beginn des Krieges 1939 bis zum Sommer 1940, als auch ab Herbst 1944 in die Evakuierung gehen. Bei der zweiten Evakuierung lag Diefflen schon unter Beschuss der gegnerischen Artillerie, sodass etwa 30 % der Gebäude als Totalschaden einkategorisiert werden mussten. Allerdings ging ein nicht unbeträchtlicher Teil der Bevölkerung nicht in die Evakuierung, sondern versuchte in den Felsenkellern am Babelsberg, der Zipp und an der Düppenweilerstraße Schutz vor den Angriffen zu suchen. So wurde die Weihnachtsmette 1944 nicht mehr in der Kirche, sondern in einem solchen Felsenkeller begangen.

#### Zerstörungen
Im Dezember 1944 kam es im Rahmen der Kampfhandlungen des Zweiten Weltkrieges zu starken Beschädigungen an der Kirche. Der Turm mit der verbliebenen kleinen Glocke, das Dach und der größte Teil der Langhausgewölbe wurden dabei zerstört. Die Apsiswand wurde etwa zur Hälfte aufgerissen und der Hochaltar zertrümmert. Alle Kirchenfenster waren durch Druckwellen zersplittert. Granateinschläge hatten die Umgebung der Kirche verwüstet und die meisten Stationen des Kreuzweges auf dem Weg von der Kirche zum Friedhof in Mitleidenschaft gezogen.
Am 19. März 1945 wurde Diefflen schließlich von den Truppen der US-Armee erobert. Im Zweiten Weltkrieg wurden 305 Pfarrangehörige getötet.

#### Notkirchen

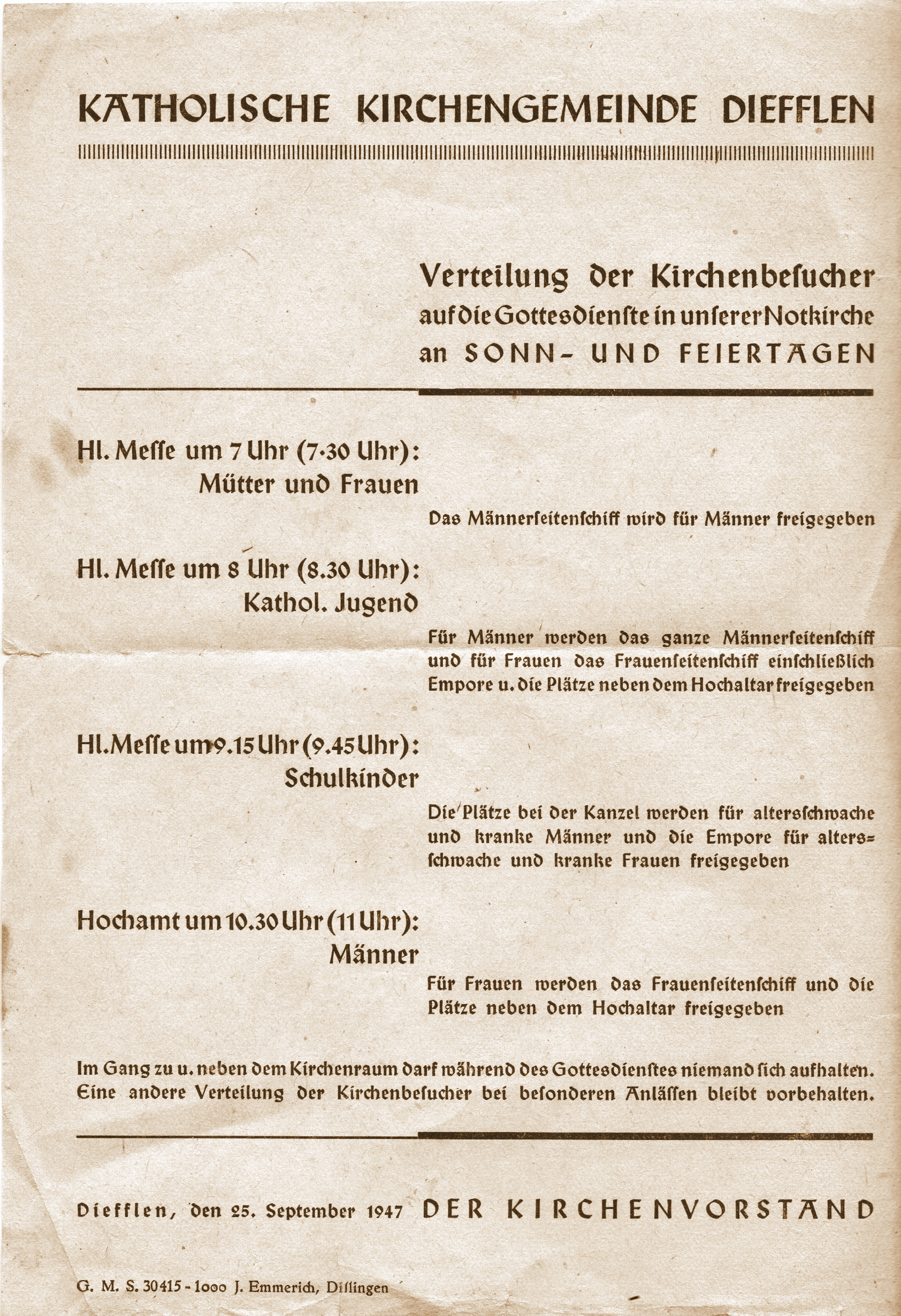
Verteilungsplan für die Kirchenbesucher aus dem Jahr 1947

In der unmittelbaren Nachkriegszeit des Jahres 1945 wurde der Gottesdienst in der Kapelle des 1909 gegründeten Dieffler Herz-Mariae-Klosters gefeiert. Nach Aufräumarbeiten konnten im rechten Seitenschiff erste Gottesdienste abgehalten werden.
Da das Seitenschiff der Kirche nach der Rückkunft zahlreicher Dieffler aus der Evakuierung nicht mehr ausreichte, wurde 1945 der große Tanzsaal der Dieffler Gastwirtschaft Heckmann für 500 Mark monatlich angemietet und bis Oktober 1948 zur Notkirche umfunktioniert. Am 8. Oktober 1948 konnte die Kirche wieder benutzt werden.

### Wiederaufbau in der Nachkriegszeit
Ab dem Jahr 1948 wurde der Wiederaufbau der Kirche durchgeführt. Die notdürftig wieder instandgesetzte Pfarrkirche konnte am 8. Oktober 1948 eingesegnet werden. Im Hinblick auf die schwierige Finanzierung der anstehenden Bauarbeiten richtete sich Pastor Johannes Josef Rath in einem Bittbrief vom 2. Mai 1950 an Generaldirektor Josef Roederer (1882–1969, Amtszeit: 1920–1924 u. 1946–1954) von der Dillinger Hütte, um Spendengelder zu akquirieren:

„Sehr geehrter Herr Generaldirektor!
Gestützt auf das Versprechen, das ihr Vorgänger Herr Generaldirektor Bombard s. Zt. mir gegeben hat, er werde mir helfen, die Kirche bauen, und in dankbarer Erinnerung an die fühlbare Unterstützung von Seiten der Dillinger Hüttenwerke bei dem Bau unserer Gefallenengedächniskapelle im Jahre 1928 und beim Anbau an unsere Pfarrkirche zwecks Anlegung einer Luftheizung im Jahre 1937 richte ich heute auch im Auftrage meines Kirchenvorstandes an Sie die dringende Bitte, uns auch jetzt bei der Erweiterung und beim Wiederaufbau unserer durch den Krieg fast völlig zerstörten Kirche zu helfen.
Die notwendige Verwirklichung unseres Bauprojektes, das durch die Baugenehmigung von Seiten der Bischöfl. Behörde wie auch der Regierung des Saarlandes anerkannt wird, fordert von der Pfarrgemeinde einen Kostenaufwand von 10.000.000 Frs., die allein zu Lasten der Diefflener Steuerzahler gehen, welche fast ausschließlich Arbeiter, Angestellte und Pensionäre der Dillinger Hütte sind.
Die Bescheidenheit mag in diesem Falle verbieten, Ihnen einen Fingerzeig für die Art Ihrer Hilfe zu geben; ich darf Sie aber, sehr geehrter Herr Generaldirektor, darauf hinweisen, daß meine Pfarrkinder immer wieder die Frage an mich richten, ob wir auch ein der Größe der Kirche und Pfarrgemeinde entsprechendes Glockengeläute anschaffen werden. Da Bronzeglocken z.Zt. zu teuer sind und auch die Gefahr besteht, daß sie im nächsten Krieg wieder abgegeben werden müssen, können für uns nur Stahlglocken in Frage kommen.“

Die Dillinger Hütte unterstützte die Bauarbeiten daraufhin vor allem durch Stiftung von Baumaterialien.

#### Erweiternde Neugestaltung

Architekturvergleich und Baupläne
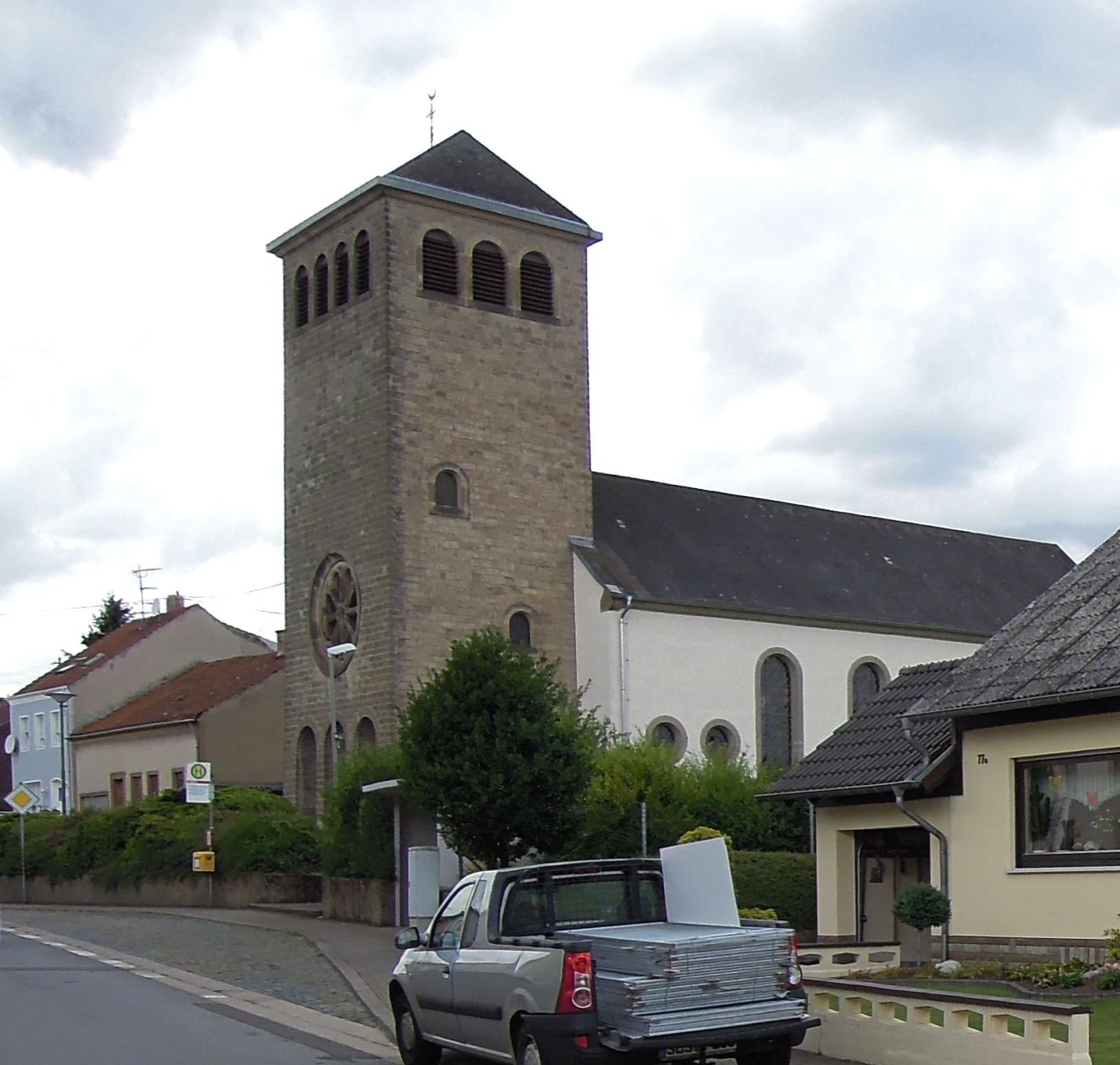
Wallerfangen-St. Barbara, Kirche St. Salvator
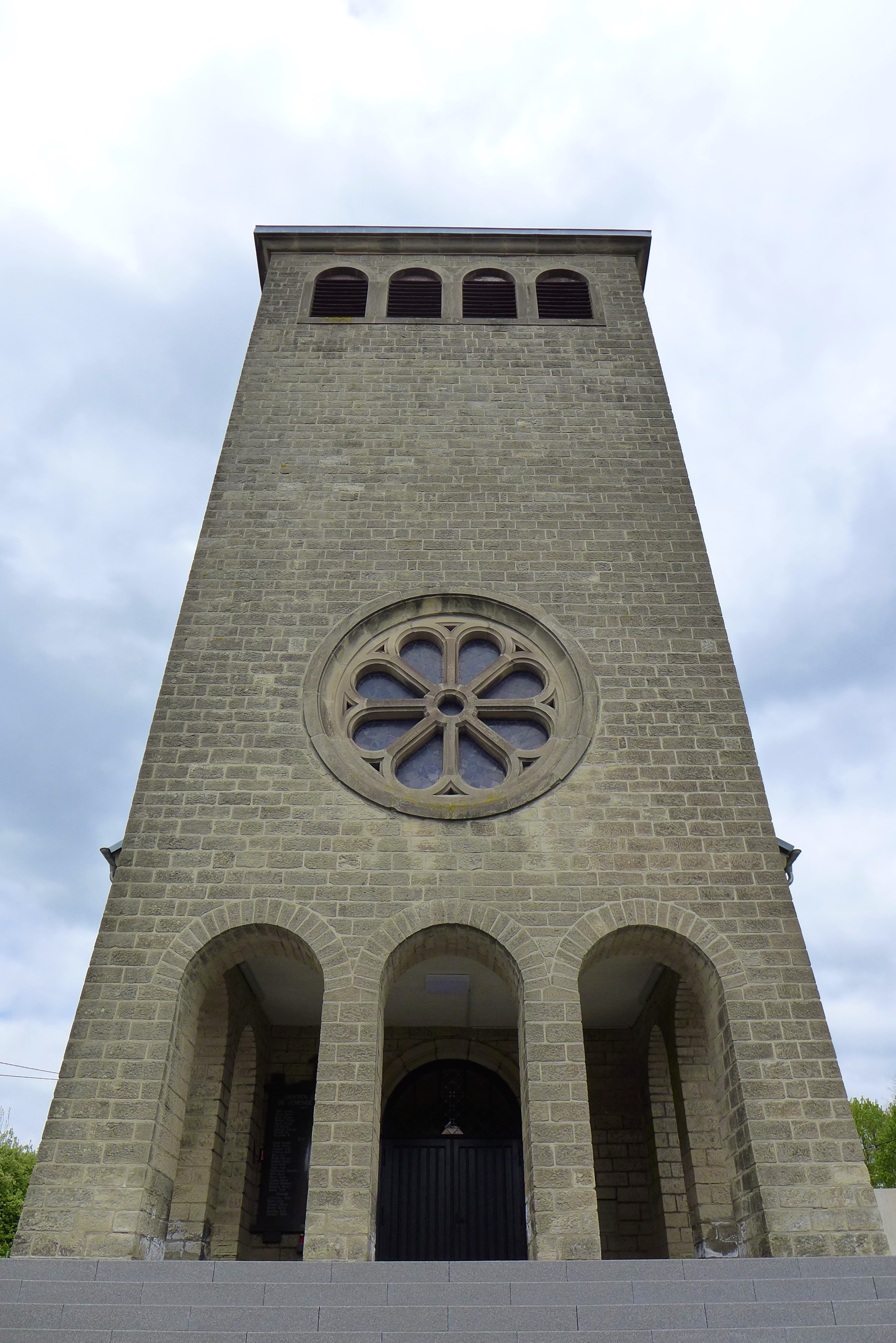
Wallerfangen-St. Barbara, Kirchturm von St. Salvator
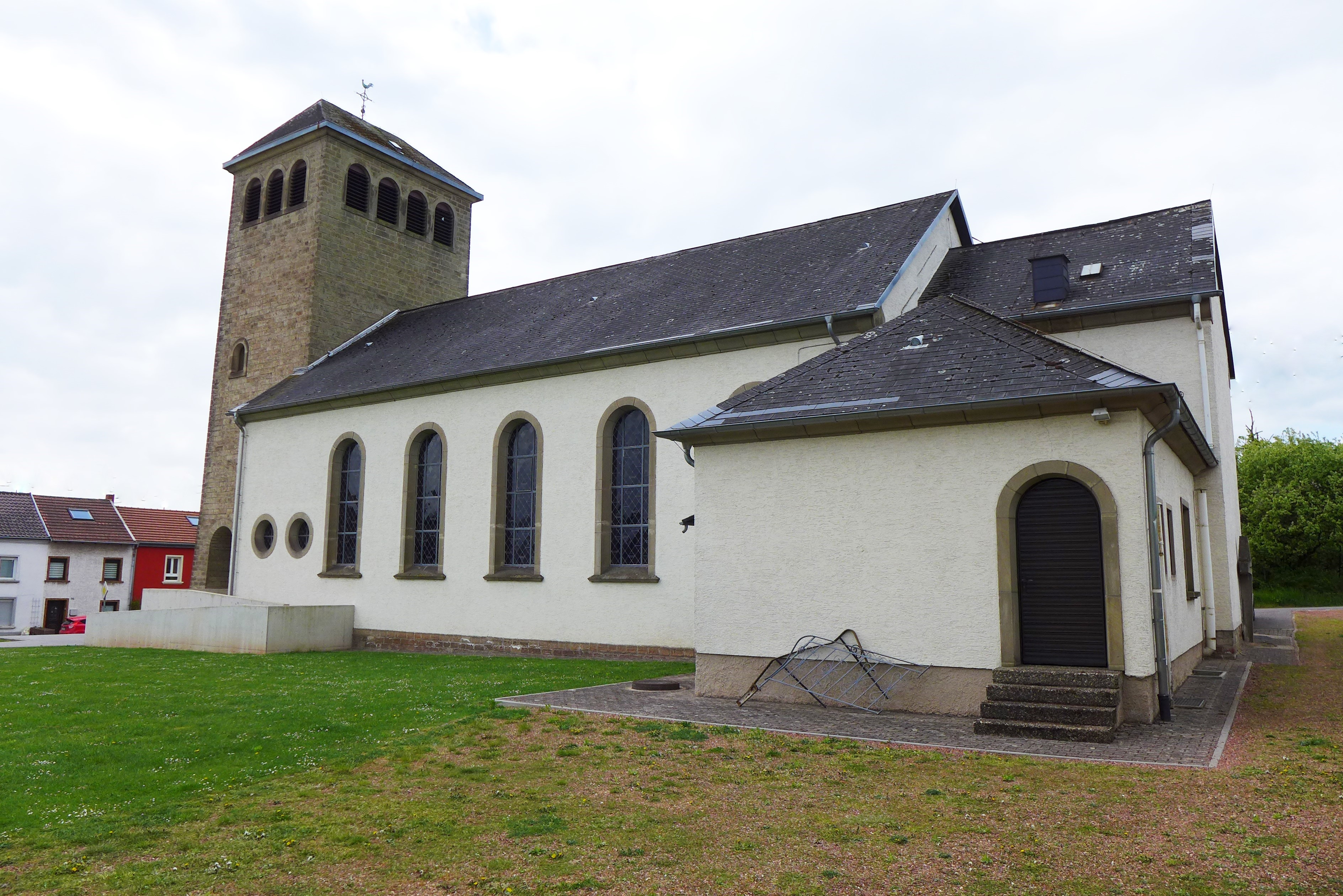
Wallerfangen-St. Barbara, Kirche St. Salvator
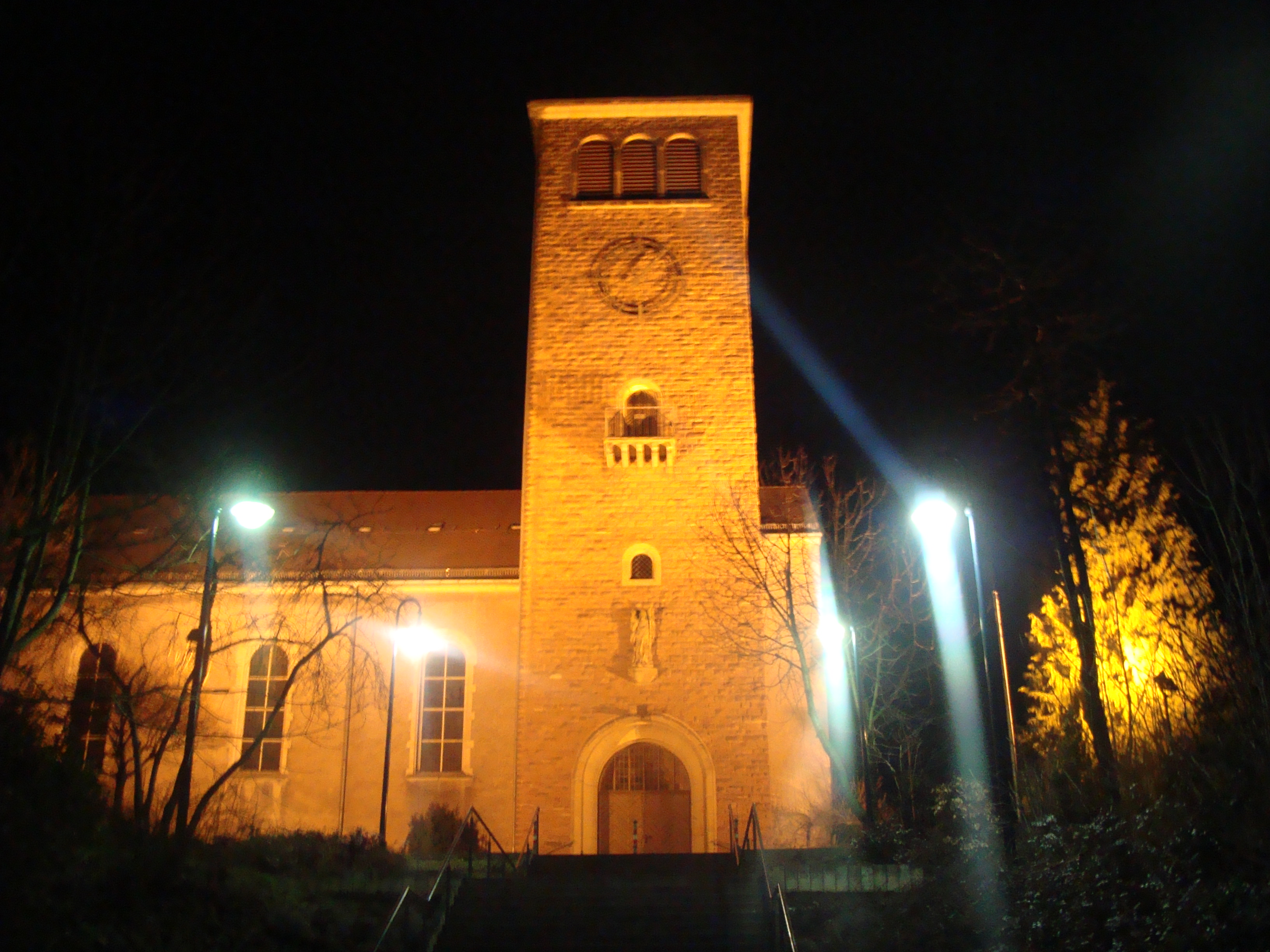
Turm der Dieffler Kirche

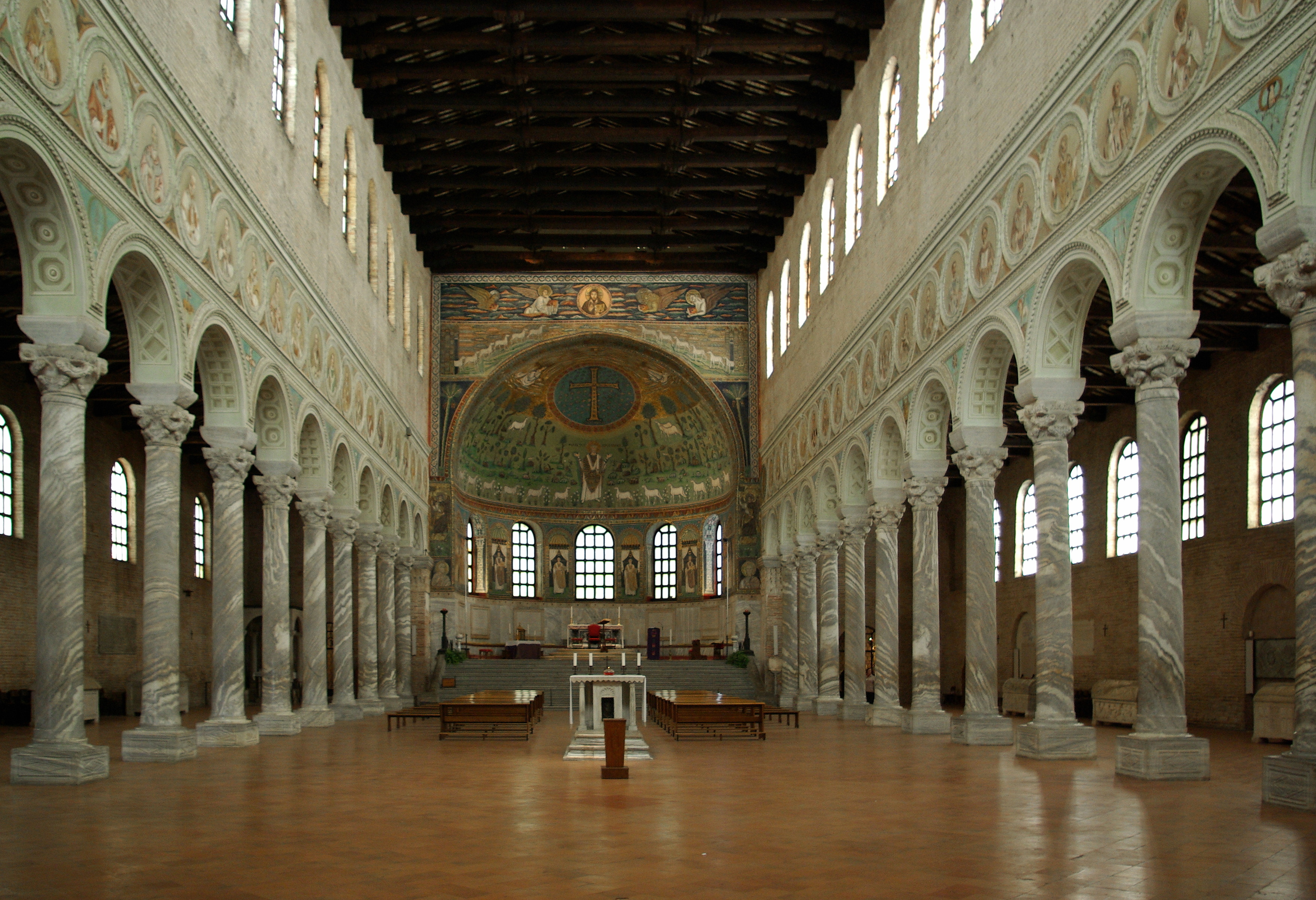
Sant’Apollinare in Classe in Ravenna, Licht aus Obergaden

Im Anschluss daran ging man an die Arbeit einer Erweiterung der Kirche um zwei Joche nach den Plänen des Saarlouiser Architekten Alois Havener und des Saarbrücker Architekten Rudolf Güthler. Die beiden Architekten errichteten zeitgleich die katholische Pfarrkirche St. Salvator in St. Barbara (Planerstellung: 1949, Grundsteinlegung: 17. September 1950, Einweihung: 1. August 1954) ebenfalls Heimatschutzarchitektur mit romanischen Elementen. Beide Kirchen haben eine gleichartige Deckenlandschaft, jedoch ist der Kirchenraum in Diefflen eine Stufenhalle, der in Wallerfangen eine Saalkirche. Auch die Gestaltung des breiten, bossierten Rechteckturmes mit rundbogigen Schallarkaden und flach geneigtem Turmdach ist bei beiden Bauten sehr ähnlich. Das Radfenster, das in Diefflen in der Giebelfassade des Kirchenschiffs eingepasst wurde, befindet sich bei der kleineren Kirche in St. Barbara über dem Kircheneingang in der Turmfassade. Beide Kirchen weisen Rundbogenfenster und flache Innenraumdecken auf. Beide Kirchen von Havener und Güthler, St. Salvator und St. Josef und St. Wendelin unterscheiden sich deutlich von den spätantiken Kirchenbauten ravennatischer Prägung, deren Mittelschiffe helles Licht aus Obergaden empfangen.
Am 7. September 1949 wurden die Arbeiten an der Dieffler Pfarrkirche der Firma Jager-Rupp übertragen und dauerten bis zum Jahr 1951. Der ehemals neugotische Bau in Diefflen wurde vollkommen im Stil von Heimatschutzarchitektur. Statt der neogotischen Gewölbe wurde der Raum mit einer flachen Holzbalken-Rasterdecke als Stufenhalle abgeschlossen. Die Seitenschiffe weisen je 50 längsrechteckige Felder auf, das Mittelschiff ist in 130 Felder gegliedert. Die die Empore stützende Decke ist im Mittelschiff mit querliegenden Unterzügen gestaltet, im rechten Seitenschiff kam eine quadratische Kassettierung zur Anwendung und in der Turmhalle sowie in den oberen Abschlüssen der Empore blieb die Struktur der flachen Holzverschalung im Beton sichtbar und wurde nur weiß gestrichen. Ausschließlich die Apsis wurde mit einem rundbogigen Rabitz-Gewölbe mit scharfen Graten versehen. Die Gewölbekonstruktion ähnelt der der Ostapsis des Trierer Domes, wobei in Trier statt Graten Rundrippen verwendet wurden. Statt der früheren sechs spitzbogigen Langhausfenster hat der erweiterte Kirchenbau nun zehn rundbogige Fenster.
Am 1. Oktober 1951 wurde ein neuer Hauptaltar durch Weihbischof Bernhard Stein eingeweiht.
Die Veränderung des neogotischen Bauwerkes zugunsten von Heimatschutzarchitektur passt ganz in die Gedankenwelt der Zeit zwischen 1945 und ca. 1960, in der allgemein Architektur, die aus der romanischen Epoche stammte, eine wesentlich höhere Wertschätzung genoss als die der folgenden Zeiten einschließlich der Gotik. Die geringste Achtung der Kunsthistoriker und Architekten erfuhren damals die Werke des historistischen 19. Jahrhunderts. Mit moralisch und ästhetisch unterfüttertem Rigorismus wurde nun gnadenlos vom Krieg verschont gebliebene Reste "ausgemerzt", wie man damals – noch in der Sprachwelt des untergegangenen Nationalsozialismus befangen – formulierte. Die Favorisierung der Architekturepoche der frühen Romanik lag ganz auf der Linie der konservativ-traditionalistischen Bauschaffenden im Kirchenbausektor, sofern sie dem Expressionismus und der Bauhaus-Moderne skeptisch gegenüber standen. Die Innenausstattungen des späten Historismus wurden als "kitschig" und "unwahrhaftig" sowie "künstlerisch wertlos" charakterisiert und vernichtet. Darüber hinaus fühlte sich der rheinische Katholizismus der ersten Nachkriegsjahre, zu dessen kirchenpolitischem Einflussbereich Diefflen gehörte, nach dem Zusammenbruch des NS-Systems, mit dem er Vorliebe für autoritäre Strukturen und die Ablehnung liberaler und aufgeklärter Vorstellungen gemein hatte, als unbestrittener Sieger in weltanschaulicher Hinsicht. "Romanik", "Abendland", "Wiederaufbau eines im Geist des Christentums geeinten Europas" waren auch im neu gegründeten Saarstaat unter Ministerpräsident Johannes Hoffmann (Christliche Volkspartei des Saarlandes) politische Kampfbegriffe gegen den sich ausbreitenden Materialismus, Kommunismus und Atheismus. Als programmatische Schrift dieser Zeit kann das Buch "Bewahrtes und Verheißendes" des saarländischen Priesters und Schriftstellers Johannes Kirschweng angesehen werden. Nach dem Untergang des Nationalsozialismus und des Deutschen Reiches in dem von ihm als göttliches Strafgericht bezeichneten Zweiten Weltkrieg forderte er die Neugeburt eines bekehrten, frommen, geläuterten Saarlandes im Herzen Europas, dessen starke Pulsgeber mächtige Kirchenbauten sein sollten. Mit möglichst wuchtig-auftrumpfenden Sakralbauten, die als "Weihegaben an Gott" verstanden werden sollten, konnte dieser neuen Stoßrichtung zusätzliche Gestalt gegeben werden. In ähnlich wuchtigen Formen wie in Diefflen entstand zur selben Zeit das von György Lehoczky anstelle eines Hitlerjugend-Heimes errichtete Kloster Heiligenborn in Bous an der Saar. Hier heißt es in der Grundsteinlegungsurkunde vom 30. September 1951 im Hinblick auf den neuen Kirchenbau programmatisch:

„(...) da die Völker sich allmählich von dem Schrecken des furchbaren Zweiten Weltkrieges erholten und die weitgehend zerstörten Häuser und Städte wieder aufbauten - und als sie schon wieder anfingen zu fürchten in der Sorge um einen neuen Weltbrand, den die Mächte der Gottlosigkeit entzünden würden - wurde dieser Grundstein zum Aufbau einer neuen Kirche gelegt, auf dass sie als Trutzburg Gottes in den Stürmen der Gottlosigkeit stehe, dass sie als Wahrzeichen des Glaubens auf dem Berge die Menschen erinnere an das Notwendige und ihnen hellstrahlende Leuchte sei in den Finsternissen des Irrtums und der Gottlosigkeit und von hier aus die Ströme der göttlichen Lehre und des Erlösungswerkes Christi sich in das Land ergießen mögen zum wahren Wohle der Menschen.“

#### Baukosten des Erweitungsbaues
Die Kosten für den Erweiterungsbau der Pfarrkirche beliefen sich insgesamt auf 17.521.949 ffrs.
- Maurerarbeiten (Rohbau): 9.225.545,00 ffrs.
- Baumaterialien: 321.096,00 ffrs.
- Zimmerer-Arbeiten: 323.205,00 ffrs.
- Dachdecker-Arbeiten: 284.943,00 ffrs.
- Heizungsarbeiten: 550.000,00 ffrs.
- Klempner- und Installationsarbeiten: 220.773,00 ffrs.
- Elektro-Installationen: 146.819,00 ffrs.
- Innenputz: 724.549,00 ffrs.
- Kunstverglasung der Kirchenfenster: 205.000,00 ffrs.
- Treppenanlagen: 1.185.000,00 ffrs.
- Glockenstuhl: 419.440,00 ffrs.
- Glocken (inklusive Zoll u. Gebühren): 1.178.497,00 ffrs.
- Schreinerarbeiten für die Herstellung von 16 neuen Kirchenbänken: 670.200,00 ffrs.
- Verkleidungsschrank der Kirchturmuhr: 44.200,00 ffrs.
- Schallläden und Turmbalkongitter: 763.016,00 ffrs.
- Reparatur und Umbau der Orgel: 631.692,00 ffrs.
- Schreinerarbeiten: 351.000,00 ffrs.
- verschiedene Handwerkerarbeiten: 276.974,00 ffrs.

#### Ausmaße
Der aktuelle Kirchenbau weist folgende Maße auf:
- Gesamtlänge des Kirchenbaues: 54,20 m
- Innenlänge des Kirchenbaues: 45,70 m
- Gesamtbreite des Kirchenbaues: 25,40 m
- Innenlänge des Kirchenschiffes ohne Apsis und ohne Vorhalle: 30 m
- Innenbreite des Kirchenschiffes ohne Turmhalle: 17,20 m
- Breite der Seitenschiffe bis zum Scheidbogen: 3,60 m
- Breite des Mittelschiffes bis zum Scheidbogen: 8,15 m
- Breite des Apsisbogens: 8 m
- Außenbreite der Portalfront: 10,00 m
- Jochbreite im Mittelschiff: 9,00 m
- Jochlänge im Mittelschiff: 6,08 m
- Seitenschiffbreite bis zur Mitte des Scheidbogens: 4,10 m
- Interkolumnium: 5 m
- Arkadeninnenhöhe: 9,15 m
- Pfeilerdurchmesser: 0,80 m
- Innenhöhe des Mittelschiffes: 11,80 m
- Innenhöhe der Seitenschiffe: 9,75 m
- Außenmaße des Turmgrundrisses: 7,40 m × 8,90 m
- Mauerstärke des Turmes: 1,20 m
- Höhe des Dachstuhles über dem Mittelschiff: 6,70 m
- Innendurchmesser des Rosenfensters: 3,26 m
- Außendurchmesser des Rosenfensters: 4,40 m
- Firsthöhe: 18,90 m
- Turmhöhe ohne Turmkreuz und Wetterhahn: 30,00 m
- Turmhöhe insgesamt: 33 m

Der Innenraum bietet mit der Empore Platz für etwa 500 Menschen.

#### Neue Glocken

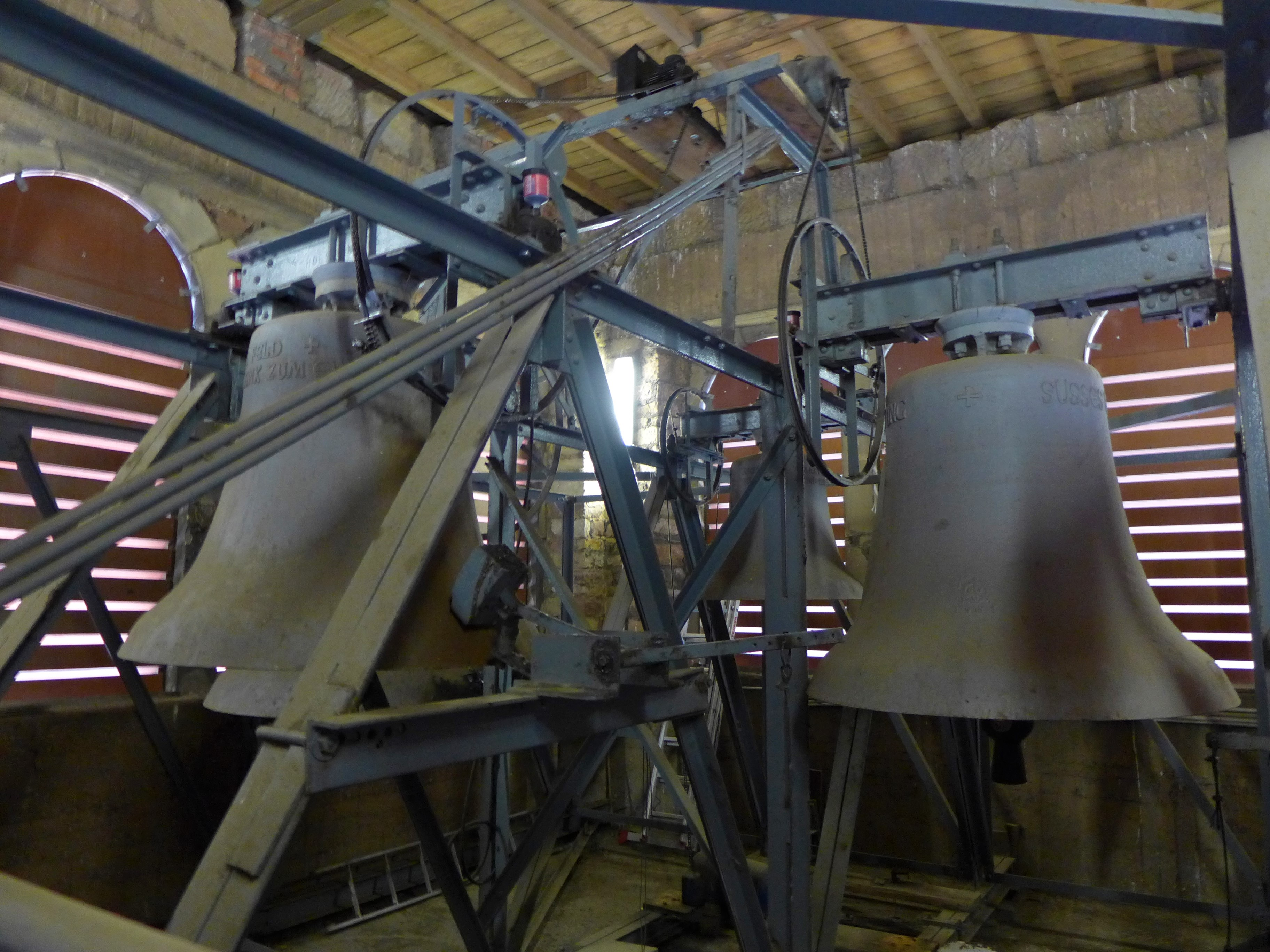
St. Josef und St. Wendelin (Diefflen), Glockenstube
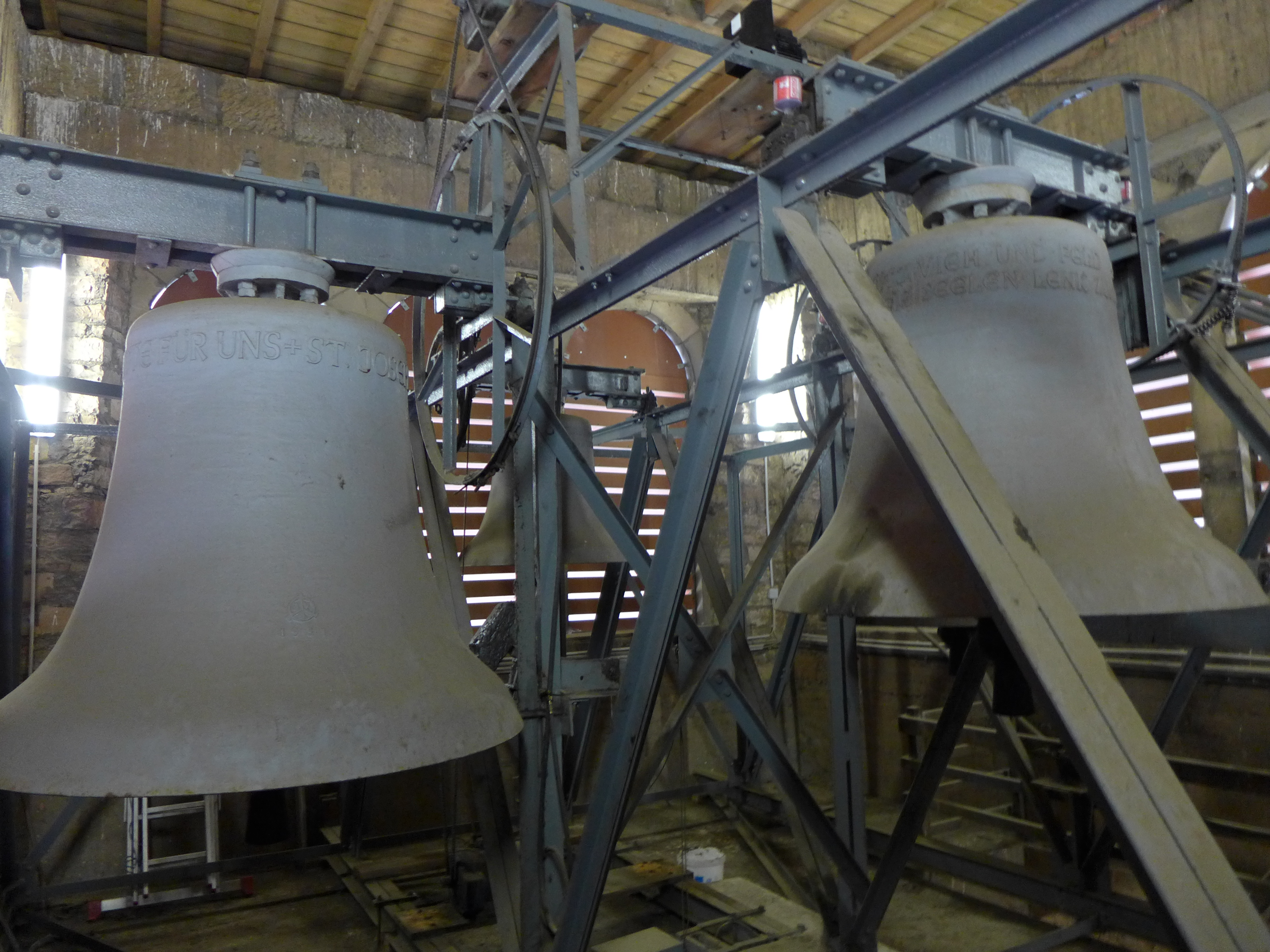
St. Josef und St. Wendelin (Diefflen), Glockenstube
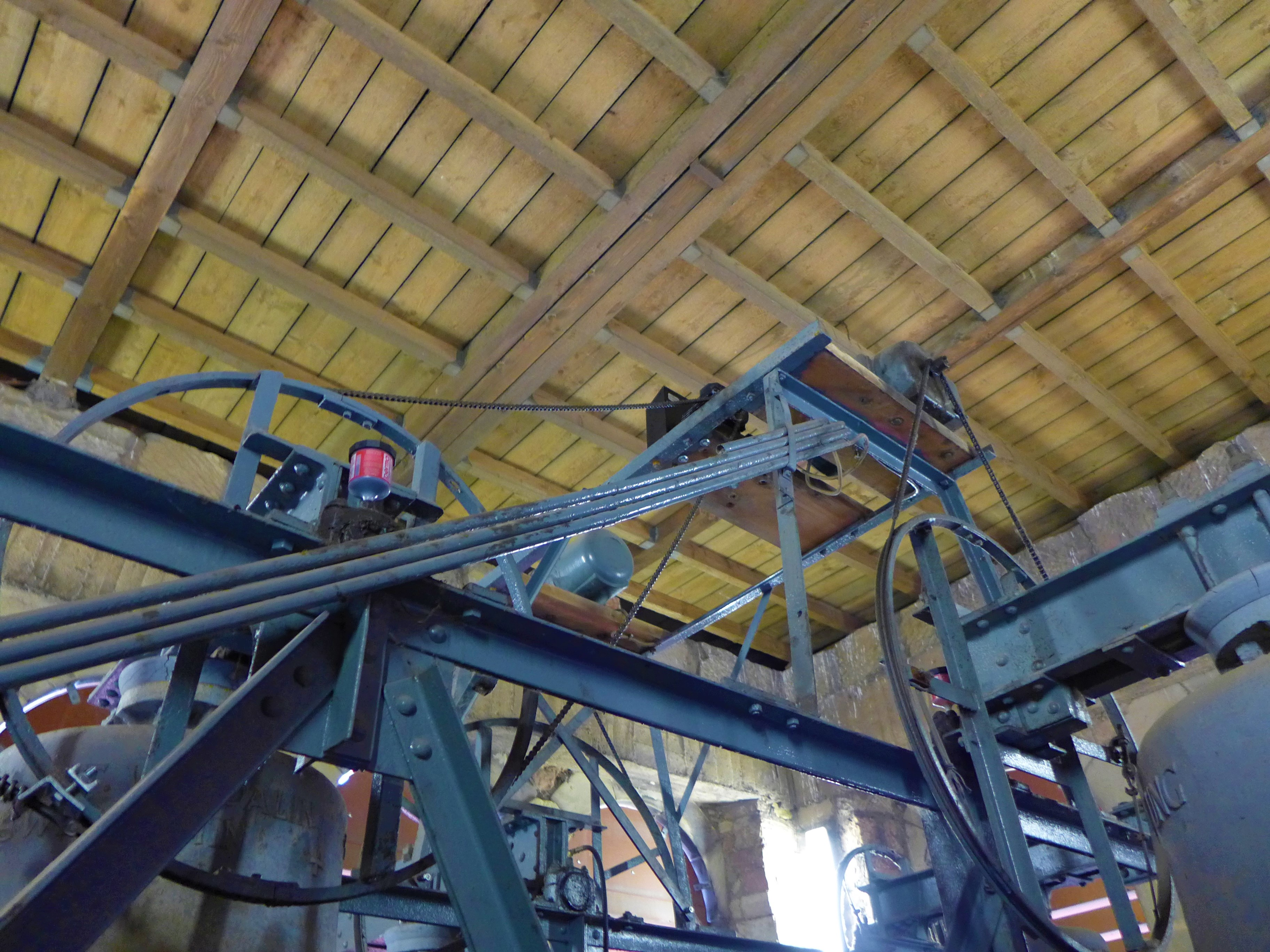
St. Josef und St. Wendelin (Diefflen), Glockenstube, Schwungräder
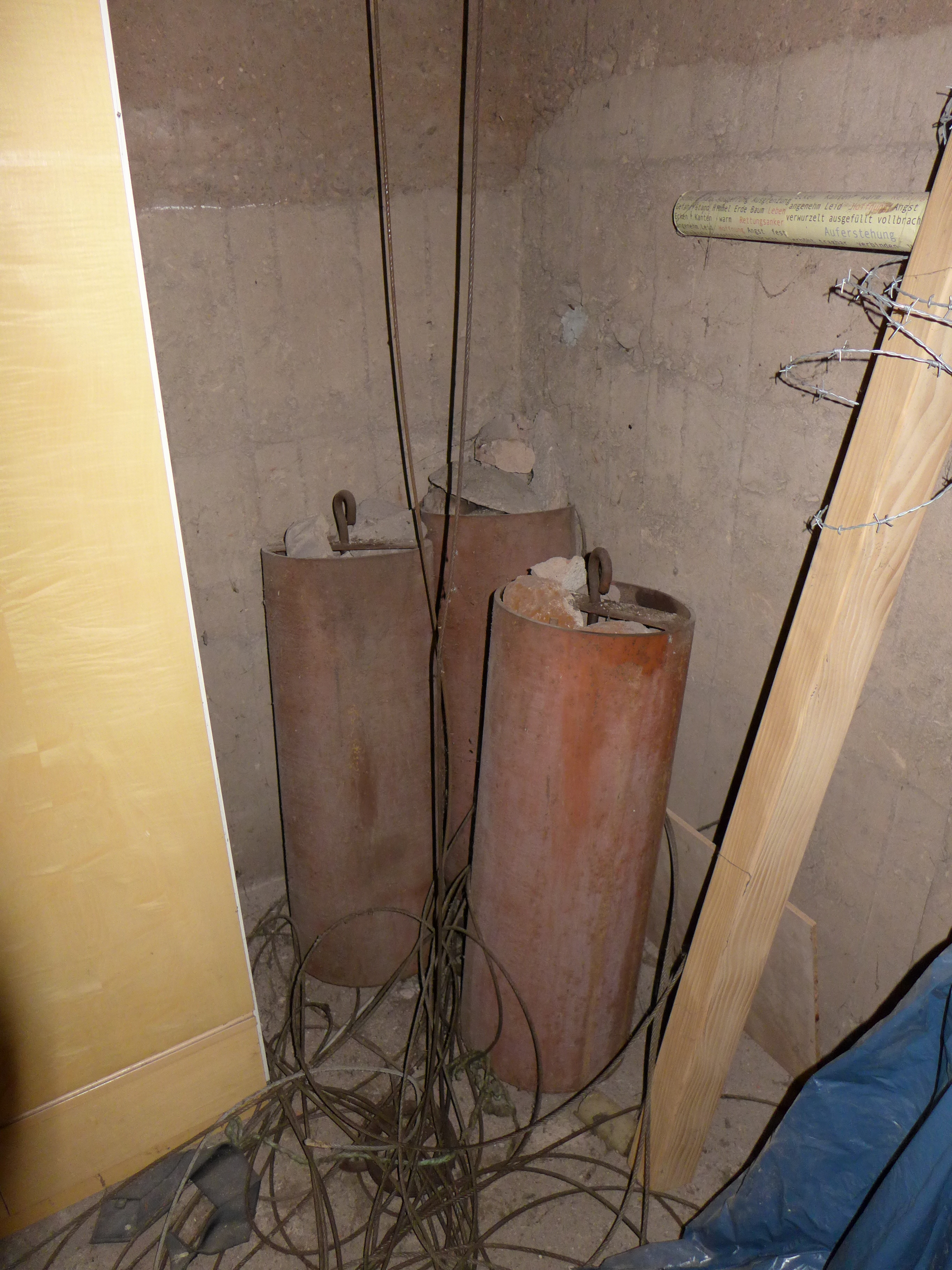
St. Josef und St. Wendelin (Diefflen), Personenadäquate Gegengewichte für das Handläuten
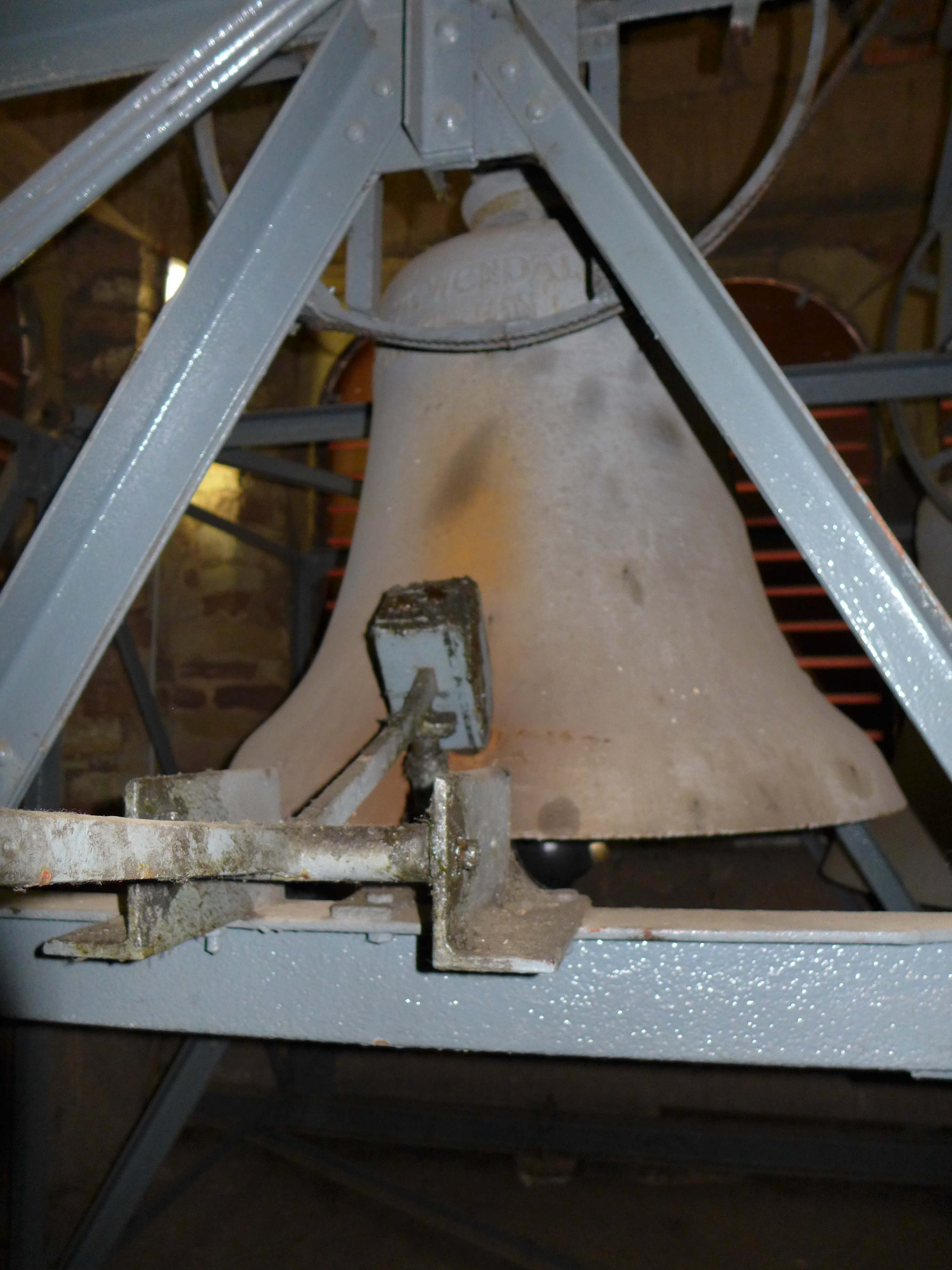
St. Josef und St. Wendelin (Diefflen), Zeit-Schlaghammer an der Wendelin-Glocke

Zwei Wochen nach der Altarweihe durch Weihbischof Bernhard Stein erhielt die Kirche vier neue, 1951 gegossene Stahlglocken mit Tellerkronenaufhängung mit dem Gesamtgewicht von 3244 kg von der Glockengießerei Bochumer Verein: Die Tonfolge des Geläutes entspricht dem Te-Deum-Gloria-Motiv.
| Nr. | Name         | Nominal (16tel) | Gewicht (kg) | Durchmesser (mm) | Inschrift                                                                   |
| 1   | St. Josef    | d′              | 1402         | 1510             | „+ St. Joseph + Schutzherr der Kirche + bitte für uns +“                    |
| 2   | Herz Mariae  | f′              | 862          | 1210             | „+ Süßes Herz Mariae + sei unsere Rettung +“                                |
| 3   | St. Wendelin | g′              | 598          | 1110             | „+ Schütze Vieh und Feld + St. Wendalin + Die Seelen lenk zum Ewigen hin +“ |
| 4   | St. Agnes    | a′              | 382          | 920              | „St. Agnes + Jungfrau und Märtyrin + in Treu uns führ´ zur Tugend hin +“    |

Die Josefsglocke ist dem Hauptpatron der Kirche geweiht. Die Marienglocke erinnert an das Patrozinium des ehemaligen Dieffler Klosters. Darüber hinaus steht die Benennung der Marienglocke im zeitlichen Zusammenhang zur päpstlichen Enzyklika Auspicia quaedam vom 1. Mai 1948. Papst Pius XII. hatte in diesem Rundschreiben für den Monat Mai zu öffentlichen Gebeten für den Weltfrieden aufgerufen. Da der bewaffnete Konflikt um Palästina eskalierte, forderte der Pontifex auch für die Lösung des Palästinaproblems zum Friedensgebet in allen Diözesen, Pfarreien sowie in allen häuslichen Gemeinschaften auf. Diese Friedensgebete sollten dem Unbefleckten Herzen Mariens geweiht werden, da hierdurch der Frieden in der Welt und in Palästina wiederhergestellt werden könne.
Die Wendelinglocke (in der Glockeninschrift „Wendalin“ geschrieben) erinnert an die ehemalige Wendelin-Kapelle im Dieffler Kirchenweg (heute Nalbacher Straße) und nimmt durch die Berufung auf den "Viehpatron" Bezug zur landwirtschaftlichen Vergangenheit Diefflens. Die Agnesglocke sollte in einer Zeit des gesellschaftlichen Umbruchs zu sittlicher Standfestigkeit aufrufen. Beim Tod eines bzw. einer Dieffler Pfarrangehörigen wird die Josefsglocke geläutet.
Die ersten beiden Glocken (h´, 313 kg; cis´´, 220 kg) des kriegszerstörten neogotischen Kirchturmes waren im Jahr 1899 von der Glockengießerei Mabilon in Saarburg gegossen worden. Im Kriegsjahr 1917 wurde die größere Glocke kriegsrequiriert, die kleine blieb in Diefflen. Im Jahr 1922 goss Mabilon eine neue Glocke (h´, 320 kg, ø 73 cm) als Ersatz für die alte. Die Glocke des Dieffler Klosters war im Jahr 1919 von Mabilon gegossen worden und wog 90 kg.

#### Schlagwerk und Turmuhr
Die Uhrzeit wird im Wiener Schlag geläutet. Zur Viertelstunde ertönt ein einzelner Schlag, zur halben zwei, zur Dreiviertelstunde drei, zur vollen vier Schläge. In der tieferen Tonlage folgt die Zählung der verflossenen Stunden. Zunächst werden von der Wendelinglocke bei einer vollen Stunde vier Schläge ausgeführt, anschließend folgt die Stundenangabe der Josefsglocke.
Die Zivilgemeinde stiftete 464.891 Franken für die neuangeschaffte Turmuhr, die am 27. Januar 1953 in Betrieb genommen wurde.
Insgesamt hatte der erweiternde Wiederaufbau der kriegszerstörten Kirche 17.521.949 Franken gekostet.

#### Künstlerische Nachkriegsausstattung
Im Jahr 1954 wurde die Kirche mit einer Lautsprecheranlage versehen. Im selben Jahr schuf der Bildhauer André Lacomé (1918–2008) aus Lourdes ein fünf Meter hohes Kreuz mit einem zwei Meter hohen Korpus im Chorbereich. Lacomé schnitzte im Folgejahr auch die Holzreliefs des Kreuzweges. Die passenden Rahmen in Kreuzform fertigte der Dieffler Schreiner Konz. Die Figuren von Maria und Johannes unter dem Kreuz schuf der Bildschnitzer Franz Rapold (1921–2011) aus Neunkirchen (Saar) in Anlehnung an die Kreuzigungsszene der Beuroner Kunstschule in der Mauruskapelle bei der Erzabtei Beuron. (Die ursprünglich nur dunkel lasierte und lackierte Kreuzigungsgruppe wurde im Zuge der Renovierung der Kirche in den 1980er Jahren farbig gefasst. Die Marien- und die Johannesfigur wurden dabei mit Konsolen versehen.)

##### Fenster

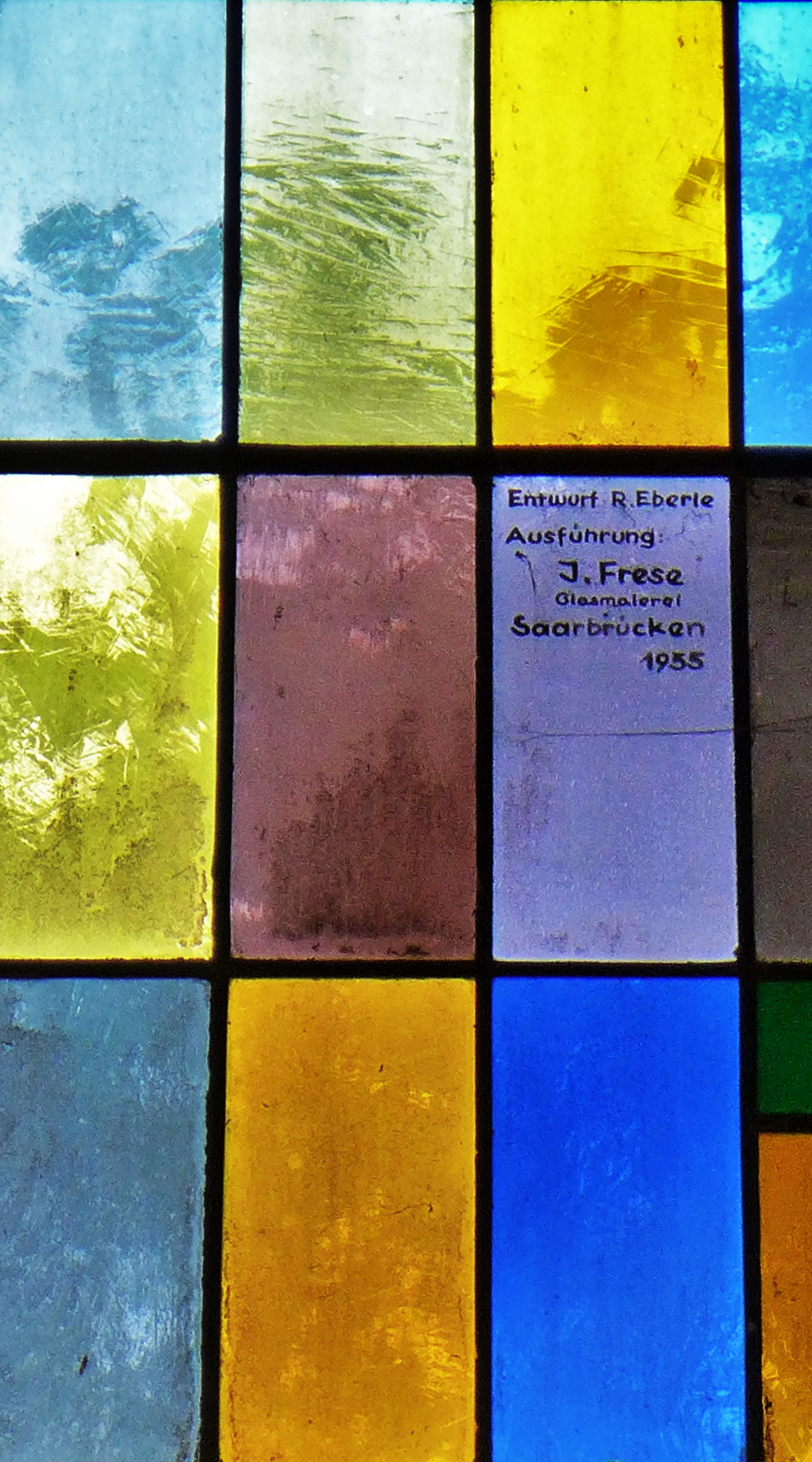
St. Josef und St. Wendelin (Diefflen), Rechtes Seitenschiff, Signatur der Fenster aus dem Jahr 1955; Entwurf: R(ichard) Eberle; Atelier: J(osef) Frese (Saarbrücken)

Im Jahr 1955 konnte die Kirche neu verputzt werden. Ebenfalls in diesem Jahr wurden kurz vor Weihnachten zehn neue Glasfenster des Saarbrücker Glasmalers Josef Frese eingebaut. Die Fenstermotive wurden von Richard Eberle entworfen, der auch die Kerbschnitt-Bilder im Dillinger Ehrenmal geschaffen hatte. Die Fenstermotive der Dieffler Pfarrkirche zeigen in kräftigen Farben Szenen aus dem Leben des heiligen Josef vor einem schwachfarbigen Hintergrund aus hochrechteckigen Pastellglasflächen mit eingestreuten querrechteckigen Glasriemchen, deren Farben scheinbar wahllos angeordnet wurden. Die Erstellung von Kirchenfenstern aus hochrechteckigen Pastellglasflächen wurde in der Nachkriegszeit als provisorische Notverglasung bei der Wiederherstellung zahlreicher Kirchen verwendet, so etwa auch beim Wiener Stephansdom. In einem ähnlichen Gestaltungsmodus hatte Eberle zur gleichen Zeit die Kirchenfenster der evangelischen Kirche in Elversberg und der katholischen Kirche in Göttelborn gestaltet. Seit etwa 2018 wurden die Dieffler Kirchenfenster zunehmend von Vandalismus durch Steinwürfe von Jugendlichen in Mitleidenschaft gezogen. Deshalb werden sie seit 2021 von der Werkstatt „Glas-Kunst-Bildhauerei Heidemarie und Mic Leder“ aus Kanzem restauriert.

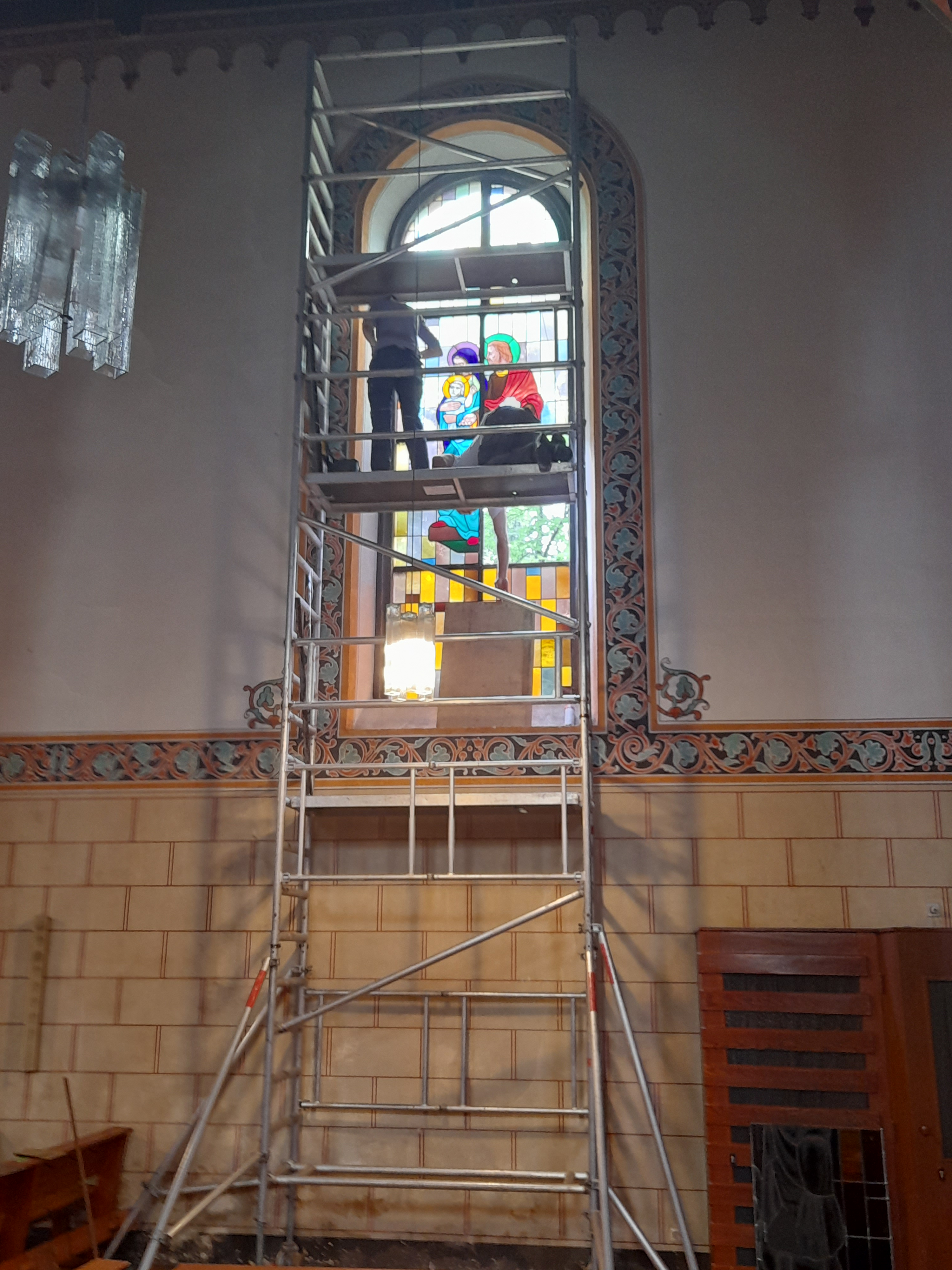
St. Josef und St. Wendelin, Diefflen, Restaurierung der durch Vandalismus beschädigten Josefsfenster, 2021

Die Dieffler Fenster sind nach einem chronologischen Zyklus des Lebens des heiligen Josef geordnet und bilden einen Rundgang von der Apsis durch das rechte Seitenschiff zum dreibogigen Haupteingang und durch das linke Seitenschiff wieder zur Apsis:
Rechtes Seitenschiff von der Apsis Richtung Eingang:

###### Die Vermählung des heiligen Josef mit der Jungfrau Maria
Die legendarische Ausformung der Vermählung von Josef und Maria geht von den Bibelstellen Mt 1,18  und Lk 2,5  aus, wo Maria und Josef als „verlobt“ bezeichnet werden. Das Protoevangelium des Jakobus aus der zweiten Hälfte des 2. Jahrhunderts erzählt, Maria habe bis zu ihrem zwölften Lebensjahr als geweihte Jungfrau im Jerusalemer Tempel gelebt. Dann habe der Hohepriester vom Engel des Herrn die Weisung erhalten, alle Witwer Israels herbeirufen zu lassen. Jeder solle einen Stab mitbringen. So sei auch Josef beim Tempel erschienen. Der Hohepriester habe die Stäbe in den Tempel gelegt und danach wieder ausgeteilt. Als Josef als Letzter seinen Stab zurückerhielt, sei dem Stab eine Taube entschlüpft und habe sich auf Josefs Haupt gesetzt. Darauf habe der Hohepriester Josef verkündet, er sei von Gott erwählt, die Jungfrau Maria heimzuführen, um sie jungfräulich zu behüten. Josef habe zunächst gezögert, da er alt sei und schon Söhne habe, dann aber eingewilligt und Maria heimgeführt.
Eine darauf basierende und ihrerseits literarisch fruchtbar gewordene Version der Erzählung bietet das Pseudo-Matthäus-Evangelium (um 600).
Am wirksamsten wurde die Fassung der Legenda aurea (um 1260), der zufolge Maria 14 Jahre alt war und der Hohepriester nicht die Witwer ganz Israels, sondern alle heiratsfähigen Männer aus der Nachkommenschaft Davids zusammenrief. Als Zeichen kündigt der Engel mit Bezug auf Jes 11,1–2  an, dass der Stab des Erwählten zu blühen beginnen werde und der Heilige Geist in Taubengestalt sich auf dem Stab niederlassen werde. Auch in dieser Fassung ist Josef schon bejahrt und sträubt sich zunächst.
Über einen rituellen Akt der Verlobung berichtet die Legende nichts, ebenso wenig über eine Hochzeitszeremonie im Zusammenhang mit der Heimführung. Der rechtliche Rang der Verbindung von Maria und Josef war darum im Mittelalter Thema gelehrter Auseinandersetzungen und wurde schließlich zugunsten einer wirklichen, wenn auch nicht sexuell vollzogenen Ehe entschieden.
Richard Eberle stellt die legendarische Szene in schlichter Form dar. Er gibt Josef zwar ältere Gesichtszüge als Maria, lässt aber den in der Ikonographie üblichen blühenden Stab weg. Josef, bekleidet mit einem beigefarbenen Gewand, roten Schuhen und einem blauen Überwurftuch, wendet sich mit aufmunterndem Blick Maria zu. Sein linker Arm scheint sich zärtlich auf Marias Schulter zu legen, während er die junge Frau einlädt, ihre Hand in seine geöffnete Rechte zu legen. Josefs Haupt ist von einem grünen Heiligenschein umgeben. Marias Blick ist aufs Josefs dargebotene Hand gerichtet. Während sie mit der Linken an ihr Herz fasst, senkt sie ihr Rechte vertrauensvoll in die Hand ihres Bräutigams. Die Jungfrau ist angetan mit einem violetten Kleid, das rot gefüttert ist. Sie hat ihren Kopf mit einem weißen Schleier bedeckt und trägt rote Schuhe. Ein gelber Heiligenschein leuchtet um ihr Haupt.

###### Die Herbergssuche Josefs und Marias in Bethlehem
Richard Eblerle gestaltet die Herbergssuche, die vergebliche Suche von Maria und Josef nach einer Unterkunft in Bethlehem vor der Geburt Jesu Christi (Lk 2,7 ), als nächtliche Szene. Abstrahierend geformte goldene Sterne und eine silberne Mondsichel vor mit Wolkenfetzen verhangenem Nachthimmel deuten die zeitliche Situation an. Maria scheint in den Schmerzen der einsetzenden Wehen gebeugt und kreuzt ihre Unterarme vor ihrer Brust. Ihr Blick ist gesenkt. Angetan ist sie mit einem dunkelblauen Gewand und einem hellblauen Schleier. Nur der Gewandkragen leuchtet rot. An ihren Füßen trägt sie einfache Sandalen.
Josef ist mit einem kürzeren grünen Gewand bekleidet. Seine Beine und Füße sind von hellbraunen Wickelgamaschen, die die Reisesituation andeuten, bedeckt. Ein braunes Überwurftuch soll den Heiligen gegen die nächtliche Kälte schützen. Seine Linke hat Josef schützend auf Marias Schulter gelegt. Die Nimben des heiligen Paares leuchten golden. Oberhalb der Köpfe von Maria und Josef hat Richard Eberle ein Korbbogenfenster positioniert. Ein Mann mit grün-rotem Turban sowie türkisfarbenem Gewand mit weißem Kragen und rubinroten Ärmeln schaut heraus. Die Gestalt kann als wohlhabend gekleideter Herbergsbesitzer gedeutet werden. Mit erhobenen Unterarmen und verneinendem Blick weist er die beiden Herbergsucher ab, obwohl Josef flehend zu ihm aufschaut und mit seiner rechten Hand auf die bevorstehende Niederkunft Marias hinweist.

###### Die Geburt Jesu im Stall von Bethlehem
Die lukanische Geburtsgeschichte Jesu im Neuen Testament Lk 2,1–20 , besonders Vers 7, in dem es heißt: "Und sie (Maria) gebar ihren Sohn, den Erstgeborenen. Sie wickelte ihn in Windeln und legte ihn in eine Krippe, weil in der Herberge kein Platz für sie war.", stellt Richard Eberle in seinem Weihnachtsfenster dar. Die bethlehemitische Szene zeigt die Jungfrau Maria, bekleidet mit einem blauen Gewand mit rotem Futterstoff und weißem Schleier, wie sie niedersinkt, um, mit ihrer rechten Hand dem neugeborenen, gewindelten Jesuskind in der strohgefüllten Futterkrippe die Stoffwickel zurechtzuzupfen. Maria hält ihre linke Hand seitlich schützend über das friedlich schlafende Kind mit grünem Kopfnimbus, dessen Händchen sich über der Brust berühren. Ein rubinroter Nimbus strahlt um das Haupt Mariens. Hinter den beiden hat Richard Eberle den heiligen Josef breitbeinig postiert. Er ist angetan mit dunkelbraunen Beinwickeln und orangefarbenem Gewand mit rotem Stofffutter. Seinen weiten türkisfarbenen Mantelüberwurf hält er mit seiner Linken schützend über Mutter und Kind. Seine Rechte ist hoch erhoben. Ein goldfarbener Nimbus umgibt den Kopf des Nährvaters Jesu, dessen Blick auf dem neugeborenen Jesus ruht. Oberhalb von Josefs ausgestrecktem linken Arm hat der Künstler die Köpft eines Ochsen und eines Esels positioniert. Die beiden Tiere kommen im Lukasevangelium nicht vor. Erst das wahrscheinlich nach 600 entstandene Pseudo-Matthäus-Evangelium, eine Ausschmückung der Geburtsgeschichten des Matthäus- und des Lukasevangeliums, berichtet in Kapitel 14 darüber:
„Am dritten Tag nach der Geburt des Herrn verließ Maria die Höhle und ging in einen Stall.
Sie legte den Knaben in eine Krippe, und ein Ochse und ein Esel beteten ihn an.
Da ging in Erfüllung, was durch den Propheten Jesaja gesagt ist:
«Es kennt der Ochse seinen Besitzer und der Esel die Krippe seines Herrn.»“
Vermittelt durch die Legenda aurea (13. Jahrhundert) hatte das Pseudo-Matthäus-Evangelium großen Einfluss auf die christliche Ikonografie. Ochs und Esel an der Krippe sind jedoch älter als das Pseudo-Matthäus-Evangelium. Sie erscheinen schon in den frühesten erhaltenen bildlichen Darstellungen des Weihnachtsgeschehens aus dem 4. Jahrhundert und basieren dort direkt auf der typologischen Deutung von Jesaja 1,3  und auf den Schriften der Kirchenväter: Die scheinbar unverständigen Tiere Ochse und Esel, die seit dem 4. Jahrhundert zum Weihnachtsbild gehören, kennen ihren Herrn und den Ort ihrer Nahrung. Sie sind klüger als die Menschen, die trotz ihrer Vernunft dafür blind sind. „Der Ochse kennt seinen Besitzer und der Esel die Krippe seines Herrn; Israel aber hat keine Erkenntnis, mein Volk hat keine Einsicht.“ (Jes 1,3 ) In der Deutung der spätantiken Kirche wird das Motiv noch spezifischer allegorisch ausgelegt: Der Ochse steht für das Volk Israel, der Esel für die Heiden. Das Judentum anerkennt zwar seinen Herrn, erkennt ihn aber nicht in dem neugeborenen Kind, während die Heiden beginnen, sich dem richtigen Glauben zuzuwenden.

###### Die Darstellung Jesu im Tempel in Jerusalem
Biblischer Hintergrund der Die Darstellung Jesu im Tempel in Jerusalem ist eine Erzählung im Lukasevangelium (Lk 2,21-23 ):

„Als acht Tage vorüber waren und das Kind beschnitten werden sollte, gab man ihm den Namen Jesus, den der Engel genannt hatte, noch ehe das Kind im Schoß seiner Mutter empfangen wurde. Dann kam für sie der Tag der vom Gesetz des Mose vorgeschriebenen Reinigung. Sie brachten das Kind nach Jerusalem hinauf, um es dem Herrn zu weihen, gemäß dem Gesetz des Herrn, in dem es heißt: Jede männliche Erstgeburt soll dem Herrn geweiht sein. Auch wollten sie ihr Opfer darbringen, wie es das Gesetz des Herrn vorschreibt: ein Paar Turteltauben oder zwei junge Tauben.“

Die beiden hier genannten Riten haben in Vorschriften des biblischen Buches Leviticus ihre Wurzeln. Die bei Lukas geschilderte Abfolge (Beschneidung – Reinigung der Frau – Heiligung der Erstgeburt) entspricht dem von der Tora vorgeschriebenen Zeitschema.
Nach dem biblischen Gesetz des Mose gilt die Frau nach der Geburt eines Knaben 40 Tage (sieben plus 33 Tage; (Lev 12,2–4 )) und nach der Geburt eines Mädchens 80 Tage (14 plus 66 Tage; (Lev 12,5 )) als unrein (Lev 12,1–8 ). Zur Zeit des Tempelkultes hatte sie nach diesen Tagen als Reinigungsopfer einem Priester ein Schaf und eine Taube zu übergeben, bei finanziellen Schwierigkeiten ersatzweise zwei Turteltauben oder andere Tauben (Lev 12,8 ).
Zudem wurde der erstgeborene Sohn in Erinnerung an die Pessach-Nacht als Eigentum Gottes angesehen (Ex 13,2.15 ) und ihm im Tempel übergeben („dargestellt“), wo er durch ein Geldopfer (Num 18,16 ) auszulösen war. Die Lukas-Erzählung von der Darstellung Jesu berichtet von dieser Erstgeburtsweihe, aber nicht von der Auslösung, die bis heute im traditionellen Judentum praktiziert wird.
Richard Eberle stellt das heilige Paar mit dem Jesuskind in der Situation dar, wo sie zum Tempel emporsteigen. Der Künstler deutet dies durch eine Stufe an, auf die sich der rechte Fuß Mariens setzt. Die Mutter Jesu trägt ein türkisfarbenes Kleid, rote Schuhe und einen dunkelblauen Schleier. Ihren Kopf umgibt ein violettfarbener Nimbus. Ihren kleinen Sohn hat Maria vor ihre Brust gepresst, ihr Blick ist auf das Kind gerichtet. Das Jesuskind mit goldgelbem Kopfnimbus ist in ein blaugraues Gewand gehüllt und hebt spielerisch sein linkes Ärmchen.
Josef, angetan mit einem braunen Gewand mit gelbem Futter und Kragen sowie dunkelrotem Überwurftuch, hält in seiner Linken ein Weidenkörbchen, in dem zwei weiße Opfertauben sitzen, die den prekären finanziellen Hintergrund der jungen Familie andeuten. Ein grüner Heiligenschein umgibt den Kopf des Nährvaters Jesu. Josefs Rechte und seine Blickrichtung weisen der vorangehenden Maria den Weg zum Tempel.

###### Der Traum Josefs, in dem ihm der Engel die Flucht vor Herodes nach Ägypten befiehlt
Die von Richard Eberle dargestellte Szene behandelt eine Passage aus dem Matthäusevangelium (Mt 2,13 ), in der erzählt wird, dass sich der neugeborene Jesus in tödlicher Gefahr befindet, durch das Eingreifen eines Engels aber gerettet werden kann:

„Als die Sterndeuter wieder gegangen waren, erschien dem Josef im Traum ein Engel des Herrn und sagte: Steh auf, nimm das Kind und seine Mutter, und flieh nach Ägypten; dort bleibe, bis ich dir etwas anderes auftrage; denn Herodes wird das Kind suchen, um es zu töten.“

Eberle zeigt den vor Ermattung eingeschlafenen Josef in einem nachtschwarzen Gewand, unter dem die nackten Füße des Vaters Jesu hervorschauen. Seine linke Hand ist ihm in den Schoß gesunken, während seine rechte Hand seinen Kopf hält. Der Ellenbogen des Heiligen ist auf einem gemauerten Steinblock gestützt, vor dem sich ein blauer Krug und ein Bündel Stroh befinden. Das Strohbündel verortet die Szene im Stall von Bethlehem. Ein Engel in hellgrünem Gewand mit blutrotem Gewandfutter scheint im Begriff zu sein, von der Höhe herabzustürzen, um den Schlafenden zu wecken. Die Haltung seiner in einem rot-brauen Farbverlauf strukturierten Flügel – ein Flügel ist in Ruhestellung einer in Landestellung – sowie das straff nach hinten fallende blonde Haar des Himmelsboten verstärken die Dramatik der Handlung. Mit besorgter Miene fasst der Engel mit seiner linken Hand die rechte Schulter Josefs, während er mit dem Zeigefinger seiner Rechten den Nährvater Jesu zum Aufbruch zwingen will, indem er unmissverständlich die Richtung der Flucht andeutet.
Linke Seite vom Eingang Richtung Apsis:

###### Die Flucht nach Ägypten
Mit der Flucht nach Ägypten stellt Richard Eberle ein Ereignis aus der Kindheit Jesu, beschrieben im Matthäusevangelium (Mt 2,13-23 ), dar. Nachdem die Weisen aus dem Morgenland abgereist waren, erscheint nach Matthäus dem heiligen Josef ein Engel im Traum. Dieser befiehlt ihm, mit Maria und Jesus nach Ägypten zu fliehen, da Herodes das Kind töten wolle. Dort angekommen, solle er weitere Nachrichten abwarten. Nach dem Tod des Herodes erscheint der Engel wieder und befiehlt Josef, zurückzukehren. Da aber nun Herodes‘ Sohn Archelaus Herrscher über Judäa ist, fürchtet sich Josef vor weiterer Verfolgung. Nach einer göttlichen Weisung zieht er mit seiner Familie nach Nazareth in Galiläa.
Der Evangelist bringt die Rückkehr Jesu in Zusammenhang mit dem Auszug des Volkes Israel aus Ägypten: Dort blieb er bis zum Tod des Herodes. Denn es sollte sich erfüllen, was der Herr durch den Propheten gesagt hat: Aus Ägypten habe ich meinen Sohn gerufen.(Mt 2,15 ). Gemeint ist ein Vers im Buch Hosea: Als Israel jung war, gewann ich es lieb, und aus Ägypten habe ich meinen Sohn gerufen. (Hos 11,1 ) Ursprünglich ist mit „Gottes Sohn“ also das Volk Israel gemeint.
Eberle stellt den heiligen Josef mit hellbraunen Wickelgamaschen, dunkelbraunem Gewand und dunkelblauem Überwurf dar. Sein Nimbus leuchtet in grüner Farbe. Mit seiner Linken hält er einen Wanderstab. Seine Rechte führt das Zaumzeug eines Esels, auf dem die Jungfrau Maria im Damensitz mit dem Jesuskind Platz genommen hat. Der Esel wendet seine langen Ohren vertrauensvoll dem Kind zu. Maria ist angetan mit blauen Gewändern mit rotem Futterstoff. Ein goldgelber Heiligenschein umgibt ihr Haupt, ein blassrosafarbener Nimbus umstrahlt den Kopf des kleinen Jesus. Mit ihren beiden Händen hat die Gottesmutter das schlafende, in blassgrüne Wickel gehüllte Jesuskind an sich gedrückt und wendet ihm ihren Blick zu. Der zuversichtliche Blick des heiligen Josef ist dem Betrachter zugewandt, ja er scheint dem Betrachter die Zügel des Esels in die Hand geben zu wollen, um ihn aufzufordern, selbst für die Flüchtenden Partei zu ergreifen. Die Szene der Flucht nach Ägypten wurde in der Zeit nach dem Zweiten Weltkrieg in der christlichen Kunst häufiger thematisiert, da sie den Nerv der Menschen dieser Zeit traf, die Flucht und Vertreibungen durch Krieg und Niederlage oft am eigenen Leibe erlebt hatten. Über der ganzen Szene strahlt der Stern von Betlehem in intensivem Gelb und Orange. Die ihn fassenden Bleiruten führen die Lichtstrahlen weiter. Der Schein des göttlichen Wundersternes, der den Flüchtenden den Weg in die Rettung weist, wirft einen nachtschwarzen Schatten auf den Boden, auf dem die Gruppe hinüberzieht.

###### Die Heilige Familie in Nazareth
Die Heilige Familie wird von Richard Eberle in einem Dreiecksaufbau der Figurenkonstellation dargestellt. Der heilige Josef bildet dabei den höchsten Bildpunkt. Angetan mit braunem Gewand und grau-blauer Arbeitsschürze hobelt er ein Werkstück auf einer einfachen Werkbankkonstruktion. Die Ärmel des Patrons der Holzarbeiter sind bis zum Ellenbogen aufgekrempelt. Ein goldener Nimbus umleuchtet sein Haupt. Neben der Werkbank hat sich Maria zur textilen Handarbeit auf einem bräunlichen Block niedergelassen. Die Mutter Jesu ist mit einem blauen Gewand mit roten Futteraufschlägen sowie einem fliederfarbenen Schleier bekleidet. Ihren Kopf umgibt ein türkisfarbener Heiligenschein. Während sie an einem weißen Tuch zu nähen oder sticken schein, ist ihr Blick auf ihren Sohn Jesus im Vordergrund der Darstellung gerichtet. Der sanft blickende kleine Jesus mit rotem Kopfnimbus ist bekleidet mit einem schlichten hellen Gewand und geht seinem schreinernden Vater helfend zur Hand, indem er einen kleinen Holzbalken schultert. Die Darstellungsweise kann als Hinweis auf den Kreuzestod Jesu gedeutet werden.
In der katholischen Tradition beginnt eine Verehrung der Heiligen Familie erst in der Neuzeit und nimmt ihren Aufschwung im 19. Jahrhundert. Gerade in der Zeit der Industriellen Revolution und der mit ihr verbundenen Landflucht, der Auflösung überkommener dörflicher Familien- und Gesellschaftsstrukturen und einer grassierenden Pauperisierung sollte die Heilige Familie katholischen Arbeiterfamilien als Leitbild gegenübergestellt werden. Die Verehrung wurde von Papst Leo XIII. besonders gefördert. Im Jahr 1893 schrieb er das Fest der Heiligen Familie für die Gesamtkirche vor und legte es auf den dritten Sonntag nach Epiphanie. Nachdem Papst Pius X. es gestrichen hatte, wurde es von Papst Benedikt XV. im Jahr 1921 auf den ersten Sonntag nach Erscheinung des Herrn gelegt. Seit der Liturgiereform des Jahres 1969 wird es am Sonntag in der Weihnachtsoktav begangen. Günstige Drucke mit Darstellungen der Heiligen Familie hingen in der zweiten Hälfte des 19. und in der ersten Hälfte des 20. Jahrhunderts in zahlreichen Wohnungen katholischer Familien und sollten als Leitbild familiärer Eintracht und haushaltlicher Sorgfalt dienen.

###### Josef und Maria finden den zwölfjährigen Jesus in Jerusalem
Die dargestellte Szene, die in der Kunstgeschichte auch als "Der zwölfjährige Jesus im Tempel" bezeichnet wird, ist ein Ereignis aus dem Leben Jesu, die im Lukasevangelium (Lk 2,41ff ) beschrieben wird. Es ist die einzige Begebenheit aus seiner Jugendzeit, über die in den kanonischen Evangelien berichtet wird:

„Die Eltern Jesu gingen jedes Jahr zum Paschafest nach Jerusalem. Als er zwölf Jahre alt geworden war, zogen sie wieder hinauf, wie es dem Festbrauch entsprach. Nachdem die Festtage zu Ende waren, machten sie sich auf den Heimweg. Der junge Jesus aber blieb in Jerusalem, ohne dass seine Eltern es merkten. Sie meinten, er sei irgendwo in der Pilgergruppe, und reisten eine Tagesstrecke weit; dann suchten sie ihn bei den Verwandten und Bekannten. Als sie ihn nicht fanden, kehrten sie nach Jerusalem zurück und suchten ihn dort. Nach drei Tagen fanden sie ihn im Tempel; er saß mitten unter den Lehrern, hörte ihnen zu und stellte Fragen. Alle, die ihn hörten, waren erstaunt über sein Verständnis und über seine Antworten. Als seine Eltern ihn sahen, waren sie sehr betroffen und seine Mutter sagte zu ihm: Kind, wie konntest du uns das antun? Dein Vater und ich haben dich voll Angst gesucht. Da sagte er zu ihnen: Warum habt ihr mich gesucht? Wusstet ihr nicht, dass ich in dem sein muss, was meinem Vater gehört? Doch sie verstanden nicht, was er damit sagen wollte. Dann kehrte er mit ihnen nach Nazaret zurück und war ihnen gehorsam. Seine Mutter bewahrte alles, was geschehen war, in ihrem Herzen. Jesus aber wuchs heran und seine Weisheit nahm zu und er fand Gefallen bei Gott und den Menschen.“

Richard Eberle stellt den mit weißem Gewand bekleideten, jugendlichen Jesus auf einem bräunlichen Quader sitzend mit einer Schriftrolle dar. Seine linke Hand hält das schmale Schriftband auf seinem Schoß, während seine Rechte zum Segensgestus erhoben ist. Die Fingerhaltung, bei der Daumen, Zeigefinger und Mittelfinger ausgestreckt sind, kann ikonographisch als Hinweis auf die Dreifaltigkeit gedeutet werden. Die beiden anderen Finger sind zurückgebogen und können als Verweis auf die göttliche und menschliche Natur Jesu Christi interpretiert werden. Der kleine Jesus mit rotem Kopfnimbus blickt den Betrachter in der Darstellung Eberles ruhig und direkt an und scheint ihm die Schrift zu deuten. Im Hintergrund stürmen seine Eltern Josef und Maria sorgenvoll suchend zu ihrem Sohn, was durch den aufgebauschten Stoff ihrer Kleider ausgedrückt wird. Maria im dunkelblauen Nimbus, mittelblauem Gewand mit rotem Futter und roten Schuhen hält mit ihrer linken Hand ihren wehenden weißen Schleier fest, während ihre rechte Hand in Richtung Jesu ausgestreckt ist. Die nach oben offene Handfläche und der ängstliche Gesichtsausdruck vermittelt dem Betrachter, dass die Mutter Jesus in vorwurfsvoller Sorge um ihr Kind eine Erklärung von ihrem Sohn für dessen Verhalten erwartet. In der Volksfrömmigkeit der katholischen Kirche ist die dargestellte biblische Perikope im Zusammenhang mit der Marienverehrung bedeutsam: Der Verlust des zwölfjährigen Jesus ist einer der Sieben Schmerzen Mariens, derer im Kirchenjahr am 15. September gedacht wird. Richard Eberle stellt den heiligen Josef ebenfalls in aufgebrachter Körperhaltung dar. Mit seiner Rechten scheint er Maria zu stützen, während seine Linke in Aufregung halb erhoben ist. Mit sorgenvollem Blick schaut er, bekleidet mit braunem Gewand, einem grünen Überwurf sowie gelbem Wanderbeutel und Schuhen, auf den sitzenden Jesus, während um sein Haupt ein goldener Nimbus leuchtet.

###### Der Tod des heiligen Josef
Der Heilige, der als himmlischer Anwalt einer guten Sterbestunde gilt, liegt sterbend auf einer braunen Liegestatt. Zu seiner Rechten entsprosst einer Rasenfläche ein Lilienzweig mit drei Blütenkelchen, die sowohl als Symbol seiner ehelichen Keuschheit als auch als Hinweis auf die geheimnisvolle Gegenwart der göttlichen Trinität im Augenblick seines Todes gedeutet werden können. Den Heiligenschein stellt der Künstler als Zeichen der Trauer in nachtblauer Farbe dar. Josefs Gewand besteht aus violettem Oberstoff mit grünem Stofffutter. Eine bräunliche Decke gibt den nackten rechten Fuß des Sterbenden frei. Josefs Hände liegen auf seiner Brust, seine Augen sind geschlossen. Ein Engel in hellen Gewändern mit zwei roten Bordüren scheint kopfüber aus dem Himmel stürzend dem Sterbenden zuzueilen. Mitleidsvoll schaut er den Heiligen an und hält ihm einen schlichten goldenen Kronreif als Zeichen der Vollendung hin. Die Darstellungsweise bezieht sich zum einen auf ein biblisches Zitat aus dem Buch der Weisheit (Weish 3,1–6 ):

„Die Seelen der Gerechten aber sind in Gottes Hand, und keine Qual berührt sie; sie scheinen tot zu sein nach der Meinung der Toren, ihr Dahingang wird als ein Unglück angesehen und ihre Trennung von uns als eine Vernichtung; sie aber sind im Frieden. Denn wenn sie auch nach der Ansicht der Menschen gestraft wurden, so war doch ihre Hoffnung ganz vom Unsterblichkeitsglauben erfüllt; und nachdem sie eine kurze Leidenszeit überstanden haben, werden sie mit hohem Glück gesegnet werden, denn Gott hat sie nur geprüft und sie seiner würdig erfunden. Wie Gold im Schmelzofen hat er sie erprobt und wie die Gabe eines Ganzopfers sie angenommen. So werden sie denn zur Zeit ihrer Gnadenheimsuchung hell glänzen und wie Funken durch dürres Schilfrohr fahren.“

Zum anderen bezieht sich der Kronreif auch auf das biblische Zitat aus den sieben Sendschreiben der biblischen Apokalypse des Johannes. Der Gemeinde im kleinasiatischen Smyrna wird hier im letzten neutestamentlichen Buch die Ermahnung gegeben: „Fürchte dich nicht vor dem, was du noch erleiden musst. (…) Sei getreu bis in den Tod, so will ich dir die Krone des Lebens geben.“ (Off 2,10 ) Auf die sonst in der Ikonographie des Sterbens des heiligen Josef übliche Anwesenheit Jesu und Mariens hat der Künstler verzichtet.

###### Der heilige Josef als Schutzpatron der Dieffler Pfarrkirche
Der Heilige, dessen Haupt mit einem grünen Nimbus umgeben ist, trägt ein bräunliches Gewand mit rot-braunem Überwurftuch und türkisfarbene Schuhe. Er schaut wohlwollend auf das rechts von ihm stehende Modell der Dieffler Pfarrkirche. Sowohl die Portalarkaden als auch die Schallarkaden des Turmes auf der Haupteingangsseite fehlen in der Darstellung. Futter und Kragen des Gewandes des Nährvaters Jesu sind rot eingefärbt. Während sich Josef mit seiner Linken an sein Herz als Symbol der liebenden Verbundenheit mit seinem Heiligtum fasst, hält er seine Rechte schützend über die Pfarrkirche.
Eingeleitet wurde der Fenster-Zyklus sinnigerweise ursprünglich seit dem Ende der 1950er Jahre durch das über dem rechten Seitenaltar von Heinrich Faißt gemalte Ölgemälde "Der Erzengel Gabriel verkündet Maria die Geburt Jesu". Einen quasi Abschluss fand der Fenster-Zyklus ursprünglich mit dem Ölgemälde Faißts über dem linken Seitenaltar, das die Anbetung des Heiligsten Herzens Jesu darstellt. Josef empfiehlt praktisch als Schutzpatron die Dieffler Pfarrgemeinde der Obhut Jesu.
Durch die Abhängung der beiden Ölgemälde und deren Verbringung auf die Orgelempore ging dieser Zusammenhang allerdings verloren.

#### Bauliche Veränderungen der späten 1950er Jahre
Im Jahr 1957 wurde der Innenraum in schlichter Farbkomposition neu gestrichen (Wände: weiß, Säulen: hellgrau, Emporen: dunkelgrau). Bei dieser Maßnahme wurden die nach dem Krieg errichteten Ambonen wieder beseitigt, der Chorraum um drei Stufen tiefer gelegt und von der Zivilgemeinde anstatt der bisherigen Kombination von kurzer Treppe und langer Rampe eine breite Treppenanlage zwischen Kirche und Kirchplatz angelegt. Tiefe Treppenabsätze sollten dabei öffentliche Theateraufführungen ermöglichen, da verschiedene Gruppen der Pfarrgemeinde in der Zeit nach dem Zweiten Weltkrieg mehrere Aufführungen wie z. B. das Mysterienspiel "Das große Welttheater" von Pedro Calderón de la Barca öffentlich dargeboten hatten.
Ein neuer Altar aus schwarzem Marmor wurde 1958 von der Dillinger Firma Sommer geliefert und von Generalvikar Weins am 6. November eingeweiht. Passend dazu lieferte die Firma Sommer im Folgejahr einen großen Taufstein ebenfalls in schwarzem Marmor, der unter der Orgelempore Aufstellung fand. Bei dieser Gelegenheit verlegte die Firma auch im Hauptgang und in den Nebengängen Natursteinplatten. Die beiden Kapellen an der Vorderseite der Seitenschiffe wurden wieder zugemauert und die dadurch entstandenen Wände mit großformatigen Gemälden des Dillinger Malers Faißt geschmückt. Im Jahr 1963 wurde die Kirche komplett mit neuen Bänken und Beichtstühlen aus Oregon-Douglasie ausgestattet. Die Arbeiten führte der Dieffler Schreiner Servatius Müller aus.

#### Jugendheim auf der Zipp

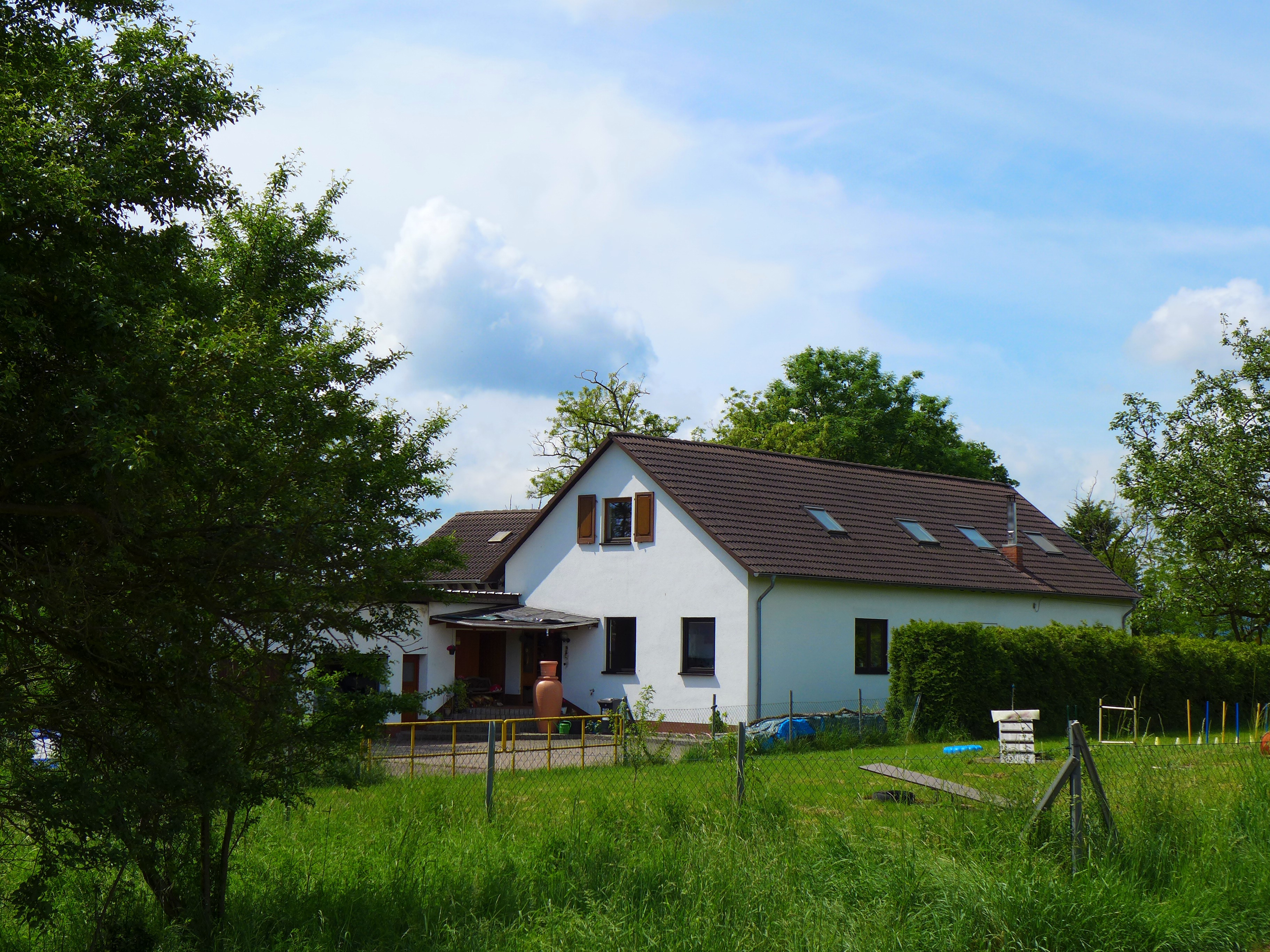
St. Josef und St. Wendelin (Diefflen), zum Wohnhaus umgebautes ehemaliges Jugendheim auf der Zipp

Auf Initiative der katholischen Pfarrjugend wurde auf der der Kirchenfront gegenüberliegenden Bergkuppe auf der Gemarkung "Auf der Zipp" in unmittelbarer Nähe eines Westwallbunkers am 17. August 1952 mit dem Bau eines neuen Jugendheimes begonnen. Die Pläne dazu lieferte der Saarlouiser Architekt Alois Havener, der bereits in Gemeinschaft mit Rudolf Güthler für die Pläne zum Kirchenbau der Nachkriegszeit verantwortlich gezeichnet hatte. Den ersten symbolischen Spatenstich versah im Rahmen einer Feierstunde der Siersburger Pfarrer und Dillinger Dechant Michael Held (* 1875; † 1957, 1923–1957 Dechant des neu errichteten Dekanates Dillingen) in Anwesenheit von Klosterrektor Pater Terstegge, Pastor Johannes Josef Rath, Schulleiter Martin Baumann und Bürgermeister Jakob Jost. Die Bauarbeiten tätigte die Dieffler Pfarrjugend in Eigenleistung. Das Richtfest konnte im November 1953 gefeiert werden. Das Jugendheim beherbegte in seinem Inneren eine gewölbte Marienkapelle am Abhang zum Nalbacher Kirchenweg (heute Nalbacher Straße) und besaß in seiner Außenanlage zwei kleine Grottenanlagen (Josefsgrotte mit Aussichtsplattform über das Dieffler Ortszentrum und Mariengrotte). Für die Kapelle hatte die Familie des Dieffler Bürgermeisters Jakob Lorang-Bach (Amtszeit 1949–1950) eine verkleinerte Terracotta-Devotionalkopie des Klausener Gnadenbildes aus dem 17. Jahrhundert gestiftet. Das Jugendheim wird heute als Wohnhaus genutzt. Um die sehr selbständig agierende örtliche Katholische Jugend wieder verstärkt dem pastoralen Einflussbereich unterstellen zu können, wurde das Jugendheim durch den Pfarrer geschlossen. Die Pfarrgemeinde vermietete das Haus unter der Ägide von Pastor Georg Kronenberger zunächst an italienische Gastarbeiter und verkaufte es am 16. Oktober 1967 an eine aus Ungarn eingewanderte Person.

### Auswirkungen des Zweiten Vatikanischen Konzils
Im Gefolge der liturgischen Neuordnungen des Zweiten Vatikanischen Konzils wurde der Tabernakel aus dem Hochaltar ausgebaut und am rechten Nebenaltar in die Wand eingelassen. Somit konnte der Hochaltar ohne weitere Umbauten als neuer Volksaltar genutzt werden.

### Historisierende Umgestaltung in den 1980er Jahren
1979 beschloss der Verwaltungsrat der Pfarrgemeinde eine grundlegende Renovierung der Pfarrkirche. Nachdem der Diözesan-Verwaltungsrat diesem Ansinnen zugestimmt hatte, wurde der Architekt Lorenz Klein (1939–2001), der auch Mitglied des Pfarrgemeinderates war, mit der Planung und der Aufsicht der Arbeiten beauftragt. Fachliche Beratung leisteten Franz Ronig, Hans-Berthold Busse sowie Alois Peitz.
Die Bauarbeiten zogen sich von 1981 bis 1984 hin.

## Heutige architektonische Gestaltung

Architekturvergleiche
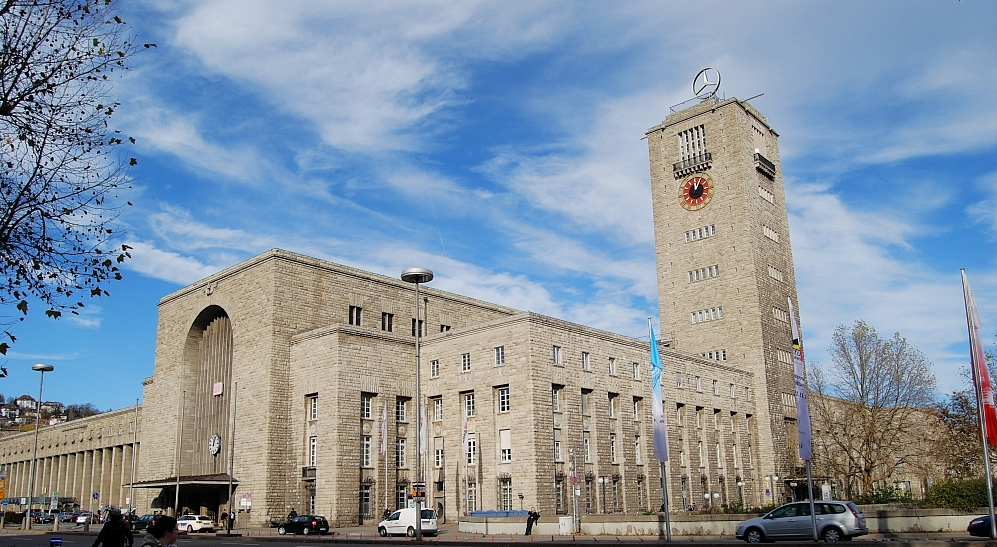
Stuttgarter Hauptbahnhof, 1914–1928, Vorgriff auf NS-Architektur
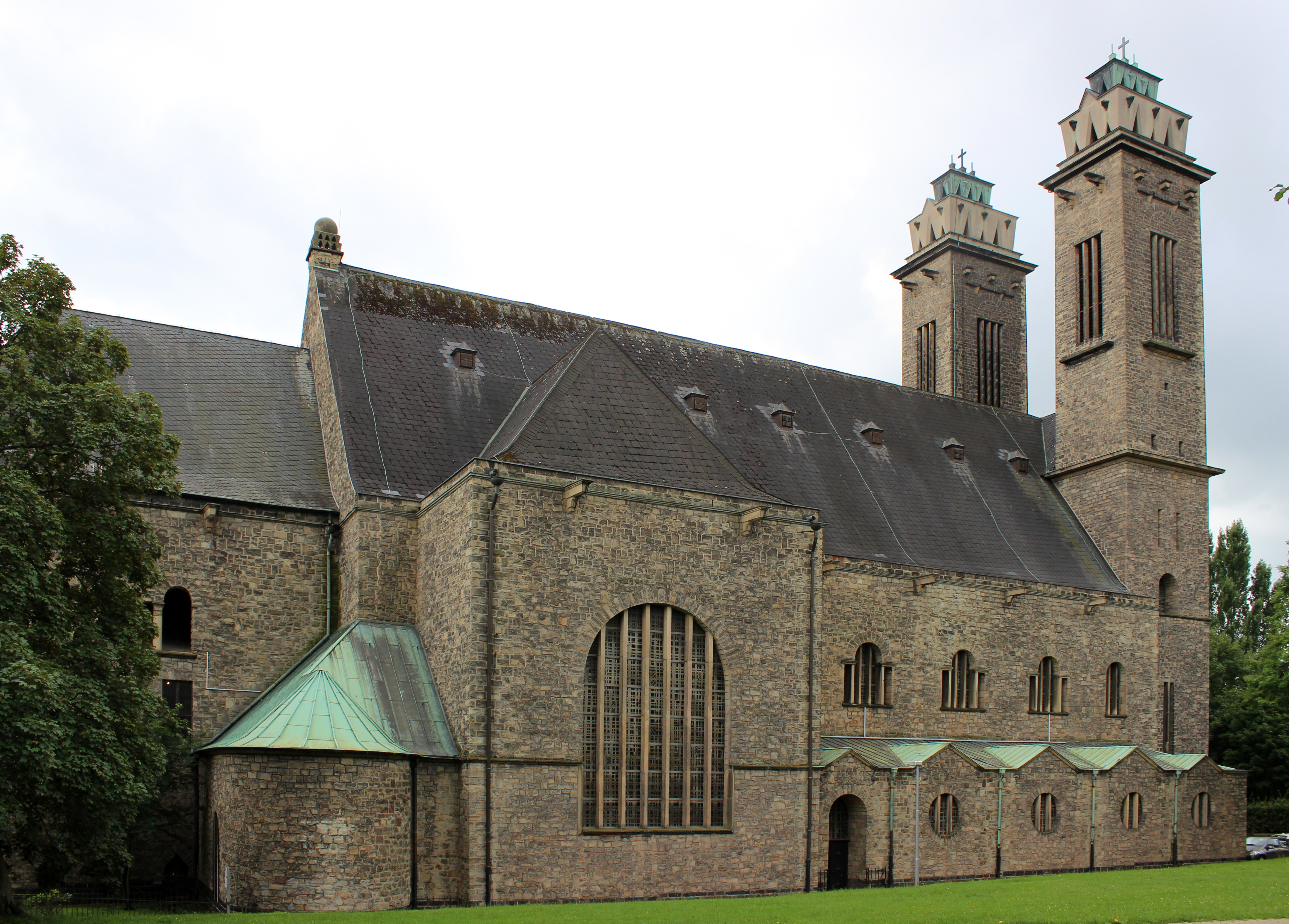
Saarbrücken-St. Johann, Kirche St. Michael, 1923/24
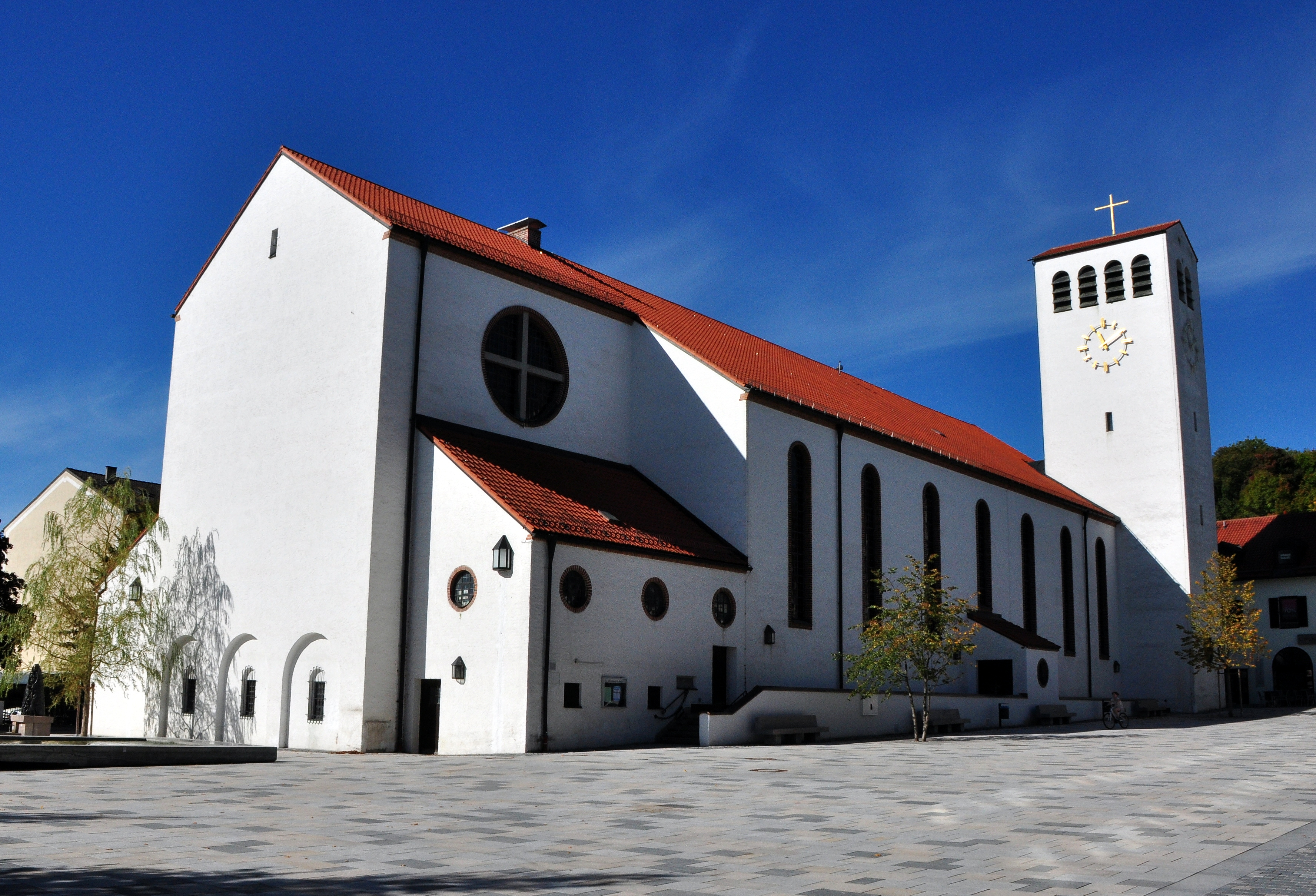
Starnberg, Kirche St. Maria, Hilfe der Christen, 1931/32
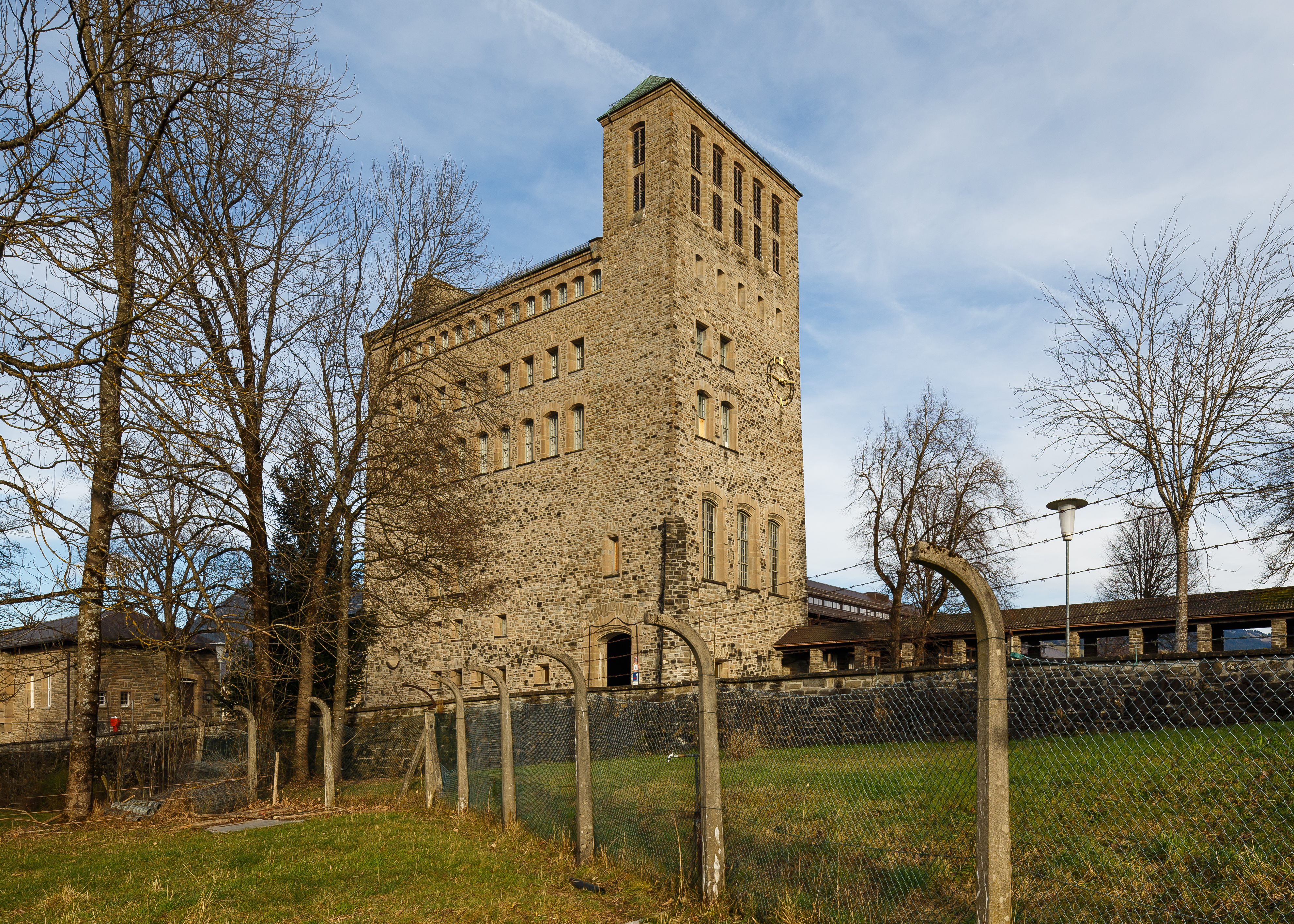
NS-Ordensburg Sonthofen, 1934–1942
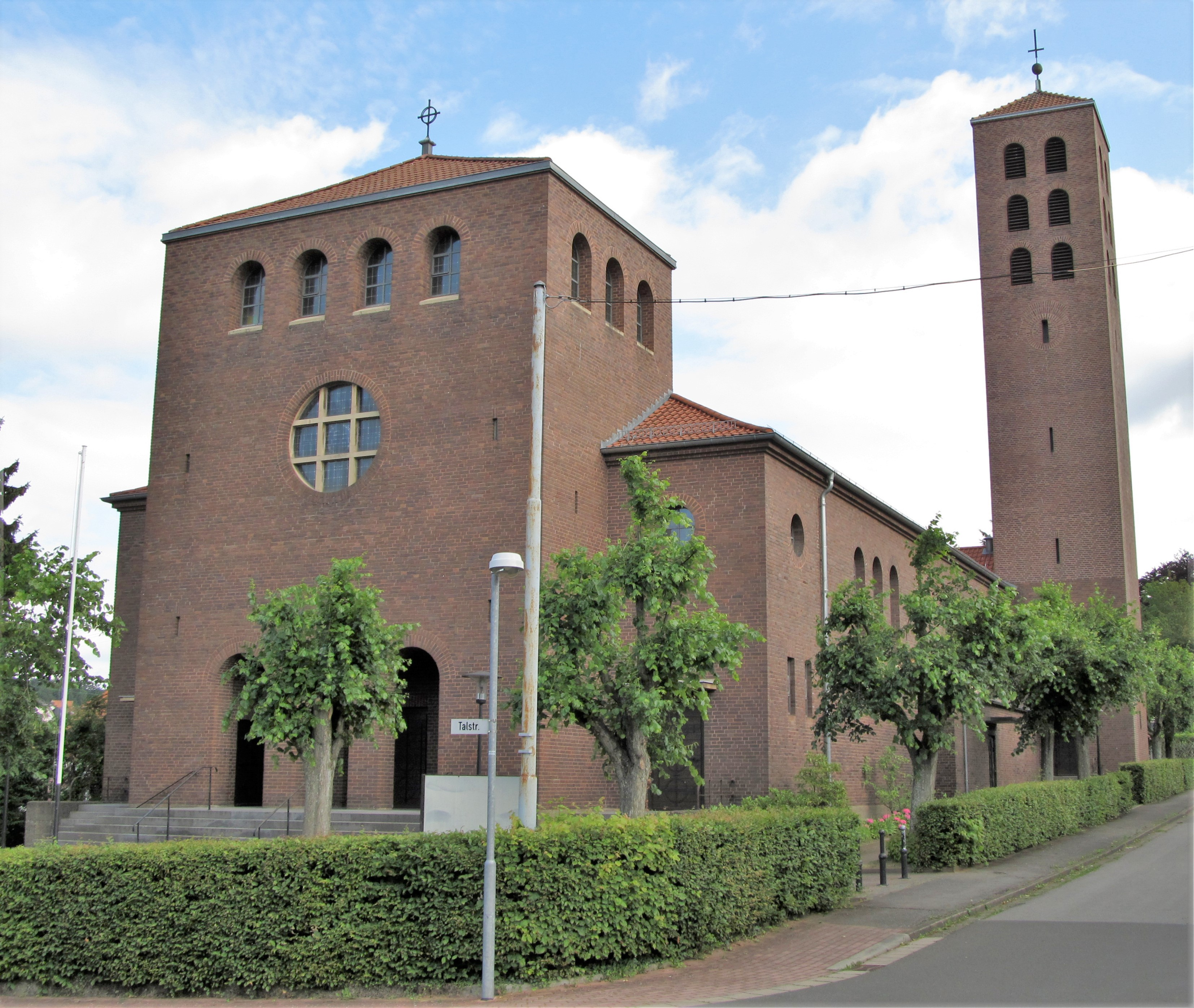
Oberbexbach, Kirche St. Barbara, Architekt Albert Boßlet, 1934
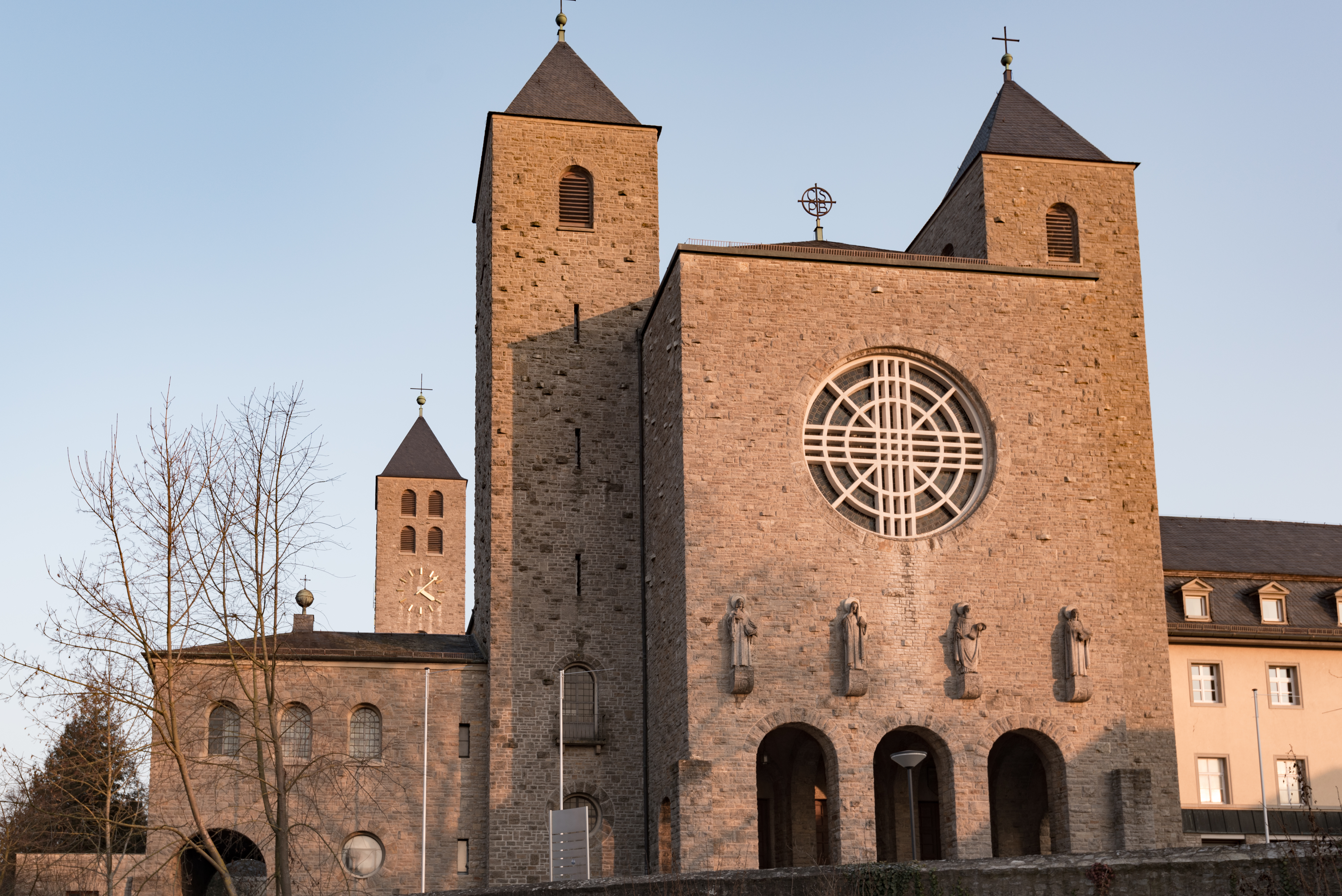
Klosterkirche Münsterschwarzach, Albert Boßlet, 1935–1938, der größte der zahlreichen katholischen Kirchenbauten der NS-Zeit

### Äußeres
Das Äußere der Kirche ist in einem neoromanisch angehauchten Heimatschutzstil gestaltet. Betrachtet man die Einzelelemente der neoromanischen Umgestaltung der ursprünglich neogotisch angelegten Dieffler Pfarrkirche mit der nun dreibogigen, den Seitenschiffen vorgelagerten Eingangshalle, dem darüber positionierten Rundfenster mit Kreuzmaßwerk, dem seitlich gestellten hausteinverkleideten, massiven Glockenturm, dem Einbau von rundbogigen Arkaden und Fenstern im Kirchenraum, dem (ursprünglich dreibogigen) Triumphbogenmotiv im Altarbereich mit seinen (ursprünglich) zwei massiven runden Ambonen, dem fensterlosen Mauerbereich hinter dem damals breitgelagerten Altar und der christozentrischen Gestaltung, so drängt sich deutlich die Gestaltung von Albert Boßlets Münsterschwarzacher Abteikirche der Jahre 1935 bis 1938 als architektonische Inspirationsquelle auf, dem größten Sakralbau der Zeit der NS-Diktatur. Boßlets in den 1930er Jahren errichtete St. Barbarakirche im nahegelegenen saarländischen Oberbexbach zeigt ebenfalls deutlich das in Diefflen verwendete Fassadenmotiv und weist gewisse Ähnlichkeiten hinsichtlich der Innenraumgestaltung auf. Die von Boßlet bereits in den Jahren 1931 bis 1932 errichtete Kirche St. Mauritius im saarpfälzischen Ormesheim zeigt eine ähnlich abstrahierende Neoromanik.

#### Turm
Der wehrhaft wirkende Turm aus der Wiederaufbauphase ist mit stauferzeitlich anmutendem bossiertem Sandsteinmauerwerk verkleidet. Er verfügt über einen trichterförmigen, rundbogigen Eingang zur Treppenanlage die zum Kirchplatz an der Dillinger Straße führt. In halber Höhe befindet sich ein Turmbalkon. Im Geschoss darüber sind die offenen Zifferblätter der Turmuhren angebracht. Das Glockengeschoss öffnet sich an der Schmalseite des rechteckigen Turmes (Dillinger Straße) mit drei rundbogigen Schallarkaden und an der Breitseite des Turmes (zur Beckinger Straße) mit vier rundbogigen Schallarkaden. Die Gewände sind in hellem Sandstein, die Bossen in rotem Sandstein ausgeführt.

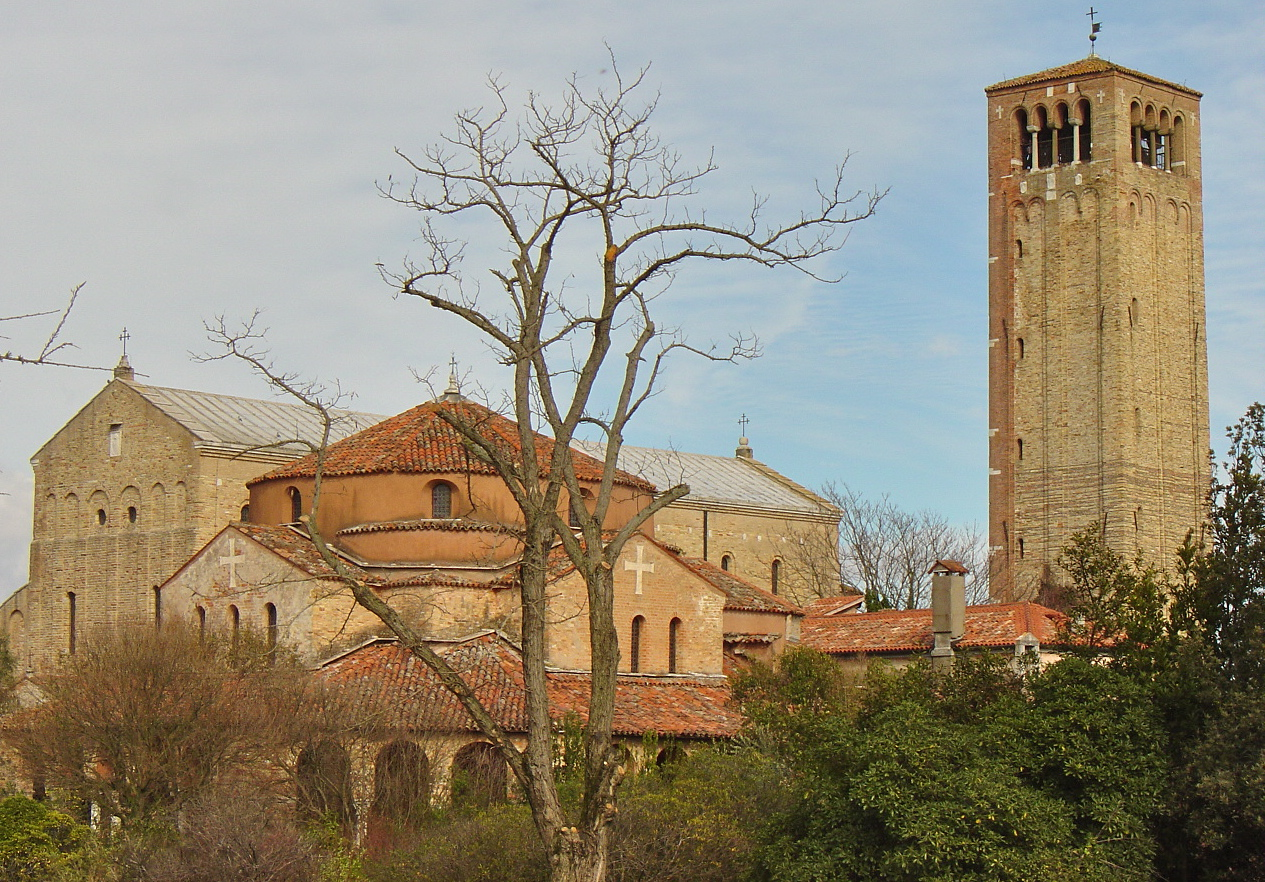
Torcello, Basilika Santa Maria Assunta

Die Gestaltung des Dieffler Turmes und seines "Zwillings" in St. Barbara (St. Salvator) weist architektonische Kubaturähnlichkeiten zum Campanile der Basilika Santa Maria Assunta (nach 1000 errichtet) auf der Insel Torcello in der Lagune von Venedig mit seinen Schallarkaden und seinem niedrigen Dach auf.
Eine weitere mögliche, zeitlich näher liegende architektonische Inspirationsquelle, könnte der Turm der NS-Ordensburg Sonthofen sein, die der Architekt Hermann Giesler entworfen hatte. Die von ihm geplante Ordensburg Sonthofen („Reichsschulungsburg Allgäu“), die 1934–1942 errichtet wurde, und ab 1937 eine der Adolf-Hitler-Schulen war, zählt zu den bedeutenden nationalsozialistischen Repräsentationsbauten. Der Glockenturm der Ordensburg weist deutliche kirchenarchitektonische Bezüge auf und verfügt über ein Glockenspiel. Mit diesen Anleihen an eine christliche Kirche wollte der Nationalsozialismus seinen Anspruch als damals neue Religion des modernen Menschen herausstellen. Die Gestaltung des Dieffler Kirchturms durch Alois Havener (1901–1981) und Rudolf Güthler (1906–1984) ist ein interessantes Beispiel für gestalterische Kontinuität der Architektur von den 1920er Jahren über die NS-Zeit bis in die unmittelbare Nachkriegszeit.
Rudolf Güthler, der aus Stuttgart stammte, übernahm beim Dieffler Kirchturm auch Elemente der Gestaltung der Türme der Kirche St. Michael in Saarbrücken-St. Johann, wo er bei Architekt Hans Herkommer Bauleiter gewesen war. Güthler war seit dem Jahr 1926 mit einem eigenen Architekturbüro im Saarland vertreten. In den Jahren 1937–1939 fertigte er Vorentwürfe für die Kirche St. Albert in Saarbrücken. Nach dem Zweiten Weltkrieg arbeitete er in den Jahren 1953–1955 mit György Lehoczky am Bau des Redemptoristenklosters Heiligenborn in Bous. In den Folgejahren errichtete Güthler die Wohnbebauung in der Preußenstraße in Saarbrücken (1954–56), zusammen mit Jacques Quirin das Volksfürsorgehaus an der Ecke Dudweilerstraße/Richard-Wagner-Straße ebenda (1954), das Gebäude der Ruhegehalts- und Zusatzversorgungskasse Saarbrücken an der Ecke Hafenstraße/Fritz-Dobisch-Straße ebenda (1958–1960) sowie zusammen mit Hans Hirner und Walter Schrempf den Erweiterungsbau der Naturwissenschaftlichen Fakultät der Universität des Saarlandes (1955–60).
Zahlreiche Motive der Vorentwürfe von St. Albert in Saarbrücken (Kriegszerstörung am 11. August 1944) aus dem Jahr 1937 (hohe Rundbogenfenster, Radfenster mit Kreuzmaßwerk, Turm mit Turmbalkon, trichterförmig eingeschnittene Rundbogenportale), die Rudolf Güthler wegen Baubeschränkungen durch das nationalsozialistische Regime nicht oder nur teilweise zur Anwendung bringen konnte, verwendete der Architekt dann nach dem Zweiten Weltkrieg beim Wiederaufbau der Dieffler Kirche erneut.
Insgesamt kann als Leitmotiv der Türme von St. Michael in Saarbrücken-St. Johann, St. Josef und St. Wendelin in Diefflen und St. Salvator in St. Barbara durchaus der Uhrturm des Stuttgarter Hauptbahnhofes (Baubeginn 1914) mit seinem stark rustizierenden Bossenmauerwerk des aus Lothringen stammenden Architekten Paul Bonatz, der Lehrer von Hans Herkommer gewesen war, gelten. Als weiterer Vorbildbau sakraler Art könnte St. Gabriel (erbaut 1925–1926) in München-Haidhausen von Otho Orlando Kurz und Eduard Herbert herangezogen werden. Auch hier bleibt der zeltbedachte Turm unverputzt und über kleinen Turmfenstern ist mittig ein Turmbalkon mit sich darüber erhebenden Schallfenstern des Glockengeschosses positioniert. Auch hier tritt der Turm seitlich hinter dem Portalgiebel der Kirche zurück.

#### Kirchenschiff
Die wuchtige Hauptfassade zur Beckinger Straße ist wie der gesamte Bau verputzt. Eine breite Freitreppe führt zu drei nebeneinander liegenden Eingangsarkaden. Darüber befindet sich ein großes Rundfenster mit Kreuzmaßwerk. Eine interessante architektonische Parallele in der Außengestaltung (Fensterformen und Positionierung des Turmes) liegt auch mit der Starnberger Kirche St. Maria, Hilfe der Christen vor, die der Architekt Michael Kurz (1876–1957) in den Jahren 1932 bis 1933 erbaute. Da Kurz zu den bedeutendsten Kirchenbauern Deutschlands im 20. Jahrhundert gehört, dürften seine Bauten nicht ohne Strahlkraft auf andere Architekten geblieben sein, und so auch die Architekten Güthler und Havener beeinflusst haben.
Die Motive der Rasterbalkendecke und der wie ausgestanzt wirkenden Rundbögen des Neu- und Erweiterungsbaues der Dieffler Kirche der frühen Nachkriegszeit wurden auch bereits bei Kirchenbauten der 1920er Jahre verwendet, so in Haidhausen bei der Pfarr- und Klosterkirche St. Gabriel.
Im freien Rückgriff auf die Blütezeit der altchristlichen Kunst sah man damals in traditionalistischen Kreisen eine geeignete Form der Anpassung des religiösen Empfindens an die sich wandelnden Erfordernisse der Zeit. Die Mittelalterrezeption des Historismus, besonders die Neogotik, empfand man nun als sklavische Imitation einer untergegangenen Zeit und als unecht, ja sogar als schwächlich, feminin und schwül.
Dennoch strebte man in einer Zeit großer Umbrüche im konservativen Sinn nach einer haltgebenden Ordnung und besann sich dabei auf die gestalterischen Ausdrucksformen der Anfänge des Christentums. Im Frühchristentum der Spätantike vermutete man, eine Seelenverwandtschaft mit dem eigenen religiösen Empfinden gefunden zu haben. Hier sah man eine Möglichkeit zu kathartischem Neuanfang und zu einer Reduktion auf das Essentielle des Glaubens. Folgerichtig repräsentierte die altchristliche Kunst für zahlreiche Kunstschaffende im sakralen Bereich in der ersten Hälfte des 20. Jahrhunderts die "echte" kirchliche Stilperiode. Maßgeblicher Teil dieser als "wahr" und "pur" empfundenen Kunst war ihre Symbolhaftigkeit. In einem reduktionistischen Raumgefüge von imposanter Klarheit, strenger Gerichtetheit und schnörkelloser Sachlichkeit, das sich an spätantiken Kirchenbauten orientierte, sah man den idealen Kirchenraum der eigenen Zeit, da er deutlich auf die umkämpften Anfänge des Christentums in Europa verwies, ohne jedoch die eigene Entstehungszeit des 20. Jahrhunderts zu leugnen. An die Stelle von filigranen Formen des neogotischen Historismus waren nun wuchtige, geradezu zyklopische Formen getreten.
Diesen Wandel in der Architektur befürworteten sowohl Traditionalisten als auch fortschrittliche Kreise. Ein großes, breites Mittelschiff, das auf den Hochaltar hinführt, sah man als der tätigen Teilnahme aller Gläubigen am eucharistischen Geschehen sachdienlich, einen Gesichtspunkt, der durch die liturgischen Reformgedanken von Romano Guardini seit Anfang der 1920er Jahre in Deutschland zunehmende Verbreitung fand.
Auch der eigenständige Taufort und die damit verbundene Hochschätzung des Taufrituals war Teil einer liturgischen Neubewertung der Sakramente. In Anlehnung an die Praxis des frühchristlichen Katechumenates positionierte man auch in Diefflen den kreisrunden, schwarzmarmornen Taufstein mit umlaufender Weihwasserrinne direkt im niedrigen, durch wuchtige Unterzüge gestalteten Eingangsbereich der Kirche unter der Empore. Die Taufe und der Nachvollzug der Taufe im Bekreuzigen mit Weihwasser sollte dem eintretenden Gläubigen sinnfällig den Eintritt in Christentum und Kirche vor Augen führen. Der sich in Richtung des Opferaltares weitende Kirchenraum sollte dabei das neue Leben in Christus und die sinnspendende Gemeinschaft mit ihm im Altarsakrament verdeutlichen.
Somit verkörpert der Neu- und Erweiterungsbau der Dieffler Kirche in der Nachkriegszeit nach dem Zweiten Weltkrieg ganz den moderat-modernen Geist ihrer Entstehungszeit, der allerdings bald durch die Verbreitung der radikal-modernen Architektur überwunden wurde.

#### Lourdesgrotte

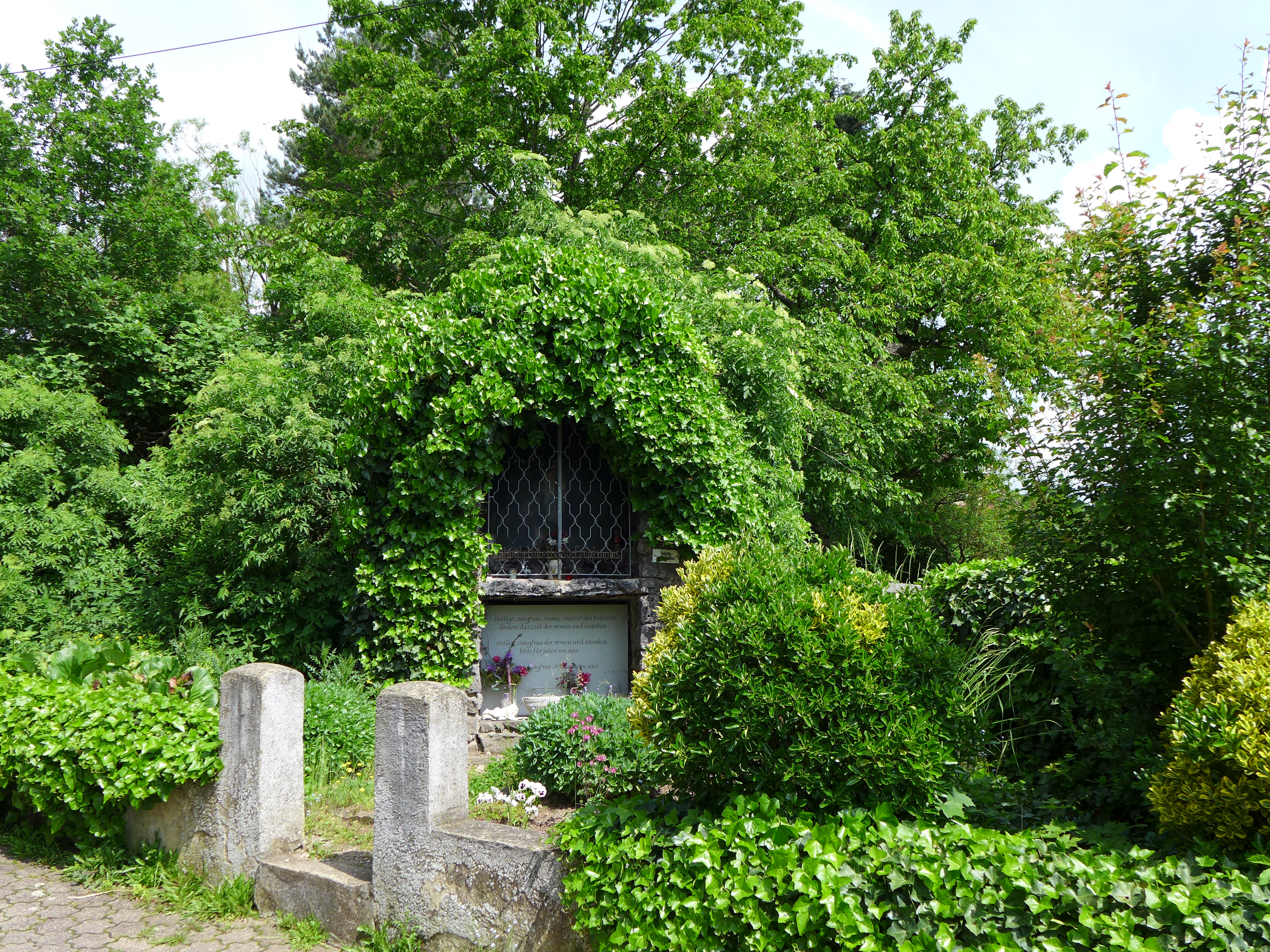
Diefflen, Lourdesgrotte

Eine erste Lourdesgrotte wurde im Jahr 1907 bei der Pfarrkirche erbaut. Diese Grotte musste der Vergrößerung der Kirche in der Zeit nach dem Zweiten Weltkrieg weichen. Im selben Winkel, wie die frühere Grotte zur neogotischen Kirche gestanden hatte, positionierte man nun eine neue marianische Verehrungsstätte. Sie erinnert sowohl an die Marienerscheinungen in Lourdes von 1858 als auch an die feierlichen Verkündigung des Dogmas der Unbefleckten Empfängnis (Immaculata) im Jahr 1854 durch Papst Pius IX. sowie an das von Pius XII. im Jahr 1950 verkündete Dogma von der leiblichen Aufnahme Mariens in den Himmel. Im schmiedeeisernen Schutzgitter der Grotte sind aus metallenen Lettern die Worte "Ich bin die unbefleckte Empfängnis" geformt. Diese angebliche Selbstaussage der Erscheinung von Lourdes hatte Bernadette Soubirous ihrem zunächst skeptischen Ortspfarrer Dominique Peyramale nach der 16. Erscheinung am 25. März 1858 übermittelt. Da Peyramale annahm, dass Bernadette wegen ihrer mangelhaften Bildung vom erst vier Jahre zuvor verkündeten Dogma der unbefleckten Empfängnis Mariä nichts wissen konnte, schloss der Priester Betrugsversuche des Mädchens aus und begann die Erscheinungen zu verteidigen. In der Dieffler Grottennische steht eine verkleinerte Kopie einer Madonnenstatue, deren marmornes Original der provenzalische Bildhauer Joseph-Hugues Fabisch im Jahr 1864 nach den Angaben Bernadettes für die Grotte Massabielle in Lourdes geschaffen hatte. Die Figur orientiert sich zwar noch deutlich am Geist des Klassizismus, versucht aber dessen Kühle und Distanziertheit ganz im Geist des Renouveau catholique künstlerisch zu überwinden.
Votivtafeln und Blumenschmuck belegen den kultischen Gebrauch der marianischen Verehrungsstätte.
Im Dieffler Klostergarten errichtete man im Jahr 1925 ebenfalls eine Lourdesgrotte. Zusätzlich gab es eine Herz-Jesu-Grotte. Beide Anlagen, die in größere gärtnerische Anpflanzungen eingebunden waren, überstanden zwar den Abbruch des Klosters durch die Stadt Dillingen nach dessen Auflösung, fielen allerdings kurze Zeit später Vandalismus zum Opfer.

### Inneres

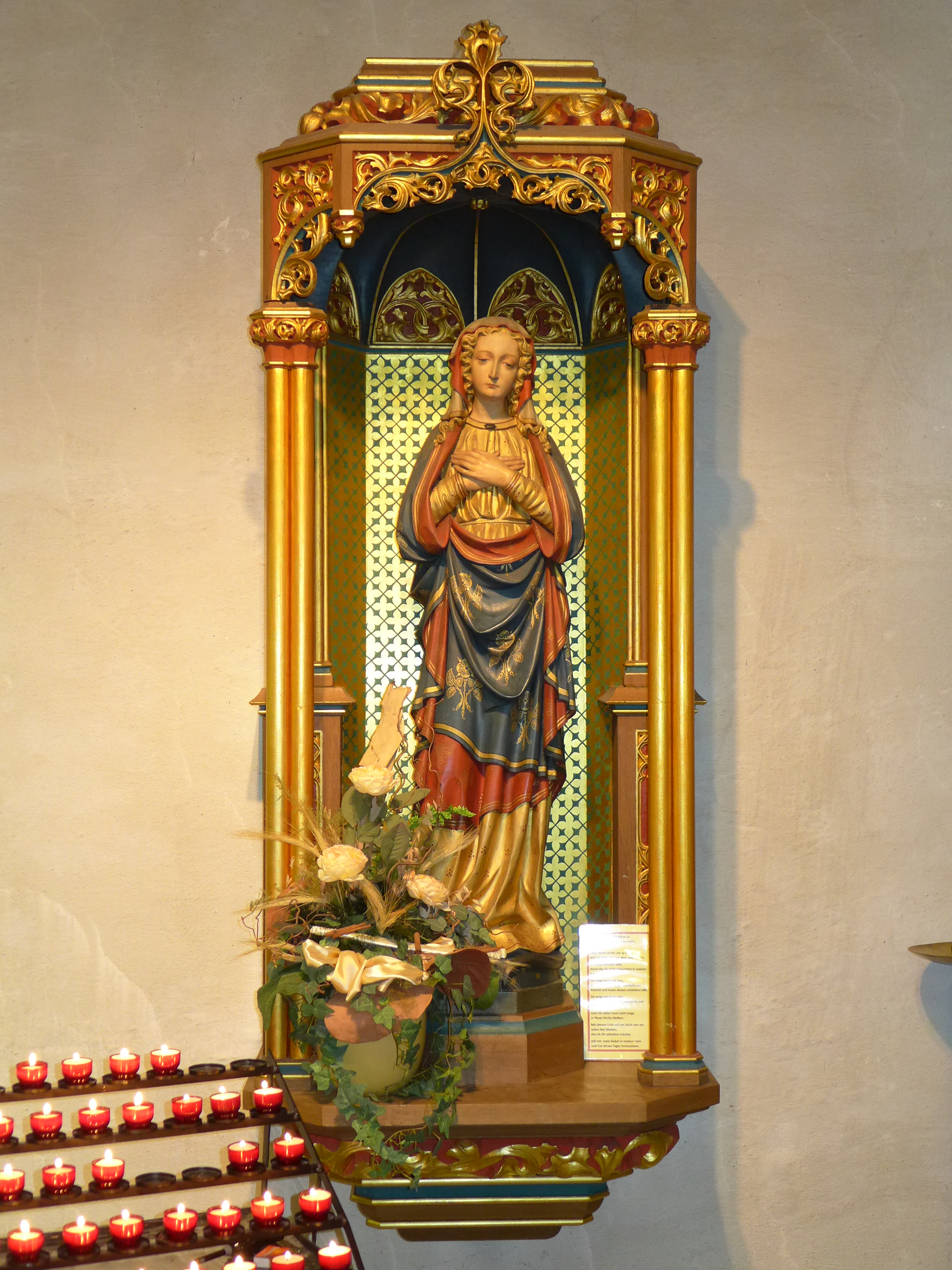
St. Josef und St. Wendelin, Neogotischer Immaculata-Schrein
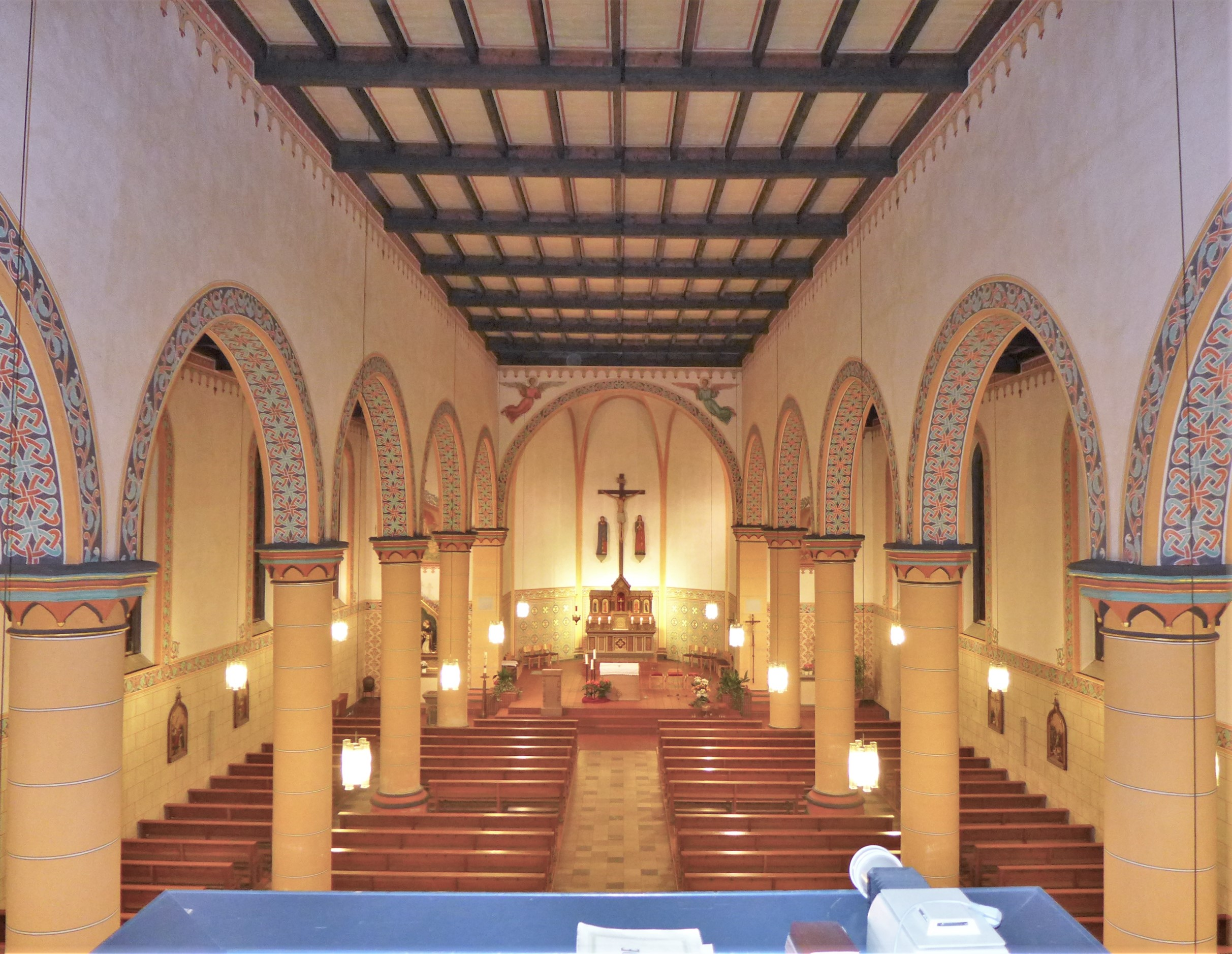
St. Josef und St. Wendelin, Kircheninneres mit Blick zur Apsis
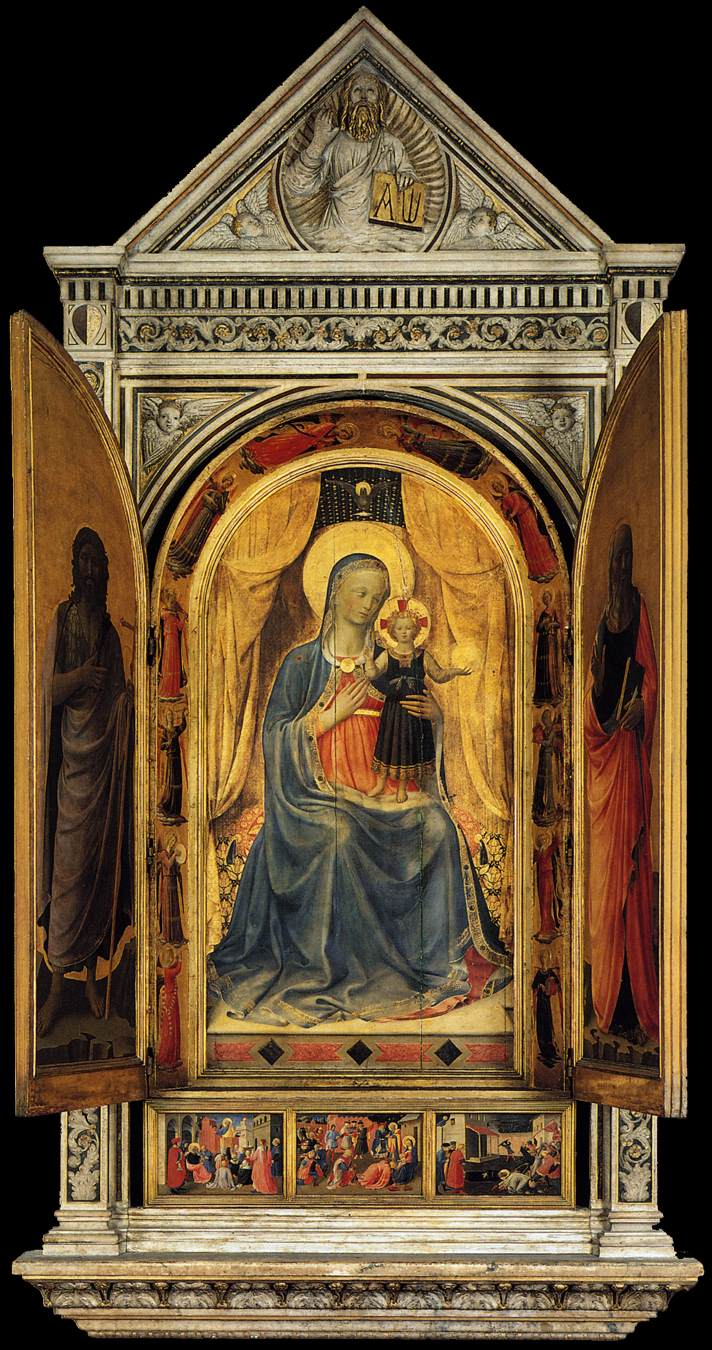
Fra Angelico: Tabernacolo dei Linaioli mit musizierenden Engeln im Rahmen, Florenz
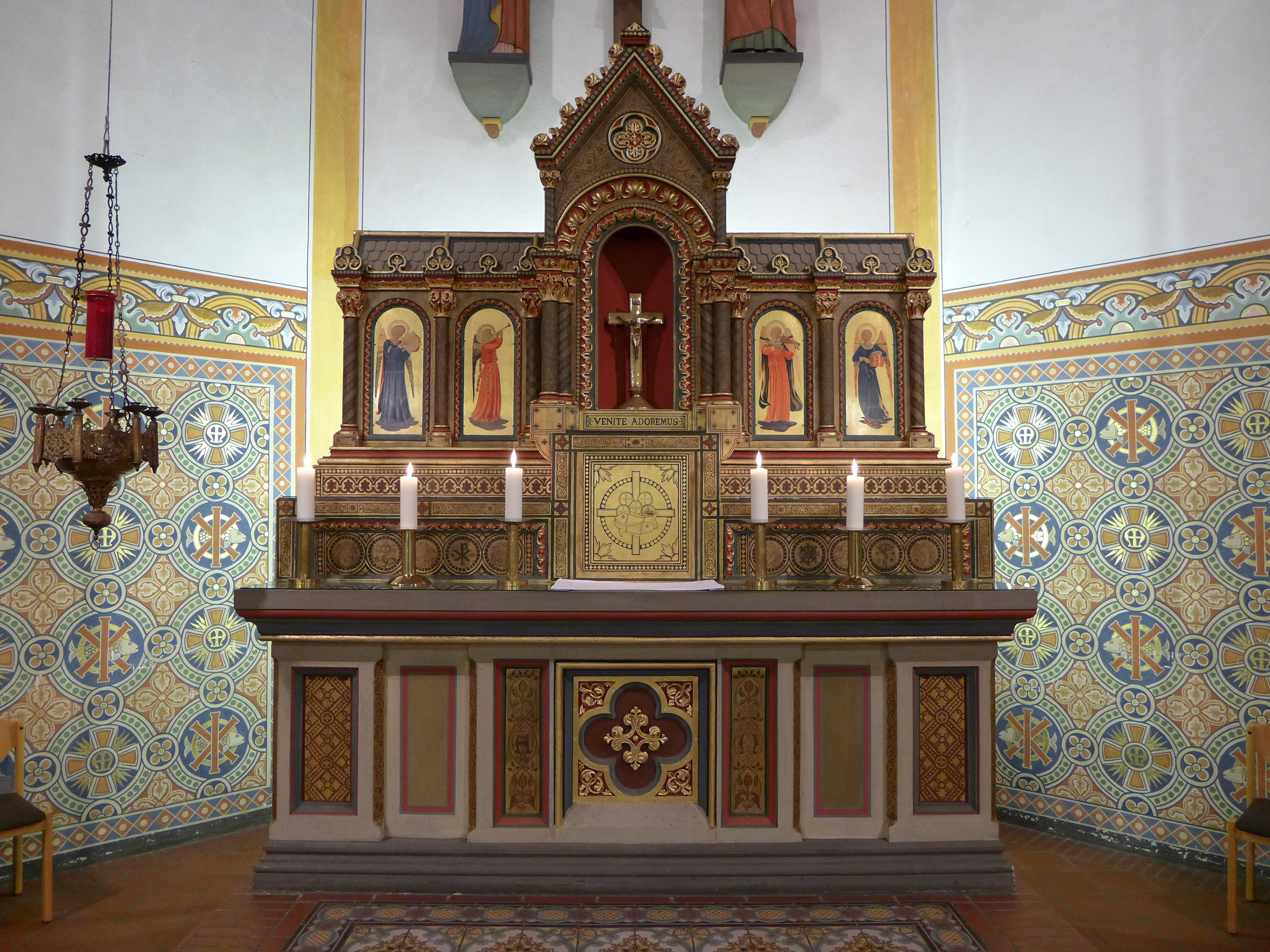
St. Josef und St. Wendelin, Neoromanischer Hochaltar
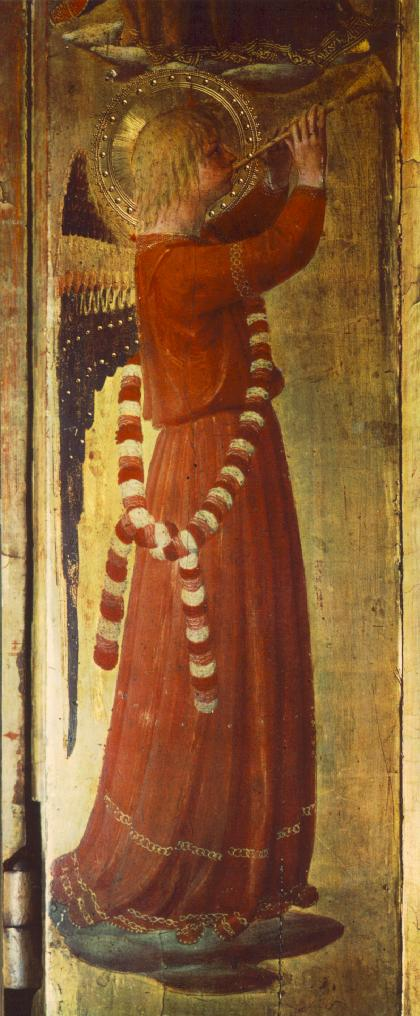
Fra Angelico, Tabernacolo dei Linaioli, Musizierender Engel, Vorlage der Engel des neoromanischen Dieffler Hochaltars
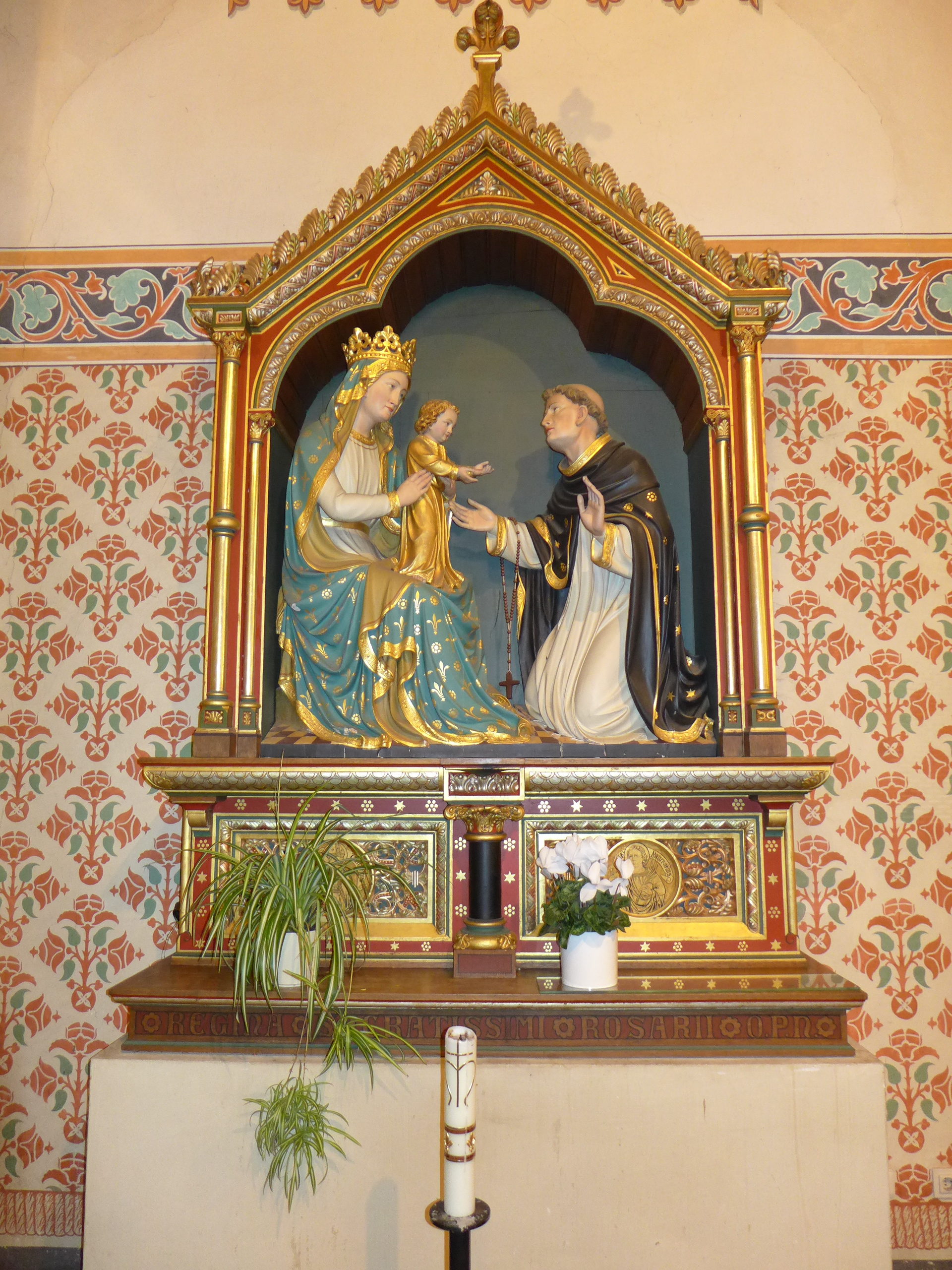
St. Josef und St. Wendelin, Neoromanischer Rosenkranzaltar
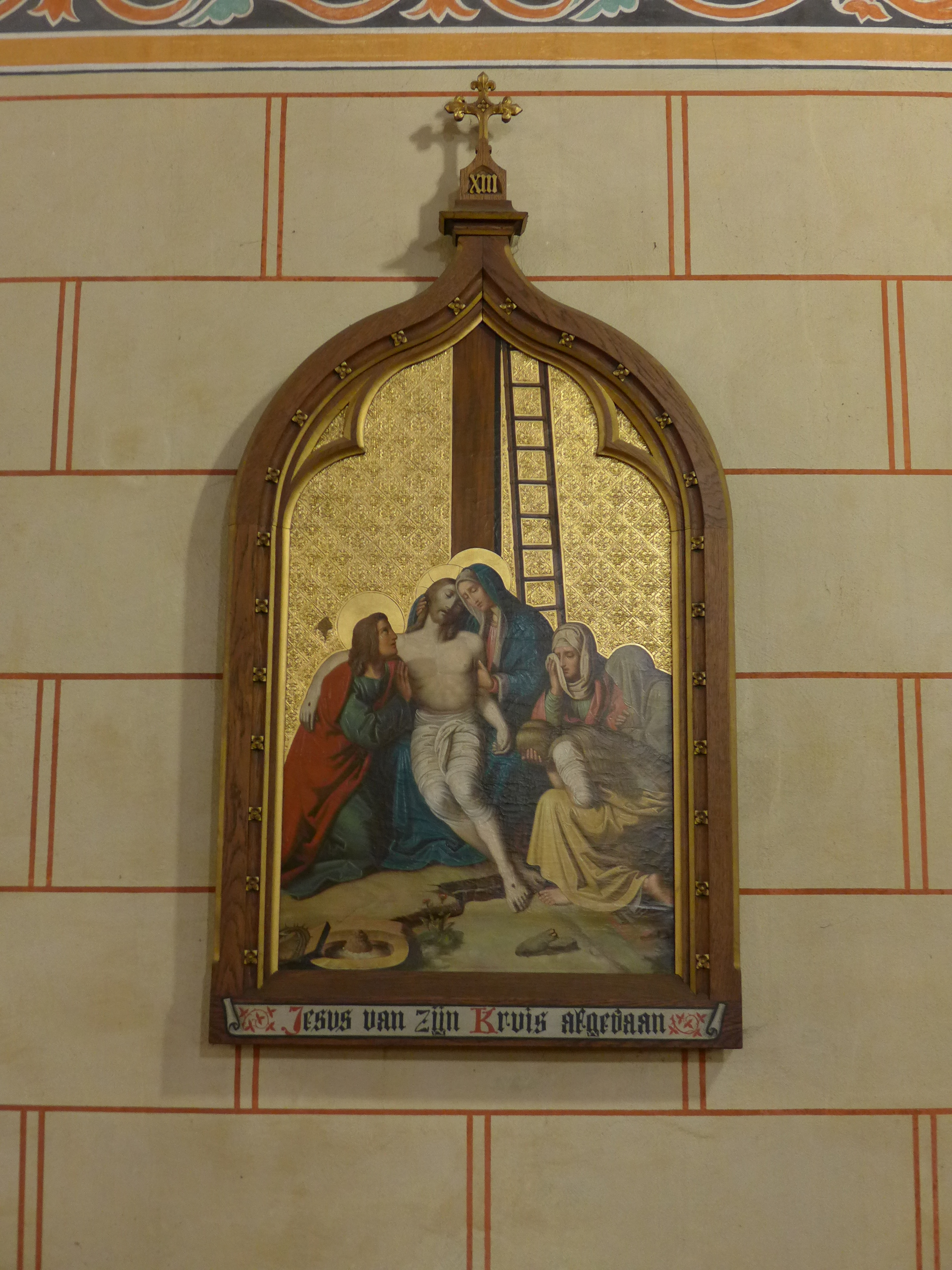
St. Josef und St. Wendelin, Neospätgotische Kreuzwegstation aus Flandern
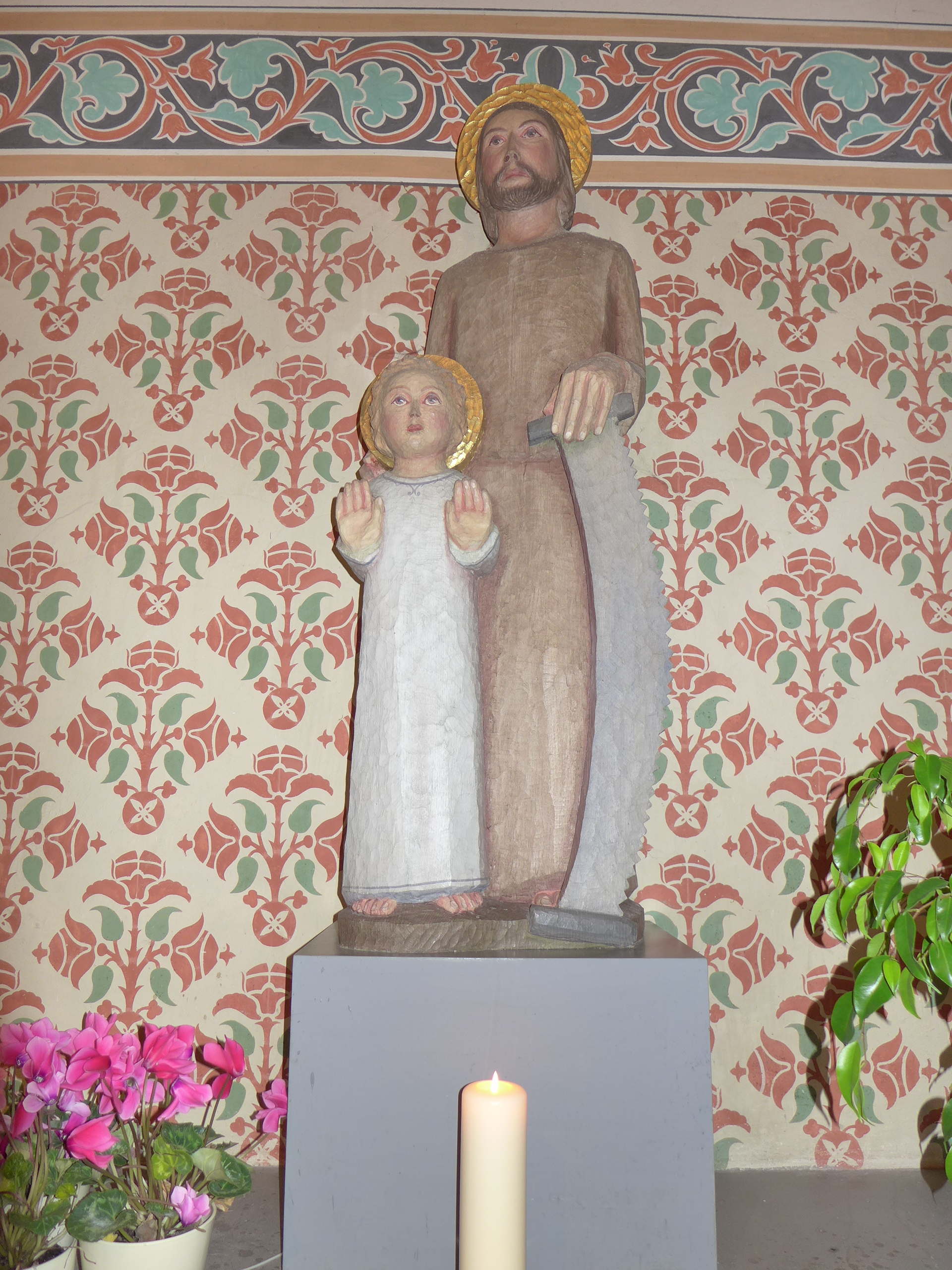
St. Josef und St. Wendelin, Holzskulptur, Der heilige Josef mit dem Jesuskind

#### Langhaus und Apsis
Das Langhaus der dreischiffigen, ursprünglich neofrühgotischen Stufenhalle wird durch schmale neogotische Rundpfeiler in fünf weite, seit dem Wiederaufbau rundbogige Achsen unterteilt. Rundpfeiler verwendete Architekt Wilhelm Hector in zahlreichen seiner neogotischen Kirchen (z. B. in Pachten, Düppenweiler, Besseringen, Differten u. a.). Die oktogonalen Kämpfer ruhen in Diefflen auf kleinen Spitzbogen. Dieses Motiv hatte Hector bereits in den Jahren 1890–1892 beim Bau der Kirche St. Peter in Theley sowie bei der Errichtung der Wehrdener Josefskirche (1897 bis 1899) angewendet.
Der eingezogene Chorraum mit Chorjoch und dreiseitigem Schluss in Diefflen hat die gleiche Höhe wie das Mittelschiff. Die ursprünglichen Kreuzrippengewölbe wurden beim Wiederaufbau im Langhaus durch eine romanisierende Balkendecke mit rechteckigen Gefachen, im Chorbereich durch ein romanisierendes Rabitzgewölbe mit expressionistisch anmutenden scharfen Graten ersetzt. Seitdem ist die Raumhöhe niedriger als die ursprüngliche Scheitelhöhe des neogotischen Raumgefüges. Die neogotischen Fenster wurden zu Rundbogenfenstern umgearbeitet und 1955 vom Glasmalatelier Freese aus Saarbrücken mit Szenen aus dem Leben des Kirchenpatrons St. Josef neu verglast.
In den 1980er Jahren wurde die Kirche unter Architekt Lorenz Klein aus Diefflen einer überreichen rehistorisierenden Ausmalung (Mrziglod, Tholey) und Ausgestaltung unterzogen. Dabei wurden die Ausstattungsstücke aus der unmittelbaren Nachkriegszeit teilweise ersetzt durch Neuanfertigungen (Zelebrationsaltar u. Ambo von Otmar Becker aus Bernkastel-Kues, St. Josef-Statue) und mehrere neu hinzuerworbene Stücke aus der Zeit der Neoromanik und Neogotik des 19. Jahrhunderts (neoromanischer Hochaltar und Taufstein aus der Neuforweiler Kirche St. Medardus, Rosenkranzaltar aus Depot-Beständen des Bistums Trier, flämischer neogotischer Kreuzweg, Immaculata-Statue mit Ädikula).

## Ausstattung

### Hochaltar
Der neoromanische Hochaltar wurde mit neuangefertigten Engeldarstellungen durch den Maler Karl-Heinz Pauli aus St. Wendel ergänzt. Der Altarunterbau wurde aus Teilen der Neuforweiler Kommunionbank zusammengesetzt. Die Engeldarstellungen in den vier Blendnischen des Hochaltars entstammen Motiven aus dem Gemälderahmen des in den Jahren 1432 bis 1433 von Fra Angelico gemalten Madonnenaltars der Leinweber (Tabernacolo dei Linaioli) im Museo San Marco in Florenz, wo Fra Angelico längere Zeit gelebt hatte. Die Kopien von Werken der italienischen Frührenaissance passen sich gut in den neoromanischen Altar ein. Vorher waren die Nischen ornamental bemalt gewesen. Der Tabernakel wurde neu angefertigt. Ebenso wurde in der Expositoriumsnische über dem Tabernakel ein neuer Drehmechanismus eingebaut. Durch den Drehmechanismus kann das goldene Altarkreuz aus den 1950er Jahren nach hinten gedreht werden und eine neogotische Monstranz wird sichtbar. Den Neuaufbau des Altars nahm der Rodener Bildhauer Gottlieb Ahlhelm vor, die ornamentale Bemalung übernahm die Tholeyer Firma Mrziglod. Interessanterweise weist der reliquienschreinartige Aufsatz des neoromanischen Dieffler Hochaltars starke Gestaltungsparallelen mit dem von Ferdinand Piloty im Jahr 1885 gemalten Gralsschrein im Parzivalzyklus des Sängersaales von Schloss Neuschwanstein auf.

### Rosenkranzaltar
Der neoromanische Rosenkranzaltar, bei der Kirchenrenovierung der 1980er Jahre aus Altbeständen des Bistums Trier neu erworben, zeigt in vollplastischer Holzbildhauerei die in einem Schreingehäuse mit Kleeblattbogen sitzende Gottesmutter mit dem Jesuskind auf dem Schoß, wie sie dem vor ihnen knienden heiligen Dominikus den Rosenkranz übergeben. Die von Alanus de Rupe um 1468 zuerst verbreitete Legende erzählt, dass der heilige Dominikus, Gründer des Dominikanerordens, die heutige Form des Rosenkranzes 1208 bei einer Marienerscheinung empfangen und sie in seinem Orden eingeführt haben soll. Dominikus habe in der Vision von der Jungfrau Maria den Rosenkranz als Waffe im Kampf gegen die Albigenser geschenkt bekommen.
In der Predellazone befinden sich von Rankenwerk umgeben zwei Medaillons mit den Darstellungen des heiligen Valentinus und des heiligen Pankratius. Valentin wird heutzutage als Patron der Liebenden verehrt. Früher wurde er bei Krankheiten, wie etwa der Epilepsie, um Hilfe gebeten. Valentin soll als einfacher Priester Liebespaare trotz des Verbots durch Kaiser Claudius II. nach christlichem Ritus getraut haben und dafür am 14. Februar 269 hingerichtet worden sein. Zudem habe Valentin den frisch verheirateten Paaren Blumen aus seinem Garten geschenkt. Pankratius wurde der Legende nach mit 14 Jahren entweder während der Herrschaft des Diokletian oder der des Kaisers Valerian in Rom enthauptet. Er zählt zu den Eisheiligen.
Unter der Mensa steht die lateinische Inschrift: Regina sacratissimi rosarii o.p.n. (Bitte für uns, Königin des heiligen Rosenkranzes). Die Anrufung Mariens als Rosenkranzkönigin stammt aus der Lauretanischen Litanei. Das Rosenkranzfest zu Ehren der "Rosenkranzkönigin" Maria wurde von Papst Pius V. (Papst 1566–1572) als Gedenktag Unserer Lieben Frau vom Sieg gestiftet, der damit seinen Dank für den Sieg der christlichen Flotte in der Seeschlacht von Lepanto 1571 ausdrücken wollte. Es wurde am ersten Sonntag im Oktober begangen. Schon 1573 wurde es von Papst Gregor XIII. in Unsere Liebe Frau vom Rosenkranz umbenannt. Im Jahre 1716, nach dem Sieg der kaiserlichen Truppen unter dem Kommando des Prinzen Eugen von Savoyen über das osmanische Reich in der Schlacht von Peterwardein in Ungarn, nahm man das Fest in den Römischen Kalender auf. Im Jahr 1913 legte man es auf den 7. Oktober fest.
Woher der Rosenkranzaltar ursprünglich stammte, ist nicht bekannt.

### Wandgemälde
Über den Seitenaltären wurden neogotische Wandmalereien aus den 1920er Jahren wieder freigelegt und teilweise ergänzt.
Im linken Gemälde, das den heiligen Josef darstellt, erscheint nun in neogotischem Rahmenwerk hinter dem heiligen Josef mit Kind der durch das Jesuskind gezähmte „Liddermenner Wolf“, die Silhouette der Dillinger Hütte mit rauchenden Schloten und die Dieffler Pfarrkirche. Der Wolf ist „Hauptperson“ einer Regionalerzählung der Litermontgegend.
Im rechten Gemälde ist die Heilige Familie dargestellt. Das Motiv der häuslichen Umgebung der Familie, oft mit Zimmermannswerkstatt und Spinnrad ausgestattet, wird auch als „Haus Nazareth“ bezeichnet. In der katholischen Tradition beginnt eine Verehrung der Heiligen Familie erst in der Neuzeit, lässt sich verstärkt seit dem 17. Jahrhundert nachweisen und nimmt ihren Aufschwung erst im 19. Jahrhundert, unter anderem mit der Gründung der Bruderschaft von der Heiligen Familie in Lüttich 1844. Die Verehrung wurde von Papst Leo XIII. besonders gefördert. Regional und in Ordensgemeinschaften gab es seit Ende des 19. Jh. ein liturgisches Fest der Heiligen Familie. Papst Benedikt XV. legte das Fest 1920 auf den Sonntag nach Erscheinung des Herrn fest. Seit der Liturgiereform 1969 wird es am Sonntag nach Weihnachten gefeiert.
Neue angelegte Wandmalereien von anbetenden, schwebenden Engeln im historisierenden Stil des Neo-Historismus schweben über dem Triumphbogen. Die Engel des Triumphbogens sind ikonographische Verweise auf die Akklamation der Engel in der Berufungsvision des Propheten Jesaja (6,3 ) sowie einem messianischen Begrüßungsruf aus Ps 118,25f. /Mt 21,9  und beziehen sich im künstlerischen Gesamtzusammenhang auf die eucharistische Gegenwart Christi im Altargeschehen.

### Kreuzweg
Ein neogotischer Kreuzweg wurde bei der Renovierung der Kirche in den 1980er Jahren aus Beständen des Amtes für Denkmalpflege in Trier erworben. Die Bilder des Kreuzweges sind Kopien des Führich-Kreuzweges aus der ersten Hälfte des 19. Jahrhunderts. Joseph von Führich, Akademieprofessor in Prag, Wien und Rom sowie bedeutender Vertreter der sakralen Malerei in den Ländern der Habsburgermonarchie, hatte die Originale im Jahr 1834 für die Kirche am St. Laurenziberg in Prag entworfen. Die Motive verwendete Führich dann auch für die Johannes Nepomuk-Kirche in Wien (1844–46) und die Altlerchenfelder Pfarrkirche (1854–61). Die weite Verbreitung dieser Kreuzweg-Motive erklärt sich dadurch, dass ab dem Jahr 1836 von den Originalen Führichs Kupferstichkopien angefertigt wurden und zahlreiche Maler diese als Vorlage für von ihnen gefertigte Kreuzwegtafeln benutzten. Die Künstler dieser Kopien sind meist unbekannt. Der punzierte Goldgrund der dargestellten Szenen der Kreuzwegstationen sowie der spätgotisierende Rahmen mit seinen frakturbeschriebenen Schriftbanderolen soll einen spätmittelalterlichen Eindruck erwecken. Die flämischen Bildunterschriften lassen vermuten, dass der Kreuzweg aus dem Bestand einer vielleicht profanierten Kirche in Belgien stammt.
Der frühere Kreuzweg der unmittelbaren Nachkriegszeit mit seinen geschnitzten Reliefs von André Lacomé wurde an die Kirchengemeinde Musweiler in der Eifel abgegeben. Den neogotischen Kreuzweg der Erstausstattung hatte man in der Nachkriegszeit im Rahmen der purifizierenden, antihistoristischen Bilderstürmerei zusammen mit der übrigen Kirchenausstattung entsorgt.

### Holzbildhauerarbeiten

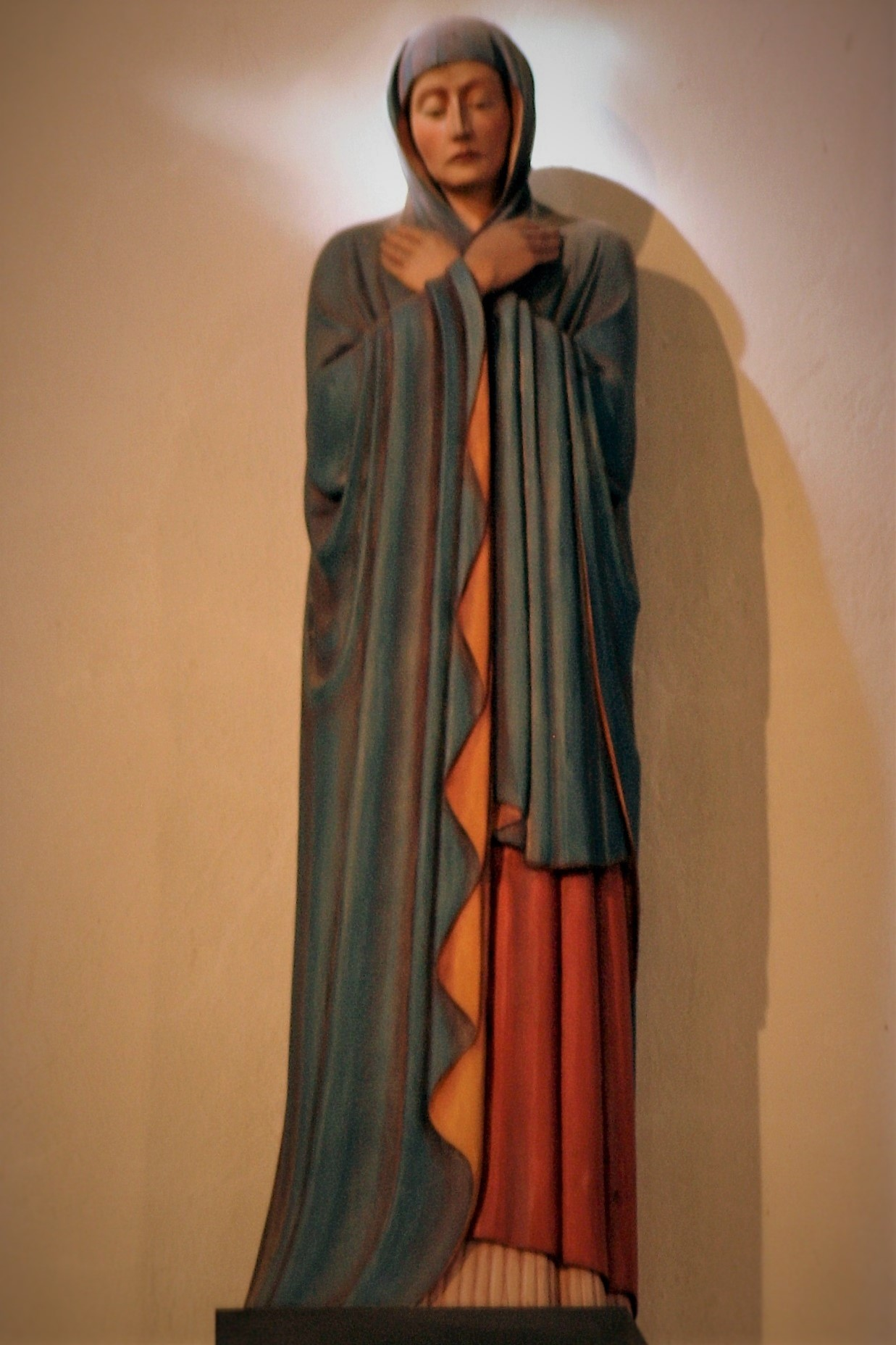
Sonnenaureole um das Haupt der Marienfigur der Kreuzigungsgruppe an Mariä Himmelfahrt

Die Bildhauerarbeiten der Werkstätte Lacomé aus den 1950er Jahren wurde bei der Renovierung der 1980er Jahre historisierend farblich gefasst (Kreuzigungsgruppe, Pietà, St. Barbara, St. Antonius, Missionskreuz). Die Figuren der Kreuzigungsgruppe wurden ebenfalls neu positioniert. Seit dieser Neupositionierung wird jedes Jahr am Fest Mariä Himmelfahrt während des Hochamtes durch Sonnenstrahlen, die durch ein Kirchenfenster fallen, das Haupt der Marienfigur mit einer je nach der Intensität der Sonneneinstrahlung effektvollen Lichtaureole umgeben.
Die bereits vorhandenen neogotischen Statuen aus der Zeit der neogotischen Erstausstattung der Kirche (Herz-Jesu-Statue, Herz-Mariae-Statue) wurden restauriert.
Neuangeschafft wurde eine Statue des hl. Josef als Zimmermann mit dem Jesuskind. Zunächst war die Statue holzsichtig. Dann entschloss man sich aber zu einer lasierenden Farbfassung. Bildhauerin war die Realschullehrerin Elisabeth Schaffrath (1916–2011) aus Geilenkirchen.

#### Christus von Perpignan

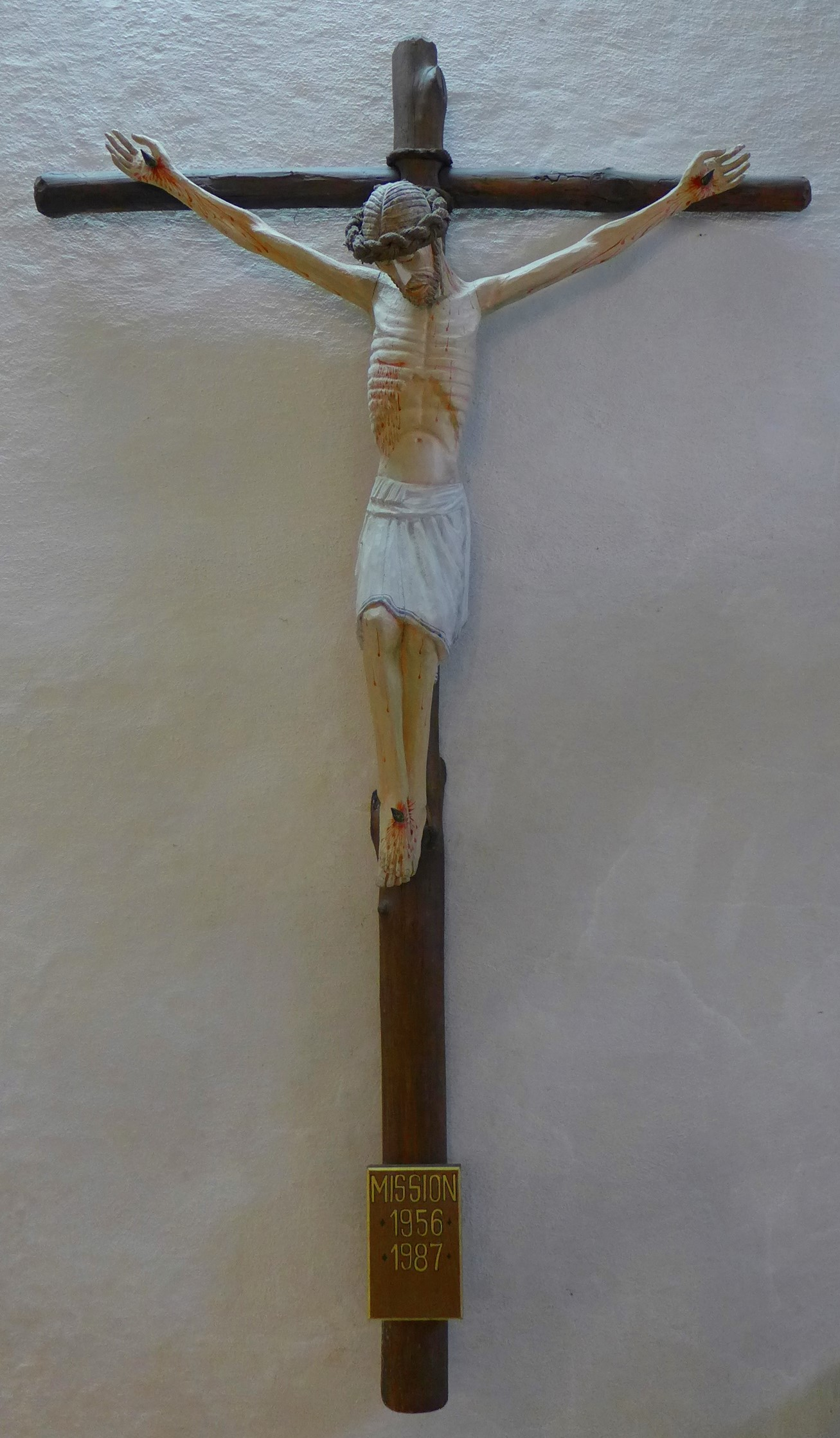
Missionskreuz "Dévôt-Christ de Perpignan"

Das Missionskreuz ist eine Kopie des sogenannten "Christus von Perpignan" ("Dévôt-Christ de Perpignan") aus der ersten Hälfte des 14. Jahrhunderts. Der ausgemergelte Körper des Gekreuzigten ist im Augenblick des Sterbens dargestellt. Eine knotige Krone umgibt das an einem Baumstammkreuz niedersinkende Haupt Jesu. Die Finger seiner angenagelten Hände sind krampfhaft gespreizt. Sehnen und Knochen zeichnen sich unter der Haut ab, während die Lippen Jesu zum letzten Atemzug geöffnet sind. Die von der Mystik inspirierte Kunst des beginnenden 14. Jahrhunderts enthüllt die Züge des Leidens Christi in schonungsloser und das Mitleid des Betrachters herausfordernder Darstellung. Bis zur Hässlichkeit ist der Körper durch die Todesqualen entstellt. Die Bildung des Kreuzes aus Stämmen stellte eine Anspielung an den "Arbor vitae", den Lebensbaum des Paradieses, dar und ordnet den Gekreuzigten symbolhaft sichtbar in den großen Zusammenhang des Heilsgeschehens ein. Das Wüten der Pest in Europa hat die Betrachter für solche Vorstellungen des Leidens Christi empfänglich gemacht. Die Schilderungen der zeitgenössischen Literatur zeigen ähnliche, ins Detail gehende grausige Tendenzen. Das Original des Kruzifixes wird in einer eigenen Kapelle der Kathedrale von Perpignan aufbewahrt und bis heute im Rahmen der Karfreitagsprozession von Mitgliedern der "Archiconfrérie de la Sanch" (Erzbruderschaft vom kostbaren Blut) durch die Straßen von Perpignan getragen.

### Metallinstallation in der Turmhalle

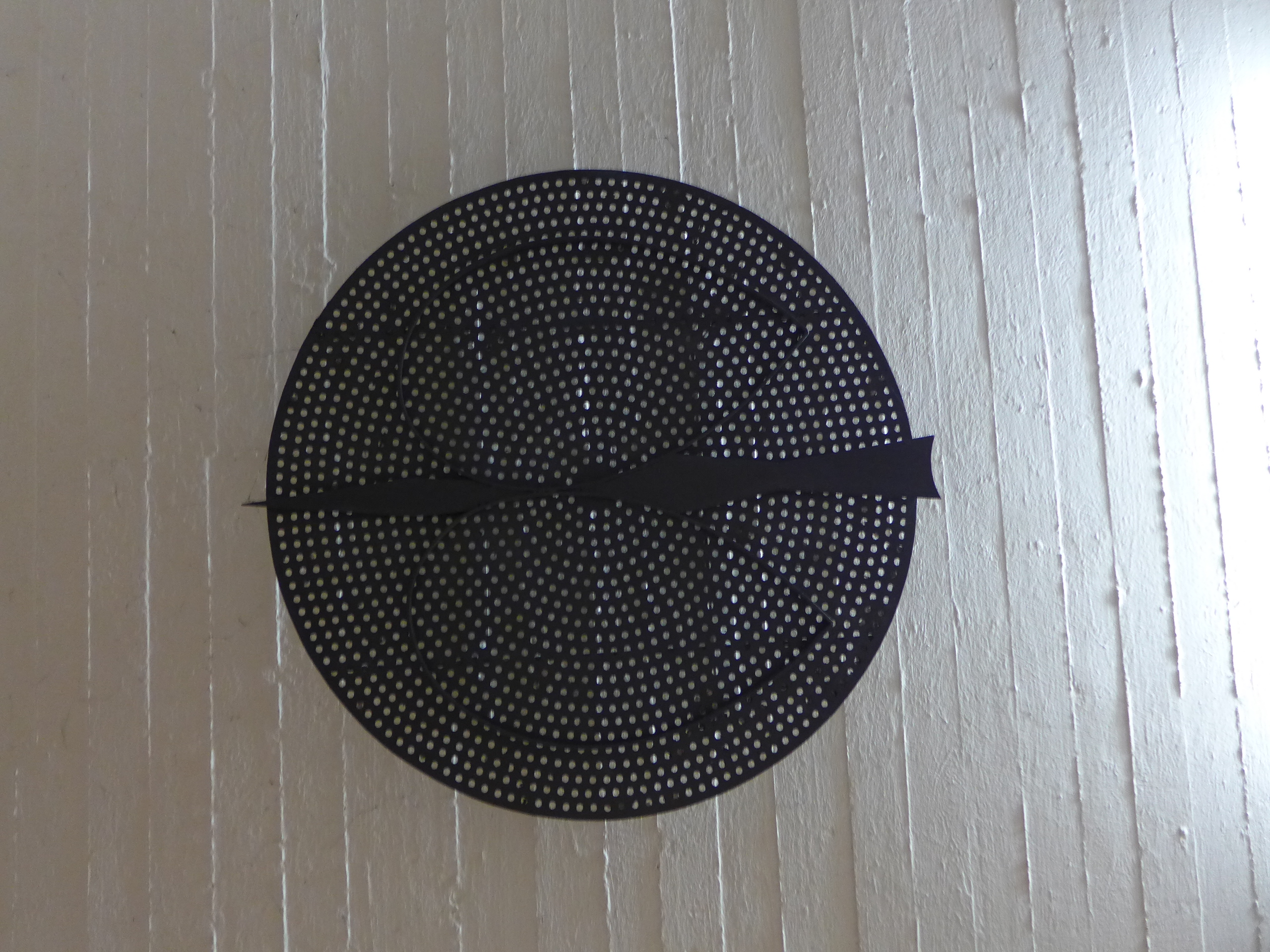
Turmhalle, Metallinstallation "Heilig-Geist-Taube"

Die große Metallinstallation an der Decke der Eingangshalle des Turmes besteht aus einer dunklen Metallscheibe mit konzentrischen Rundlochungen. Darauf aufgeschweißt ist der pfeilartig abstrahierte Körper einer Heilig-Geist-Taube, deren Flügel mit Bandstahl angedeutet sind. Die tiefschwarze Installation hebt sich deutlich vor der weißen Betondecke der Nachkriegszeit ab, deren Verschalungsnähte unverputzt geblieben sind. Die Installation interpretiert mit ihren zahlreichen "Lichtlöchern" auf moderne Weise die Verse der Pfingstsequenz: Veni, Sancte Spiritus et emitte caelitus lucis tuae radium. (…) O lux beatissima, reple cordis intima tuorum fidelium. (dt. Übersetzung: Komm, Heiliger Geist, und sende vom Himmel her deines Lichtes Strahl. (…) O seligstes Licht, erfülle das Herzensinnere Deiner Gläubigen.)

### Gemälde von Faißt
Die in den 1950er Jahren im Stil des Realismus neuangefertigten Großgemälde der Seitenaltäre des Dillinger Malers Heinrich Faißt (Linkes Seitenschiff: Das heiligste Herz Jesu erscheint der Mystikerin Margareta Maria Alacoque; Rechtes Seitenschiff: Der Erzengel Gabriel verkündet Maria die Geburt Jesu; 1959) wurden anlässlich der Renovierung der 1980er Jahre entfernt und auf der Empore links und rechts der Orgel aufgehängt.
Angelehnt an die monumentale Ästhetik der populären Bibelfilme der 1950er Jahre sind die von Faißt dargestellten Szenen von erhabenen, weitausholenden Gesten in grandioser, antikisierender Kulisse bestimmt. Die beiden weiblichen Figuren, Maria und Margareta Maria Alacoque, sind beide zum Gebet auf die Knie niedergesunken, während die beiden Erscheinungen in aufrechter Position in deren Alltag treten. Die ehrfurchtgebietende Gestalt Jesu schwebt in einer strahlenden Wolkengloriole, die den ganzen Raum zu füllen scheint, oberhalb einer Kommunionbank in einem weiträumigen Kirchengebäude vor der betenden Nonne. In der Verkündigungsszene tritt der Erzengel Gabriel in farbenprächtiger Gewandung und mächtigen Flügeln vor das liliengeschmückte Gebetspult der Jungfrau Maria. Die beiden Figurenkonstellationen entsprechen einander im Gesamtbild der Anordnung der beiden Gemälde, wobei die Apsisachse der Kirche die Symmetrieachse bildet: Die weiblichen Figuren flankierten dabei die Apsis unmittelbar, die männlichen Figuren bildeten die äußere Begrenzung. Im Unterschied zur üblichen Motivgestaltung von Herz-Jesu- und Herz-Mariä-Bildern der Zeit um 1900 fehlen bei Faißt die flammenden Herzen auf der Brust von Jesus und Maria. Während der Betrachter bei der Gestalt Jesu eine durch dessen Gewand durchschimmernde Seitenwunde der Kreuzigung erahnt, deutet Maria mit ihrer Hand nur leicht auf die Position ihres Herzens hin.
Die Schaffung des Gemäldes der Erscheinung des heiligsten Herzens Jesu ist durch die dogmengeschichtliche Situation ihrer Zeit zu erklären. Wesentlich beeinflusst durch die im Jahr 1690 gestorbene französische Nonne Margareta Maria Alacoque hatte Papst Pius IX. im Jahr 1856 das Hochfest des Heiligsten Herzens Jesu für die ganze Katholische Kirche verbindlich eingeführt. Im Jahr 1899 weihte Papst Leo XIII. in der Enzyklika Annum sacrum die ganze Welt dem Heiligsten Herzen Jesu. In der Enzyklika äußerte sich Leo XIII. zur königlichen Vollmacht Jesu über Himmel und Erde und empfahl dessen Heiligstes Herz als Gegenstand der frommen Andacht.
Papst Pius XII. beförderte nochmals zum Jahrhundertjubiläum der Einführung des Festes die Verehrung des Heiligsten Herzens Jesu in seiner Enzyklika Haurietis aquas (Ihr werdet Wasser schöpfen, nach Jes 12,3 : "Ihr werdet mit Freuden Wasser schöpfen aus den Heilsbrunnen") vom 15. Mai 1956.
Die Schaffung des Mariengemäldes lässt sich ebenfalls aus der dogmengeschichtlichen Situation der Zeit erklären. Das Gemälde feiert die mariologischen Festlegungen von 1854 und 1950 sowie das Marianische Jahr 1953/1954 mit der Einführung des kirchlichen Festes Maria Königin für die Gesamtkirche durch die Enzyklika Ad caeli reginam.
Darüber hinaus kann die Schaffung des Gemäldes im zeitlichen Zusammenhang zur päpstlichen Enzyklika Auspicia quaedam vom 1. Mai 1948 gesehen werden. Papst Pius XII. hatte in diesem Rundschreiben für den Monat Mai zu öffentlichen Gebeten für den Weltfrieden aufgerufen. Diese Friedensgebete sollten in Anbetracht der Erfahrung der beiden Weltkriege des 20. Jahrhunderts sowie der anschließenden atomaren Bedrohung in der Zeit der politisch-ideologischen Blockbildung des Kalten Krieges dem Unbefleckten Herzen Mariens geweiht werden, da hierdurch der Frieden in der Welt wiederhergestellt werden könne. Ein weiterer Beweggrund der Motivik war auch der Bezug zum Patrozinium des Dieffler Herz-Mariä-Klosters. Folgerichtig deutet die Jungfrau im Gemälde von Faißt auch mit einer Hand auf ihr Herz hin und weist mit der anderen auf die über ihrem Haupt schwebende, strahlenaussendende Taube des Heiligen Geistes, die zusätzlich als Friedenssymbol gedeutet werden kann. In der Enzyklika "Haurietis aquas" hatte Papst Pius XII. die Verehrung des Herzens Jesu mit dem religiösen Andenken der Mutterschaft Mariens eng verknüpft. Insofern wird der Zusammenhang der beiden Gemälde von Faißt noch deutlicher.
Das Verkündigungs-Gemälde gehört zu einer ganzen Reihe von marianischen Kunstwerke im Saarland, die im Gefolge des marianischen Jahres entstanden, so etwa der Marienbrunnen in Saarlouis, die Mariensäulen in Bous, Wadern, Bildstock, Neunkirchen und St. Ingbert oder die marianische Anlage des Ensdorfer Hasenberges, der Bau des "Marienturmes" der Pfarrkirche Hl. Dreifaltigkeit in Fraulautern, der marianische Stationsaltar im Ortszentrum von Beckingen sowie der marianische Fensterzyklus in der Klosterkirche des Klosters Heiligenborn in Bous. Auch die saarländische Post gab aus Anlass des marianischen Jahres eine Briefmarkenserie mit Muttergottesdarstellungen heraus. Zudem war mit dem tiefgläubigen Katholiken Johannes Hoffmann bis zum Jahr 1955 ein Ministerpräsident im Amt, der die Förderung des christlichen Glaubens zur Überwindung der Folgen der antihumanistischen NS-Diktatur und als Schutzschild gegen kommunistische Strömungen als dringliche politische Aufgabe empfand. Somit war die Proklamation des Mariendogmas und des marianischen Jahres im Saarland auf äußerst fruchtbaren Boden gefallen. Über die Marienverehrung sollte das religiöse Bekenntnis im historisch stark katholisch geprägten Land an der Saar gestärkt sowie eine gewisse "nationalsaarländische Identität" in der saarländischen Bevölkerung entwickelt werden. Insofern steht das Bild mit der Mariendarstellung von Faißt
in einem hochpolitischen Zusammenhang.

### Zelebrationsaltar und Ambo

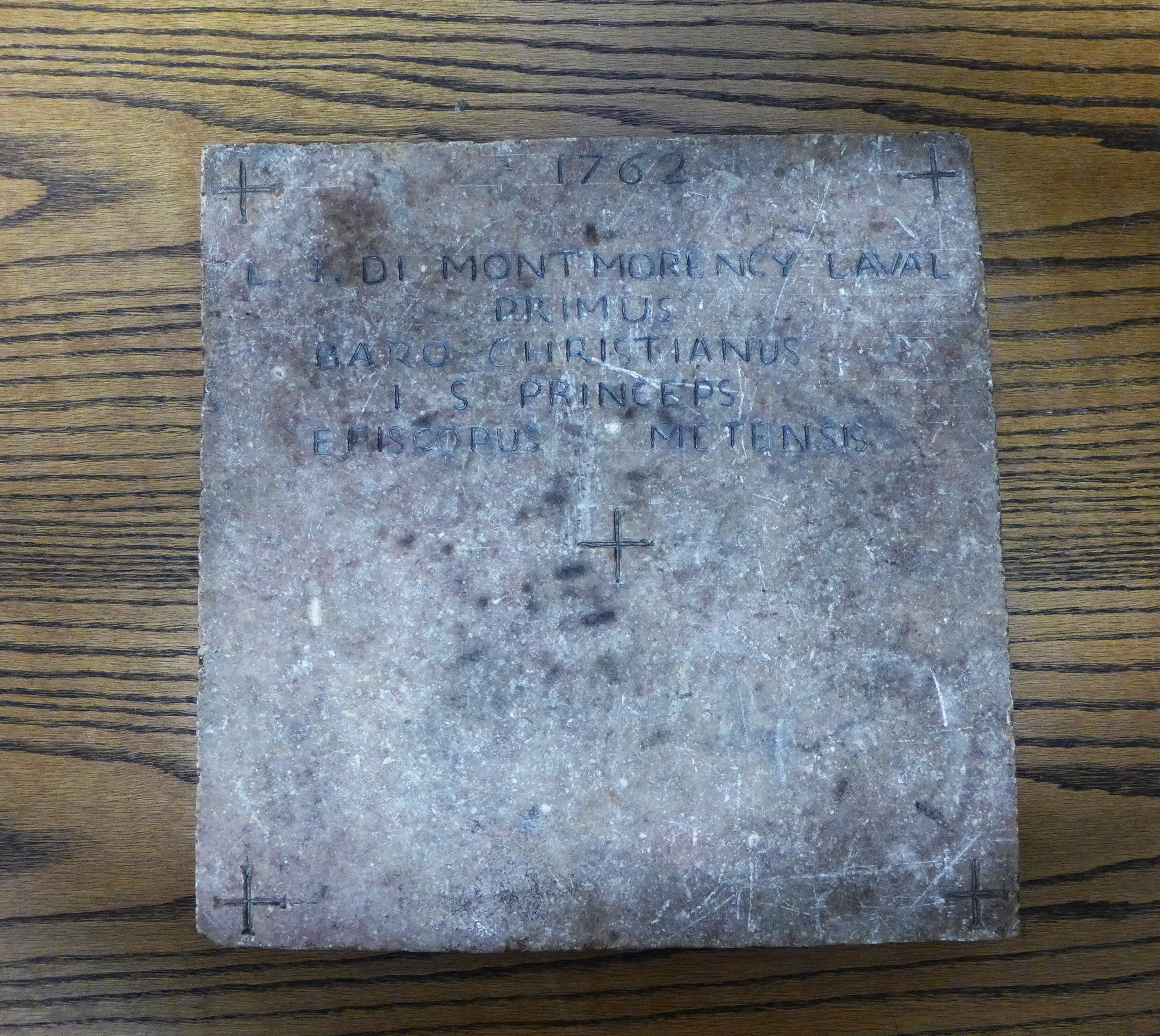
Altarstein von 1762, deutsche Übertragung der lateinischen Inschrift: Louis-Joseph de Montmorency-Laval, erster christlicher Baron Frankreichs, des Heiligen Römischen Reiches Fürstbischof von Metz

Im Rahmen der Neugestaltungsarbeiten der 1980er Jahre wurden im Jahr 1983 ein neuer Zelebrationsaltar und ein Ambo durch den Steinbildhauer Otmar Becker († 2003) aus Bernkastel-Kues aus rötlichem Buntsandstein angefertigt. Der Ambo zeigt an den Seiten die traditionellen Symbole der vier Evangelisten des Neuen Testamentes. Der Altarblock scheint durch eine Hohlkehle geradezu aus dem Boden zu wachsen. An allen vier Kanten stellt der Bildhauer belaubte Pflanzentriebe dar. An der Vorderseite des Altarblockes ist hinter einem griechischen Kreuz ein Märtyrersepulcrum eingelassen.
Zum Abschluss der Renovierungsarbeiten wurde am 2. Dezember 1984 der neue Zelebrationsaltar durch den Trierer Weihbischof Alfred Kleinermeilert feierlich eingeweiht. Das Märtyrergrab des Zelebrationsaltares enthält Reliquien des Papstes Xystos, der Heiligen Julianus, Paulinus von Trier und Modualdus und der Trierer Märtyrer. Die Reliquien befanden sich bereits im Vorgängeraltar aus schwarzem Marmor. Eine lateinische Urkunde mit folgendem Text wurde beigefügt:

“A.D. MXMLXXXIV, die II m decembris, ego Alfredus Episcopus Pausulensis ex auxiliaris Episcopi Trevirensis conscravi altare hoc in honorem Sancti Josephi Sponsi beatae Mariae Virginis et reliquias in priore altare inventas in eo inclusi”

„Im Jahre des Herrn 1984, am 2. Dezember, habe ich, Alfred, Bischof von Pausulae und Weihbischof von Trier, diesen Altar zu Ehren des heiligen Josef, dem Ehemann der seligen Jungfrau Maria, geweiht und Reliquien aus dem früheren Altar sind im (neuen) Altar eingeschlossen worden. Dillingen-Diefflen, den 2. 12. 1984, sig. + Alfred Kleinermeilert“

In der Sakristei werden darüber hinaus drei weitere Altarsteine aufbewahrt. Einer dieser Altarsteine stammt aus dem Jahr 1762. Die Herkunft des Altarsteins ist unbekannt. Die Inschrift lautet: 
Ein Urahn des Bischofs Louis-Joseph de Montmorency-Laval soll nach der Überlieferung durch den heiligen Dionysius von Paris zum Christentum bekehrt und mit ihm in der spätantiken Christenverfolgung den Märtyrertod gestorben sein. Davon leitet sich der von der Dynastie geführte Titel „Erster christlicher Baron von Frankreich“ („Primus Baro Christianus Franciae“ bzw. „Premier baron chrétien de France“) her. Den Titel „Des Heiligen Römischen Reiches Fürstbischof von Metz“ führten die Metzer Bischöfe auch nach der Unterstellung Lothringens und der ehemals freien Reichsstadt Metz im Westfälischen Frieden 1648 unter die Oberhoheit des Königs von Frankreich weiter.

## Kosten der Umgestaltung der 1980er Jahre
Die Renovierungskosten beliefen sich auf 866.000 DM. Davon waren 305.000 DM Eigenkapital, 292.000 DM kamen als Unterstützung vom Bistum Trier, Stadt Dillingen und Kreis Saarlouis gaben 19.000 DM und 250.000 gab die Volksbank Dillingen-Diefflen als Darlehen.

## Ergänzungsarbeiten der 1990er Jahre
In den Jahren 1990 bis 1991 wurden die Dächer des Kirchengebäudes mit Biberschwanzziegeln neu eingedeckt. Zusätzlich wurde nun die Statue des auferstandenen Christus aus der ehemaligen Kriegergedächtniskapelle der 1920er Jahre, die nach dem Zweiten Weltkrieg neben dem Haupteingang zur Kirche auf einem Stationsaltar aufgestellt worden war, über dem Turmportal montiert.

## Kirchenmusik

### Orgel

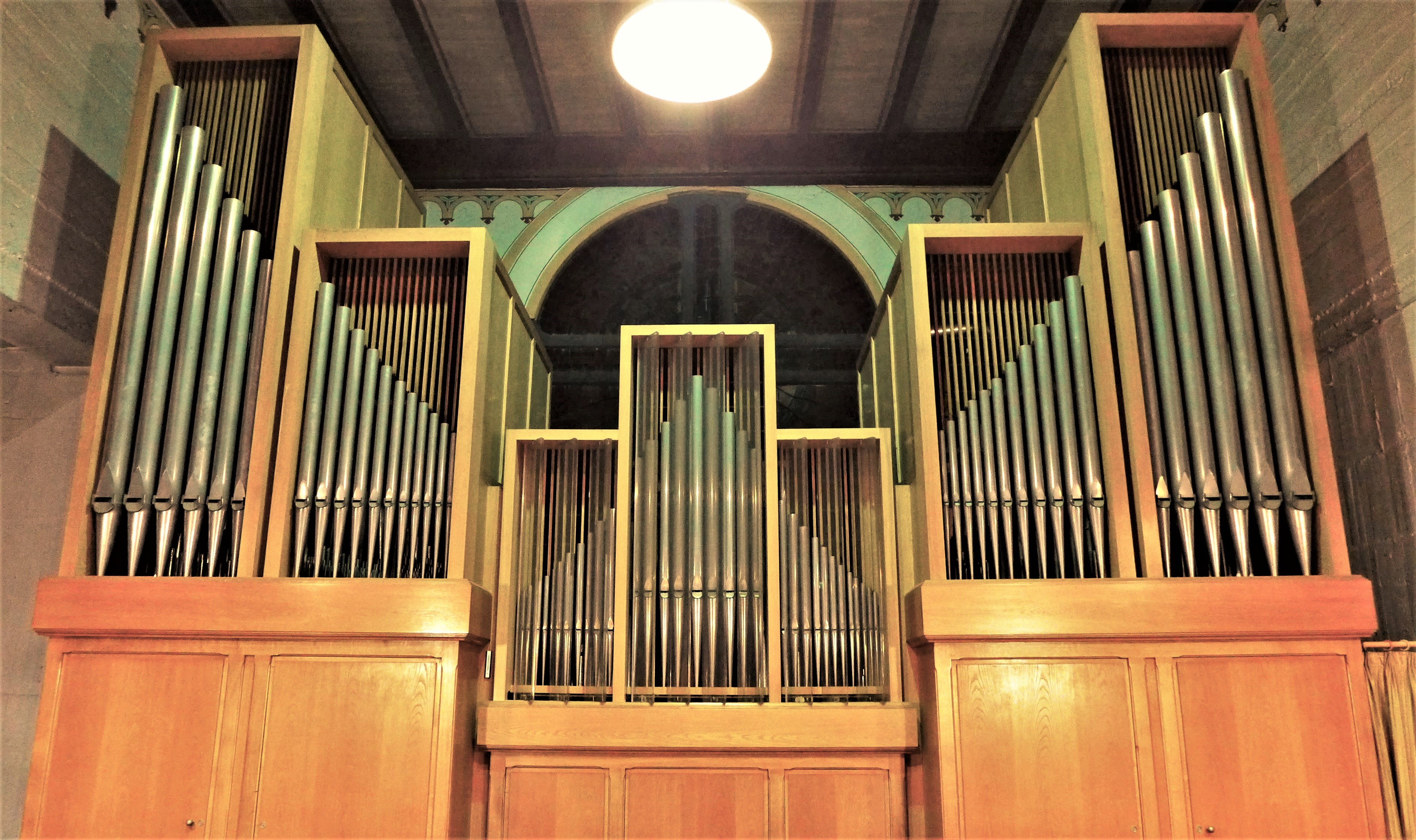
Orgelprospekt der Mayer-Orgel
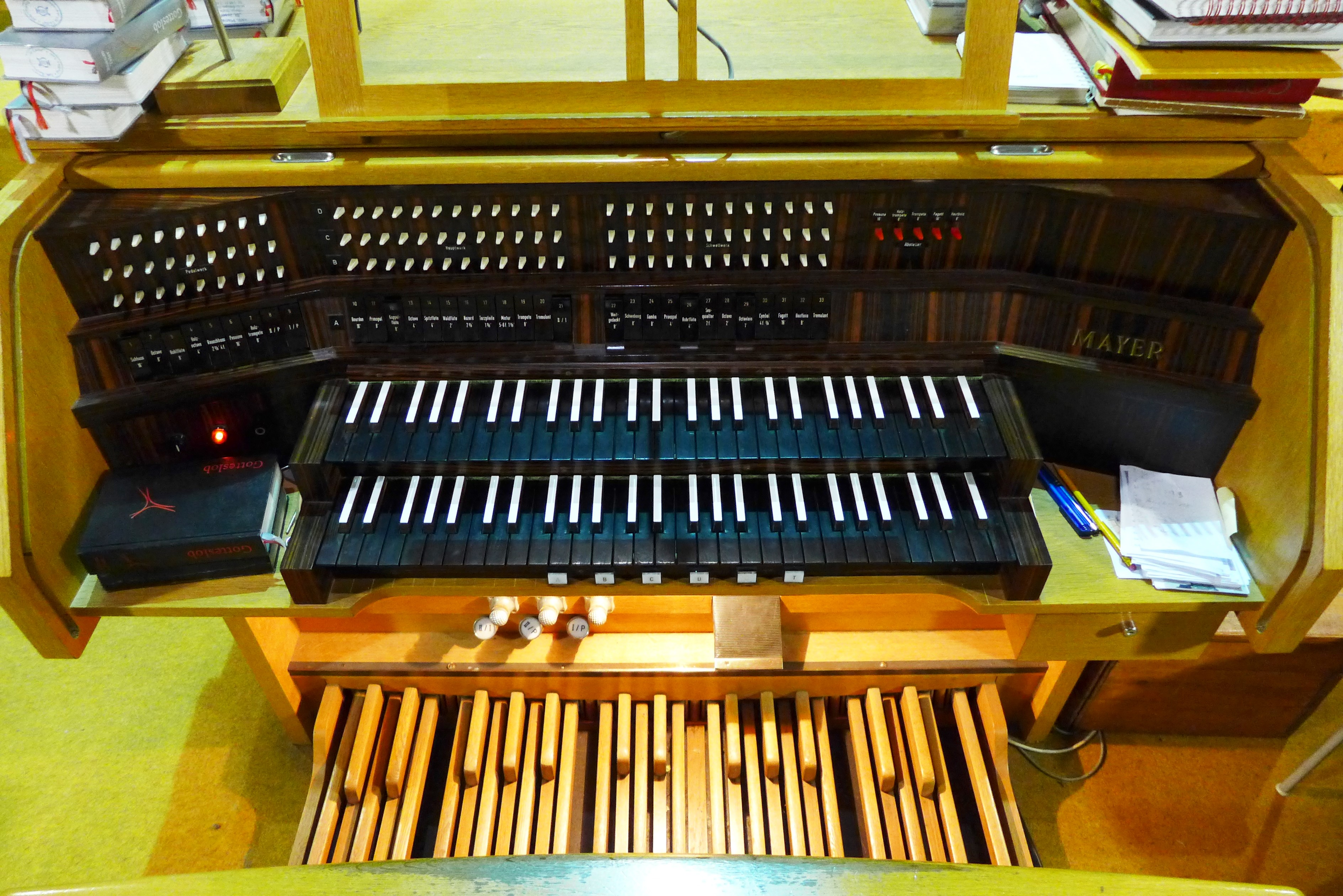
Spieltisch der Orgel
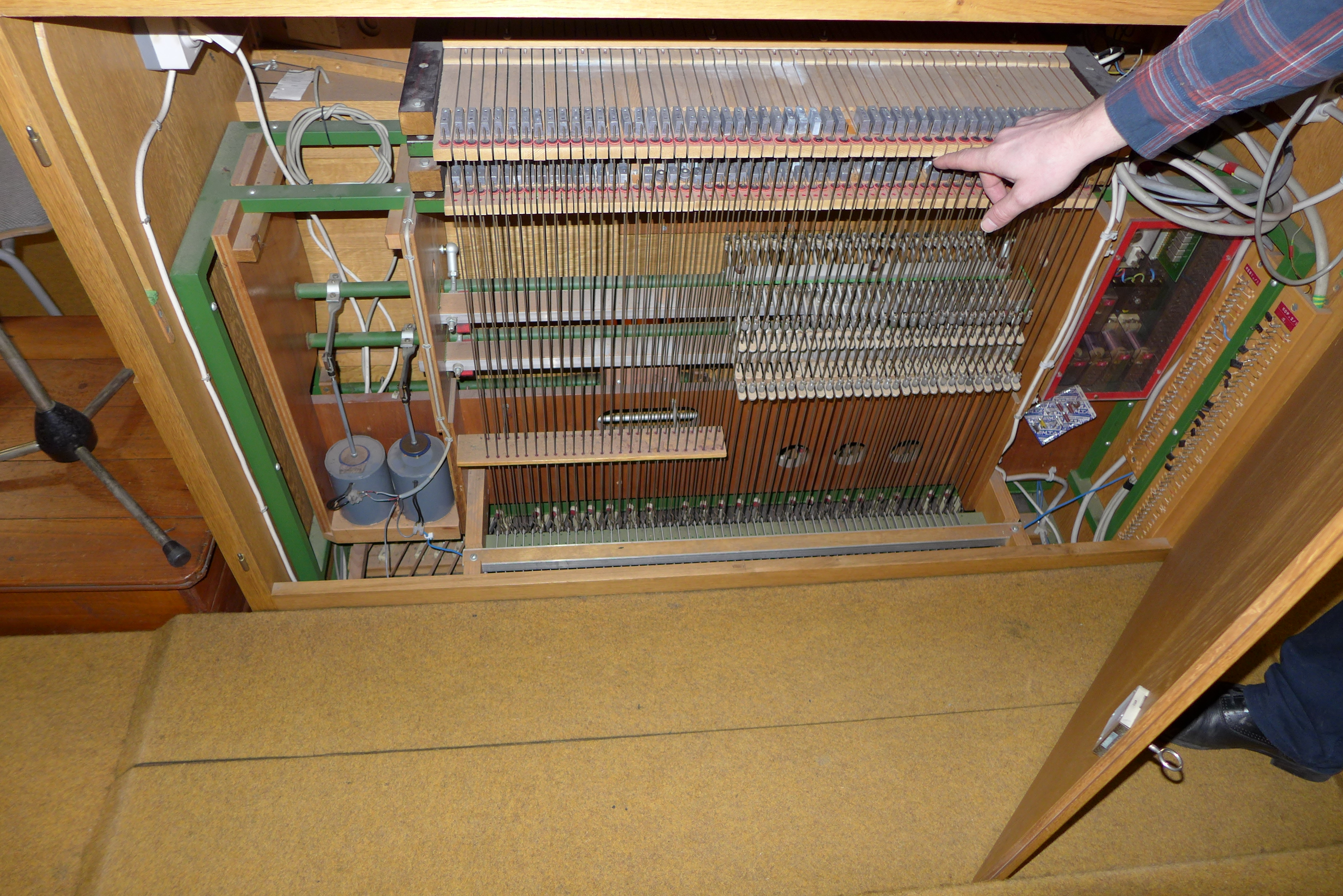
Züge im Spieltisch der Orgel
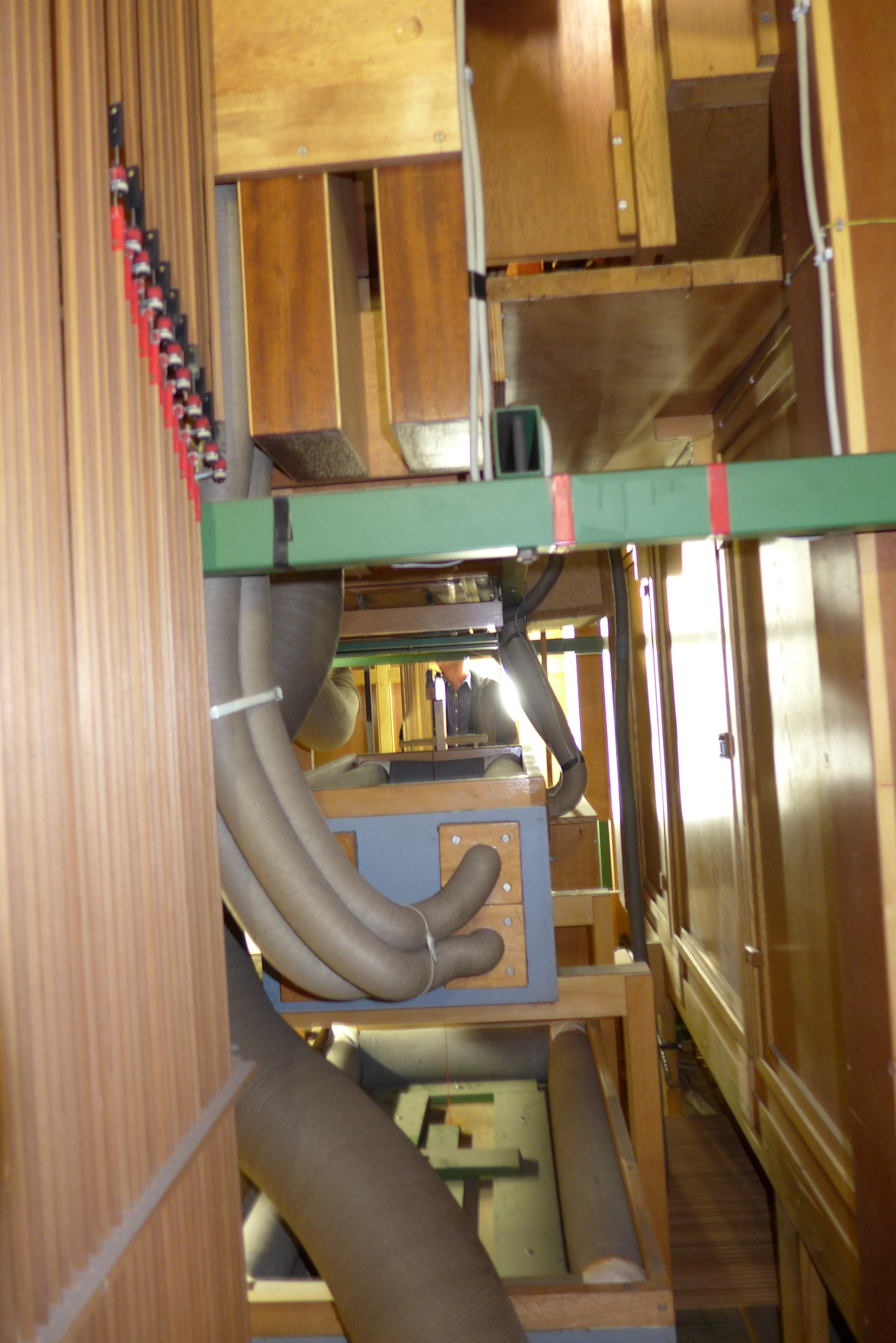
Orgelgebläse
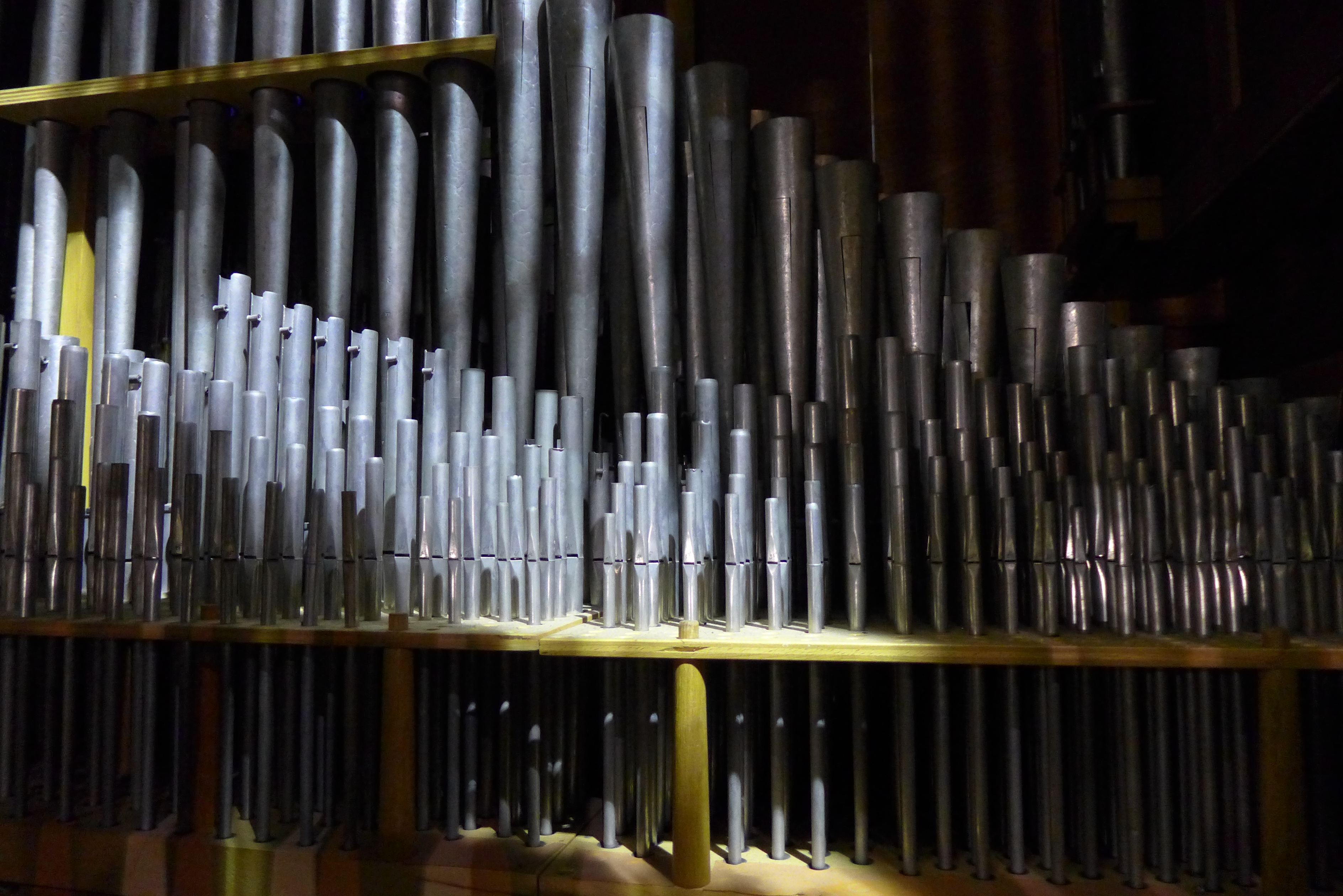
Orgelpfeifen
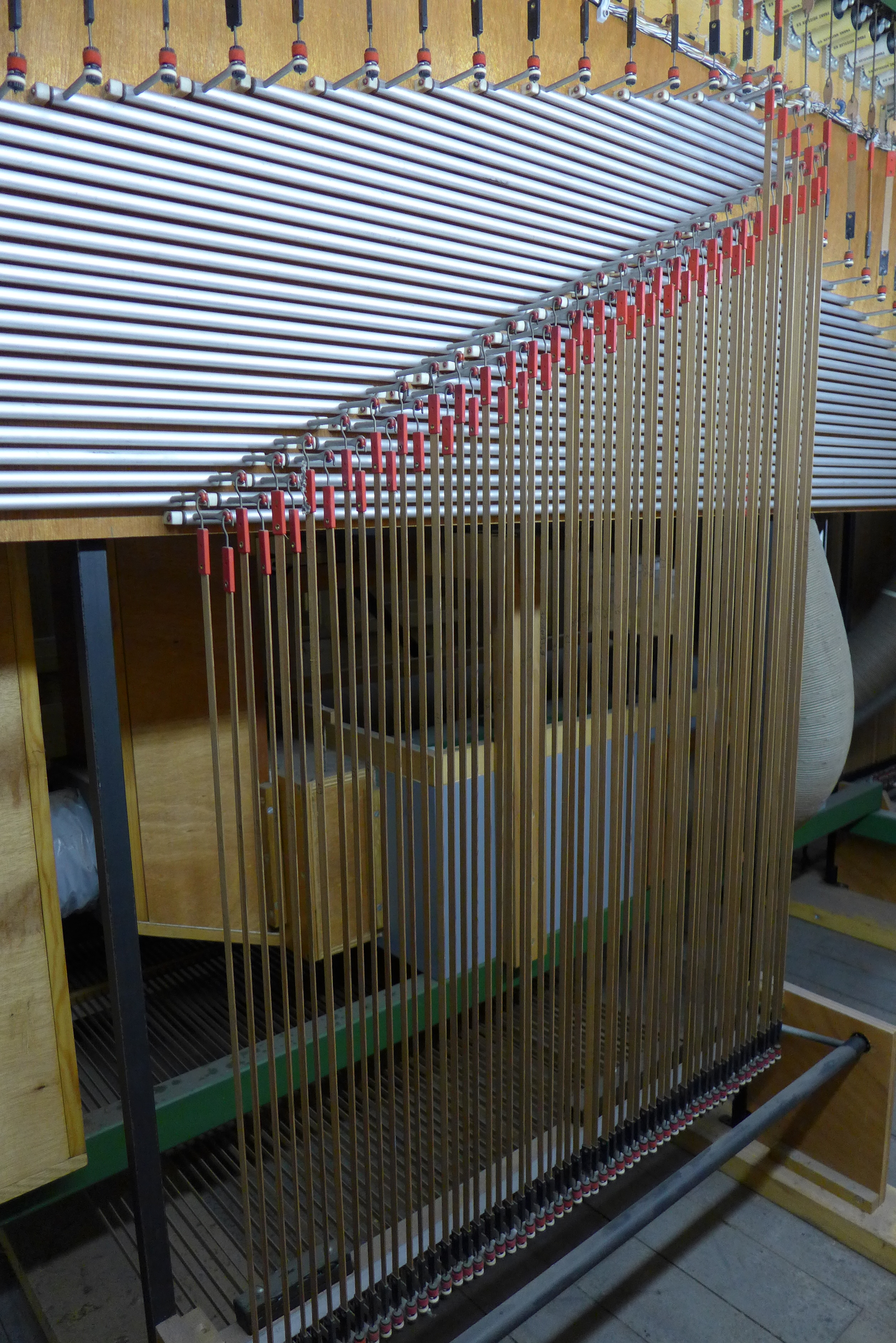
Züge im Orgelgehäuse

Im Jahr 1903 installierte man eine Orgel, die man, um Kosten zu sparen, aus alten Werkteilen zusammengesetzt hatte. Die Holzpfeifen dieser ersten einmanualigen Orgel waren nach der Hitzeperiode des Jahres 1911 nicht mehr zu benutzen. So beschaffte man im Jahr 1912 eine zweimanualige Orgel von der Orgelbaufirma Friedrich Weigle, die unter der Leitung von Friedrich Weigle (Sohn) in Echterdingen gefertigt wurde. Diese Orgel wurde nach dem Zweiten Weltkrieg nur repariert und umgebaut. Die Kosten beliefen sich damals auf 631.692 Franken.
Die aktuelle Orgel wurde im Jahr 1978 durch die Firma Hugo Mayer Orgelbau aus Heusweiler für 120.000 Deutsche Mark gefertigt. Dabei übernahm man Teile der alten Weigle-Orgel in das neue Werk. Das Instrument wurde durch Spenden der Pfarrangehörigen finanziert. Am 17. September 1978 wurde die Orgel während einer Feierstunde durch Andreas Rothkopf, der damals Student der Kirchenmusik und Musikerziehung an der Musikhochschule des Saarlandes in Saarbrücken war, erstmals öffentlich bespielt. Im Rahmen eines Jubiläumskonzertes mit Werken von Johann Pachelbel, Johann Sebastian Bach, Johannes Brahms und anderen Komponisten wurde am 24. März 2018 das vierzigjährige Jubiläum der Dieffler Mayer-Orgel begangen.
Das Schleifladen-Instrument verfügt über 28 Register, verteilt auf zwei Manualen und Pedal. Die Spieltraktur ist mechanisch, die Registertraktur ist elektrisch. Das Instrument ist nach der Gürzenich-Orgel im Saardom (57 Register) und der Orgel in der Pachtener Kirche St. Maximin (35 Register) die drittgrößte Orgel in der Stadt Dillingen. Hinsichtlich der Kirchen des Nalbacher Tales, zu dem Diefflen historisch gehört, verfügt die Dieffler Kirche über die größte Orgel (Nalbach: 23 Register, Bilsdorf: 19 Register, Körprich: 15 Register, Piesbach: 14 Register). Die Disposition lautet wie folgt:
| I Hauptwerk C–g3 |             |        |
| 1.               | Bourdon     | 16′    |
| 2.               | Principal   | 8′     |
| 3.               | Koppelflöte | 8′     |
| 4.               | Octave      | 4′     |
| 5.               | Spitzflöte  | 4′     |
| 6.               | Nazard      | 2 ⁄3′  |
| 7.               | Waldflöte   | 2′     |
| 8.               | Terzpfeife  | 1 3⁄5′ |
| 9.               | Mixtur V-VI | 1 ⁄3′  |
| 10.              | Trompete    | 8′     |
|                  | Tremulant   |        |

| II Schwellwerk C–g3 |                |       |
| 11.                 | Weitgedackt    | 8′    |
| 12.                 | Gamba          | 8′    |
| 13.                 | Schwebung      | 8′    |
| 14.                 | Principal      | 4′    |
| 15.                 | Rohrflöte      | 4′    |
| 16.                 | Sesquialter II | 2 ⁄3′ |
| 17.                 | Octave         | 2′    |
| 18.                 | Octävlein      | 1′    |
| 19.                 | Cymbel IV      | 2⁄3′  |
| 20.                 | Fagott         | 16′   |
| 21.                 | Hautbois       | 8′    |
|                     | Tremulant      |       |

| Pedal C–f1 |               |       |
| 22.        | Subbass       | 16′   |
| 23.        | Octave        | 8′    |
| 24.        | Hohlflöte     | 8′    |
| 25.        | Holzoctave    | 4′    |
| 26.        | Rauschbass IV | 2 ⁄3′ |
| 27.        | Posaune       | 16′   |
| 28.        | Holztrompete  | 8′    |

- Koppeln: II/I, I/P, II/P
- Spielhilfen: 3 freie Kombinationen, Tutti, Zungeneinzelabsteller

### Kirchenchor
Im Jahr 1900 wurde der Kirchenchor St. Cäcilia Diefflen zur musikalischen Umrahmung der gottesdienstlichen Handlungen durch den Organisten und Lehrer Conrad Hoffmann gegründet. Den Weihegottesdienst der Kirche gestaltete allerdings der im Jahr 1874 gegründete Männerchor Diefflen. Der erste vom Kirchenchor St. Cäcilia gestaltete Gottesdienst in Diefflen war die Weihnachtsmesse des Jahres 1900.

### Singkreis St. Josef
Im Jahr 1995 bildete sich eine Gruppe, bestehend aus Firmkatechetinnen sowie Firmlingen, mit dem Ziel, den damaligen Firmgottesdienst mit Liedern aus dem Bereich des Neuen Geistlichen Liedes sowie Spirituals und Gospels zu umrahmen. Daraus entwickelte sich der Singkreis St. Josef.

## Vasa Sacra
Die Kirche St. Josef und St. Wendelin verfügt über Kelche und Monstranzen aus allen Kunstepochen des 20. Jahrhunderts vom Historismus (Neogotik, Neobarock) bis hin zur Moderne. Einige Stücke stammen noch aus der Ausstattung der Klosterkapelle des ehemaligen Herz-Mariae-Klosters. Die neogotische vergoldete Monstranz orientiert sich mit ihren Baldachinen und neun eingestellten silbernen Heiligenfiguren, Fialen und Strebebögen an rheinischen Turmmonstranzen des Spätmittelalters. Der Halteknauf (Nodus) ist mit roten Steinen besetzt, der Hostieneinsatz mit dunkelblauen und türkisfarbenen Steinen. Die vier Emailmedaillons in der Retabelebene um den Hostieneinsatz herum zeigen im Uhrzeigersinn die Symbole der vier Evangelisten Johannes, Lukas, Matthäus und Markus. Die lateinische Umschrift des Hostieneinsatzes "Ecce panis Angelorum factus cibus viatorum" (dt. "Seht das Engelsbrot wird zur Speise der Wanderer") stammt aus der Fronleichnamssequenz "Lauda Sion" des Thomas von Aquin aus dem 13. Jahrhundert. Der Monstranzfuß ist sechspassig ausgestaltet, der Fußdickel ist von kleinen Vierpässen durchbrochen. Ornamentale Weinranken und Weinblätter sind unterhalb der Retabelebene angebracht. Kleine Zinnengalerien und angedeutete Mauerwerksfugen geben der Monstranz einen wehrhaften Charakter. Im obersten Baldachin befindet sich eine kleine Figur Jesu als dornengekrönter Guter Hirte mit Lamm und Hirtenstab. Die Strebebögen und die kreuzgeschmückte Turmspitze weisen gotische Krabbengalerien auf.

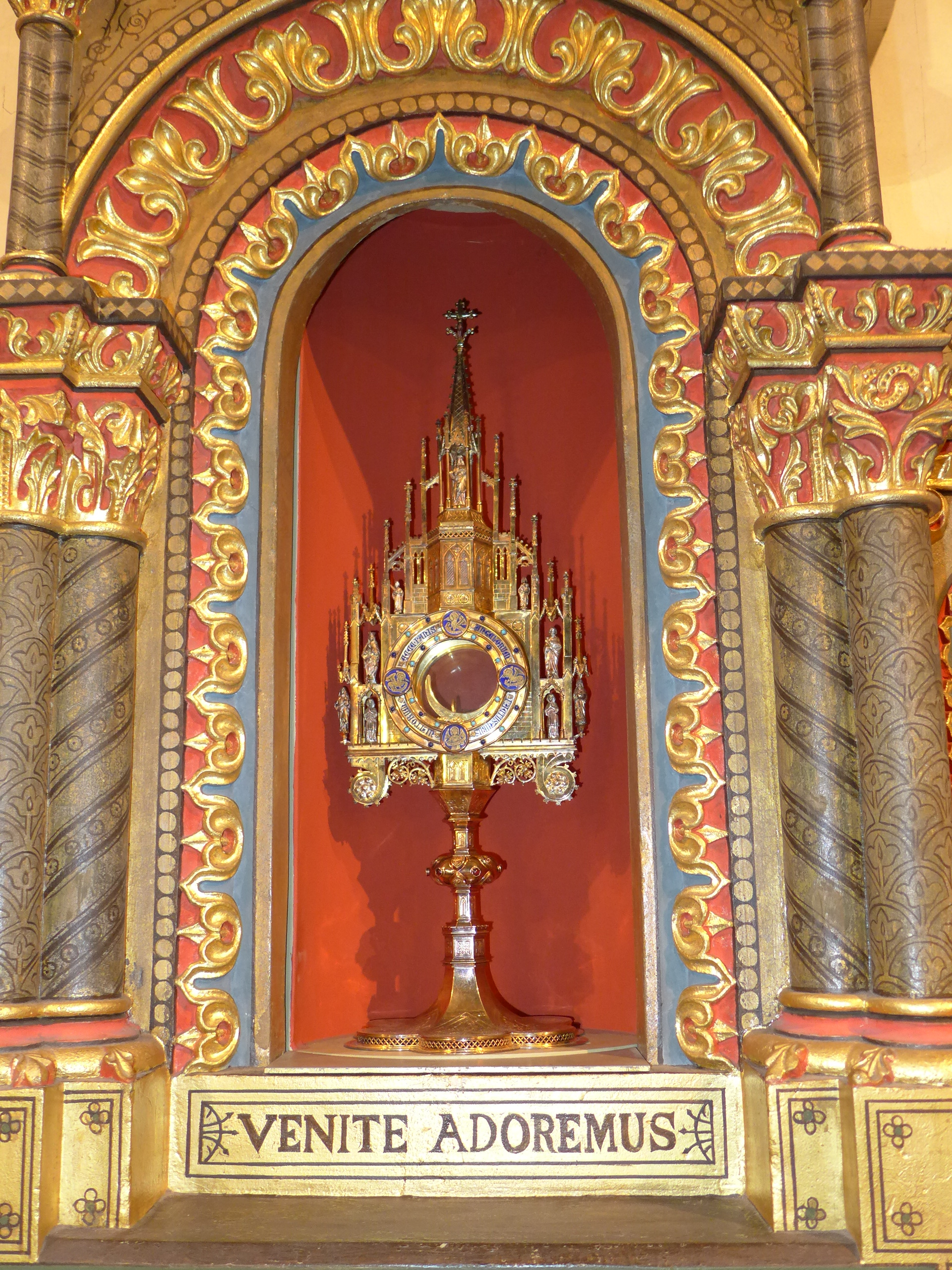
Neohochgotische Monstranz der Dieffler Pfarrkirche (Gold, Silber, Email)
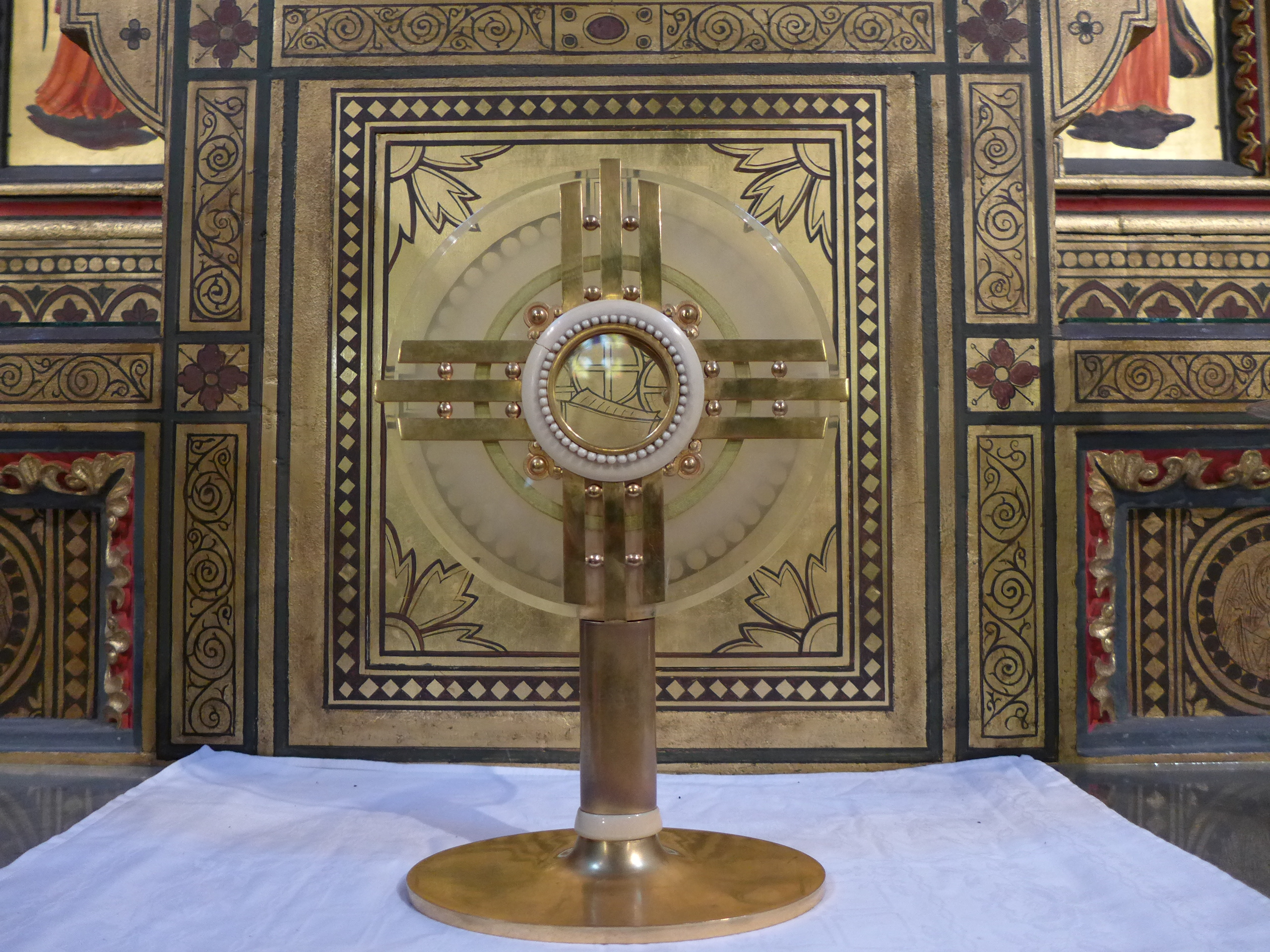
Monstranz Diefflen, Glas-Metall-Arbeit, Art déco
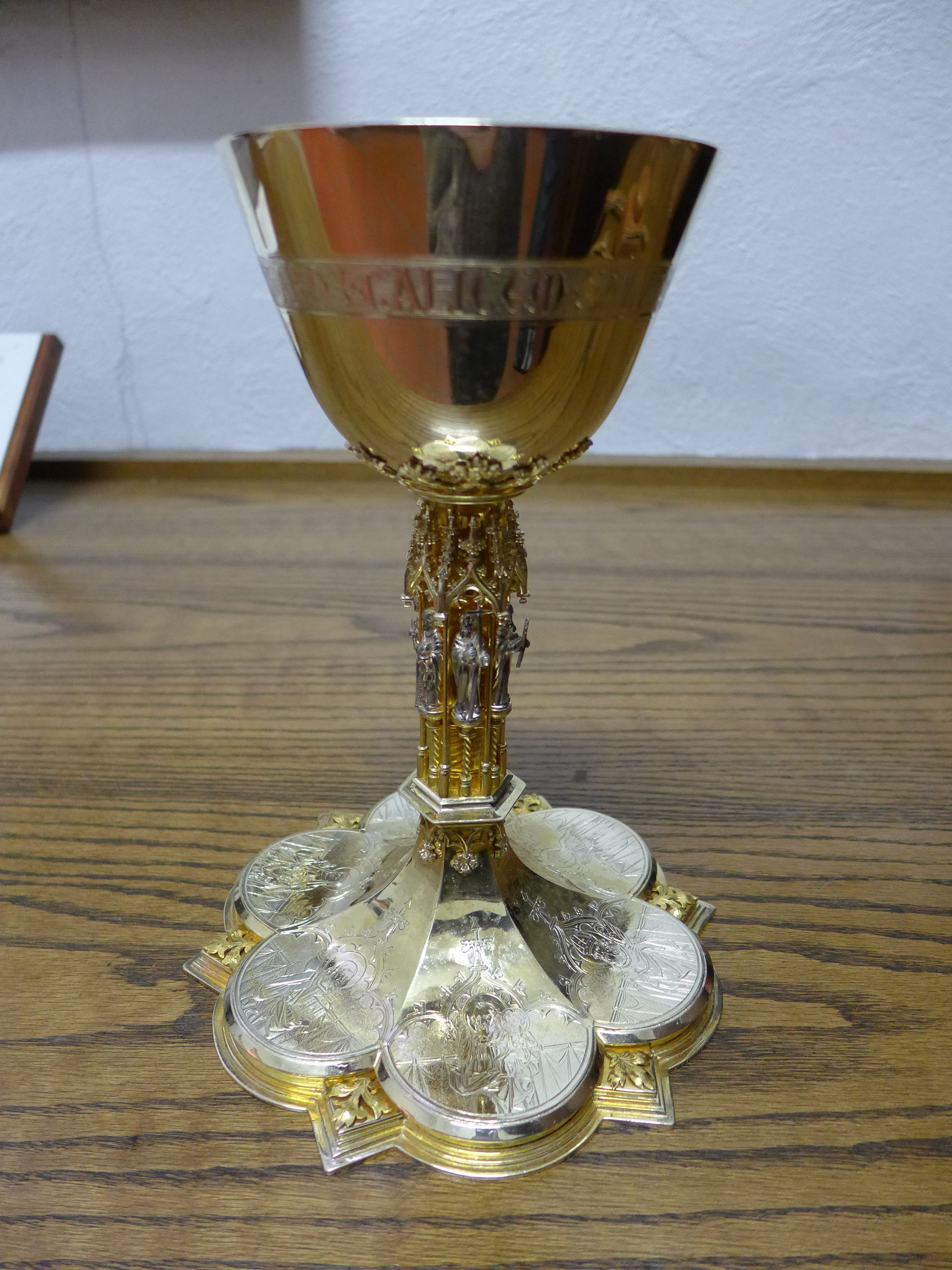
Diefflen, Neospätgotischer Kelch mit sechspassigem Pes, vergoldetes und versilbertes Messing, Handgravuren, Heiligenstatuetten am Stilus, Cuppa überfangen mit Gravur und Ornamenten

## Weihnachtskrippe

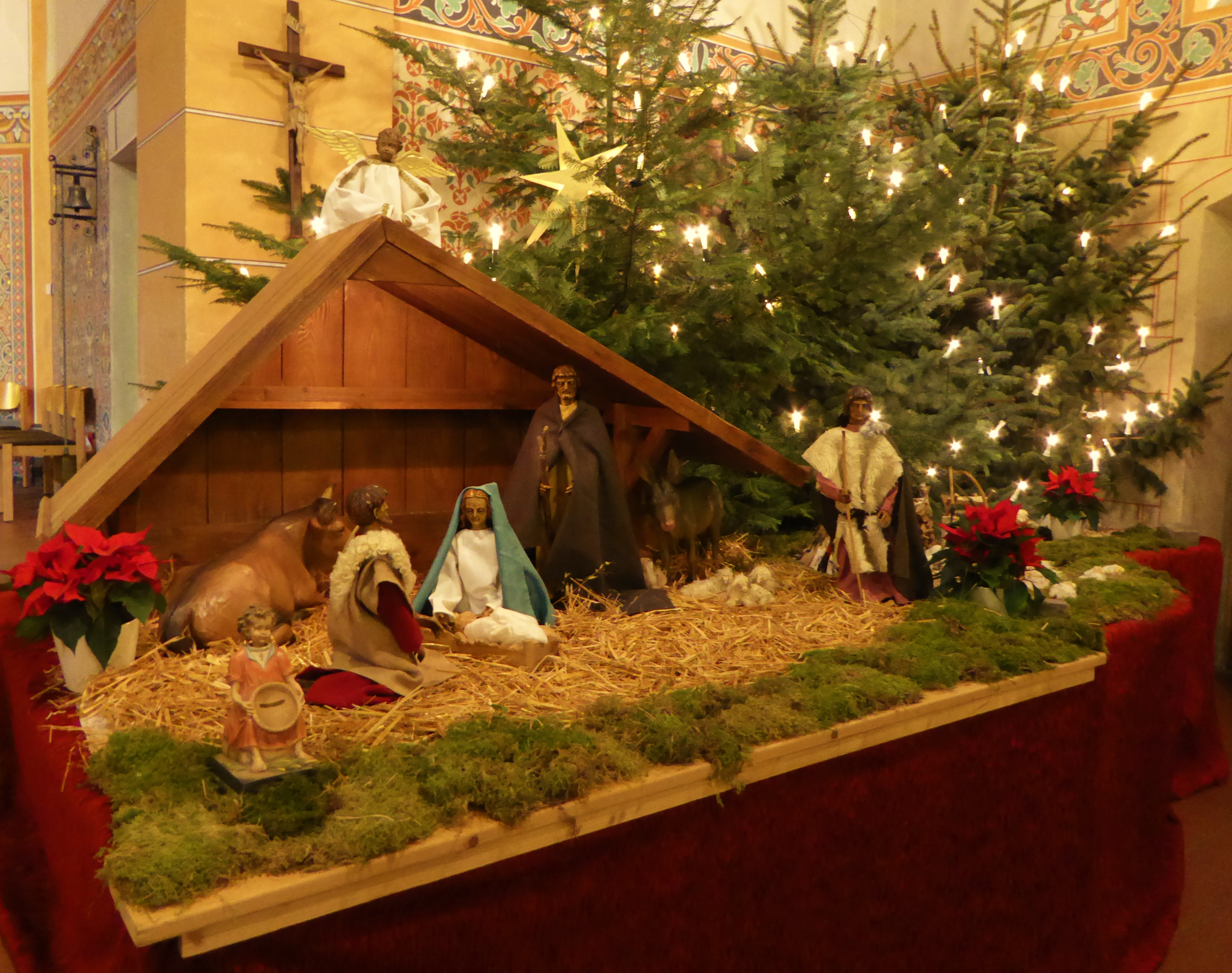
Krippendarstellung der Geburt Jesu
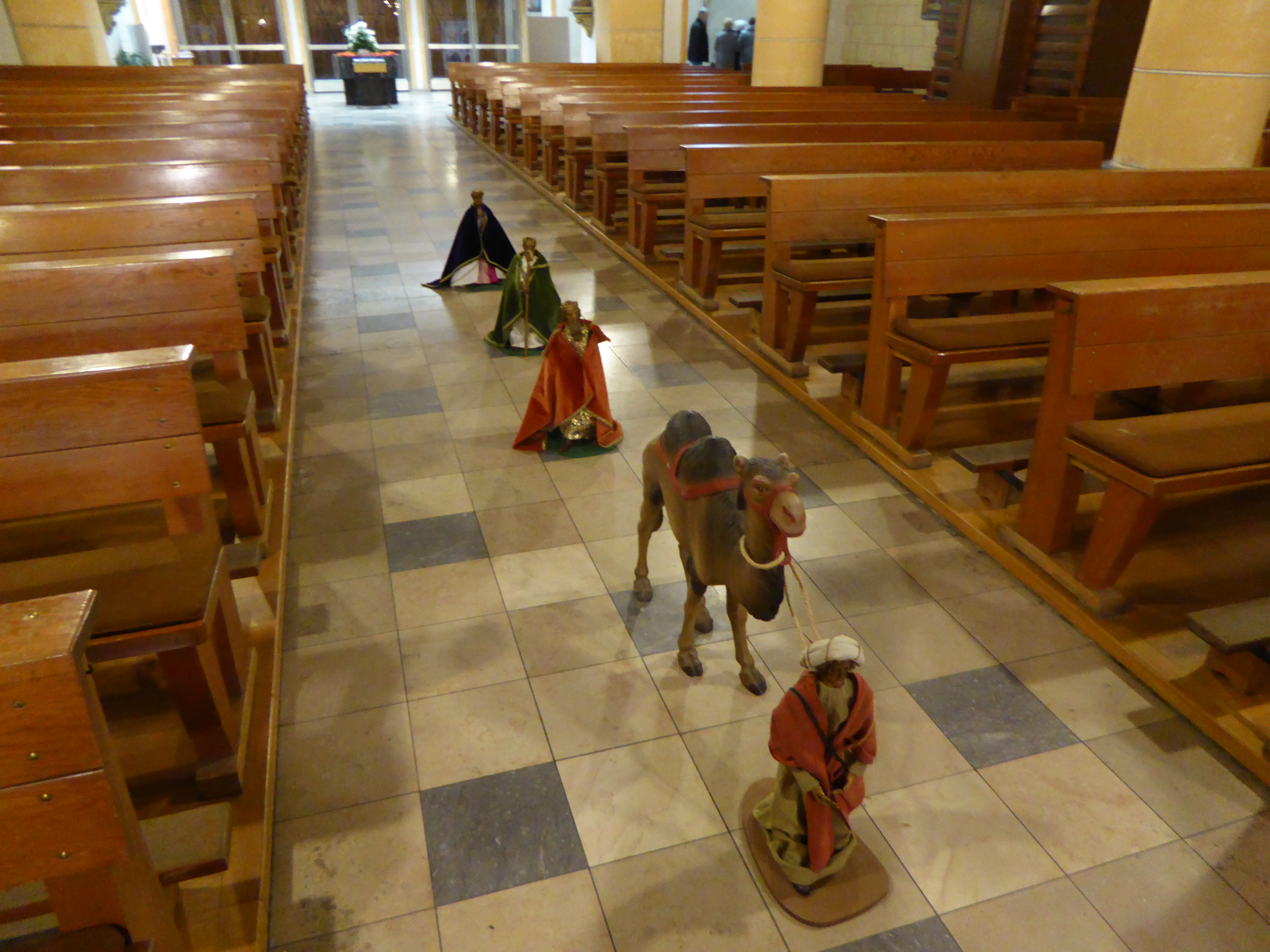
Zug der Weisen aus dem Morgenland zum Stall in Bethlehem
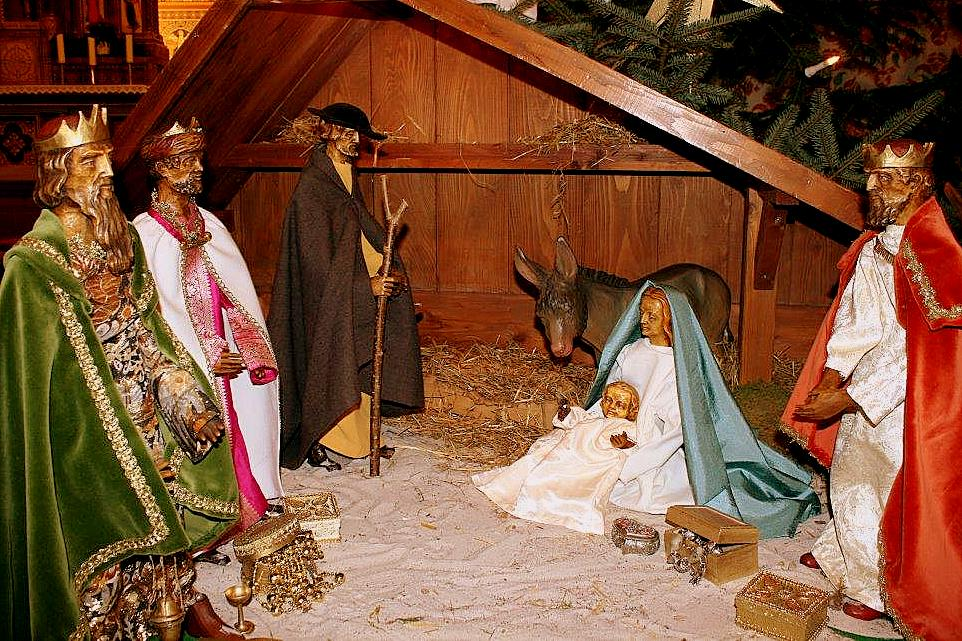
Krippendarstellung mit der Huldigung der drei Magier aus dem Orient

Die Pfarrkirche verfügt über eine Weihnachtskrippe aus der frühen Nachkriegszeit mit handgeschnitzten, stoffbekleideten Figuren. Um sich von Figuren des Historismus abzusetzen, gestaltete der Schnitzer seine Figuren mit sichtbar ungeglätteten Schnitzflächen und lasierte die Holzteile nur leicht. Gezeigt wird an Weihnachten der Besuch der Hirten am Stall von Bethlehem und am Hochfest "Erscheinung des Herrn" die Huldigung der drei Magier (Heilige Drei Könige) aus dem Orient. Die Weisen aus dem Morgenland "ziehen" bis zum 6. Januar durch den Mittelgang des Kirchenschiffes hin zum Stall von Bethlehem. Die Krippenfiguren wurden im Wirtschaftsgebiet der Bundesrepublik Deutschland erworben, in Einzelteile zerlegt und anschließend, unter Kleidungsstücken von Pfarrangehörigen versteckt, über die damalige deutsch-saarländische Staatsgrenze geschmuggelt.

## Pfarrhaus

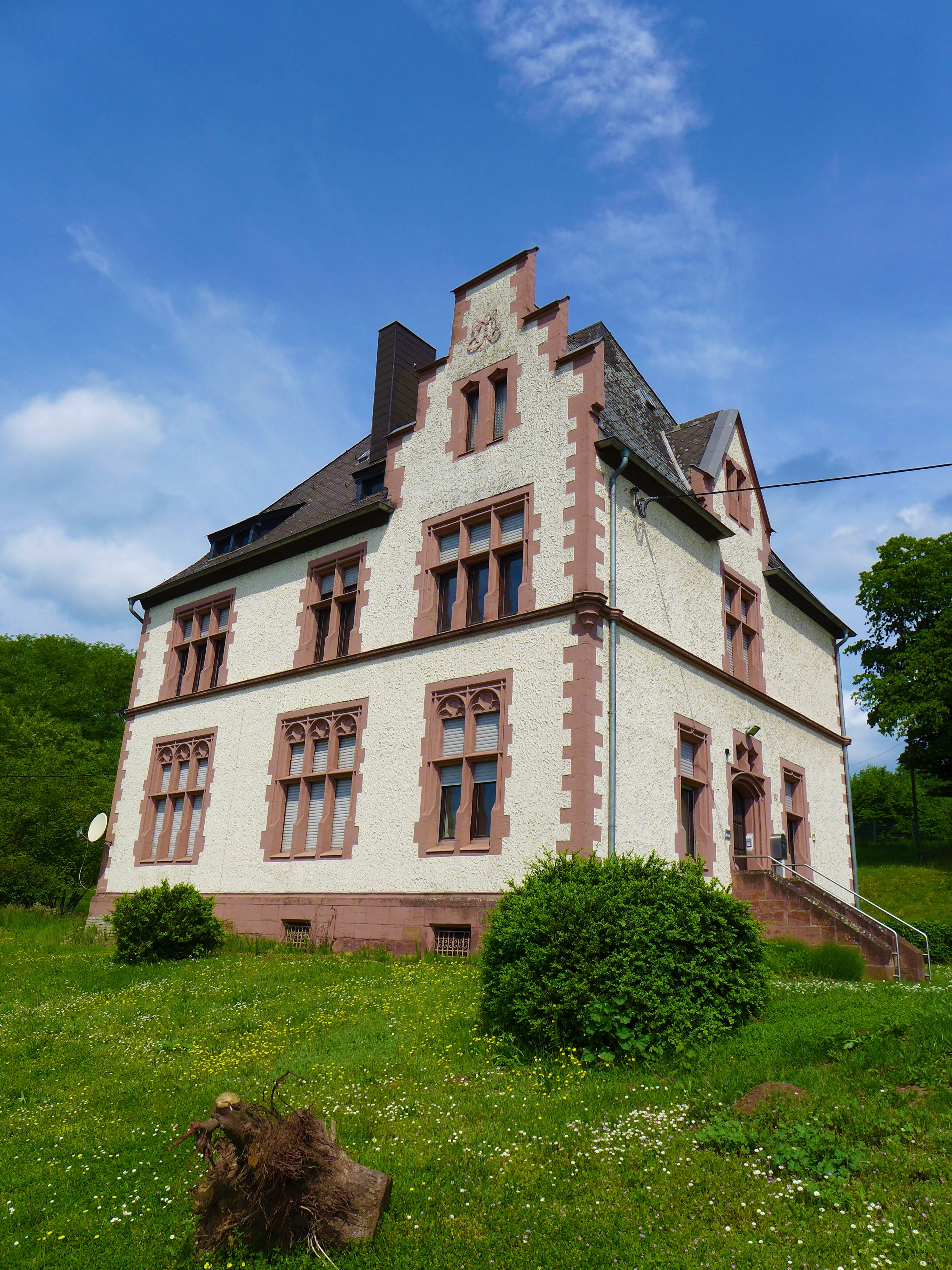
Diefflen, neogotisches Pfarrhaus von 1906, Architekt Moritz Gombert

Im Jahr 1906 begann der Bau des freistehenden neogotischen Pfarrhauses mit steilem Krüppelwalmdach und repräsentativem dreistufigem Treppengiebel mit einschwingenden Kielbogen-Giebelfenstern und verziertem Giebelanker nach Plänen des aus Kassel stammenden und seit dem Jahr 1902 in St. Johann ansässigen Architekten Moritz Gombert, dem späteren Erbauer des Tholeyer Schaumbergturmes. Zur gleichen Zeit erweiterte der Architekt in den Jahren 1906–07 die Saarbrücker Kirche St. Jakob ebenfalls im neogotischen Stil. Der Bau, der durch den Dieffler Bauunternehmer Franz Schwarz (1871-?) ausgeführt wurde, war innerhalb Jahresfrist fertiggestellt und kostete 30.319,46 Mark. Die Wandflächen sind verputzt, der Sockel, die Gebäudeecken, die Kreuzstockfenster mit profilierten Gewänden sowie die Gebäudeabschlüsse bestehen aus Sandstein. Die drei- bzw. dreiteiligen Fensterformen orientieren sich an spätmittelalterlichen Architekturformen, wie sie sich etwa am Trierer Schifferzunfthaus (im Jahr 1886 abgerissenen, heute Doppelhaus Fleischstraße 81/82), am Kronenbaumhaus der Färberzunft in der Trierer Weberbach oder an gotischen Häusern in der Trierer Brotstraße fanden. Ähnliche Fensterformen finden sich auch an mittelalterlichen Stadthäusern der Moselstadt Metz (z. B. die Residenz des Abtes von St. Symphorien im Stadtmuseum Cour d´or, die Fassaden an der Place Sainte-Croix Nr. 8–10 oder Fensterreste an der Place St. Louis).
Das Dieffler Pfarrhaus weist interessante Ähnlichkeiten in Einzelformen und Treppengiebel mit dem zeitgleich in den Jahren 1906/1907 durch den Homburger Architekt Zawar für die Karlsberg Brauerei errichteten, allerdings wesentlich größer dimensionierten "Homburger Hof" (Homburg, Am Rondell 3) auf.

## Seelsorger in Diefflen

### Pfarrer in Diefflen
- Richard Benner (Pfarrvikar 1900–1914)
- Jakob Sturm (Pfarrvikar 1914–1919, Pfarrer 1919–1920)
- Nikolaus Klein (Pfarrer 1920–1927)
- Johannes Josef Rath (Pfarrer 1927–1953)
- Georg Kronenberger (Pfarrer 1953–1974)
- Alfred Knauf (Pfarrer 1974–1987)
- Herbert Brunder (Pfarrer 1988–2005)
- Gerhard Jacob (Pfarrer 2006–2022)
- Rainer Matthias Müller: (Kooperator 2005–2009)
- Peter Jackl (Kooperator 2011-ad multos annos)[125][126]

### Kapläne in Diefflen
- Jakob Wallenborn 1915
- Felix Blass 1921
- Julius Glesius 1922
- Wilhelm Zils 1923
- Justus Sebastian 1926
- Clemens Matthias Schumann 1926
- Alois Kaufmann 1927
- Peter Josef Molitor 1932
- Leo Scheid 1936
- Josef Zilles 1939 (Während der ersten Evakuierung Diefflens in den Jahren 1939–1940 wurde Zilles in Langensalza bei der NSDAP angezeigt, aufgrund des „Heimtückegesetzes“ 13 Monate in Haft genommen, und anschließend als Soldat nach Russland geschickt, wo er seit 1944 als vermisst gilt.)[127][128]
- Wilhelm Gräf 1944
- Johann Josef Dott 1946[129]

## Priester und Ordensleute aus der Pfarrei
Aufgrund der intensiven Kirchlichkeit der ersten Hälfte des 20. Jahrhunderts im katholischen Milieu war die Rekrutierungszahl von Klerikern und Ordensleuten aus der Pfarrgemeinde sehr hoch. Namen und Daten befinden sich dazu im Anhang.

## St. Josefskirmes
Da das Patroziniumsfest des heiligen Josef im März oft noch eine sehr kühle Witterung aufweist, wird die Josefskirmes in Diefflen stets einen Monat später begangen. Schausteller, Konzerte der örtlichen Musikvereine und das "Kirwenhannes-Brauchtum" prägen das mehrtägige Dorffest.

## Lokale Wallfahrtsorte

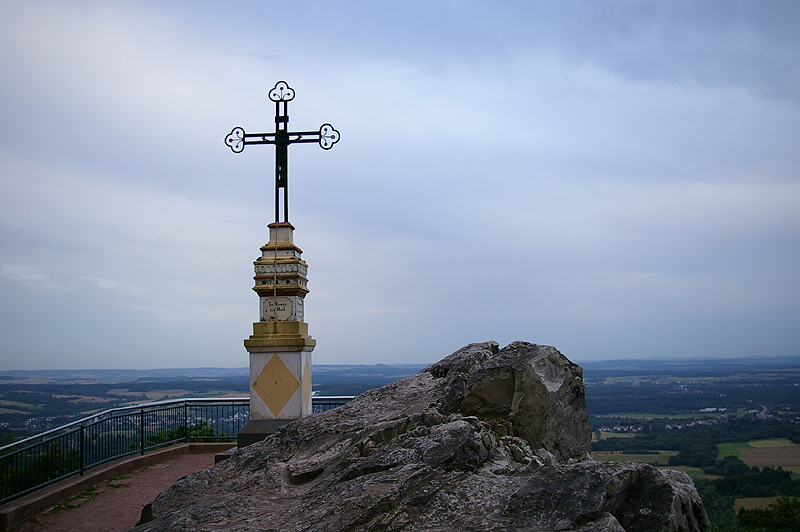
Litermontkreuz
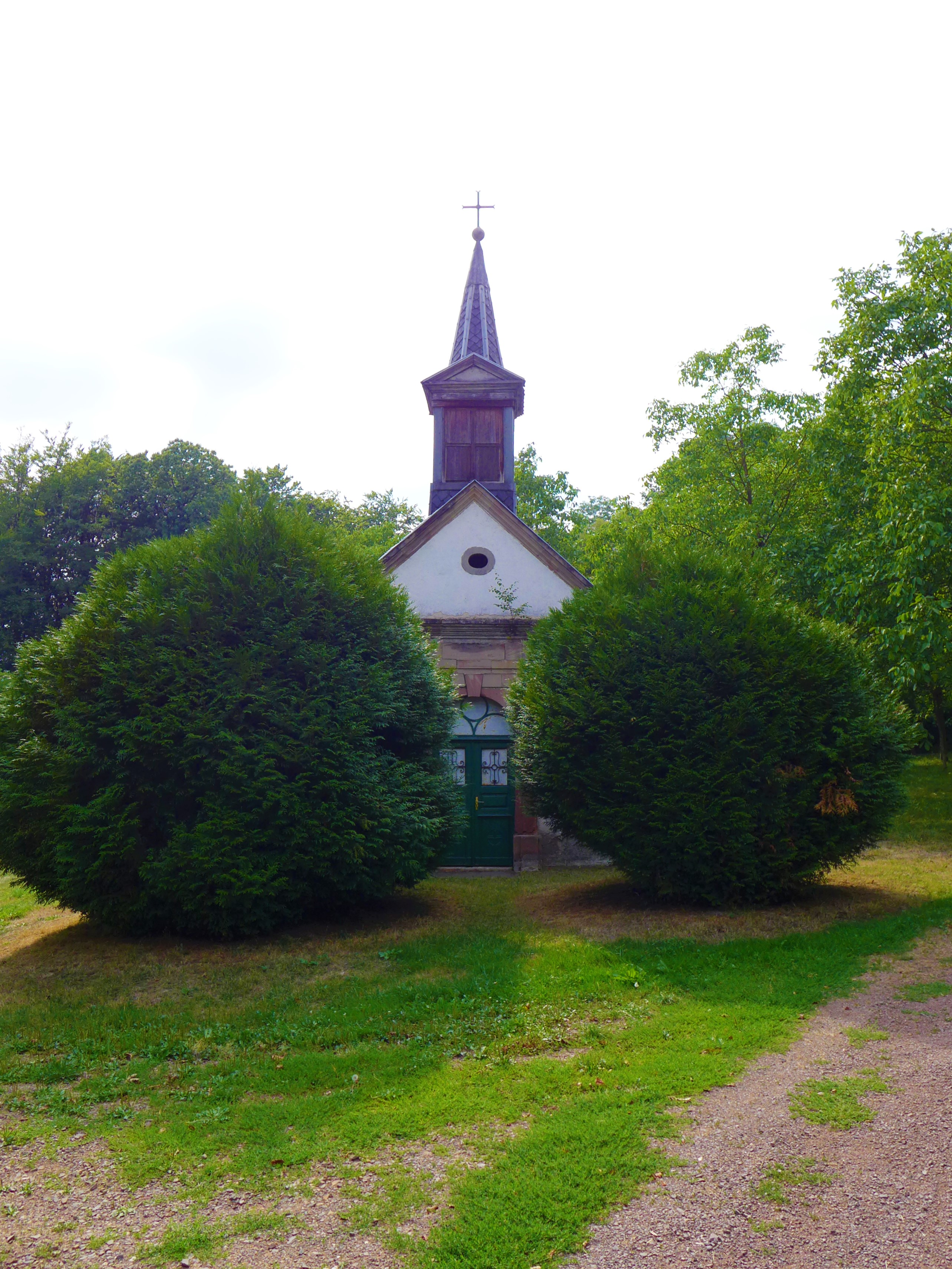
Kapelle auf dem Limberg
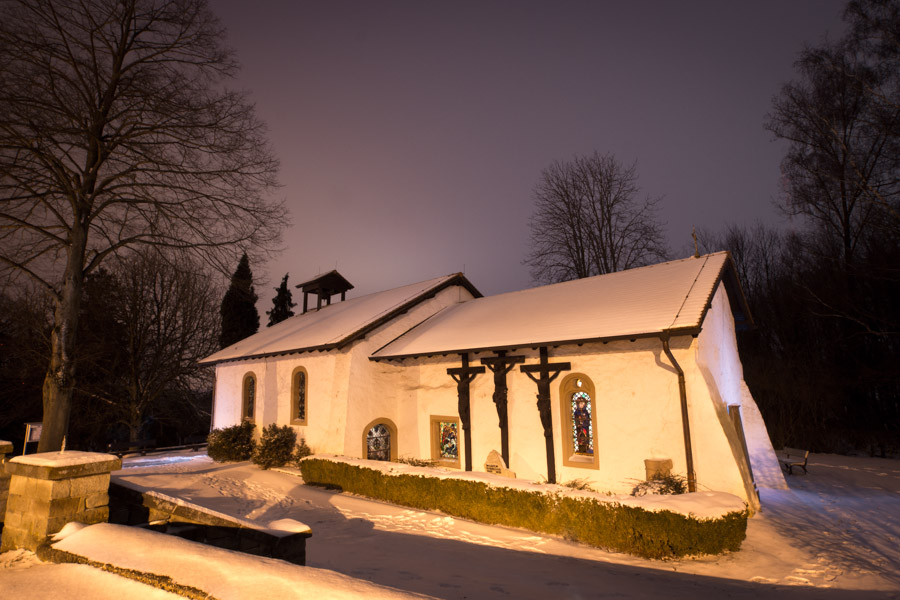
Orannakapelle bei Berus
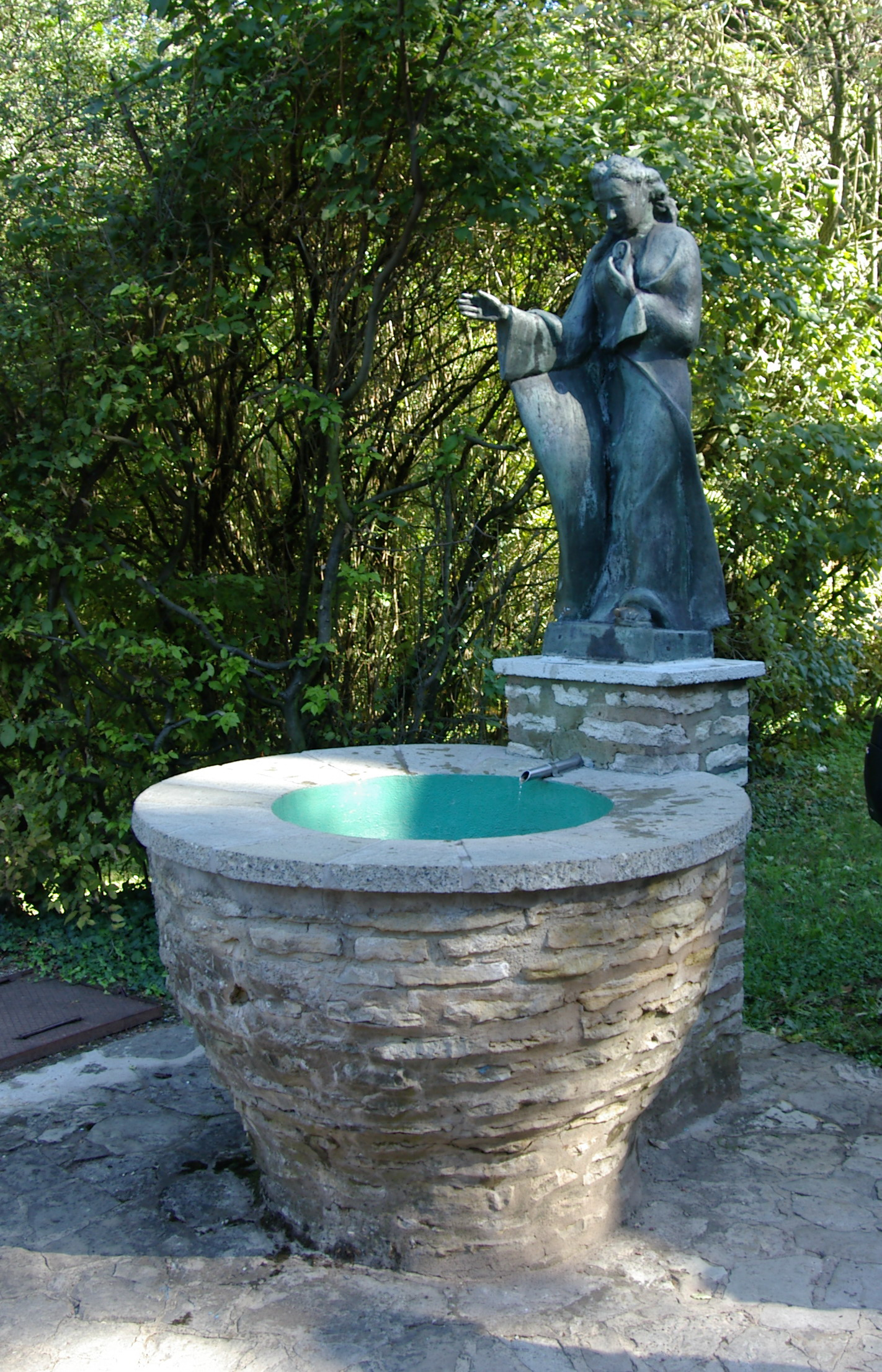
Orannabrunnen Berus
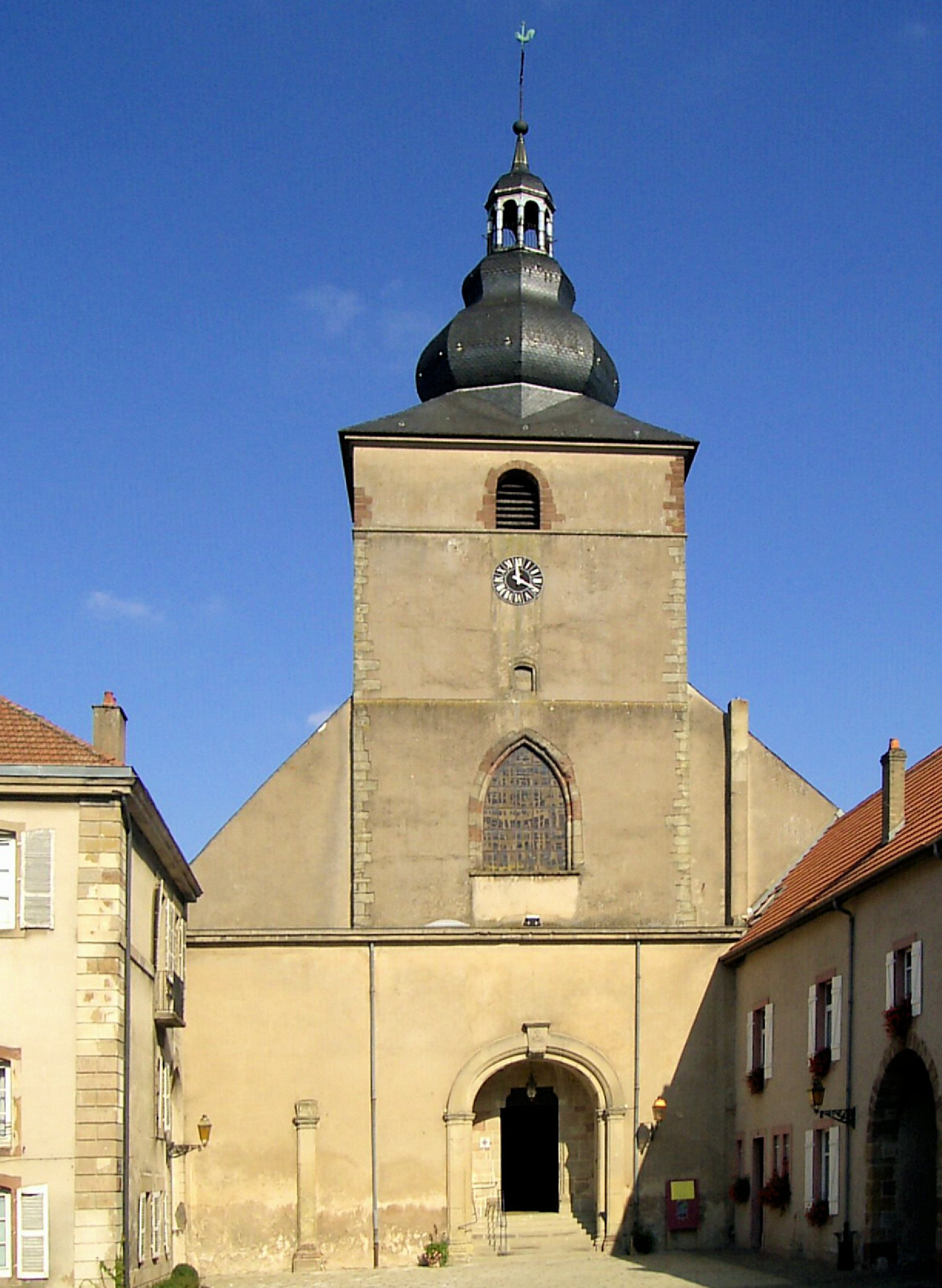
Abteikirche Heilig Kreuz
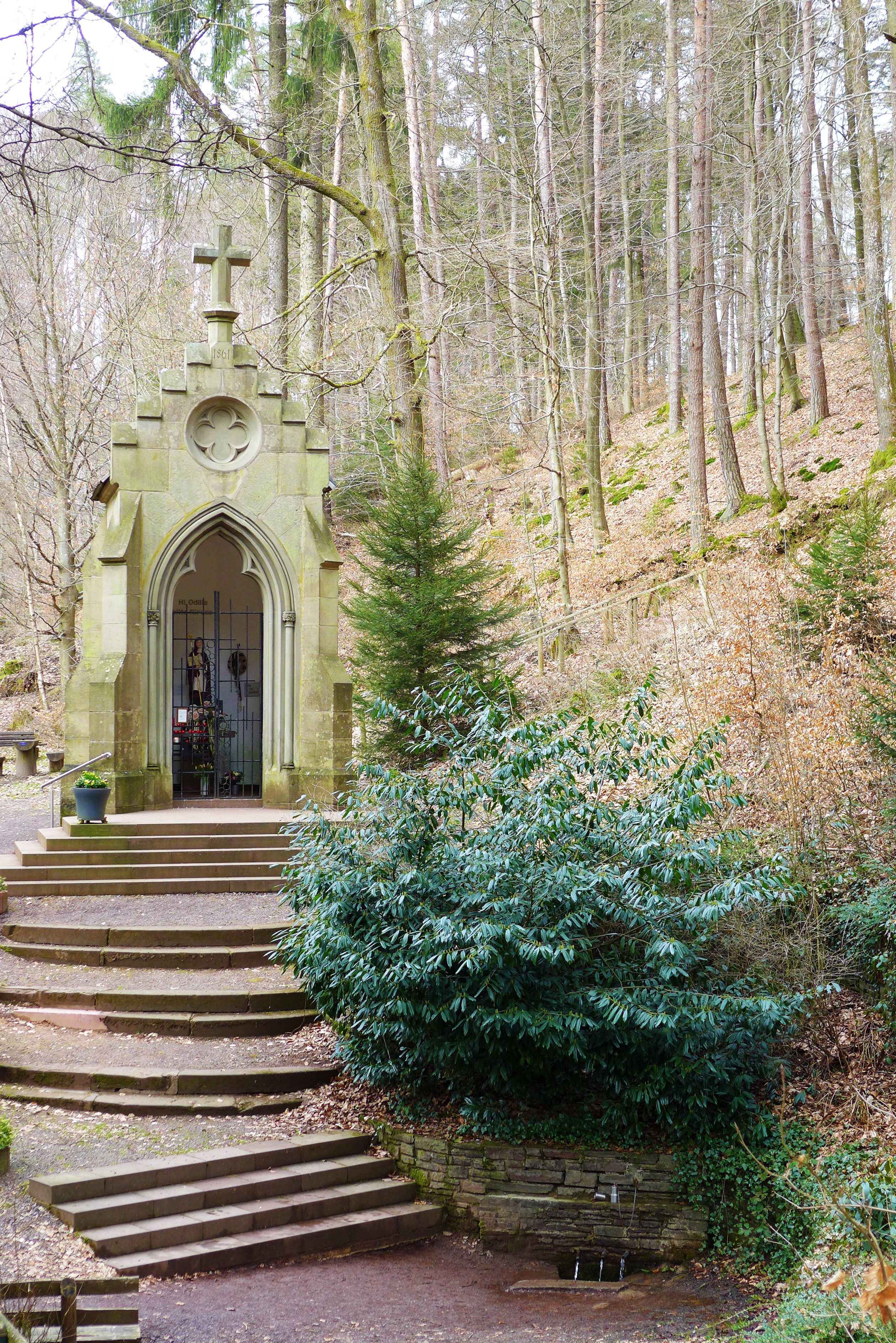
Großer Lückner, Odilienkapelle mit Odilienquelle

In der näheren Umgebung der Pfarrei befinden sich folgende Wallfahrtsorte:

### Litermontkreuzweg
Mitte des 19. Jahrhunderts errichtete man Margarete vom Litermont zu Ehren auf dem Gipfel des Litermontes ein großes, weithin sichtbares Gipfelkreuz. Es trägt die Inschrift: "Erinnerung an Margaretha von Lidermont. Hanc Crucem anno 1852 erexit et anno 1902 renovavit parochia Nalbach" (dt. Übersetzung: Dieses Kreuz errichtete im Jahr 1852 die Pfarrei Nalbach und erneuerte es im Jahr 1902.)
Das Litermontkreuz stellt heute das Wahrzeichen der Gemeinde Nalbach dar und ist, umgeben von vier Sternen (Symbole der Nalbacher Talgemeinden; ohne das ehemals zugehörige Diefflen), heraldisches Zentrum des Wappens der Gemeinde Nalbach. Das Gipfelkreuz ist Endstation eines Kreuzweges, der sich um den Berg herumzieht.

### Bildchen im Beckinger Wald

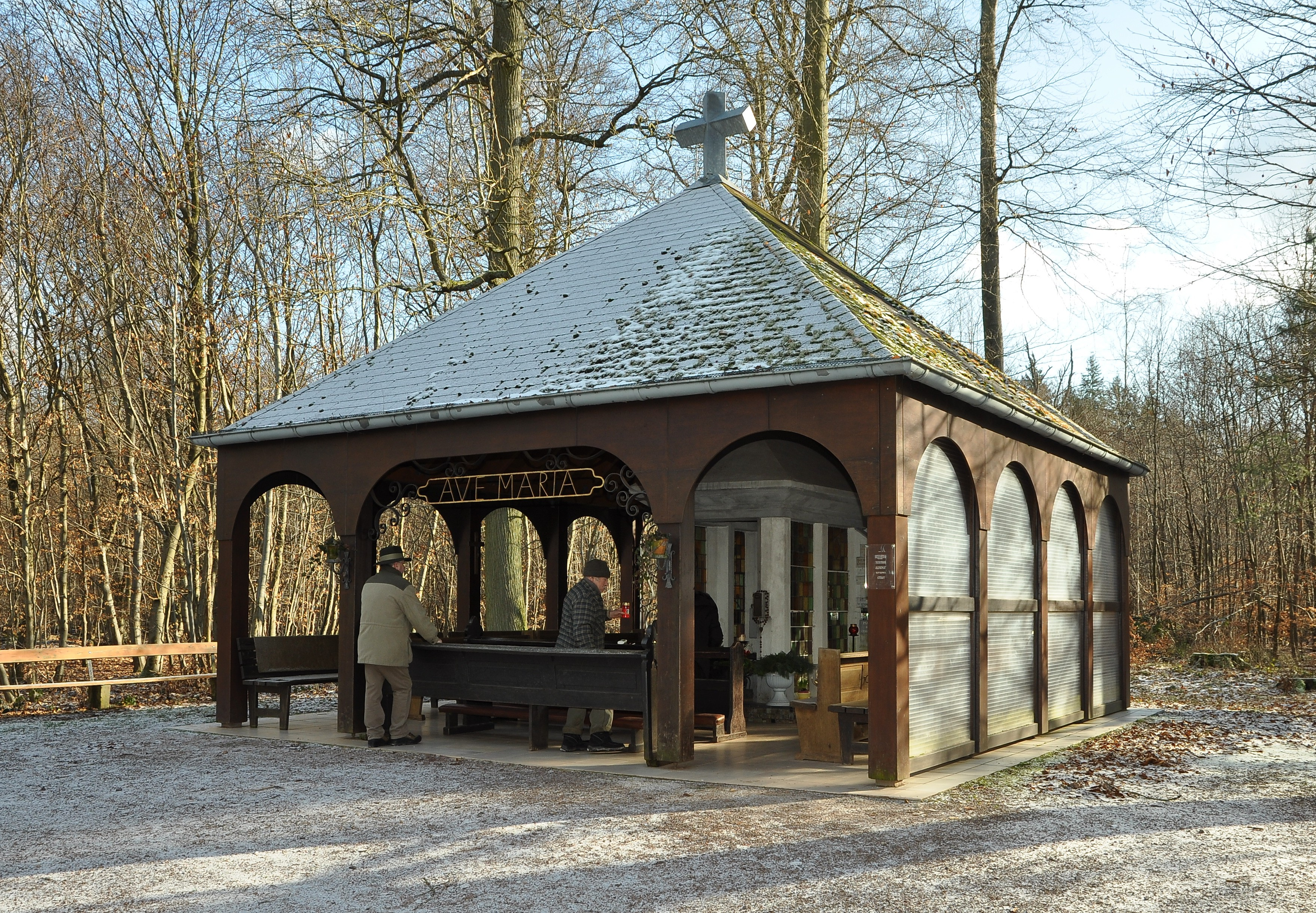
Beckingen, "Bildchen" im Beckinger Wald
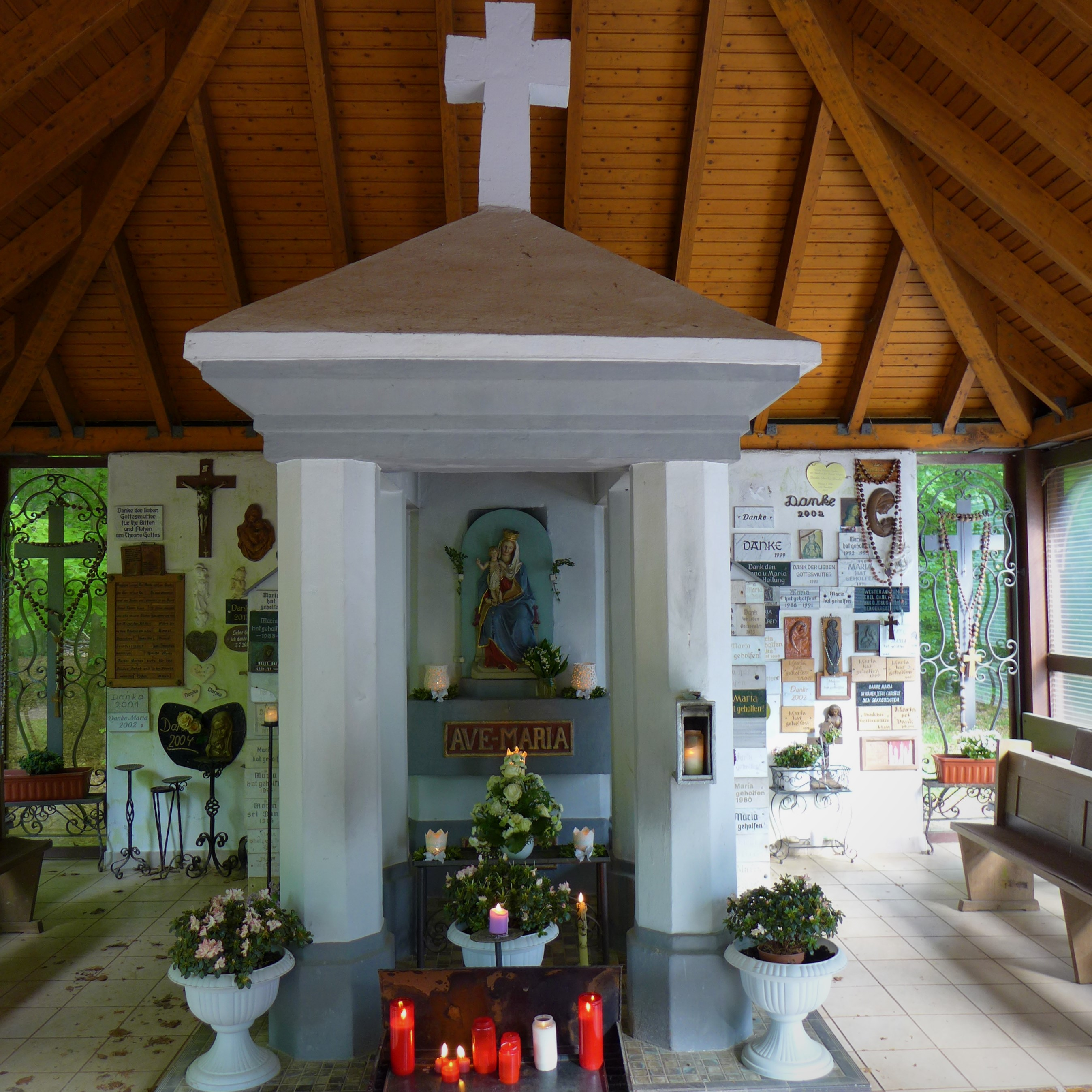
Inneres Kapellchen mit Überdachung
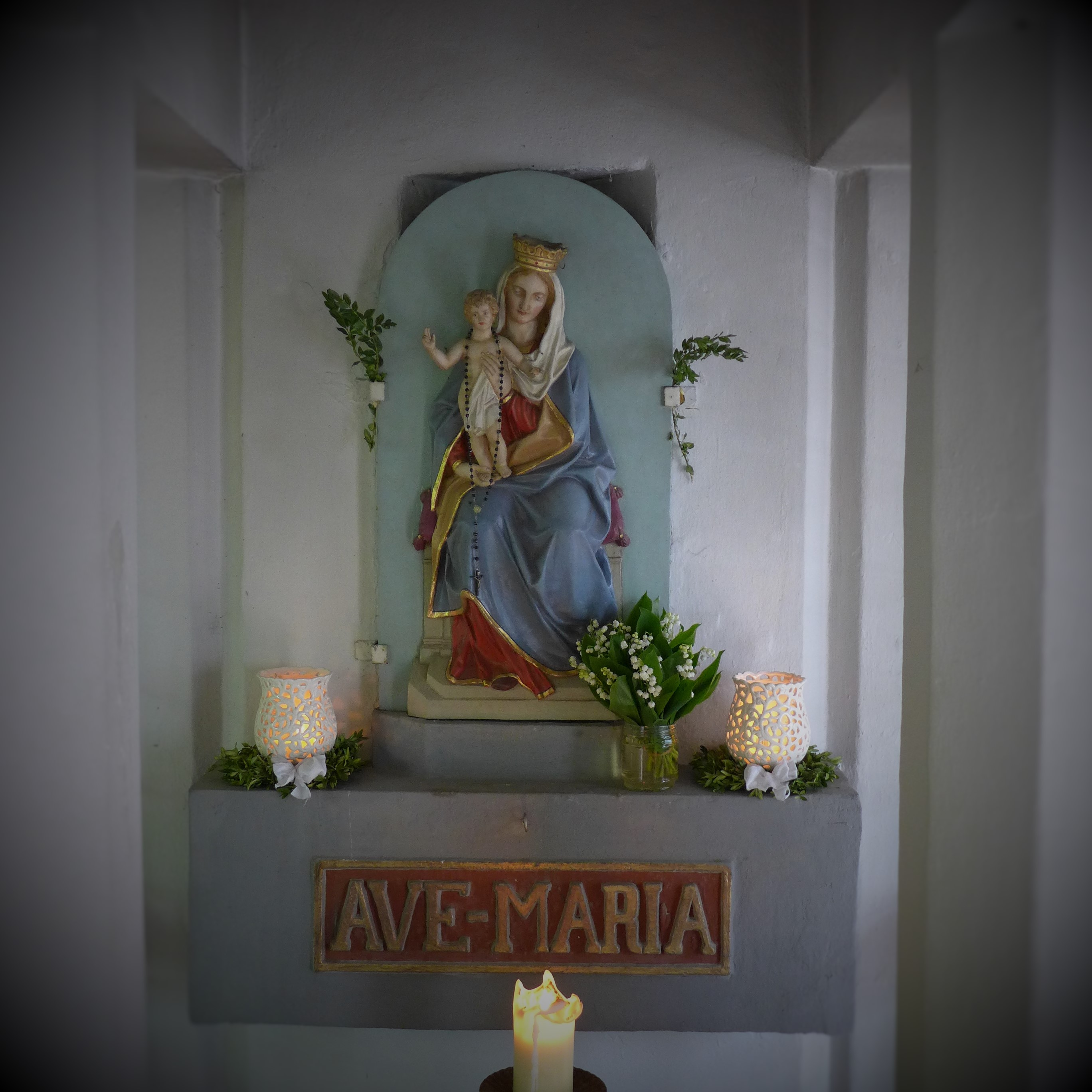
Gnadenbild

Das sogenannte „Bildchen“ im Beckinger Wald wurde nach mündlicher Überlieferung von einem überlebenden Teilnehmer des napoleonischen Russlandfeldzuges des Jahres 1812 im Jahr 1813 im Beckinger Wald errichtet. Nachdem der Bildstock nach dem Ersten Weltkrieg Opfer von Vandalismus geworden war, errichtete ihn der Beckinger Techniker Johann Jungmann im Jahr 1926 auf eigene Kosten neu. Das Bildchen wurde anlässlich des Marianischen Jahres im Jahr 1954 mit Buntglasfenstern ausgeschmückt. In den Jahren 1956/1957 errichtete man eine Glashalle für Beter über dem Bildstock, die während des Orkans Wiebke in Nacht vom 28. Februar auf den 1. März 1990 zerstört wurde. Einige Tage später zerschlugen unbekannte Täter das vom Sturm verschont gebliebene Marienbild. Nachdem aus der Bevölkerung Geld- und Sachspenden eingegangen waren, errichtet man über dem restaurierten Bildchen eine neue Kapelle, die am 15. August 2015, am Fest Mariä Aufnahme in den Himmel, eingeweiht wurde. Im Februar 2011 wurde die Anlage des Bildchen um einen Kreuzweg erweitert.

### Limbergwallfahrt
Der Saarlouiser Festungsgouverneur Thomas de Choisy hatte bereits im Jahr 1680 eine Kapelle auf dem Limberg für Bauarbeiter und Soldaten der zu errichtenden Festungsstadt Saarlouis bauen lassen, in der heilige Messen durch einen Karmeliterpater abgehalten wurden, doch bereits seit dem Mittelalter hatte hier ein von Mönchen betreutes Kirchlein gestanden. Am 31. August 1682 gab die erzbischöfliche Behörde in Trier die Erlaubnis zur Benediktion einer neuen Kapelle auf dem Limberg.
In den Jahren 1722 bis 1727 fertigte der Metzer Steinbildhauer Pierrar de Corail mit seinen Gesellen eine Kalvarienberg-Anlage mit Fußfall-Stationen, die am Fuß des Limberges mit einer Ölbergszene begann und auf dem Gipfel des Berges mit einer Heilig-Grab-Kapelle endete. Die Heilig-Grab-Kapelle wurde in den Jahren 1738 bis 1741 um eine Muttergotteskapelle mit Gartenanlage erweitert. Unter dem Hochaltar der Kapelle befand sich in einer Krypta das Heilige Grab. Zusätzlich befand sich in einiger Entfernung zur Kapelle eine Statio, die der heiligen Maria Magdalena gewidmet war. In dieser Statio war eine angeblich wundertätige Quelle gefasst, die von Mädchen und Witwen aufgesucht wurde, um einen Ehegatten zu erbitten. Als Opfergaben ließ man diesbezüglich kleine Holzkreuze an der Quelle zurück. Der Trierer Erzbischof Franz Georg von Schönborn gab der Anlage den Titel "Maria vom Berge Karmel".
Im Zuge der Französischen Revolution wurde die Anlage auf dem Limberg enteignet und verpachtet, die Mönche wurden vertrieben und die Bauten fielen dem antikirchlichen Vandalismus anheim. Erst im Jahr 1827 ließ Louis Villeroy die heute noch bestehende Kapelle für sein Hofgut auf dem Limberg errichten. Im Jahr 1840 wurde durch die Familie Villeroy ebenfalls ein neuer Kreuzweg errichtet.
Bis zum heutigen Tage ziehen zahlreiche Menschen traditionell am Karfreitag auf den Limberg. Der knapp zwei Kilometer lange Herrgottsweg hoch zur Kapelle wird von Kreuzwegstationen gesäumt. Die Gläubigen basteln aus Zweigen kleine Kreuzchen und legen sie am Fuße der Stationen nach der Verrichtung von stillen Gebeten nieder. Anschließend stärken sich die Pilger am Gipfel des Berges mit Quarkbroten ("Kässchmieren") oder Kartoffelpuffern („Grumbeerkeïchelcha“). Beim Verzehr der Karfreitagspeisen darf in Rücksicht auf den Todestag Jesu Christi keine Musik gespielt werden.

### Orannawallfahrt
Die Orannakapelle bei Berus war ursprünglich die Pfarrkirche der heutigen Wüstung Eschweiler. Der Legende nach soll die heilige Oranna Tochter eines iroschottischen Vizekönigs gewesen sein. Sie habe im Rahmen einer sehr frühen iroschottischen Mission im Mosel-Saar-Raum missioniert und sich dabei in der Gegend von Berus niedergelassen. Der heilige Wendelin soll ihr Bruder gewesen sein. Nach einer anderen Tradition soll Oranna die Tochter eines lothringischen Herzogs gewesen sein, der sie wegen ihrer Schwerhörigkeit verstoßen habe. Gemeinsam mit ihrer Gefährtin Cyrilla wurde sie in der Kirche der Ortschaft Eschweiler bestattet. Die feierliche Erhebung der Gebeine von Oranna und Cyrilla am 3. Mai 1480 ist urkundlich belegt. Dabei wurden die umgekehrt nebeneinander liegenden Skelette aus dem Sarkophag gehoben, neu eingekleidet und wieder bestattet. Am 17. September 1719 fand die Überführung der Reliquien in die Pfarrkirche St. Martin in Berus statt. Die Wirren der Französischen Revolution überstanden die Reliquien durch Evakuierung. Im Zweiten Weltkrieg wurden die Gebeine der beiden heiligen Frauen zunächst nach Lebach und dann in die Saarlouiser Pfarrkirche St. Ludwig verbracht. Nach dem Wiederaufbau der kriegszerstörten Orannakapelle befindet sich die Reliquienlade seit dem 22. September 1969 wieder in der Orannakapelle. In der Wallfahrtskapelle werden zwei eiserne Kronen aufbewahrt, die den betenden Gläubigen, welcher sie aufsetzt, von Leiden im Kopf- und Ohrenbereich heilen sollen. Vor der Kapelle befindet sich ein Brunnen mit einer modernen Bronzestatue der heiligen Oranna, dessen Wasser ebenfalls Heilkräfte nachgesagt werden.

### Abteikirche Heilig Kreuz (Bouzonville)
In den Jahren 1029/1030 gründeten Adalbert II., Graf von Metz, und dessen Ehefrau Judith, in Bouzonville das Heilig-Kreuz-Kloster. Die Stifter statteten ihre neugegründete Abtei mit einem Splitter des Kreuzes Christi als Reliquie aus, die Graf Adalbert von einer Pilgerfahrt ins Heilige Land mitgebracht hatte. Am 31. Januar 1034 wurde die Kirche von Dietrich II. von Luxemburg, Bischof von Metz, geweiht und am 10. Oktober 1049 durch Papst Leo IX. besucht. Die Abteikirche ist eine der frühesten Grablegen der heute noch bestehenden Dynastie Habsburg-Lothringen. Jedes Jahr an Karfreitag, dem Patroziniumsfest der ehemaligen Abtei, fahren ab dem Bahnhof Dillingen (Saar) Sonderzüge nach Bouzonville.

### Odilienkapelle im Großen Lückner
Um die Odilienquelle, die im Waldgebiet des Großen Lückner in der Nachbargemeinde Beckingen entspringt, ranken sich Legenden. Das Wasser der Heiligenborn-Quelle oder Odilienquelle soll Augenkranken Linderung und Heilung verschaffen. Aufgrund eines Gelübdes aus der Zeit des Dreißigjährigen Krieges wird jedes Jahr an Pfingstmontag eine Prozession zur Odilienquelle durchgeführt. Diese entspringt unterhalb der im neogotischen Stil aus Buntsandstein erbauten Odilienkapelle. Die Quelle soll bereits vor der Christianisierung zu kultischen Zwecken genutzt worden sein. Die Legende der heiligen Odilia berichtet, dass diese auf der Hohenburg bei Oberehnheim im Elsass geboren wurde. Sie war die Tochter des Herzogs Eticho und kam blind zur Welt. Aus diesem Grund wollte ihr Vater sie töten lassen. Eine mitleidige Amme rettete das Kind jedoch. Die örtliche Legende erzählt, dass Odilia nach dem Waschen ihrer Augen mit dem Wasser der Quelle im Großen Lückner durch ein göttlich bewirktes Wunder das Augenlicht erhalten habe. Zahlreiche Menschen mit Kinderwunsch stellen an den Seitenwänden der Kapelle kleine Kreuze ab und hoffen auf die Erfüllung ihrer Hoffnungen.

## Friedhof

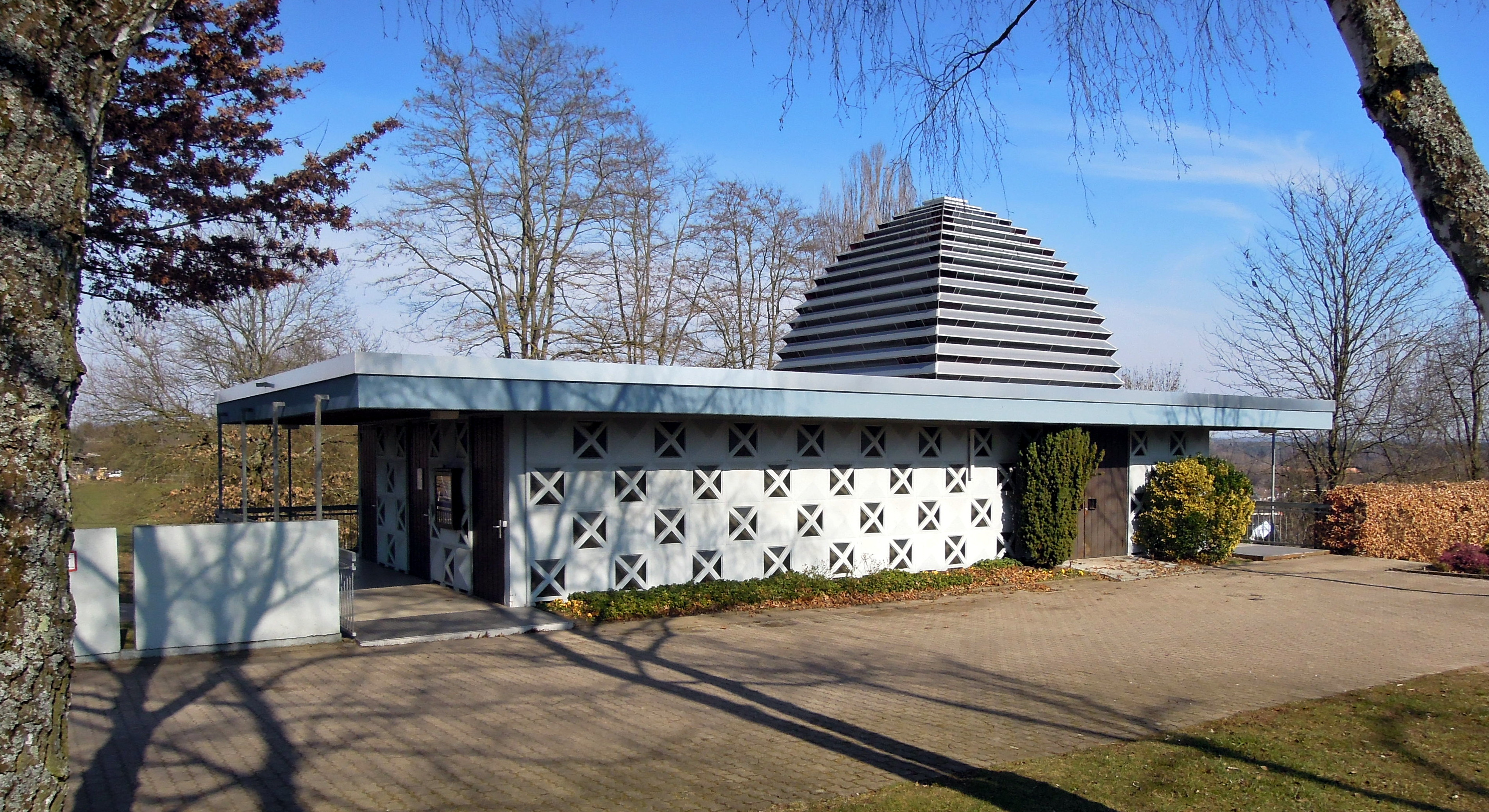
Diefflen, denkmalgeschützte Friedhofshalle des Architekten Konrad (Conny) Schmitz

Seit der Gründung der Nalbacher Pfarrei im Mittelalter wurden alle Toten des Nalbacher Tales auf dem Nalbacher Kirchhof bestattet. Bestattungen bei der Körpricher Michaelskapelle gab es erstmals in den Jahren 1695 bis 1705, als Körprich, das von allen Nalbacher Talgemeinden am weitesten von der Nalbacher St. Peter und Paul entfernt lag, kirchlich eine größere Selbständigkeit gegenüber Nalbach anstrebte. Als im Jahr 1762 die gotische Nalbacher Kirche zugunsten eines barocken Neubaues abgerissen wurde und der Nalbacher Kirchhof deshalb nicht belegbar war, wurden für vier Wochen alle Toten des Nalbacher Tales auf dem Kirchhof der Körpricher Kapelle beerdigt. Anschließend benutzte man aber wieder den Nalbacher Kirchhof bis zum Jahr 1867, als in Körprich wieder der eigene Kapellenfriedhof benutzt wurde und man im Jahr 1868 in Nalbach den aktuellen Friedhof zwischen Fußbachstraße und Galgenberg anlegte. Dieser Friedhof war als Friedhof von Nalbach, Piesbach, Bettstadt, Bilsdorf und Diefflen konzipiert. Diese Funktion verlor er mit der Anlage von eigenen Friedhöfen in den einzelnen Dörfern des Nalbacher Tales im Zusammenhang mit der kirchlichen Abtrennung von der Nalbacher Mutterpfarrei. Der jahrhundertealte Kirchhof bei der Nalbacher Kirche wurde in der Folgezeit eingeebnet.

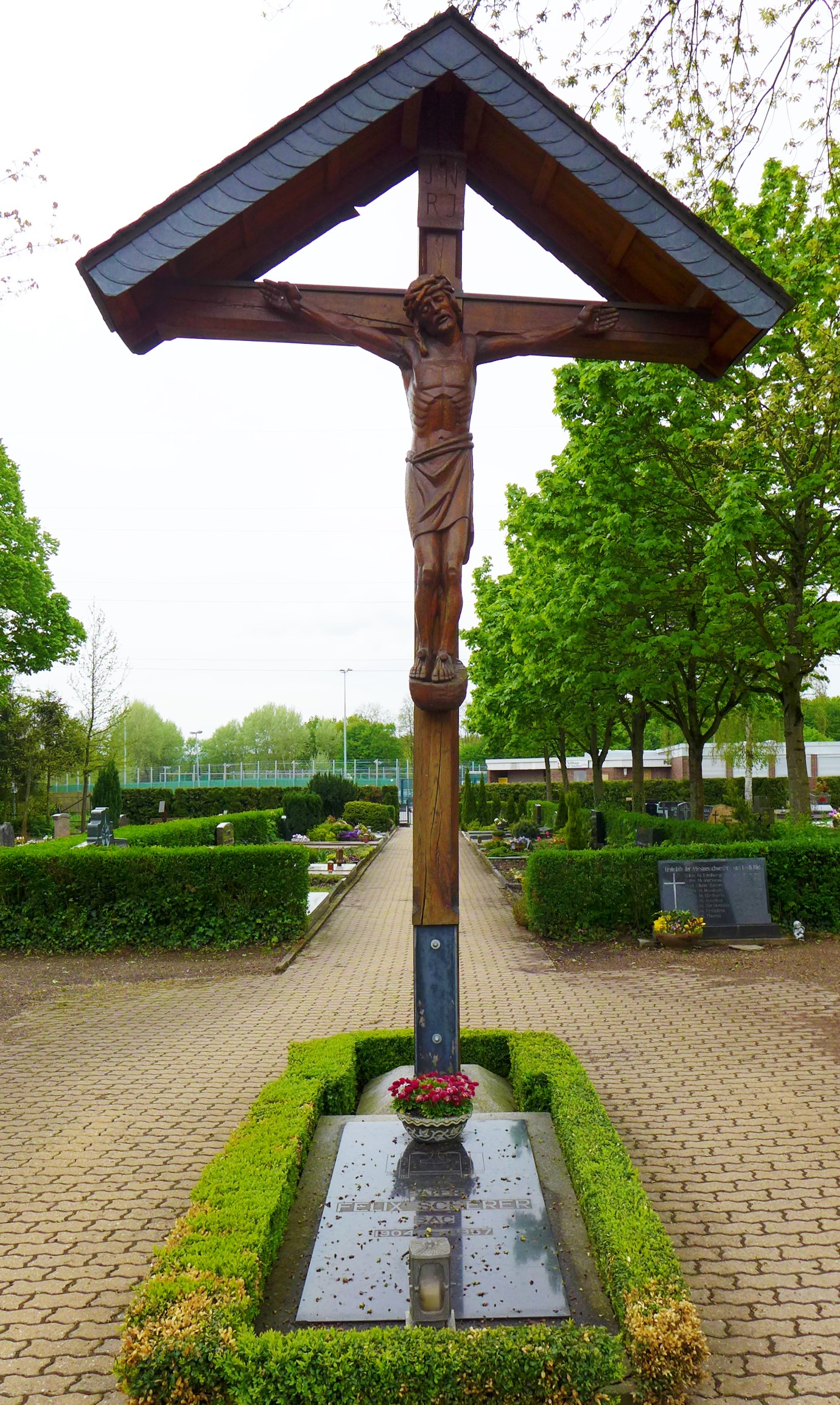
Diefflen, Friedhofskreuz, Ehrengrab für Pater Felix Scherer, rechts im Hintergrund die Grabtafel für die Ordensschwestern des Dieffler Klosters

Der Dieffler Friedhof wurde im Jahr 1904 auf dem Babelsberg als konfessionell-katholischer Friedhof der Pfarrgemeinde St. Josef und St. Wendelin durch Pfarrer Richard Brenner angelegt und am 4. Oktober 1905 eingeweiht. Der Friedhof hatte ursprünglich einen Sonderplatz für Nichtkatholiken, Ungetaufte und Selbstmörder. Vom 14. Jahrhundert bis zum Jahr 1905 waren alle Toten der Gemeinde Diefflen auf dem Nalbacher Friedhof bestattet worden, der seit dem 11. Jahrhundert um die dortige Pfarrkirche St. Peter und Paul herum angelegt worden war. Die heutige denkmalgeschützte Friedhofshalle wurde ab dem Jahr 1965 durch den Architekten Konrad Schmitz (1925–2010), der sich in den Jahren 1961–1963 mit dem Entwurf zur heute denkmalgeschützten Kirche Maria Trost auf der Pachtener Heide einen Namen gemacht hatte, errichtet und am 24. Juni 1967 eingeweiht. Bis dahin hatte man die Toten im jeweiligen Trauerhaus aufgebahrt.
Die Dieffler Friedhofshalle orientiert sich in ihren architektonischen Außenformen am Barcelona-Pavillon, den der deutsche Architekt Ludwig Mies van der Rohe (1886–1969) im Jahr 1929 entworfen hatte. Darüber hinaus verfügt die Friedhofshalle auf ihrer Hangseite über einen umlaufenden überdachten Balkongang. Die Wände sind als Diamantquader aus Beton gestaltet, wobei sich verglaste und massive Diamantquader schachbrettartig abwechseln. Während sich im flachgedeckten Teil die Aufbahrungskammern befinden, erhebt sich über der Aussegnungshalle eine vierseitige Kuppel aus Kathedralglasbändern im Wechsel mit tragenden Metallelementen. Im Kellergeschoss befinden sich Aufbewahrungs- und Technikräume. Die Halle wurde im Jahr 2012 für 135.000 Euro aufwändig saniert.
In der Mitte des Friedhofes befindet sich das im Jahr 1957 angelegte Ehrengrab der Gemeinde Diefflen für Pallottinerpater Felix Scherer (1904–1957). Scherer, der sich mit zehn weiteren Diefflern seines Alters (Jakob Becker, Oswald Nalbach, Josef Jost, Benedikt Breunig, Jakob Jost, Simon Waller, Josef "Sepp" Spurk – der spätere Dieffler Bürgermeister, Karl Wagner, Alois Kratz, Alois Schwarz) dem Pallottinerorden angeschlossen hatte, war von 1933 bis 1957 als Lehrer in der Missionsarbeit in Südafrika tätig gewesen und während eines Genesungsurlaubes in Diefflen am 2. Juni 1957 plötzlich verstorben. Über der Grabplatte aus Schwarz-Schwedisch-Stein (Ornamentgravur: Bibel, Messkelch, Priesterstola) erhebt sich ein großes Kreuz mit einem geschnitzten Kruzifixus (Bildschnitzerinitialen WJ).
Als weiteres Ehrengrab der Gemeinde Diefflen befand sich bis zur Auflassung der Grabstelle die Grablege der Ordensschwestern des Dieffler Herz-Mariae-Klosters (Missionsschwestern vom Kostbaren Blut). Die Grabtafel befindet sich heute seitlich des Ehrengrabes von Pater Felix Scherer.

## Förderverein St. Josef
Am 3. März 2016 wurde ein Förderverein gegründet, dessen Zweck die ideelle und materielle Förderung und Unterstützung der Pfarrei und ihres Gotteshauses ist. Mit Beiträgen, Spenden und Veranstaltungen sollen Mittel für die Pfarrkirche einschließlich der Inneneinrichtung und der Orgel sowie für den Pfarrsaal mit den dazu gehörigen Räumlichkeiten aufgebracht werden. In die Förderung werden auch die Außenanlagen und im Bedarfsfall die Übernahme von Kosten des laufenden Betriebes (Beispiel Heizkosten) einbezogen.